# St. Katharina (Wallerfangen)

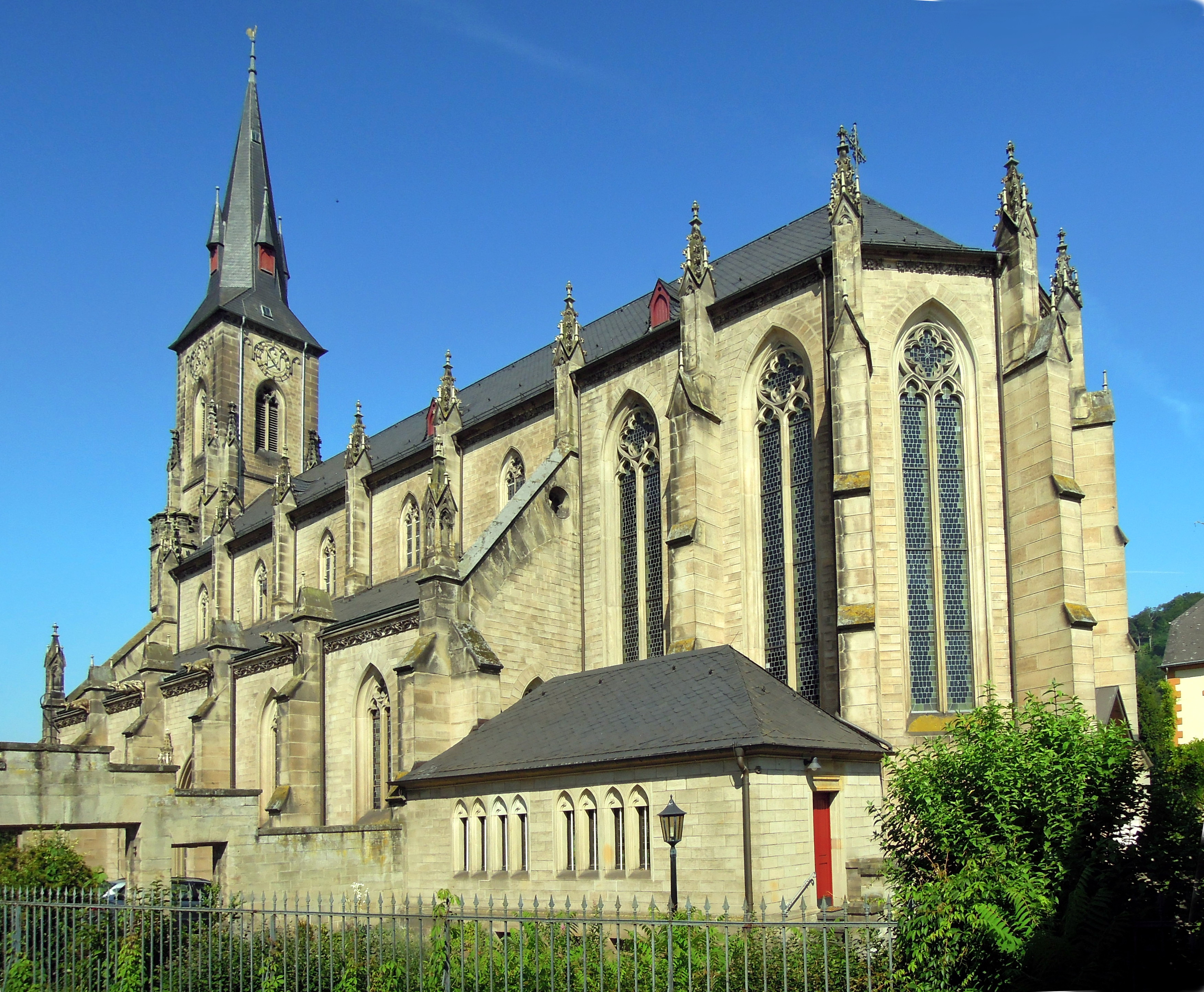
Die katholische Pfarrkirche St. Katharina in Wallerfangen

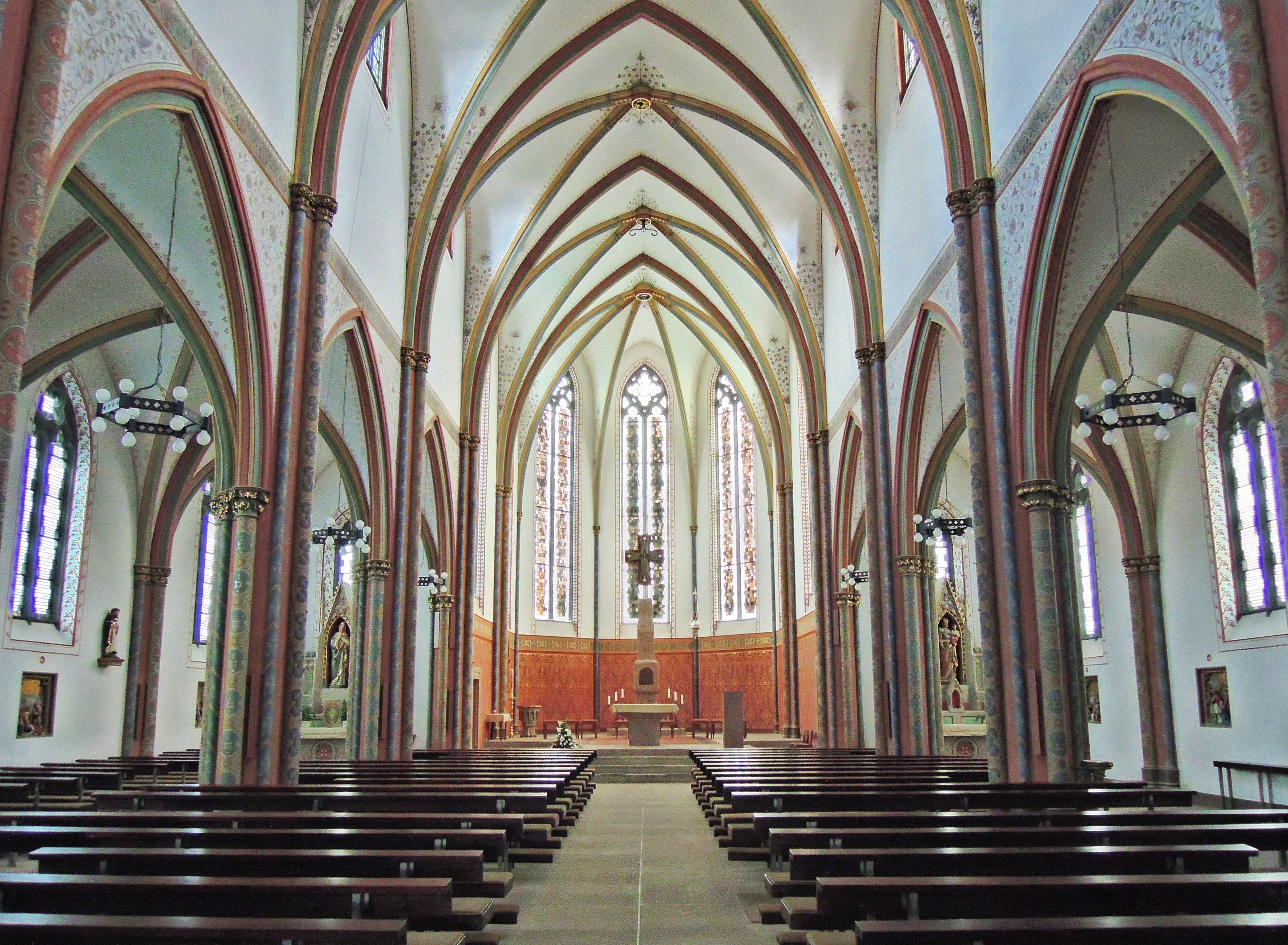
Blick ins Innere der Kirche

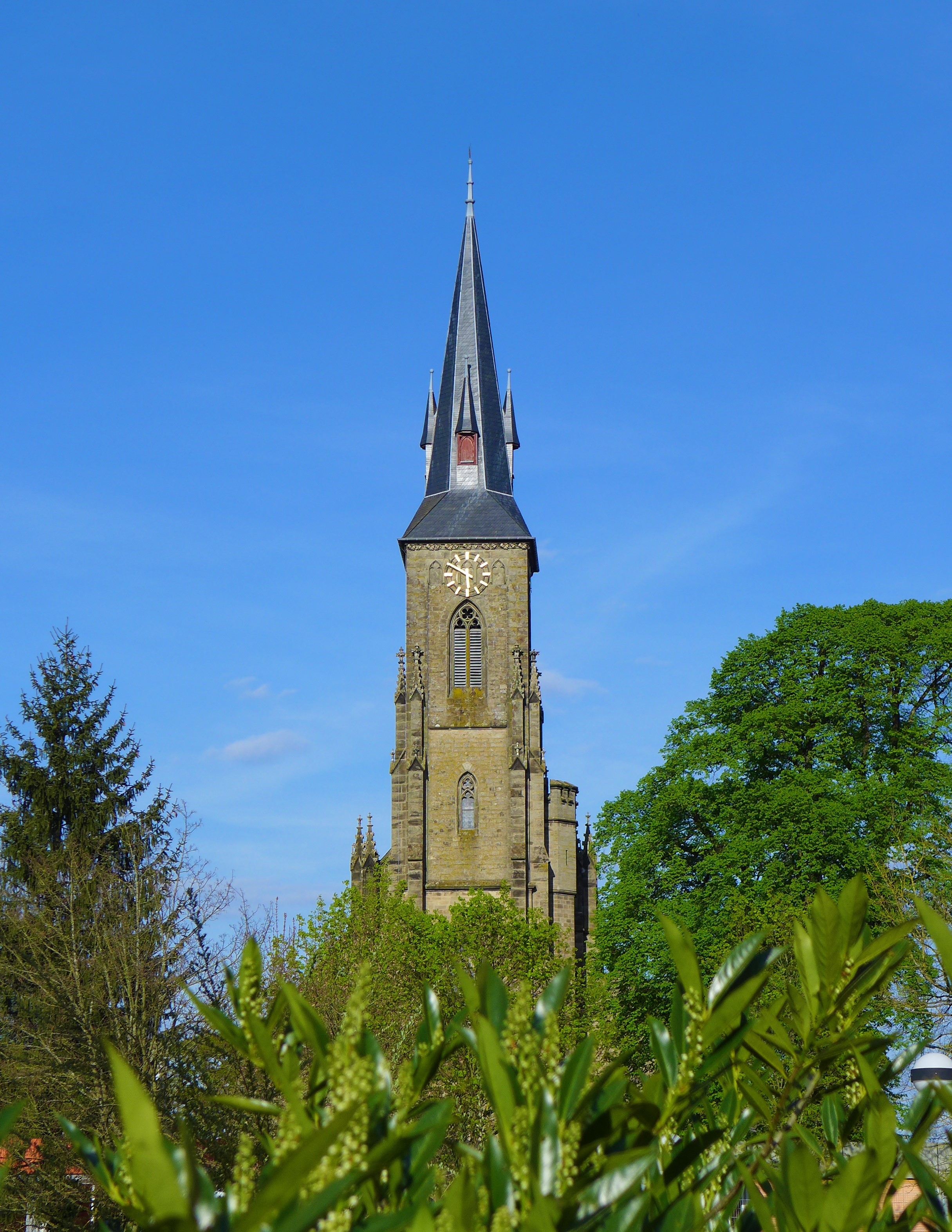
Ansicht des Turmes von Westen

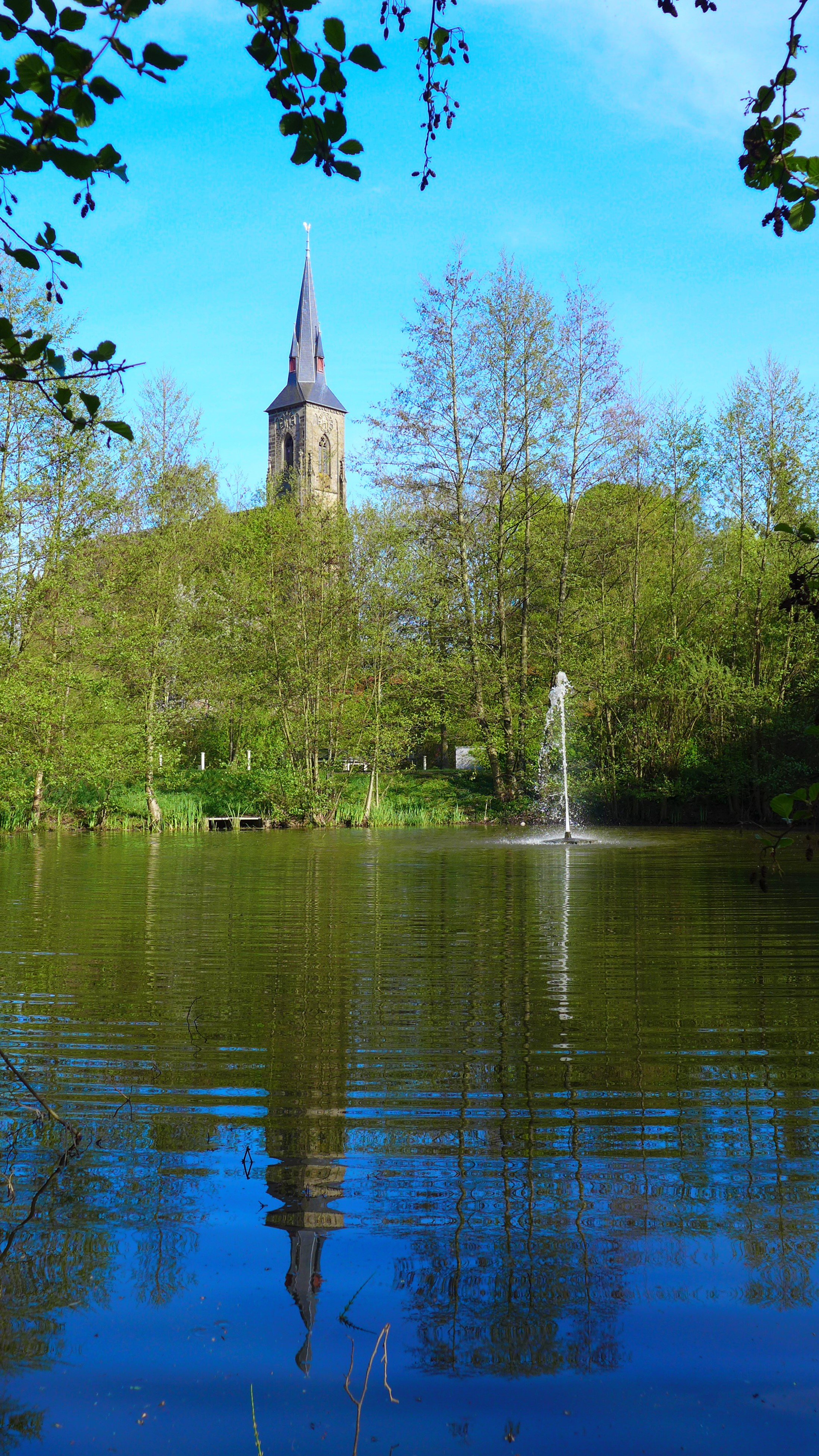
Ansicht vom Krankenhauspark aus

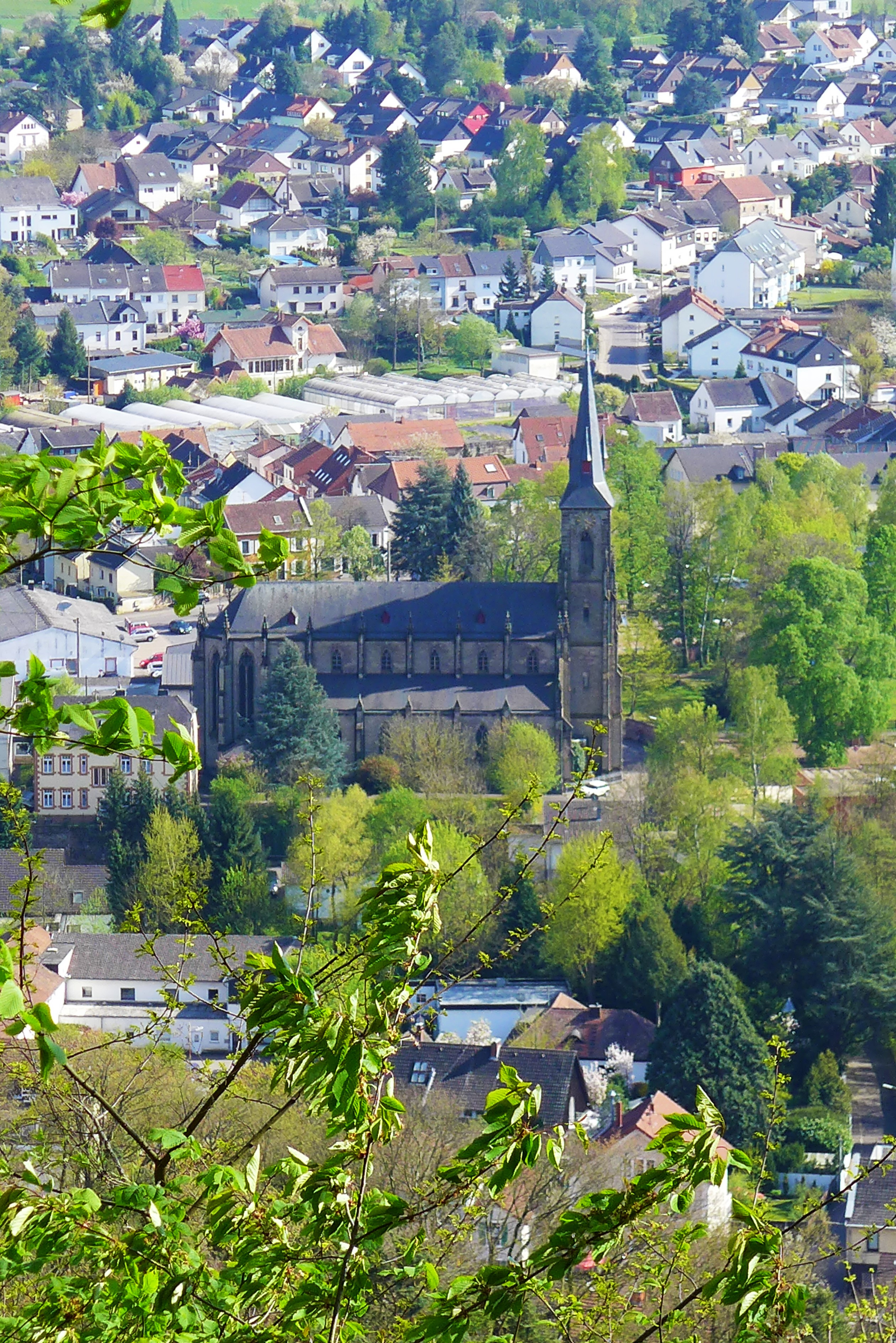
Wallerfangen, Blick vom Limberg auf die Wallerfanger Pfarrkirche St. Katharina

Die Kirche St. Katharina und St. Barbara ist eine katholische Pfarrkirche in Wallerfangen (Landkreis Saarlouis) im Saarland. Patroziniumstag der Kirche ist der Katharinentag am 25. November. Der zweite Patroziniumstag ist der Gedenktag der hl. Barbara von Nikomedien (4. Dezember). Die Kirche ist dem Bistum Trier zugeordnet. In der Denkmalliste des Saarlandes ist die Kirche als Einzeldenkmal aufgeführt. Das heutige neogotische Kirchengebäude der frühen 1860er Jahre ist der Nachfolgebau der mittelalterlichen Augustinerklosterkirche St. Katharina.

## Geschichte

### Vorgängerkirche

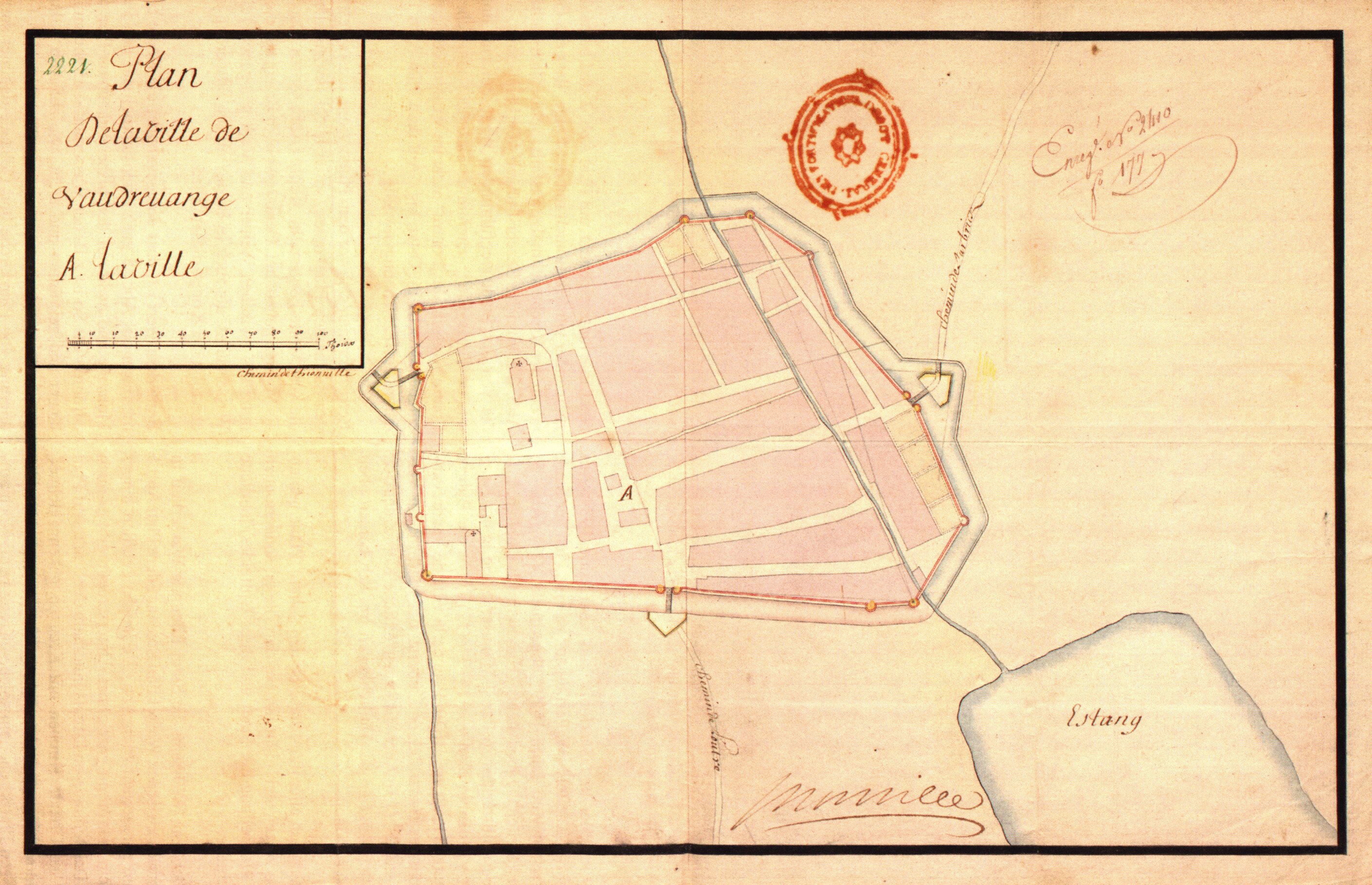
Plan von Wallerfangen/Vaudrevange aus dem Jahre 1679, sog. Plan von Monville. Das Gebäudegeviert am linken unteren Rand der Stadtmauer bezeichnet das Augustinerkloster (heute Standort der neogotischen Pfarrkirche St. Katharina); die ursprüngliche Stadtpfarrkirche St. Peter und Paul befindet sich in der Nähe des Saartores (Weg nach Diedenhofen). Das linke Fließgewässer ist der Lumpenbach/Wallerfanger Bach, das rechte der Mühlenbach, die beide in die nahegelegene Saar münden. Rechts befindet sich das Neutor (Weg nach Saarbrücken), unten die Oberste Pforte (Weg nach Nancy), ganz rechts unten die Aufstauung des Mühlenbaches.

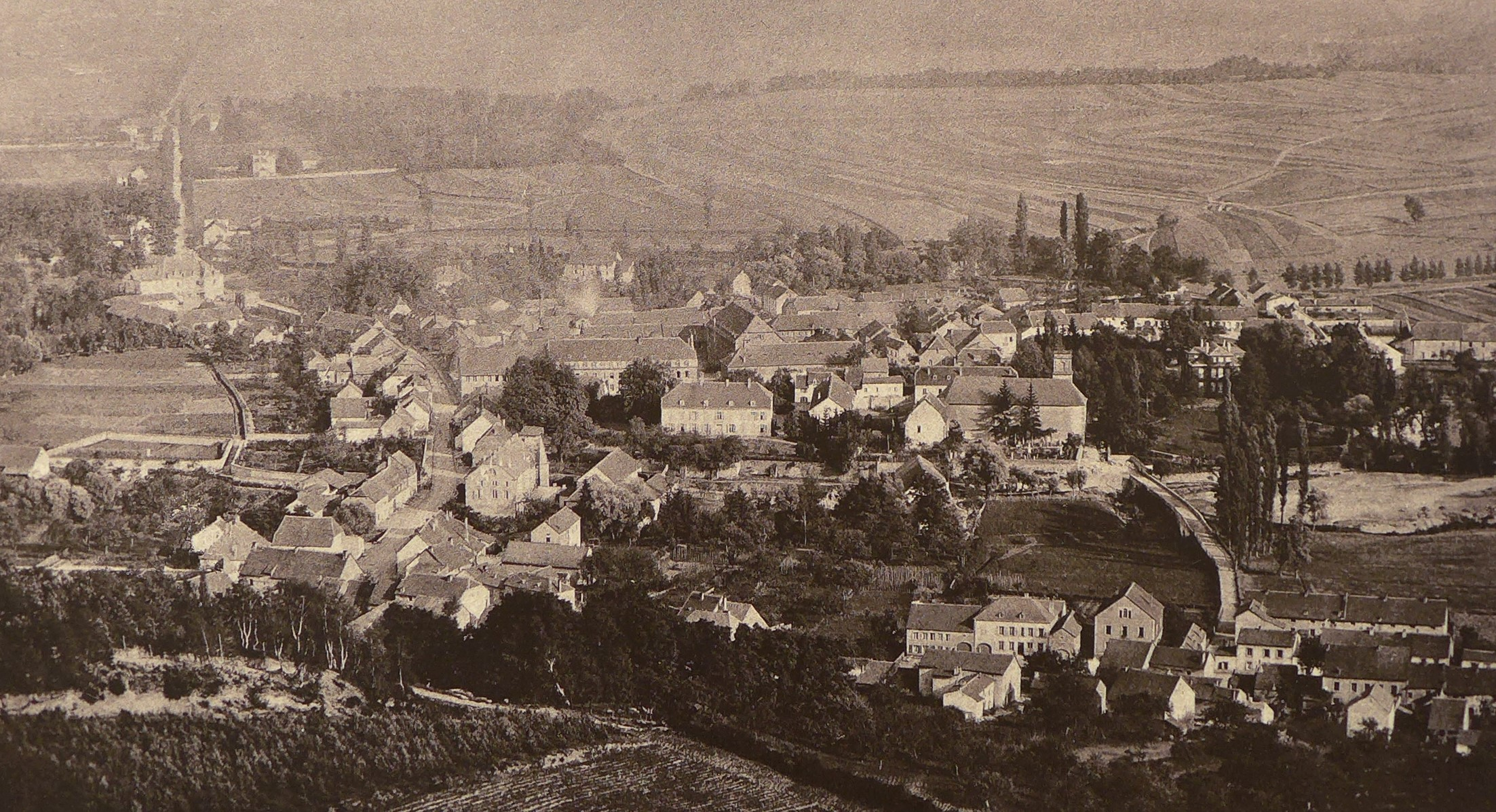
Wallerfangen um 1860, Blick vom Limberg aus auf die ehemalige gotische Augustinerklosterkirche St. Katharina mit erneuertem klassizistischen Turm von 1822 kurz vor dem Abbruch der gesamten Anlage im Jahr 1861

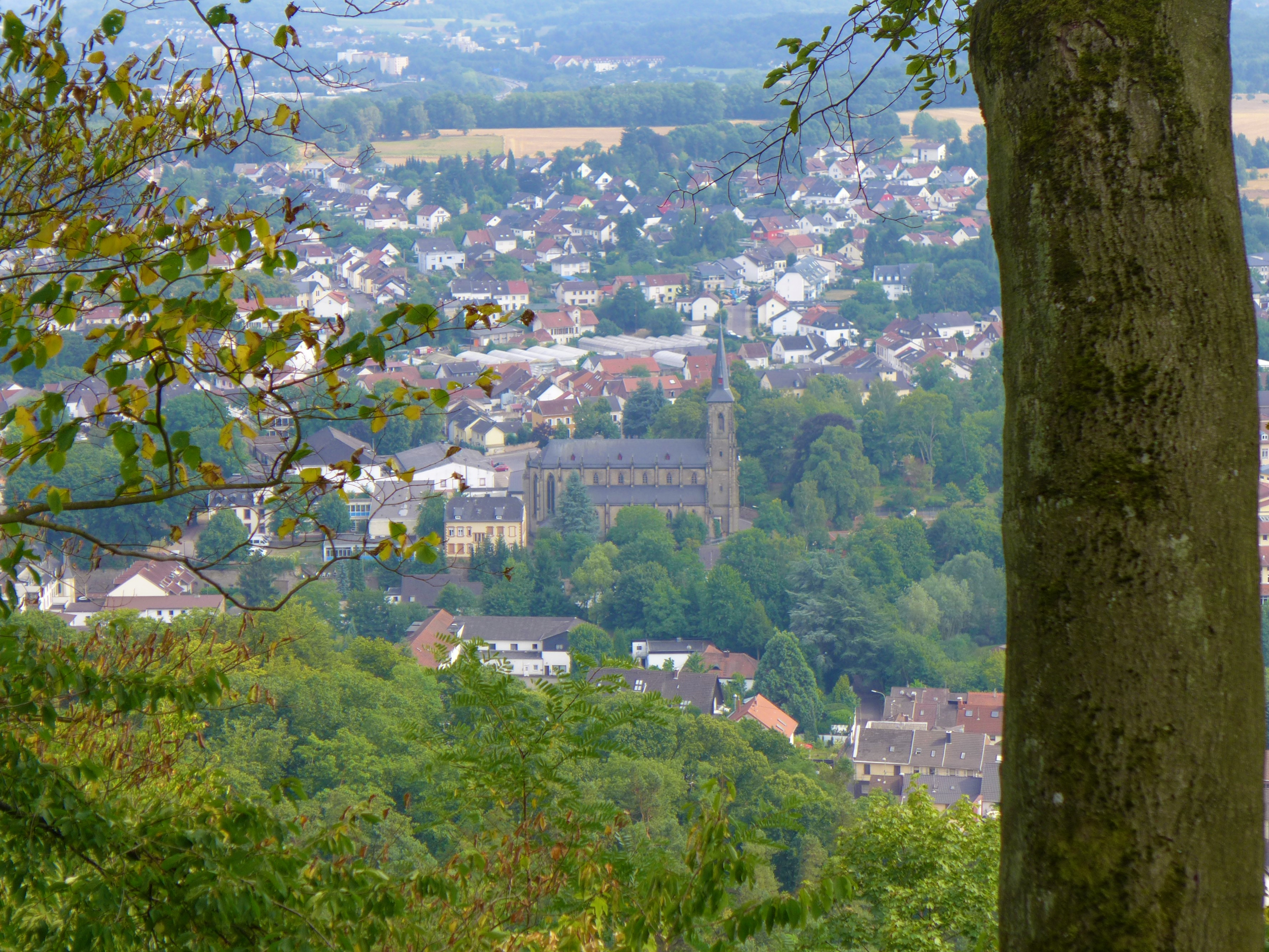
Perspektive der Aufnahme von Wallerfangen um 1860 im Jahr 2015

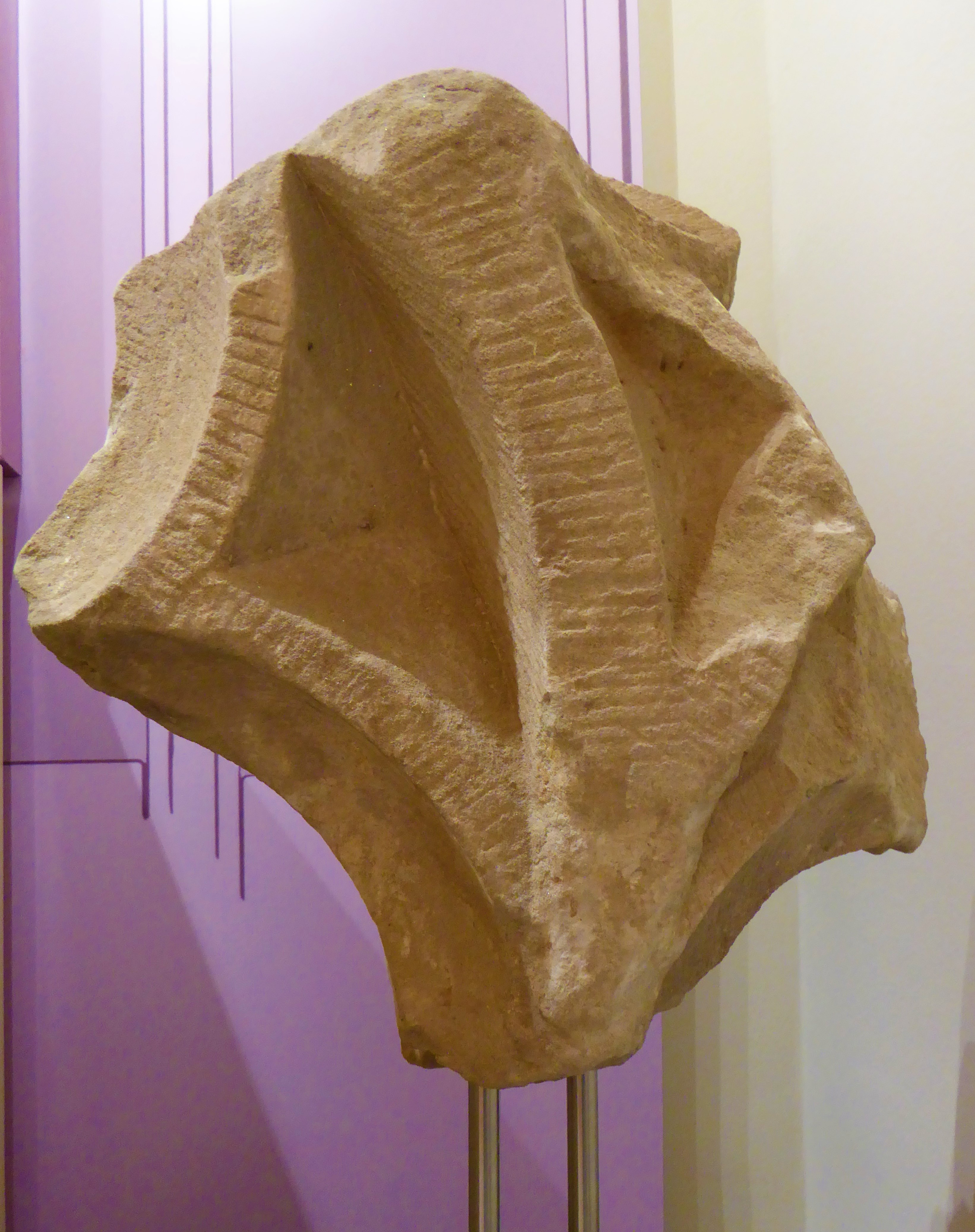
Hochgotisches Maßwerkfragment aus Sandstein eines Kirchenfensters der ehemaligen Wallerfanger Stadtpfarrkirche St. Peter und Paul, aufgefunden bei Grabungen im Jahr 2011 anlässlich des Abrisses des „Gasthauses zum goldenen Schwanen“ (Heimatmuseum Wallerfangen)

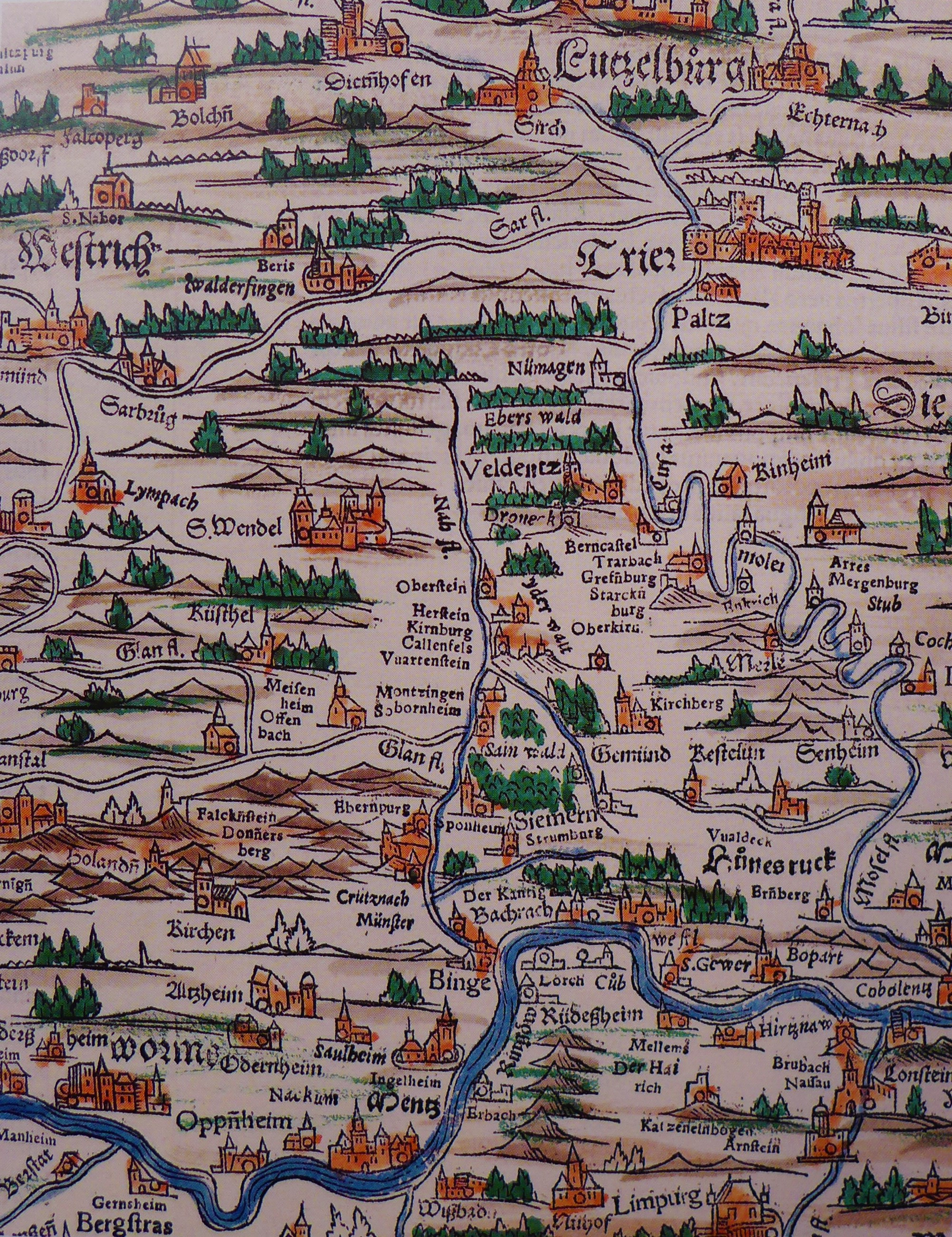
Walderfingen, Stilisierte Darstellung der Wallerfanger Kirche auf Sebastian Münsters gewesteter Rheinlaufkarte (1544)

„Walderuinga“ gehörte zu den um das Jahr 950 zur Abtei Mettlach zum Grab des heiligen Lutwinus wallfahrenden Ortschaften. Die Kollatur hatten die Herren von Warsberg, später die Herren von Dillingen-Siersberg inne.
Die erste urkundliche Erwähnung der Wallerfanger Pfarrkirche, die sich auf einem flachen, hochwasserfreien Höhenrücken innerhalb der Ortslage befand, datiert aus dem Jahr 1222. Dies geschieht in einer Urkunde des Trierer Erzbischofes Theoderich II. von Wied. Ein hochgotischer Neubau der Kirche fand im 14. Jahrhundert statt. Bei der Eroberung der Stadt Wallerfangen während der Kampfhandlungen des Dreißigjährigen Krieges unter dem kaiserlichen Generalleutnant und Feldzeugmeister Matthias Gallas im September des Jahres 1635 brannte die Kirche mit den übrigen Wallerfanger Häusern nieder. Der Ort wurde von kroatischen, ungarischen und polnischen Söldnern Gallas’ geplündert. Vermutlich diente danach bis zum Wiederaufbau der Kirche die ebenfalls hochgotische Wallerfanger Augustinerklosterkirche (1861 zugunsten der heutigen neogotischen Wallerfanger Pfarrkirche St. Katharina und St. Barbara des Architekten Franz Georg Himpler abgetragen) als ersatzweiser Sakralbau der Stadtgemeinde. Nachdem im Jahr 1687 Wallerfangen zugunsten des Baues der Festungsstadt Saarlouis zerstört worden war, riss man im Folgejahr 1688 dann auch die Wallerfanger Stadtpfarrkirche St. Peter und Paul nieder. Die beiden Kirchturmglocken wurden nach Saarlouis verbracht, um dort später im barocken Kirchturm der neuen Saarlouiser Kirche St. Ludwig eingebaut zu werden. Kirchengeräte und Gebälk wurden in Beaumarais wiederverwendet. Der letzte Stadtpfarrer Wallerfangens hielt sich die nächsten Jahre über weiterhin im zerstörten Ort auf und versah vermutlich Dienste in den beiden erhalten gebliebenen Wallerfanger Klöstern der Augustiner und Kapuziner.
Als man im Jahr 2011 das traditionsreiche Wallerfanger „Gasthaus zum goldenen Schwanen“ (Hauptstraße 26 – Ecke Villeroystraße), das im Jahr 1897 im Stil der Neorenaissance in der Ortsmitte anstelle eines barocken Vorgängergasthauses unter Erhalt des barocken Kellergewölbes erbaut worden war, zu Gunsten eines puristischen Neubaues der Kreissparkasse Saarlouis abriss, wurden bei archäologischen Grabungen durch das Landesdenkmalamt des Saarlandes sowohl die Fundamentreste der Südostpartie der Wallerfanger Stadtpfarrkirche St. Peter und Paul als auch weit über fünfzig Grablegen des ehemaligen Kirchhofes aus einem vermuteten Zeitraum von 1000 Jahren sowie zahlreiche weitere Fundgegenstände entdeckt. Der innere Bereich des früheren Wallerfanger Kirchengebäudes wurde einer stadtarchäologischen Untersuchung nicht unterzogen.
Die Spuren der Abbrucharbeiten des 17. Jahrhunderts lassen auf ein gründliches Vorgehen schließen. Die Ausbruchgrube fand man bei den archäologischen Arbeiten verfüllt mit Resten wie Steinsplittern, Verputz- und Mörtelresten, die bei der Reinigung der Steine zum Zwecke einer Wiederverwendung im entstehenden Saarlouis angefallen waren. Als besonders interessante Funde wurden Bruchstücke von hochgotischem Fenstermaßwerk vermutlich aus der zweiten Hälfte des 13. Jahrhunderts, Reste von Bleistegen zur Einfassung von Fensterverglasungen und Scherben von Fensterglas mit floraler Schwarzlotmalerei entdeckt. Die Funde lassen auf eine verhältnismäßig aufwändige Gestaltung des Wallerfanger Sakralbaues schließen. Das Areal des ehemaligen Kirchhofes wurde nur in einem kleinen Bereich systematisch untersucht. Die Grablegen wiesen zahlreiche Überlagerungen auf, sodass man vermuten kann, dass beim Ausschachten neuer Gräber ältere Bestattungen gestört worden waren. Die Arme der Toten waren oft in Gebetshaltung angewinkelt. Zahlreiche Grablegen wiesen Grabbeigaben wie Totenkronen, Reste der Totentracht, Schmuck sowie Rosenkränze und Medaillen auf. Eine Gewandspange konnte der Karolingerzeit zugeordnet werden. Keramikscherben datieren von der späten Bronzezeit über die römische Kaiserzeit und das Mittelalter bis in die Neuzeit hinein. Ein Model einer Ofenkachel mit einer Kampfszene datiert aus der Renaissance. Von den etwa 100 Münzfunde von der römischen Zeit bis in die erste Hälfte des 17. Jahrhunderts ragt eine besonders gut erhaltene Silbermünze des Trierer Erzbischofs Balduin von Luxemburg aus der ersten Hälfte des 14. Jahrhunderts hervor. Ebenfalls gefunden wurde ein Kopfteil einer spätbronzezeitlichen Gewandnadel sowie ein Teil eines Tongefäßes, beide aus der Zeit um 1000 v. Chr.
Bereits im Jahr 1937 hatte man im Areal eine Grablege aus dem Jahr 1629 entdeckt.
Die Stadtpfarrkirche unterstand dem Dekanat Perl und war damit dem Archidiakonat Tholey, einem der fünf Erzdiakonate des Erzbistums Trier, zugeordnet. Durch rigorose Maßnahmen des Herzogtums Lothringen fand die Reformation keinen Einzug in der Gemeinde. Filialkirche der Wallerfanger Stadtpfarrkirche St. Peter und Paul war die Kirche zur Allerheiligsten Dreifaltigkeit in Fraulautern-Kirchhofen, die heutige Apollonia-Kapelle.
Mit dem Beginn der Bauarbeiten an der Festung Saarlouis wurden in Wallerfangen und auf dem Limberg ab dem Jahr 1680 größere Truppenkontingente einquartiert. Der Wallerfanger Pfarrer Johann Manderfeld wurde deshalb durch die Wallerfanger Augustinerpatres und die französischen Regimentsgeistlichen in der Ausübung der Seelsorge unterstützt. Manderfeld versah bis zum 13. November 1683 auch die Seelsorge in Saarlouis, bis diese durch französische Rekollektenpatres übernommen wurde. Mit dem Befehl der Niederlegung der Stadt Wallerfangen und deren Stadtpfarrkirche erfolgte noch einmal eine Inventarisierung der Kirchengüter. Der Trier Erzbischof Johann VIII. Hugo von Orsbeck bedauert in einem Schreiben die Zerstörung und Verlegung der traditionsreichen Wallerfanger Pfarrei:

„Im Jahr 1687 wurde Walderfingen dem Erdboden gleichgemacht. Die Einwohner wurden durch Androhung äußersten militärischen Zwanges zur Auswanderung gezwungen. Im darauffolgenden Jahre wurde zum allgemeinen Bedauern sogar die Pfarrkirche in einen Steinhaufen verwandelt. Ihre besten Glocken kamen nach Saarlouis, die übrigen Kirchengeräte auf Geheiß der weltlichen Behörden nach Beaumarais, einem an den Grenzen der Stadt neuentstandenen Orte. Nach diesen Zerstörungen wurde hier und in mehreren anderen Kirchen ein Trauergottesdienst abgehalten.“

Die beiden Klöster der Augustinerchorherren und der Kapuziner blieben allerdings in Wallerfangen erhalten. Pfarrer Manderfeld übernahm dann am 29. Juni 1692 die neugegründete Pfarrei St. Peter und Paul in Beaumarais. Die Wallerfanger Pfarrstelle Manderfelds wurde vom Erzbistum Trier durch den aus St. Johann an der Saar kommenden Jakob Jaquemin besetzt. Als sich dieser im Jahr 1697 seines Postens entledigen wollte, soll er von Trier abgemahnt worden sein. Am 26. Februar 1698 installierte Trier in Beaumarais Michel François als neuen Pfarrer, der nach 32 Dienstjahren starb und im Jahr 1729 in der Pfarrkirche von Beaumarais bestattet wurde.
Im Laufe der Zeit entstand der Ort Wallerfangen als Dorf wieder. Als Pfarrkirche diente die örtliche Augustinerklosterkirche.

### Wallerfanger Klöster

#### Wallerfanger Augustinerkloster

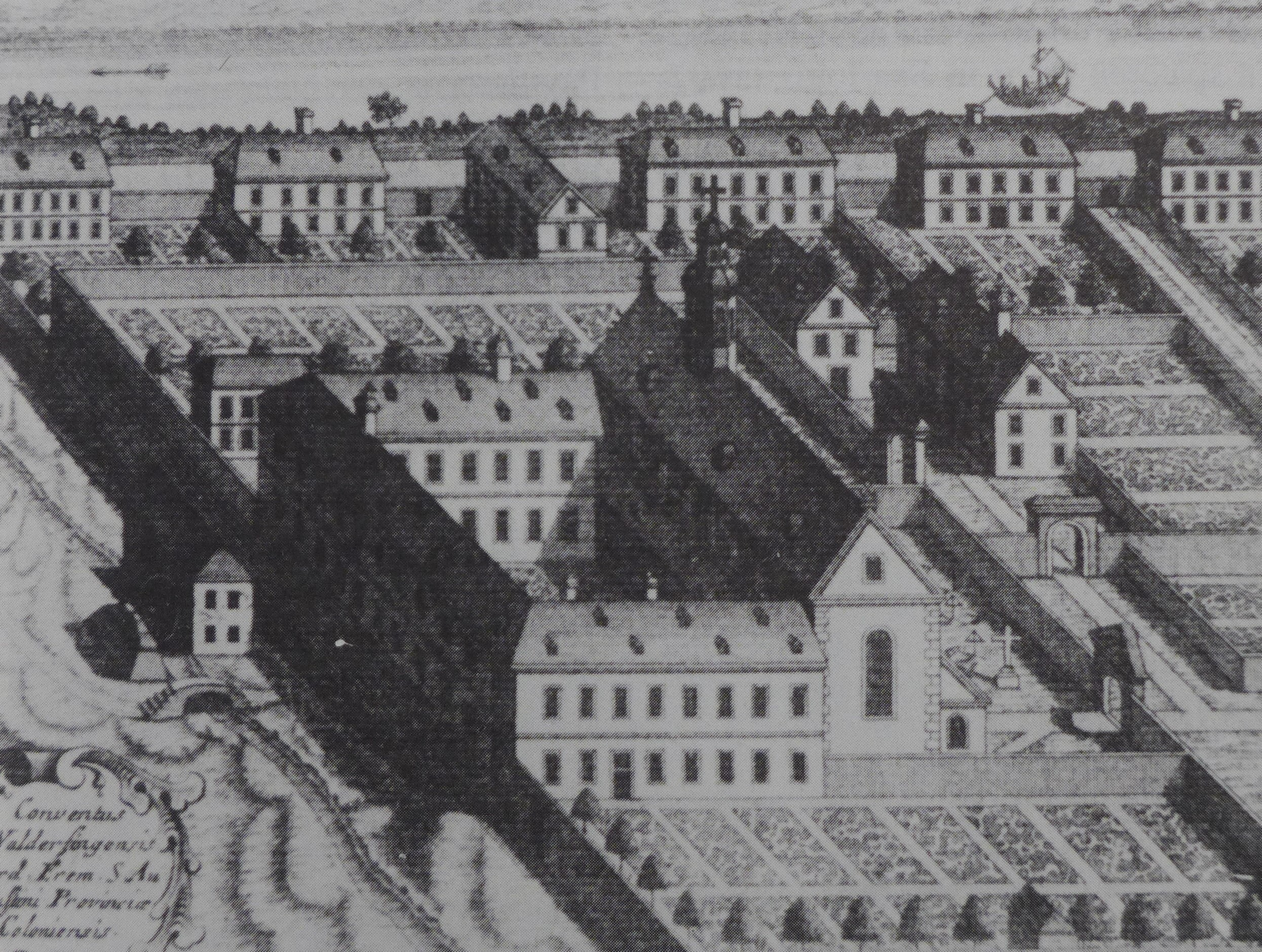
Augustinerkloster Wallerfangen (Conventus Walderfingensis Ord. Erem. S. Augustini Provinciae Coloniensis), Stich von Johann Matthias Steidlin (auch Steudlin), 1731, Am Standort der Klosterkirche befindet sich heute die neogotische Wallerfanger Pfarrkirche St. Katharina

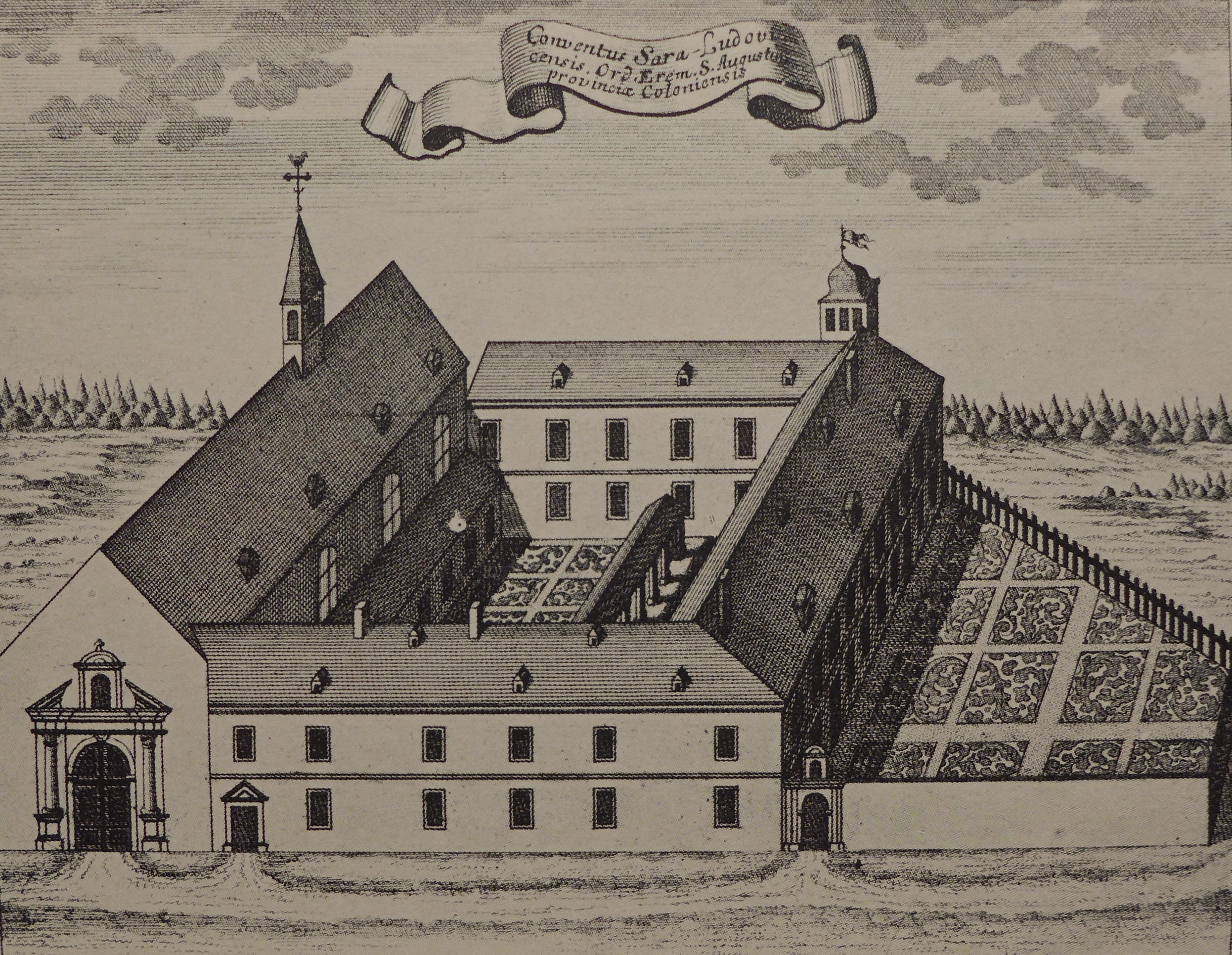
Früheres Augustinerkloster Saarlouis um 1720, späteres Collège, dann Gelände des Canisianums; der dargestellte Weg vor dem Kloster ist die heutige Augustinerstraße, die linke seitliche Begrenzung des Klosterareals neben der Klosterkirche ist die heutige Stiftsstraße, im Bereich der Apsis der Klosterkirche befindet sich heute die Canisianumskapelle

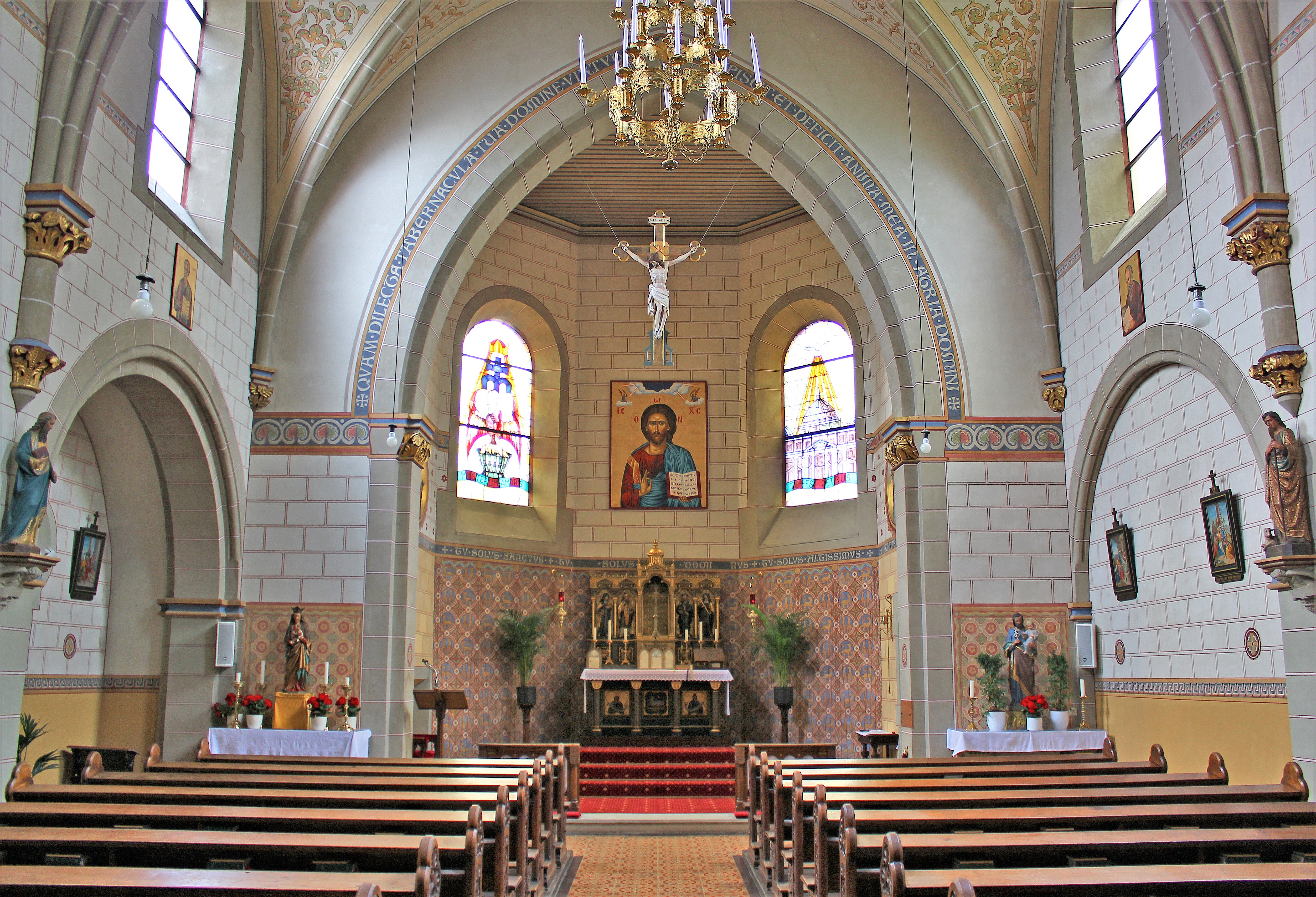
Wilhelm Peter Schmitz: Saarlouis, St. Petrus Canisius, Innenraum

Das im Jahr 1306 gegründete Wallerfanger Augustinerkloster wurde im Jahr 1691 mit der Hälfte der Patres nach Saarlouis verlegt, während das Ursprungskloster weiterhin bestand. Die Mönche bewohnten in Saarlouis zunächst einige Räume des Pavillons. Die Erlaubnis zur Übersiedelung hatte die Trierer Bistumsverwaltung in einem Schreiben vom 29. November 1687 erteilt. Das Kloster gehörte verwaltungsmäßig zur Kölner Ordensprovinz. Die deutschen Mönche waren ein Zugeständnis an den überwiegend aus Wallerfangen stammenden deutschsprachigen Bevölkerungsteil der neuen Festungsstadt, der im Hinblick auf die französischsprachige Seelsorge durch die Rekollektenpatres in St. Ludwig auf Sprachbarrieren stieß. Darüber hinaus war St. Ludwig aufgrund seiner geringen Gebäudekapazität bei der damaligen hohen Zahl von Gottesdienstbesuchern auch auf eine Ausweichkirche angewiesen. Die Augustiner errichteten in Saarlouis eine vierflügelige Klosteranlage, die sich um einen gärtnerisch gestalteten Innenhof legte. Kirche und Konventsgebäude wurden in den Jahren von 1691 bis 1695 errichtet. Die Ausbauarbeiten gingen allerdings über das Jahr 1695 hinaus. Der französische König Ludwig XIV. hatte diesbezüglich dem Konvent eine Spende von 600 Livres zukommen lassen. Dazu kamen zahlreiche Spenden der Bevölkerung. Das Aussehen der neuerrichteten Anlage ist in einem Stich aus dem Jahr 1720 überliefert. Die Klosterkirche, die von der Länge her etwas kürzer als die St. Ludwigskirche angelegt worden war, wurde dem heiligen Nikolaus von Myra geweiht. Mit der Beerdigung des erst fünfjährigen Cornelius Mathieu am 1. August 1696 vollzog man die erste Bestattung innerhalb der Klosterkirche. König Ludwig XIV. bestätigte die neue Niederlassung in Saarlouis im Jahr 1705 in einem Schreiben und lobte dabei die Qualität der Seelsorge und des Lateinunterrichtes für die Jugend von Saarlouis („Car tel est notre Plaisir“).
Auf Befehl König Ludwigs XV. mussten allerdings die Wallerfanger und Saarlouiser Augustinermönche im Jahr 1751 ihre beiden Klöster verlassen und wurden durch französischsprachige Mönche ersetzt. Ebenfalls durch königliche Anordnung, diesmal durch Ludwig XVI., wurde der Wallerfanger und Saarlouiser Konvent mit Wirkung vom 22. Juli 1777 miteinander verschmolzen. Folge war, dass die letzten Wallerfanger Mönche nun nach Saarlouis umsiedelten. Der Wunsch zur Zusammenlegung war von den Mönchen selbst ausgegangen. Die Seelsorge in Wallerfangen versahen sie allerdings weiter und die Wallerfanger Klosterkirche blieb ebenfalls weiter bestehen, während die übrigen Wallerfanger Konventsgebäude sämtlich abgerissen wurden. Die Klosterbibliothek verbrachte man nach Saarlouis. Der wertvolle Bücherbestand ging in den Wirren der Französischen Revolution vollständig verloren.
Im Gefolge der Französischen Revolution wurden im Jahr 1790 alle Orden aufgehoben. Die austrittswilligen Kleriker erhielten mit zeitlicher Unterbrechung in der Terreurphase eine staatliche Pension, während sich diejenigen Mönche, die weiterhin in klösterlicher Gemeinschaft leben wollten, in sogenannte „maisons de réunion“ ziehen mussten. Nonnen wurde bis zum Jahr 1792 gestattet, in ihren Klöstern zu leben. Ordensgewänder durften nicht mehr getragen werden. Bereits am 5. Oktober 1790 beabsichtigte die Saarlouiser Distriktsverwaltung im Klostergebäude Verwaltungsbüros einzurichten. Der Stadtrat plante seit dem 18. Februar 1791 in den Räumen ein städtisches Unterrichtskolleg einzurichten. Der Konvent wurde Ende des Jahres 1790 aufgehoben. Am 20. November 1791 machte der Saarlouiser Jakobinerklub die Klostergebäude zu seinem Sitzungslokal. Die Distriktsverwaltung beabsichtige das Klosterareal zu veräußern. Als sich kein geeigneter Käufer fand, versuchte man, die Räume ab Januar 1792 zu vermieten. Nach einer kurzen Renovierung geschah dies am 13. März 1792 mit der Unterzeichnung eines Mietvertrages durch einen Saarlouiser Bürger, worauf die noch im Gebäude verbliebenen restlichen Mönche zwangsausgesiedelt wurden. Schon im Jahr 1793 wurde der Mietvertrag gekündigt und das Kloster in ein Gefängnis umgewandelt.
Die Klosterkirche wurde im Jahr 1806 abgerissen. Die sonstigen Klosterräume nutzte man zur Zeit Napoleons als kaiserliches Collège, bis im Jahr 1816 ein königlich-preußisches Progymnasium eingerichtet wurde. Allerdings reduziertes man diese pädagogische Einrichtung schon im Folgejahr auf eine einklassige Mittelschule. Auf dem übrigen Klostergelände errichtete man ein Hospital (heutiges Canisianum (Saarlouis)). Die letzten barocken Gebäudeteile beseitigte man im Jahr 1840, um dort durch den Koblenzer Architekten Johann Claudius von Lassaulx das neue Hospitienhaus zu errichten.
Die zugehörige Krankenhauskapelle erbaute im Jahr 1901 der Trierer Dombaumeister Wilhelm Peter Schmitz im Stil der rheinischen Neospätromanik.
Nach der Verlegung des städtischen Krankenhauses kaufte im Jahr 1929 der Jesuitenorden das Anwesen. Der Orden richtete hier ein Schülerheim ein, das allerdings im Jahr 1931 bereits wieder seine Pforten schließen musste.
In den Jahren 1979 bis 1980 erfolgte eine umfassende Restaurierung der Anlage. Ein Teil der Räumlichkeiten diente den dort lebenden Jesuitenpatres als Wohn- und Arbeitsbereich, der Rest wurde als Büro- und Praxisräume vermietet. Im Jahr 2007 gaben die Jesuiten ihre bisherige Niederlassung in Saarlouis auf und die Kirche wurde profaniert. Die Gebäude gingen wieder in das Eigentum der Stadt Saarlouis über, die die Kirche und das Klostergebäude drei Jahre später im Jahr 2010 an einen Architekten verkaufte. Dieser veräußerte das entwidmete Sakralgebäude im selben Jahr an ein Bestattungsunternehmen weiter, das es als Urnenbegräbnisstätte (Kolumbarium) nutzen wollte. Träger sollte die Altkatholische Kirche werden, da dem saarländischen Bestattungsgesetz zufolge nur Religionsgemeinschaften, die Körperschaften des öffentlichen Rechts (KdöR) sind, Friedhöfe einrichten dürfen. Die Pläne sahen auch die gleichzeitige Nutzung der Kirche durch die altkatholische Gemeinde in Saarbrücken vor. Da die Stadt Saarlouis dies jedoch nicht genehmigte, zerschlug sich das Unterfangen.
Im Jahr 2012 erwarb unter Vermittlung des damaligen Pfarrers von St. Ludwig, Ralf Hiebert, sowie des Oberbürgermeisters von Saarlouis, Roland Henz, die Priesterbruderschaft St. Petrus das leerstehende Kirchengebäude zum Preis von 150.000 €, um dort täglich die Heilige Messe nach traditionellem tridentinischem Ritus zu zelebrieren. Die Wiedereröffnung und Benediktion der Kirche erfolgte am 10. Juni 2012. Noch im gleichen Jahr konnte die Petrusbruderschaft auch das an die Kirche angrenzende frühere Wohnhaus der Jesuiten kaufen und richtete dort eine Priesterwohnung und Gemeinderäume ein.
Im Jahr 2014 wurde die Kirche des Canisianums innen gereinigt und vereinzelt fehlende Teile der historistischen Ausmalung ersetzt. Im Jahr 2016 erfolgt, unterstützt von einem eigens gegründeten Förderverein und der Deutschen Stiftung Denkmalschutz, die Renovierung des Dachgebälks sowie der Fassade. In einem zweiten Bauabschnitt soll die Rekonstruktion der Apsis und die Öffnung der zugemauerten Blindfenster geschehen.

#### Wallerfanger Kapuzinerkloster

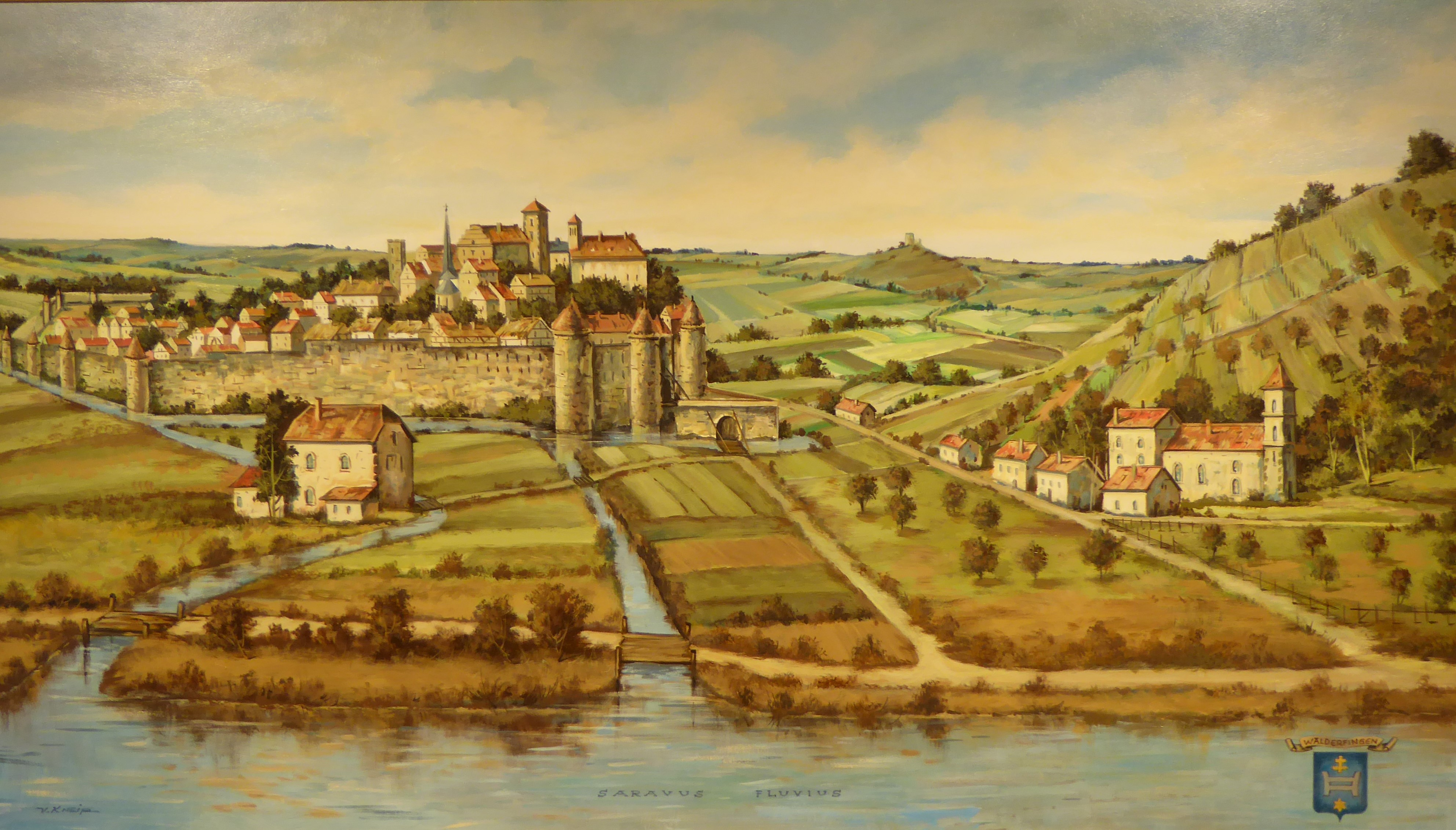
Rekonstruktion der Stadt Wallerfangen vor der Zerstörung, ganz rechts das Kapuzinerkloster, jetzt Standort des Schlosses Villeroy

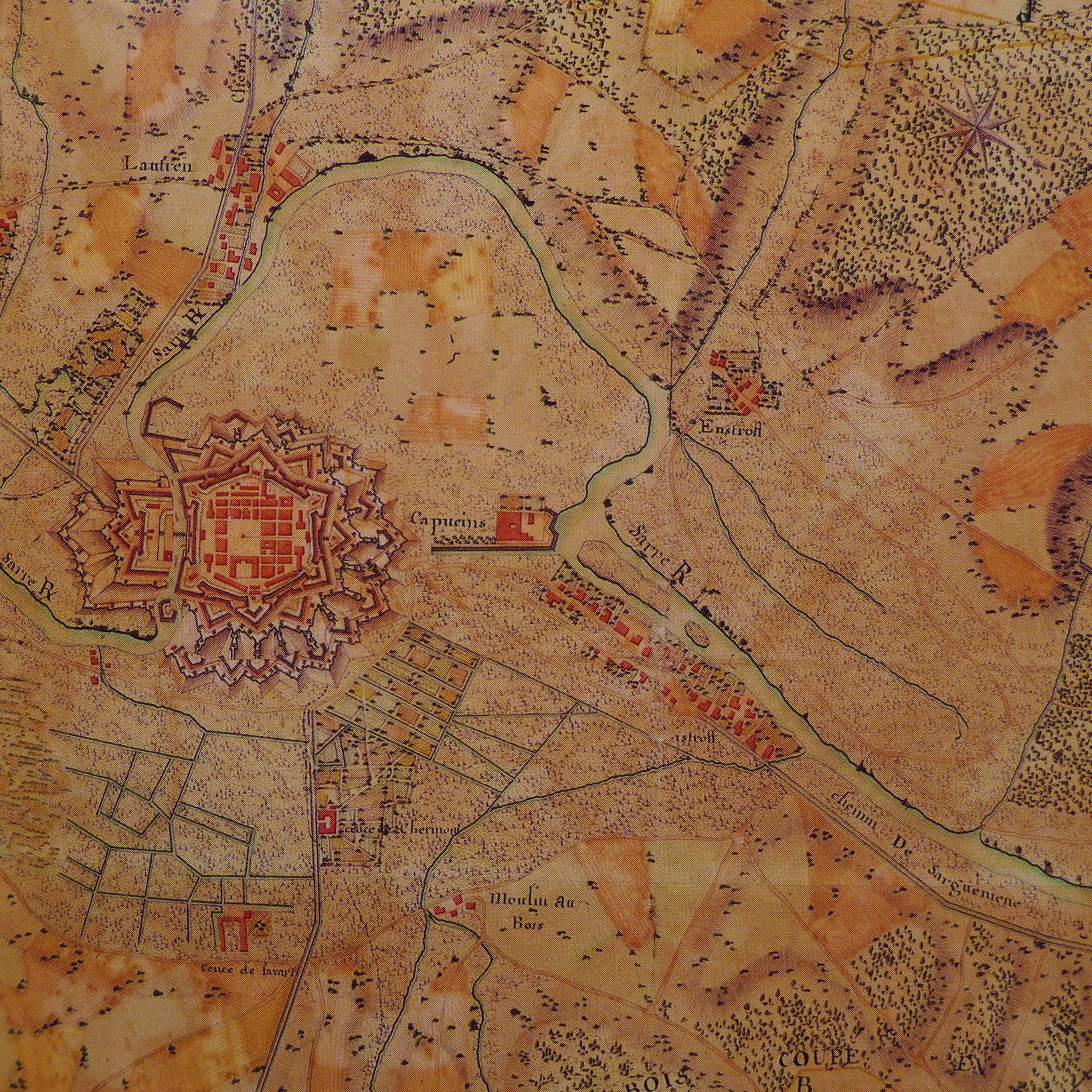
Lage des neuen Kapuzinerklosters am Saarkanal nach der Umsiedelung, Carte des environs de Sarrelouis, 1765 (Städtisches Museum und Stadtarchiv Saarlouis); das Klostergelände ist heute eine unbebaute Acker- und Baumfläche am Rande der Lisdorfer Aue (Kapuzineraue)

Auf Befehl des französischen Königs Ludwig XIV. wurde im Jahr 1691 das Wallerfanger Kapuzinerkloster (heute Standort des Schlosses Villeroy) in die Lisdorfer Au (Kapzinerschanze an einer Saarfurt) umgesiedelt. Das Kloster in Wallerfangen war während des Dreißigjährigen Krieges im Jahr 1628 mit der wirtschaftlichen Förderung des lothringischen Herzogs Karl IV. gegründet worden. Die Mönche waren hauptsächlich in der Krankenpflege tätig. Bereits im Jahr 1635 wurde die noch junge Klostergründung während der Eroberung Wallerfangens durch den kaiserlichen Generalleutnant und Feldzeugmeister Matthias Gallas erheblich zerstört. Der Wiederaufbau lief nur schleppend voran, sodass die finanziell geförderte Umsiedelung nach Saarlouis eine Chance bot. Auf den Ruinen des Wallerfanger Klosters errichtete Albert de Lasalle, Herr von Dillingen, ab 1741 einen Herrschaftssitz, der sich heute im Besitz der Familie Villeroy befindet. In das neue Klostergebäude in der Lisdorfer Aue (Kapuzineraue) zogen 25 Patres aus der Champagne ein. Das Klostergebäude mit Mauern und Bastionen konnte im Angriffsfall auch als Zitadelle zum Schutz der Saarfurt genutzt werden. Die Klosterkeller waren als Kasematten ausgebaut, in denen im Bedarfsfall Soldaten untergebracht werden konnten. Die Klosterkirche wurde im Jahr 1718 geweiht. Im August 1790 teilte der Munizipalrat der Stadt Saarlouis der Klosterleitung sowie den übrigen Klöstern der Umgebung – der Abtei Wadgassen, der Abtei Fraulautern sowie dem Saarlouiser Augustinerkloster – mit, dass sie eine Inventarliste ihrer Liegenschaften erstellen sollten. Darüber hinaus sei der Munizipalrat befugt, alle Ordensmitglieder, die das Kloster verlassen wollten, von ihrem Gelübde zu entbinden. In einer darauf von der Klosterleitung an den Munizipalrat gerichteten Bittschrift wiesen die Kapuziner auf die Notwendigkeit der von ihnen an der Bevölkerung ausgeübten Seelsorge hin und hofften damit, das Kloster noch erhalten zu können. Die letzte Kapitelversammlung der Kapuziner fand am 7. Januar 1791 statt. Im Juni 1791 wurden auf Beschluss der Departementsverwaltung die Karmeliter des Klosters auf dem Limberg und Kapuziner aus Saargemünd im Klostergebäude einquartiert. Im Juli 1791 ordnete die Departementsverwaltung den Verkauf des Klosterinventars an. Als die Klosterleitung sich dagegen mit dem Hinweis, dass das Kloster noch nicht aufgelöst sei, wehrte, warf man den Mönchen vor, antirevolutionäre Sympathisanten und Feinde der Zivilkonstitution zu sein, die unter dem Deckmantel der Religionsausübung gegen den Staat hetzerische Wühlarbeit leisteten. Das Kapuzinerkloster, das an der äußersten Landesgrenze Frankreichs gelegen sei, wo der prorevolutionäre Geist sich noch ausreichend festgesetzt hätte, bedeute eine Gefahr für die Sicherheit der französischen Nation. Nach einer Verleumdungskampagne gegen das Kloster wurde zunächst die Klosterkirche geschlossen. Im Juni 1792 wurde die Klosterglocke zum Einschmelzen requiriert. Das Kloster wurde Ende August, Anfang September 1792 endgültig geräumt. Das Klosterinventar wurde versteigert und die Klostergebäude gelangten in den Besitz der Militärverwaltung, die sie als Kaserne und Hospital nutzten. Im Jahr 1795 sollten die Gebäude öffentlich versteigert werden, was allerdings dann doch unterblieb. Das Klosterareal erhielt während der preußischen Zeit im Jahr 1821 die Bezeichnung „Fort Rauch“. Im Jahr 1889 wurde das gesamte Gelände eingeebnet.

### Klosterkirche wird Pfarrkirche
Die nach 1800 wiedererstandene Pfarrei Wallerfangen übernahm die ehemalige Klosterkirche St. Katharina als Pfarrkirche. Der einschiffige Saalbau des 14. Jahrhunderts hatte eine Länge von 120 Fuß, eine Breite von 28,5 Fuß und eine Gewölbehöhe von 29 Fuß. Der mittelalterliche Turm wurde im Jahr 1822 aufgrund von Baufälligkeit durch einen neuen Turm im Stil des Klassizismus mit einer Höhe von 70 Fuß ersetzt. Da Wallerfangen hinsichtlich seiner Bevölkerung durch die Ansiedlung der Steingutfabrik (heutiges Rathausareal) stark wuchs, konnte die ehemalige Klosterkirche den wachsenden Raumansprüchen der Gottesdienstbesucher nicht mehr genügen. Etwa ab der Jahrhundertmitte befasste man sich deshalb mit Planungen zur Erweiterung des bestehenden Gebäudes. Ab dem Jahr 1858 legte der Wallerfanger Gemeinderat jährlich 500 Taler als Sparguthaben für die Baumaßnahme beiseite. Mit dem Haushaltsjahr 1858 wurde der Betrag um 250 Taler auf 750 Taler erhöht. Der Kirchenvorstand der Pfarrgemeinde stellte jährlich 150 Taler zur Verfügung. Im Jahr 1859 war der Betrag so auf ca. 4000 Taler angewachsen. Durch Spenden von Pfarrangehörigen wuchs die Geldsumme bis zum Sommer 1860 auf 13.000 Taler an. Bereits im Jahr 1859 hatte man den Architekten Franz Georg Himpler mit der Erstellung eines Erweiterungsplanes und des dazugehörigen Kostenvoranschlages beauftragt. Dabei sollte der alte Chorbereich der ehemaligen Klosterkirche vollständig erhalten bleiben. Das Kirchenschiff sollte um zwei flankierende, etwas niedrigere Seitenschiffe ergänzt werden. Die Mittelschiffgewölbe sollten eine Höhe von 35 Fuß aufweisen. Seitenschiffe und Mittelschiff wären als Stufenhalle unter einem gemeinsamen Satteldach zusammengefasst worden. Der klassizistische Turm sollte beseitigt werden und ein neuer Glockenturm an der Westseite des umgebauten Sakralbaues zu stehen kommen. Architekt Himpler bezifferte die Kosten für diese Maßnahme mit 18.000–20.000 Talern.

### Neogotische Kirche

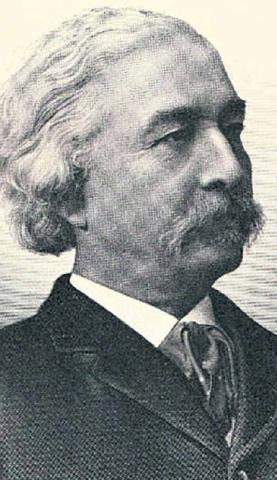
Architekt Franz Georg Himpler (1833–1916)

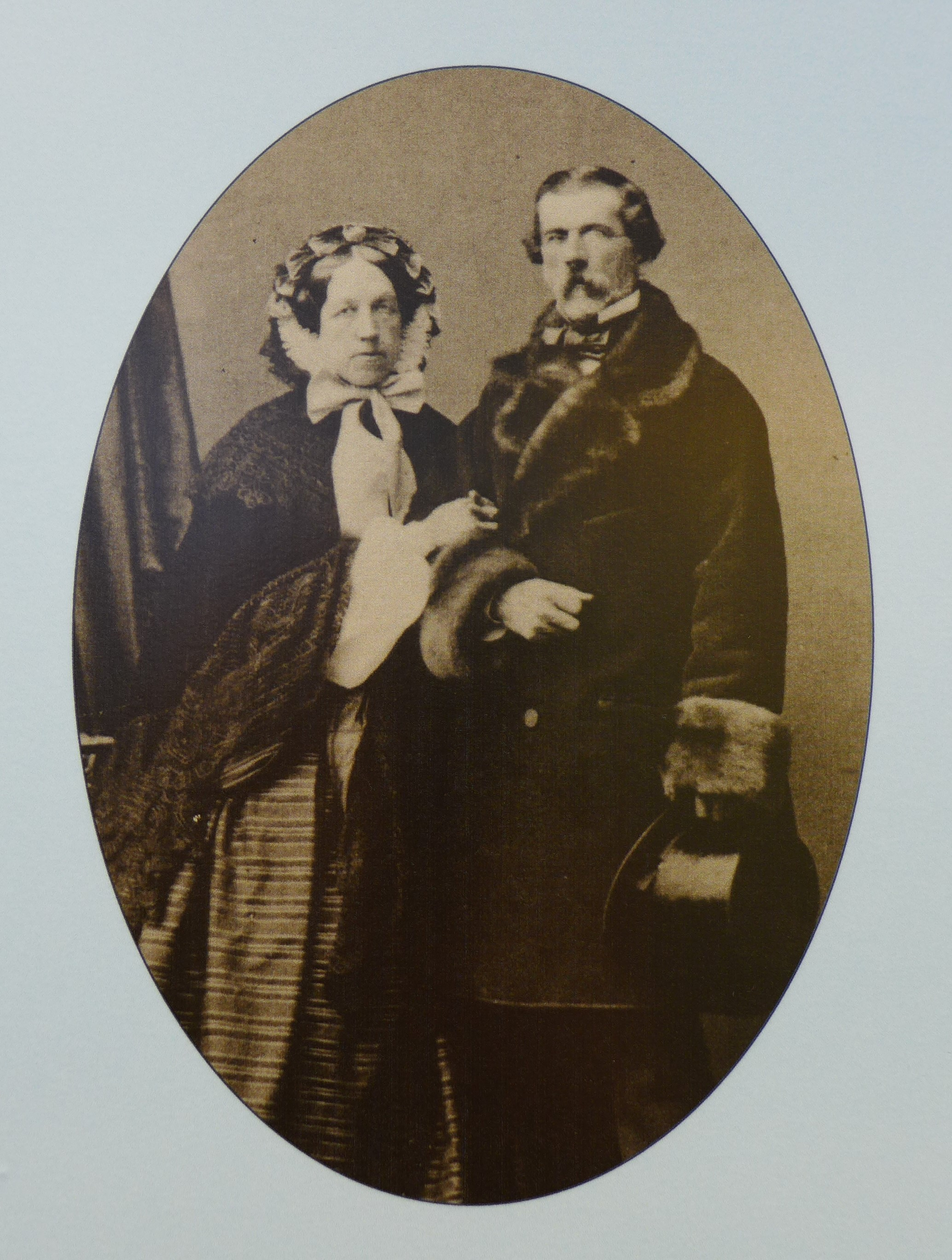
Eheleute Nicolas Adolphe de Galhau (1814–1889) und Sophie Leonie Elisabeth de Galhau (geb. Villeroy, 1821–1885), um 1870

#### Bauarbeiten

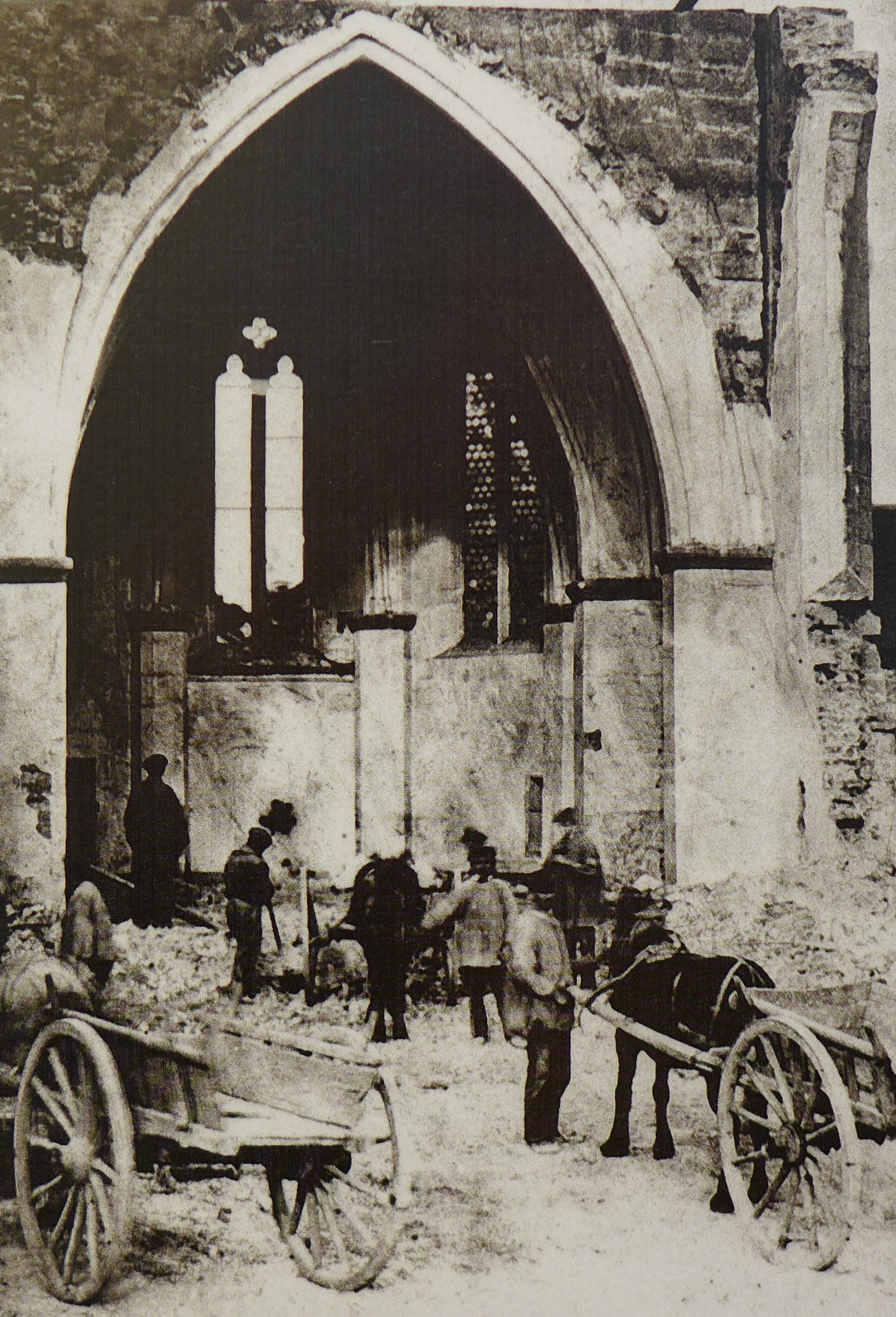
Abbruch der ehemaligen Wallerfanger Augustinerklosterkirche im Jahr 1861, Apsis von innen (Archiv des Museums Wallerfangen)

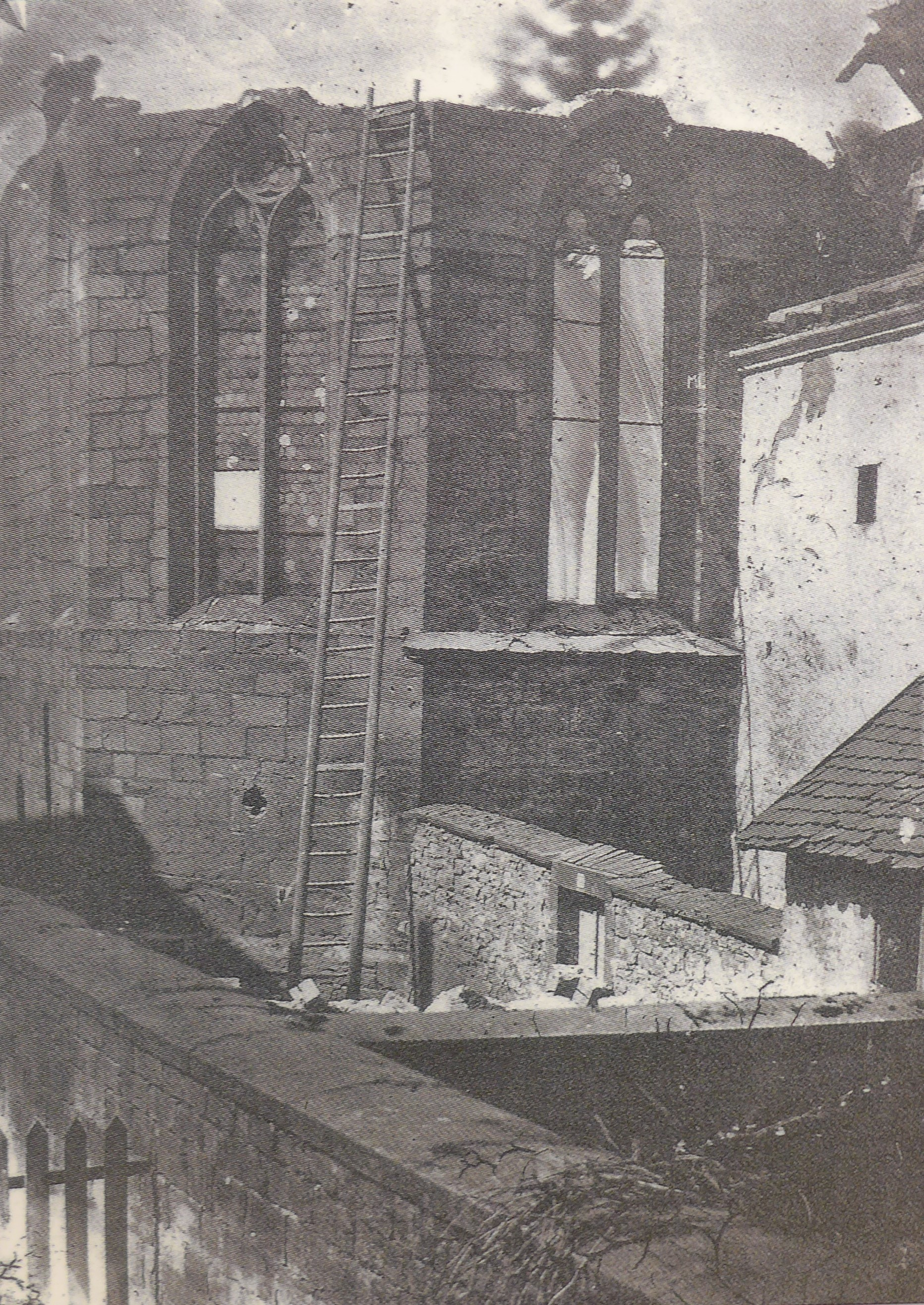
Abbruch der ehemaligen Wallerfanger Augustinerklosterkirche im Jahr 1861, Apsis von außen (Archiv des Museums Wallerfangen)

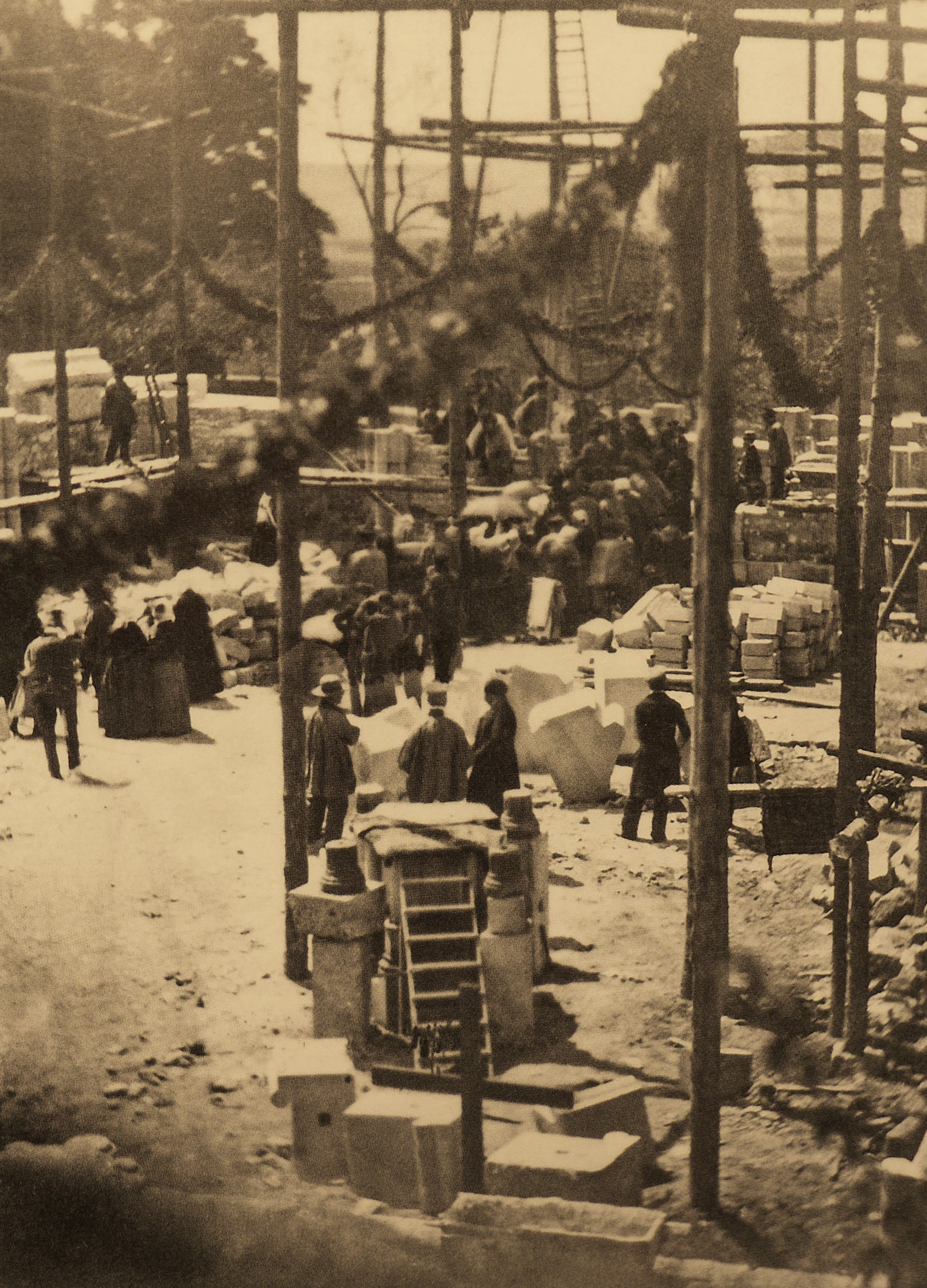
Wallerfangen, Grundsteinlegung zum neogotischen Neubau der Pfarrkirche St. Katharina anstelle der ehemaligen Augustinerklosterkirche im Jahr 1861

Die heutige neogotische Kirche wurde anstelle der ab dem Jahr 1861 abgebrochenen, aus dem 14. Jahrhundert stammenden hochgotischen Wallerfanger Augustinerklosterkirche in den Jahren 1860 bis 1863 nach Plänen des Architekten Franz Georg Himpler erbaut. Im Herbst 1860 wurden die Fundamente für die geplanten Seitenschiffe und den neuen Westturm ausgehoben. Mit dem Fortschreiten der Arbeiten kamen jedoch bei den Verantwortlichen in verstärktem Maße Zweifel auf, ob der Erweiterungsbau letzten Endes ein zufriedenstellendes Ergebnis zeitigen würde. Besonders die niedrige Gewölbehöhe und das sehr flach geneigte zukünftige Kirchendach bereiteten Kopfzerbrechen. Nach diesbezüglichen Beratungen erklärte sich der Ehrenbürgermeister von Wallerfangen, der Mitbesitzer der ortsansässigen Steingutfabrik, Nicolas Adolphe de Galhau bereit, alle Mehrkosten für einen Neubau der Kirche zu übernehmen. So konnte Architekt Himpler nun ein völlig neues und höheres Schiff der Kirche planen. Allerdings sollte weiterhin der gotische Chorbereich der mittelalterlichen Augustinerklosterkirche erhalten bleiben. Der Abriss des mittelalterlichen Kirchenschiffes erfolgte dann ab Ende Februar 1861.
Nachdem der Abriss des Kirchenschiffes vollendet war, zeigte sich, dass die polygonale Apsis zunächst ungewölbt errichtet und erst später mit einem gotischen Gewölbe versehen worden war. Dabei waren die tragenden Wandpfeiler allerdings nicht mit den Mauerverbänden des Ursprungsbaues verbunden worden. Durch den Gewölbeschub und Fundamentsetzungen hatten sich die unterschiedlichen Komponenten unmerklich voneinander getrennt. Bei der Untersuchung der Gewölbe, sah man, dass sich in der Höhe die Pfeiler des Apsisgewölbes von den Umfassungsmauern etwa einen Fuß breit entfernt hatten. Daraufhin fasste man den Beschluss, nun auch die gotische Apsis ganz abzubrechen und durch Himpler einen völlig neogotischen Ersatzbau zu erstellen.
Die Arbeiten an den Fundamenten und dem aufgehenden Mauerwerk schritten so schnell voran, dass am 26. Mai 1861 der Trierer Bischof Wilhelm Arnoldi in Wallerfangen weilte, um den Grundstein zu segnen. Bereits im Herbst 1861 war das Kirchendach bereits gedeckt. Die Einwölbungs- und Verputzarbeiten des Inneren geschahen im Jahr 1862. Aufgrund von Geldmangel stellte man eine Ausmalung des Kirchenraumes noch zurück. Nach den Entwürfen von Architekt Himpler erstellte man allerdings schon die wichtigsten Ausstattungsstücke wie den neogotischen Hochaltar, die beiden Seitenaltäre, die Kanzel, die steinerne Kommunionbank sowie die Beichtstühle und die Kirchenbänke. Der Hochaltar und die Kanzel wurde von der Trierer Bildhauerwerkstatt Theisen gefertigt. Den Fußboden legte man mit Mettlacher Mosaikplatten aus, deren Muster eigens für die Wallerfanger Kirche gefertigte worden waren.

#### Konsekration
Die feierliche Konsekration des neuen Kirchenbaues vollzog am 7. Juni 1863 der Trierer Bischof Wilhelm Arnoldi. Das Patrozinium der früheren Augustinerklosterkirche wurde dabei übernommen. Anlässlich der Konsekration schreibt das Bistumsorgan „Eucharius“:

„Nach dem Plane und unter der Leitung des tüchtigen Architekten Franz Himpler aus Bitburg, in edlen und streng gothischen Formen ausgeführt, ist dieses herrliche Gotteshaus eine Zierde unserer Gegend, ein neuer Schmuck der trier´schen Diözese und würdig, den erhabensten Schöpfungen unserer neu erwachten christlichen Baukunst an die Seite gestellt zu werden...“

Bischof Arnoldi wird zitiert, wenn es heißt:

„Ich muss gestehen, daß mir von den mehr als 40 Kirchen, die ich während meiner zwanzigjährigen bischöflichen Wirksamkeit consekriert habe, kaum 3 oder 4 soviel Freude gemacht und gut gefallen haben, wie diese prachtvolle Kirche von Wallerfangen.“

Pfarrer Joseph Schmitt lobt den ohne vorherige Einholung einer Genehmigung erstellten Neubau in einem Schreiben an das Generalvikariat ebenfalls:

„Der ganze Bau ist ein recht würdiges Gotteshaus, ein Monument, welches bei billiger Rücksichtnahme auf die gegebenen Raumverhältnisse und die erreichbaren Mittel selbst die strengste Kritik nicht scheuen braucht. (...) Auch wird hochderselbe dem Architekten seine Anerkennung nicht versagen, der diesen Bau leitete, dessen Erfindung der ganze Plan bis in die kleinsten Verzierungen, dessen Verdienst die außergewöhnlich genaue und saubere Ausführung ist. Auch an Solidität möchte diese Kirche wohl selten unter den neueren derartigen Bauten ihresgleichen finden.“

Der im Eucharius-Blatt veröffentlichte Festgruß zur Konsekration der Kirche meint, dass der Geist des Christentums und dessen gotische Kunst die tote Materie besiege und reimt diesbezüglich:
"Und als Symbol von dieser Lehre strahlen

sehn wir den goth´schen Bau im Sonnenglüh´n

mit Strebepfeilern, Thürmchen und Fialen

als schlanken Baum dem Licht entgegenglüh´n...

Das Christenthum nun soll den Stoff besiegen,

vergeist´gen und verklären ihn zum Licht.

Und seine Kunst hat dieses Ziel errungen

im goth´schen Baue, der die Waffen bricht:

sie hat das Tote in dem Stoff bezwungen,

daß aus dem Stein selbst Geist und Leben spricht."

#### Kirchenausstattung
Die neogotische Kirchenausstattung ergänzte man in den folgenden Jahren. So fertigte die Trierer Werkstatt Carl Walter im Jahr 1866 die vierzehn halbplastischen Kreuzwegstationsbilder aus Terrakotta. Die Trierer Orgelbaufirma Heinrich Wilhelm Breidenfeld lieferte im Jahr 1871 die Orgel, deren Gehäuse der Trierer Kunstschreiner C. Koch erstellt hatte. Unter der Ägide von Pfarrer Karl Joseph Petry baute man im Jahr 1881 im Hochaltar eine vergoldete und emaillierte Tabernakeltür ein, die der renommierte Kölner Goldschmied Gabriel Hermeling entworfen und angefertigt hatte. Die Kosten für dieses Werk trug die Familie Villeroy.

#### Ausmalung

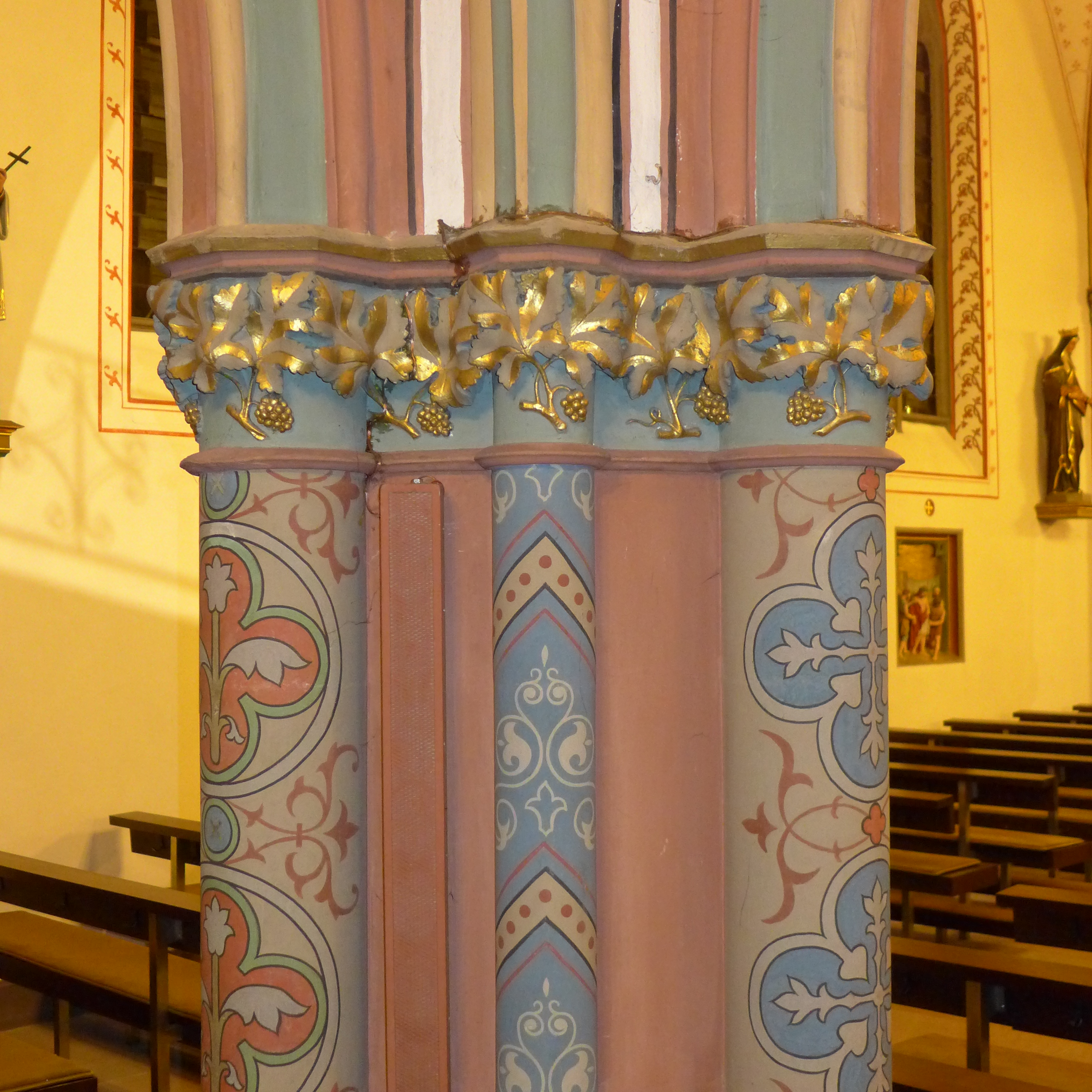
Rekonstruierte erste Farbfassung an einem Bündelpfeiler der Empore mit vergoldeten Blattkapitellen

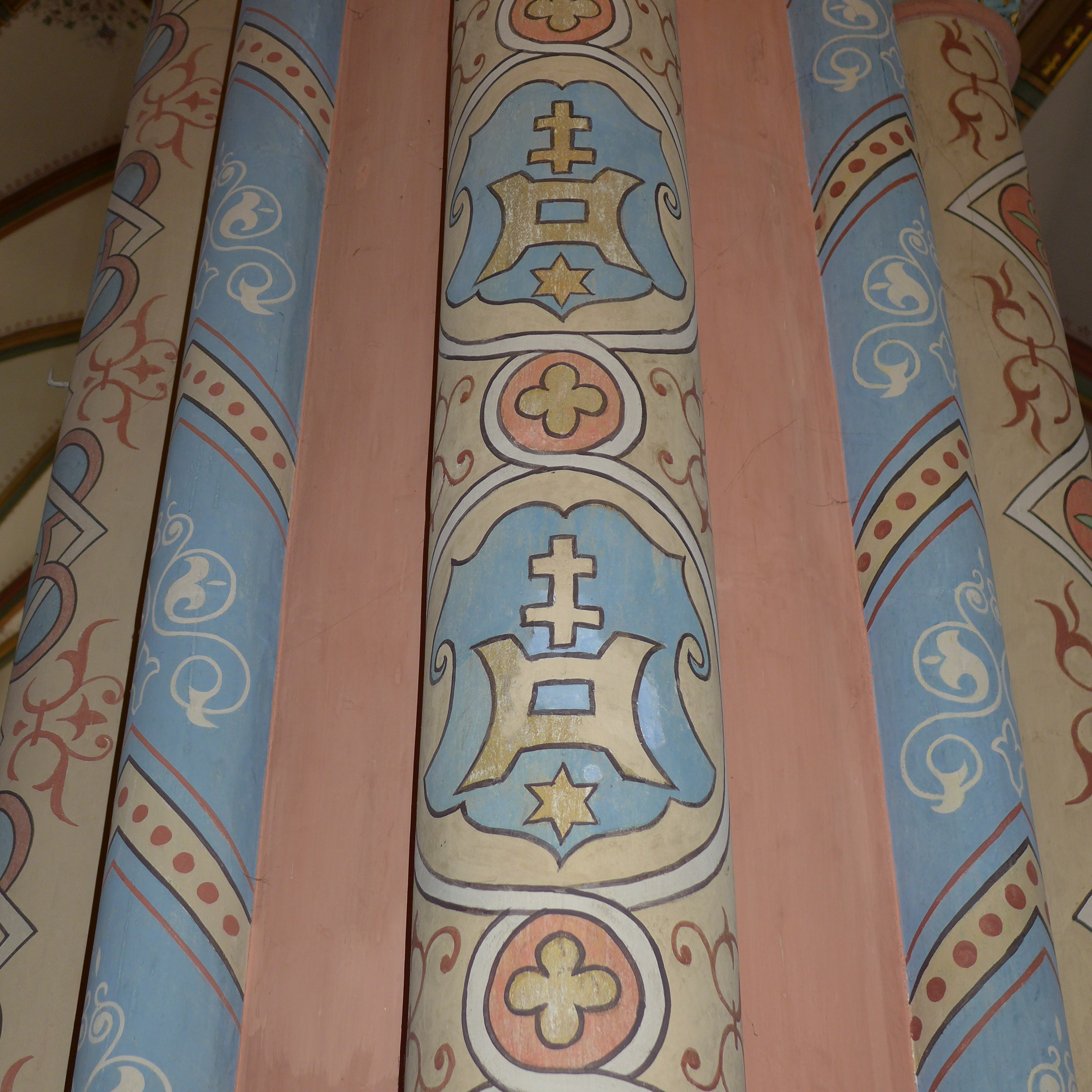
Wallerfanger Wappen mit Lothringerkreuz, Mühleisen und Stern innerhalb der Malerei der rekonstruierten ersten Farbfassung an einem Bündelpfeiler

Die Ausmalung des Kircheninneren nahm von 1878 bis 1882 der Merziger Kirchenmaler Johann Georg Fröhlich vor. Die Beauftragung datiert auf den 8. Juli 1878. Fröhlich fasste die Gewölbe ultramarinblau und besetzte die Flächen mit vergoldeten Sternen von neun Zentimetern Durchmesser. Der Chorbereich wurde mit Teppichmalereien ausgeschmückt. Die Fensterlaibungen, Gurte und Dienste versah Fröhlich mit bunten Ornamenten, die teilweise Vergoldungen aufwiesen. Die Pfeiler des Mittelschiffes wurden rot getönt. Auch dessen Wandflächen wurden bis zur Höhe der Kapitelle rot angestrichen. Die Wände der Seitenschiffe versah Fröhlich bis zur Höhe der Fenster mit einem bunten Teppichmuster, während er die darüberliegenden Flächen mit einem Quadermuster bemalte. Passend farbig gefasst und teilweise vergoldet wurde im Zuge dieser Maßnahme auch die Kirchenausstattung. Insgesamt hüllte die Raumfassung Fröhlichs den Sakralraum in ein mystisch-abgedunkeltes festliches Farbenspiel. Im Jahr 1882 berichtete der damalige Wallerfanger Pfarrer Karl Joseph Petry dem Trierer Generalvikariat über das Zustandekommen der farblichen Fassung des Kirchenraumes: „Obwohl die Kirche noch neu ist, hatte sich in Folge des zwar soliden, aber rauen Verputzes eine solche Menge Staub an den Wänden festgesetzt, und an verschiedenen Stellen dermaßen geschwärzt, daß das Innere der sonst schönen Kirche die Würde vermissen ließ, welche dem Gotteshaus doch vor allem geziemt; ich hielt es deshalb für meine Pflicht, nicht länger auf die Einwendungen zu achten, welche einflussreiche Persönlichkeiten gegen die Dekoration der Kirche überhaupt erhoben ... und forderte zu freiwilligen Beiträgen auf.“
Diese erste Ausmalung wurde im Jahr 1907 im Auftrag von Pfarrer Georg Michael Hartz durch den Merziger Kirchenmaler Heinrich Klein übermalt. Gründe dafür könnten gewesen sein, dass die erste Fassung erneuerungsbedürftig war. Allerdings tendierte man zu Beginn des 20. Jahrhunderts allgemein aber auch eher zu einer schlichteren und helleren Raumfassung von Kirchen oder öffentlichen Gebäuden, als dies noch wenige Jahrzehnte zuvor praktiziert worden war. Heinrich Klein legte am 26. Februar 1906 einen Kostenvoranschlag für die Neuausmalung in Wallerfangen vor. Der Kirchenvorstand beauftragte am 14. März 1907 Klein mit der Erstellung der neuen Raumfassung. Klein lieferte die Abschlussrechnung am 2. November 1907. Bei der Maßnahme wurden die Gewölbe jetzt weiß überstrichen und im Mittelschiff die Gewölbezwickel und der Bereich um die Schlusssteine mit Blütenranken dekoriert. Die Rippen fasste Klein in grauer Steinfarbe mit weißen Fugenstrichen. Im Chorbereich und den Seitenschiffen wurden die Wände unterhalb der Fenster abermals mit einem Teppichmuster ausgeziert und die flankierenden Wandzwickel der Arkaden erhielten eine florale Rankenbemalung. In Höhe der Kapitelle der Seitenschiffe und des Mittelschiffes sowie im Chorbereich unterhalb der Fenster brachte Klein einen reich vergoldeten Ornamentfries an, der den Innenraum optisch in zwei Geschosse teilte. Die darüberliegenden Wandflächen wurden weiß gefasst und mit einem Quadermuster überzogen. Alle Fensterlaibungen und Rippen wurden mit einem floralen Rapportmuster eingerahmt. Die Einrichtungsgegenstände wurden wieder neu polychromiert und vergoldet. Insgesamt betonte die Kleinsche Raumfassung die Architekturglieder des Kirchenraumes in stärkerem Maße und hellte ihn im Sinne des Zeitgeistes auf.

#### Neogotische Verglasung
Im Jahr 1905 verglaste das Linnicher Unternehmen Glasmalerei Oidtmann die Kirchenfenster neu. Dabei wurde die ältere Verglasung der Kunstglaserei Altmeyer aus St. Paulin bei Trier entfernt.

#### Sakristeien

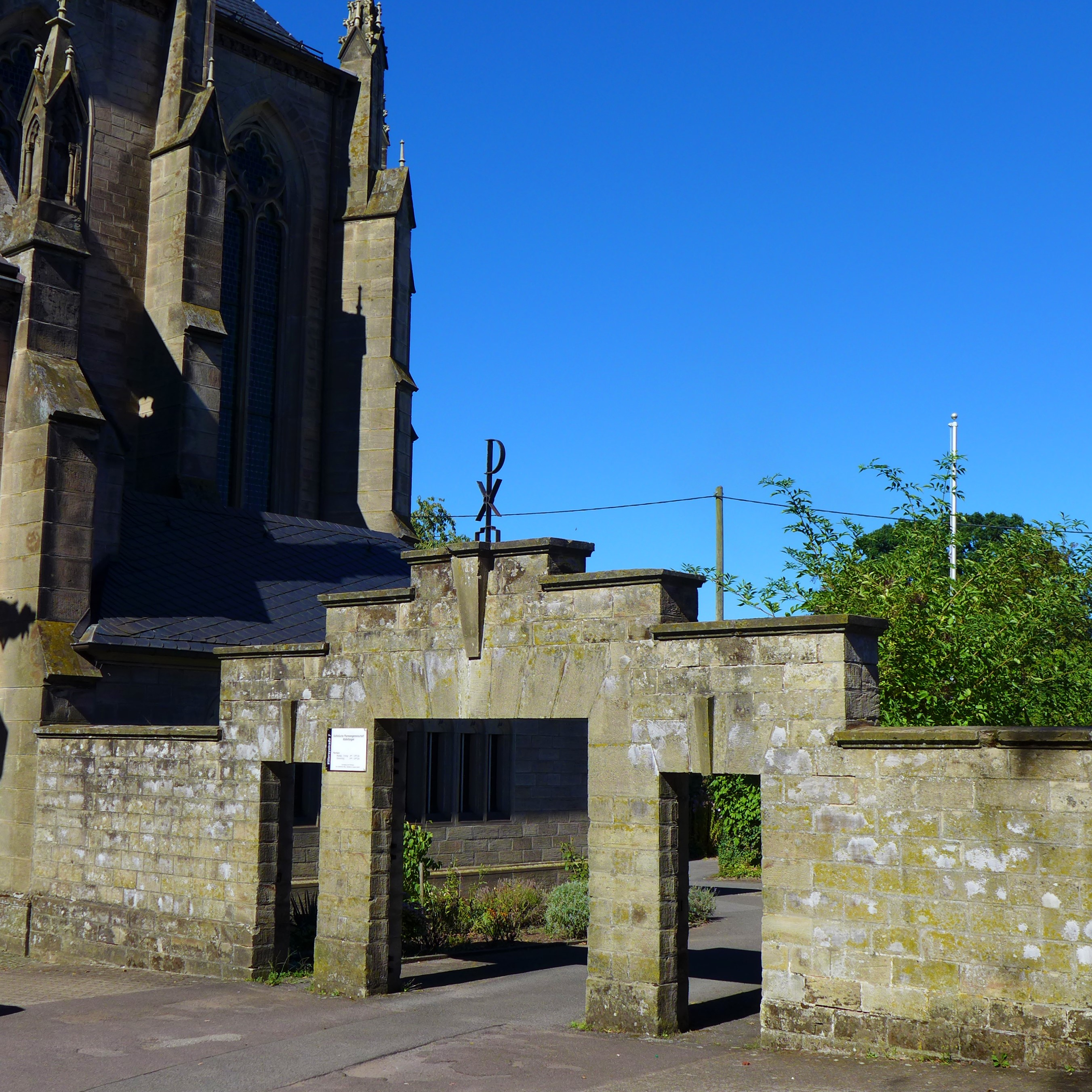
St. Katharina (Wallerfangen), Tordurchfahrt zum Pfarrhaus mit dahinterliegender neuer Sakristei

Die neogotische Kirche verfügte seit dem Jahr 1872 über eine kleine, eingeschossige Sakristei an der Nordseite des Chores. Die neogotischen Fensterreihen orientieren sich an mittelalterlichen Fensterformen der Moselregion, wie sie in Metz und Trier üblich sind. Als Entsprechungsbau in gleicher Formensprache fügte der Saarlouiser Architekt Peters der Südseite des Chores im Jahr 1933 eine zusätzliche Sakristei an. Darüber hinaus errichtete man einen triumphbogenähnlichen Torbau, bei dem eine mittlere, gerade schließende Durchfahrt von zwei ebenso schließenden Durchgängen flankiert wird. Der flach angelegte Staffelgiebel der mittleren Durchfahrt wird von einem Christogramm aus Schmiedeeisen bekrönt.

#### Restaurierung nach dem Zweiten Weltkrieg
In den Jahren 1945 bis 1954 erfolgte eine Restaurierung der Pfarrkirche.

#### Maßnahmen der 1960er Jahre
Der damalige Weihbischof und spätere Trierer Bischof Bernhard Stein beschrieb in einem Visitationsbericht aus dem Jahr 1961 die Wallerfanger Kirche als sehr reparaturbedürftig. Daraufhin brach man im Jahr 1963 unter der Aufsicht von Pfarrer Josef Hoff den neogotischen Hochaltar des Jahres 1862 und ersetzte ihn durch einen marmornen Altartisch. Die kirchliche Denkmalbehörde rügte am 18. Juni 1965 dieses Vorgehen und bemängelte eine „empfindliche Leere“ im Chorraum.  Die ebenfalls von Himpler entworfene Kanzel wurde zusätzlich entfernt. Auch die Kirchenbänke wurden zersägt und gegen moderne Sitzbänke ausgetauscht. Die Ausmalung des Jahres 1907 hatte man bereits mehrfach überstrichen. Die Fenster wurden im Jahr 1964 durch den Tholeyer Benediktinerpater Robert „Bonifatius“ Köck entworfen und von der Trierer Werkstatt Kaschenbach ausgeführt.

#### Restaurierung der 1970er Jahre

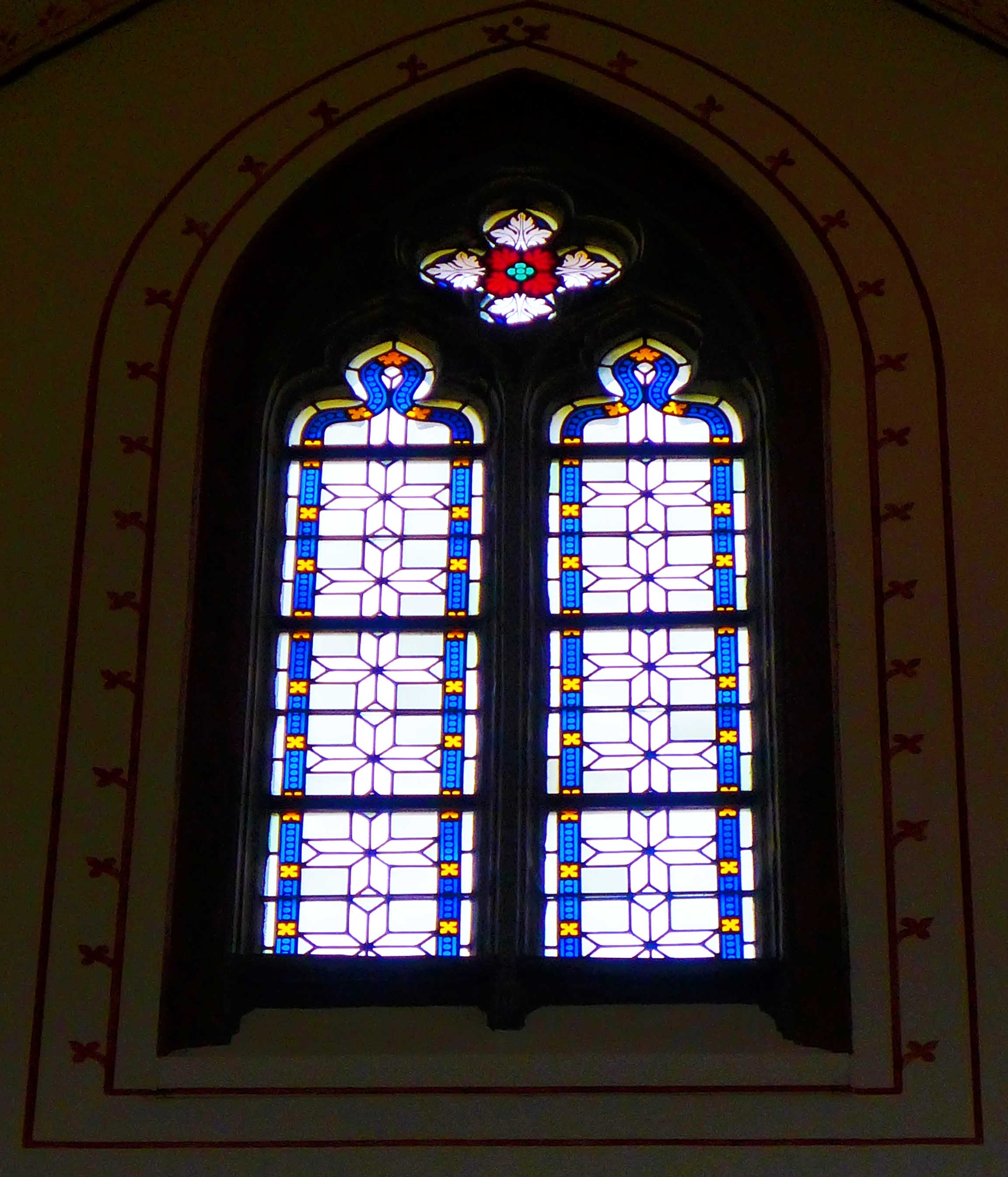
Obergadenfenster, Rekonstruktion der neogotischen Fensterverglasung

In den Jahren 1976 bis 1978 wurde das gesamte Gotteshaus in der Amtszeit von Pfarrer Anton Franziskus erneut einer Restaurierung unterzogen. Dabei wurde die Empore in der Mitte um eine dreiseitige Auskragung erweitert und der Chorraum umgebaut. Die Heiligenfiguren an der Empore stellen den heiligen Sebastian (Pfeile und Baumstamm) sowie den heiligen Nikolaus von Myra (Bischofsstab, Buch, Brote) dar. Unter der Empore befindet sich das Wappen des zum Zeitpunkt der Renovierung amtierenden Trierer Bischofs Bernhard Stein  (Amtszeit: 1967–1980), Wahlspruch: FIDES CARITATE ACTUOSA („Glaube, der durch die Liebe tätig ist“) Gal 5,6 ). Das zweite Wappen unter der Empore weist den Mottospruch CONFORTARE IN DOMINO („Sei stark im Herrn“) auf. Es ist das Wappen des Trierer Bischofs Matthias Wehr (Amtszeit: 1951–1966). Sein Wappen ist nach klassischen Gestaltungsprinzipien geviert, Feld 1 und 4: in Silber ein durchgehendes rotes Kreuz (Bistum Trier), Feld 2: in Blau schräglinks eine goldene Getreideähre über drei (1:2) silbernen Steinen (bäuerliche Herkunft der Familie), Feld 3: in Blau schrägrechts ein silbernes, golden gestieltes Beil (Martyrium des Hl. Matthias, Bezug zum Vornamen des Bischofs).

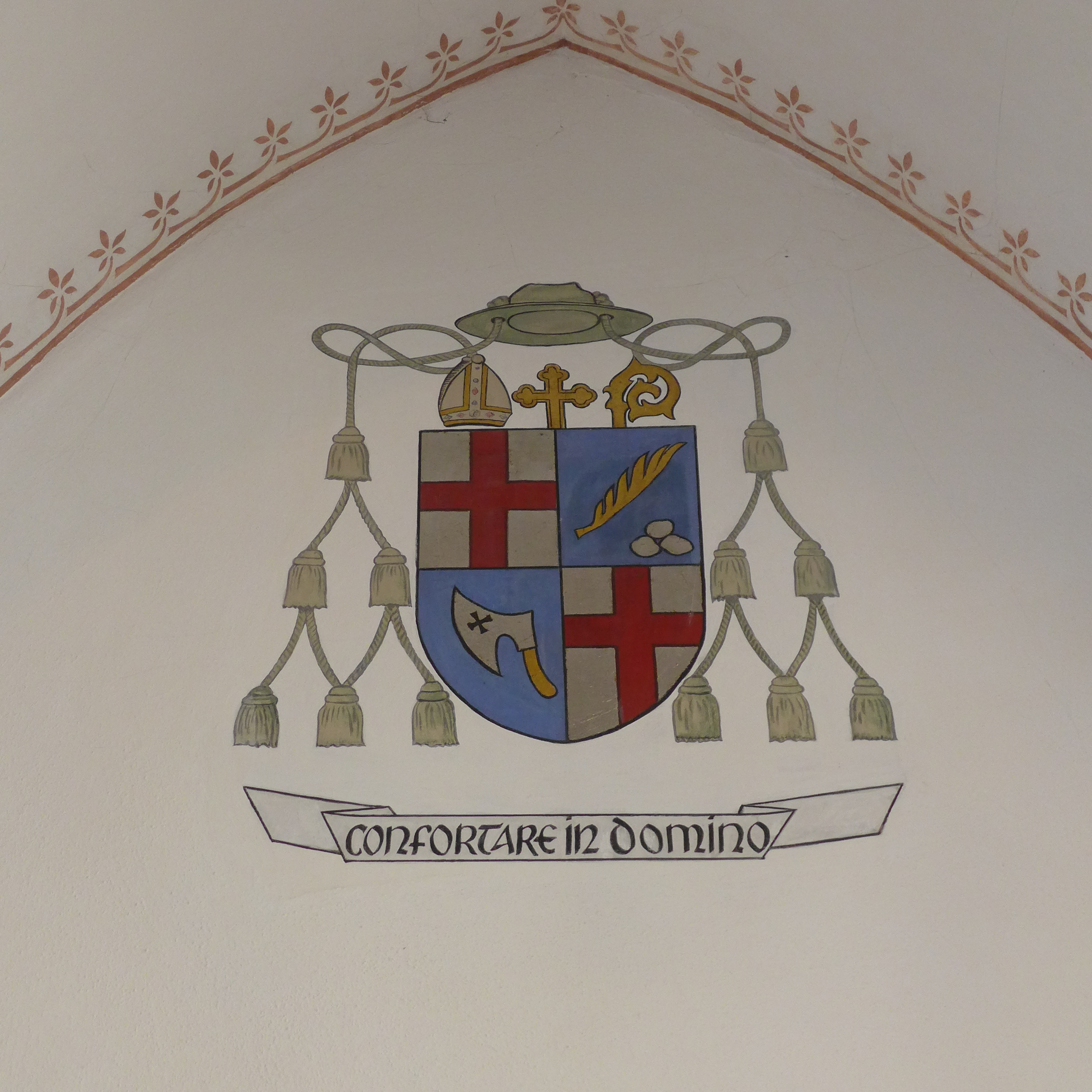
Wappen des Trierer Bischofs Matthias Wehr
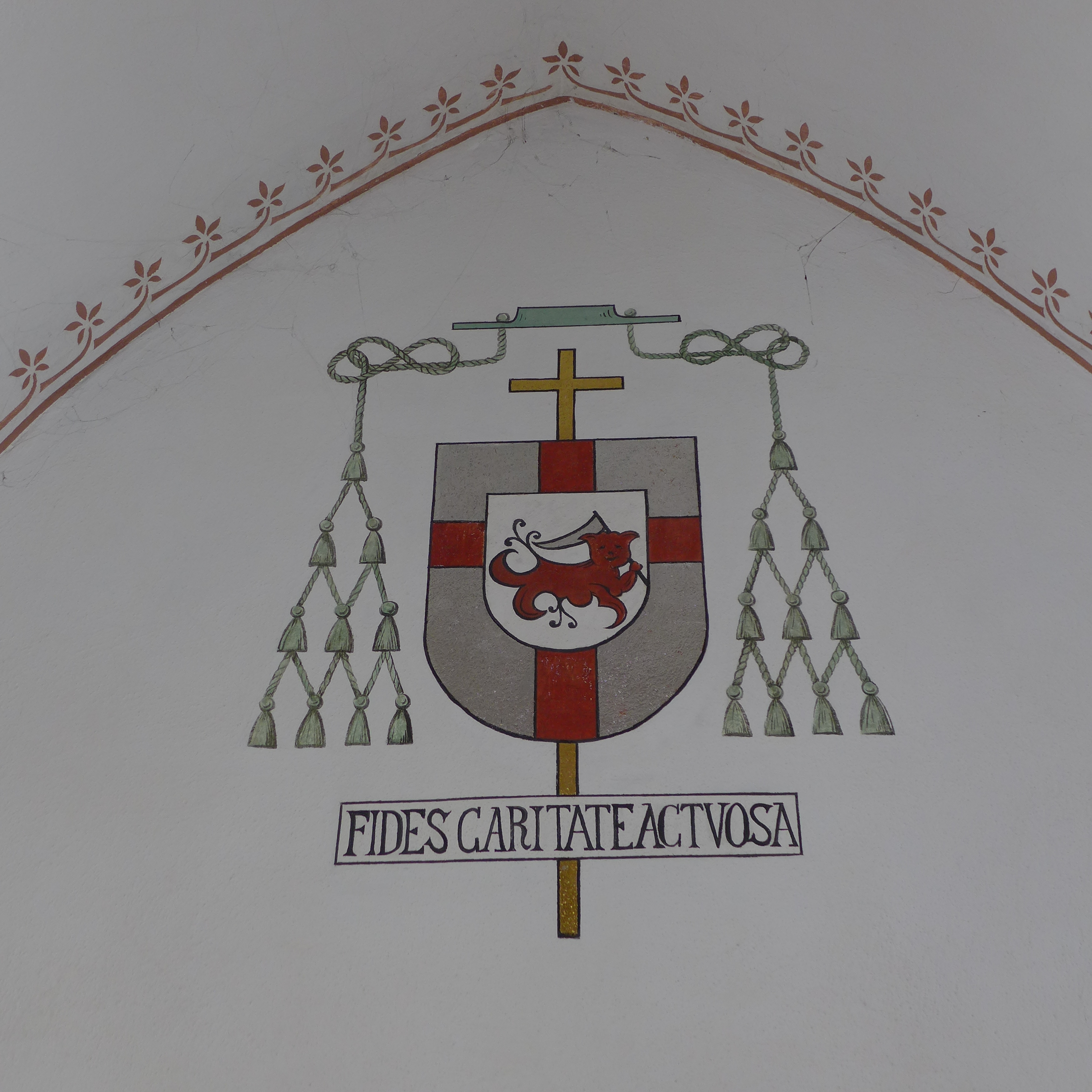
Wappen des Trierer Bischofs Bernhard Stein

Zunächst hatte man nur eine Renovierung der Orgel und einen neuen Innenanstrich angedacht. Das Vorhaben, die zehn Obergadenfenster, die seit dem Zweiten Weltkrieg nur eine provisorische Verglasung aufwiesen, wieder nach den im Pfarrarchiv vorhandenen Entwürfen des Ateliers Oidtmann von 1905 neu zu verglasen, wurde vom kirchlichen Denkmalamt unter Diözesankonservator Franz Ronig unterstützt.
Als man am Orgelgehäuse Spuren einer früheren farblichen Fassung und Vergoldung gefunden hatte, empfahl das Trierer Amt für kirchliche Denkmalpflege, auch die Innenflächen des Kirchengebäudes auf das Vorhandensein von historischer Bemalung zu untersuchen. Dabei stellte sich heraus, dass die historistischen Ausmalungen der Kirche noch unter den späteren Anstrichen überdauert hatten. Als man sich daraufhin mit dem Vorhaben trug, die historistischen Wandmalereien wiederherzustellen, kam die Frage auf, welche der beiden Raumfassungen man rekonstruieren sollte. Zur Debatte standen drei Möglichkeiten: Zum einen die Wiederherstellung der Raumfassung von 1878 unter Konservierung und Übermalung der Fassung von 1907, die Rekonstruktion der Malereien von 1907 oder eine Kombination der Fassungen von 1878 und 1907. Schließlich entschied man sich für die letztgenannte Möglichkeit und beauftragte die Tholeyer Firma Mrziglod, die auch noch die vorhandenen Einrichtungsstücke nach Befund wieder farbig fasste. Von der ersten Ausmalung Fröhlichs übernahm man die bunten Pfeiler, Wandvorlagen, Rippen und Schlusssteine. Von der zweiten Raumfassung Kleins übernahm man die Gestaltung der Gewölbe, den umlaufenden Fries und die Fenster- und Rippenrahmungen. Neu ergänzt wurden die weiß gestrichenen unteren Wandflächen im Chorbereich und den Seitenschiffen.

#### Maßnahmen der 1980er Jahre
Der Chorraum wurde im Jahr 1980 bis 1981 neu gestaltet. Dabei wurde der Marmoraltar des Jahres 1963 ausgebaut und durch einen Altar des Trierer Bildhauers Willi Hahn ersetzt. Hahn schuf ebenso die Tabernakelstele und den Ambo.

#### Maßnahmen zu Beginn des 21. Jahrhunderts
Im Jahr 2000 erneuerte man das undichte Schieferdach. Nach einem Kabelbrand in der überalterten Elektrik kam es in den Jahren 2009/2010 zu erneuten Restaurierungsmaßnahmen, die von der Firma Mrziglod-Leiß (Tholey) ausgeführt wurden. Die Wasserschäden des Löschwassers mussten aufwändig beseitigt werden. Das ornamentale Teppichmuster der zweiten Ausmalung des Jahres 1907 wurde dabei in der Apsis wieder rekonstruiert. Im Mittelschiff und im Gewölbe wurden die weißen Putzflächen neu gestrichen und die bunten Ornamente mit Silikon- und Tapetenschwämmen gereinigt. Fingerdicke Risse in Mauern und Gewölben mussten zuvor geschlossen werden. Die Laibungen der Fenster dekorierte man mit Blattranken. Eine Warmluftheizung löste die Fußbodenheizung der 1960er Jahre ab. Das neue Heizsystem sollte auch dazu beitragen, dass die Wandmalereien nicht mehr so schnell verschmutzen. Die von Thomas Kluftigner gestalteten Radleuchter der Restaurierungsphase von 1977 bis 1980, die bisher nur über einen nach unten gerichteten Lampenkranz verfügten, wurden von der Schmelzer Kunstschmiede Jenal durch einen zusätzlichen, nach oben gerichteter Lampenkranz in ihrer Leuchtkraft gesteigert. Sämtliche Elektroanlagen und Liedanzeiger wurden erneuert. Die Fenster von Robert Köck aus dem Jahr 1965 im Altarraum (Einzelteile der Verglasung je 72 × 195 cm) reinigte die Trierer Manufaktur Kaschenbach, wobei die Scheiben eine neue Verbleiung erhielten. Dabei ersetzte man dunkelbraune durch hellbraune Scheiben, um eine größere Helligkeit im Altarraum zu erhalten. Die Kosten waren zunächst mit 360.000 € geplant, beliefen sich aber am Ende auf 440.000 €. Der renovierte Kirchenraum wurde mit einem Festgottesdienst am 21. März eröffnet.

## Architektur
Ausmaße
- Gesamtinnenbreite: 18 m
- Innenmaße der Turmhalle ohne Durchgänge: 3,75 m × 3,75 m
- maximale Gewölbehöhe der Turmhalle: 5,25 m
- Länge der Apsis: 12 m
- Länge des Kirchenschiffes: 26,50 m
- Länge der Turmhalle mit Durchgängen: 5,50 m
- Gesamtinnenlänge der Kirche: 44,00 m
- Breite der Arkaden der Empore: 2,15 m
- minimale Breite der Seitenschiffe: 3,45 m
- minimale Breite des Mittelschiffes zwischen den Pfeilern: 8 m
- Arkadeninterkolumnium: 4,20 m
- maximale Bogenhöhe der Arkaden: 7,40 m
- maximale Gewölbehöhe der Emporenhalle: 4,30 m
- maximale Gewölbehöhe der Seitenschiffe: 7,75 m
- maximale Gewölbehöhe des Mittelschiffes: 15,00 m
- Turmhöhe: ca. 50 m

Der Sakralraum bietet bei normaler Bestuhlung im Schiff und auf der Empore Sitzplätze für ca. 400 Personen. Das rechte Mittelschiff ist nicht bestuhlt.

### Baugefüge

#### Inneres

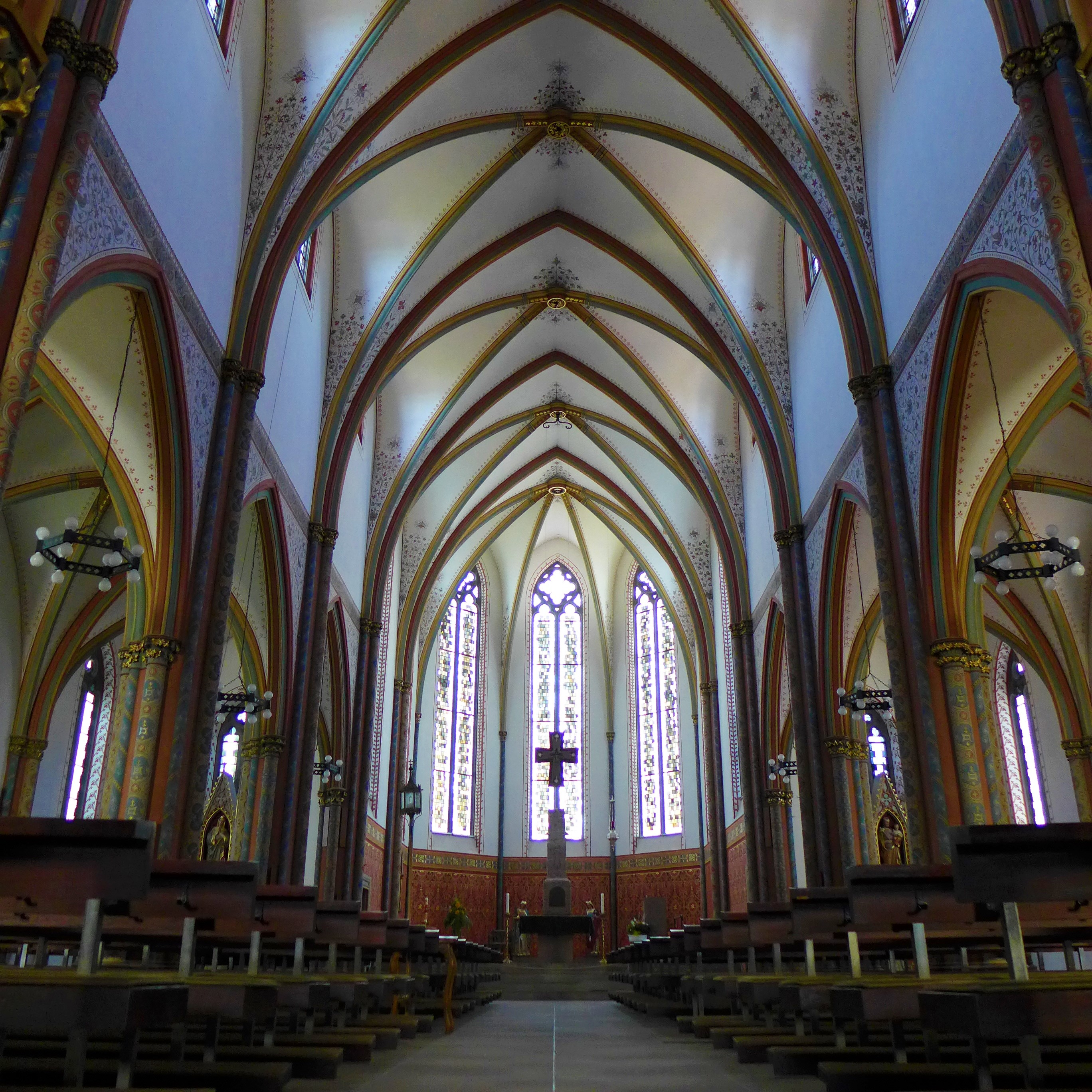
St. Katharina (Wallerfangen), Blick zur Apsis

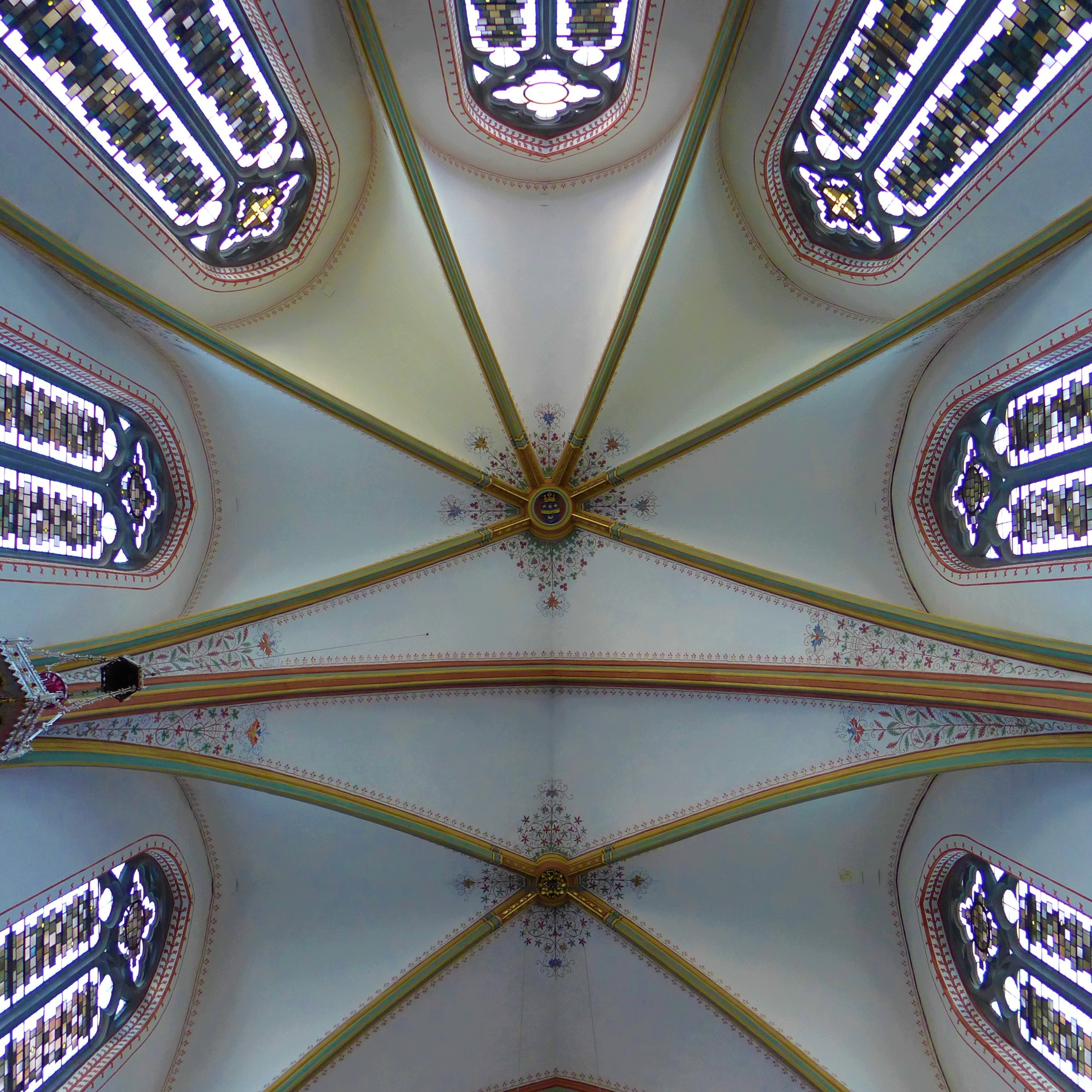
St. Katharina (Wallerfangen), Gewölbe im Chorbereich

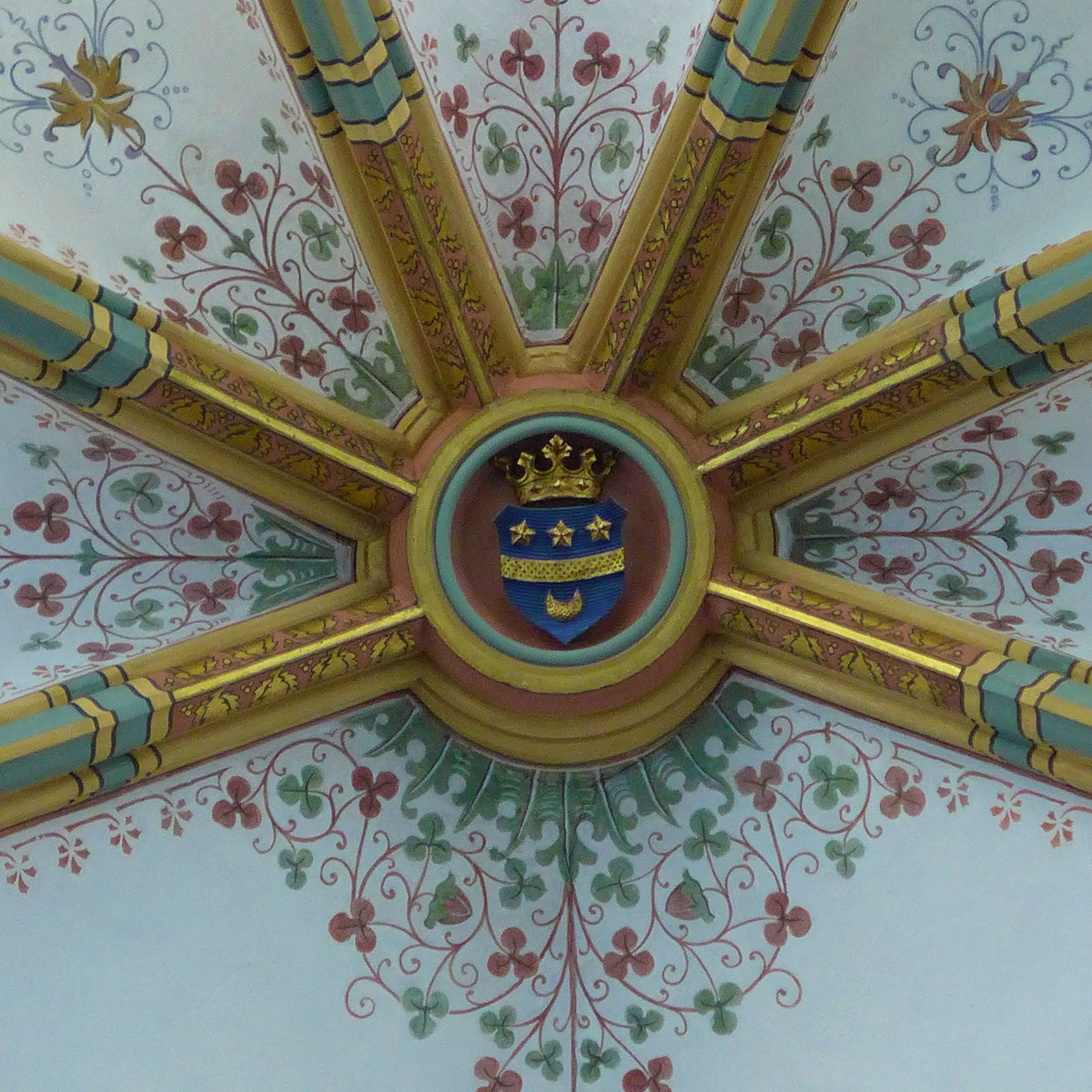
St. Katharina (Wallerfangen), Schlussstein im Chorgewölbe mit dem Wappen der Familie Galhau darüber eine fünfzackige Adelskrone für den nicht titulierten Adel

Die heutige Kirche St. Katharina und St. Barbara wurde im Stil der Neogotik errichtet. Bei der architektonischen Grundform des Kirchengebäudes handelt es sich um eine Basilika mit querhauslosem Langhaus, hohem Mittelschiff und zwei niedrigeren Seitenschiffen. Mittel- und Seitenschiffe sind in fünf Joche unterteilt. Das erste Joch vom Turmportal aus gesehen wird ganz von der Orgelempore gefüllt. Die Emporenbrüstung reicht bis zur halben Höhe der Scheidarkaden des Mittelschiffes. Die Scheidarkaden erheben sich bis zur Hälfte der Raumhöhe. An das Langhaus schließt sich in gleicher Gewölbehöhe ein Chorjoch ohne Seitenschiffjoche an. Die gleich hohe Apsis rundet sich in einem Fünf-Achtel-Polygon. Die Seitenschiffe enden flach in Höhe des Beginns des Chorjoches. Die Decken der Schiffe werden von diagonal angeordneten Kreuzrippengewölben geformt. Die Joche sind durch Scheidebögen voneinander getrennt. Die Gewölberippen ruhen auf Rundpfeilern mit vorgelegten schlanken Runddiensten. Im Mittelschiff sind die Kapitelle der Dienste in Höhe der Scheitel der Scheidarkaden und unterhalb der Kämpferlinie der Mittelschiffgewölbebögen positioniert und bildet so eine Bogenstelzung im Mittelschiff. Dadurch sind die Gewölbekappen vergrößert und die Schildbögen mit den kleinen Obergadenfenstern erhöht. Zwischen den Obergadenfenstern und den Scheidarkaden liegen große Wandflächen ohne Gliederung. Die zweibahnigen Maßwerke der Obergadenfenster orientieren sich in vereinfachter Form an der Maßwerkgliederung der Chorfenster. Die Bahnen enden in gotischen Spitzbögen mit eingestellten Nasen. Darüber erheben sich in abwechselnder Reihenfolge liegende und stehende Vierpässe. Ähnlich sind die Fenster der Seitenschiffe ausgebildet. Hier variieren im oberen Spitzbogenbereich Dreipässe, liegende oder stehende Vierpässe und Fünfpässe.
Feine Runddienste nehmen die Rippen des Apsisgewölbes auf, dessen Kappen tief heruntergezogen sind. Die Schlusssteine sind mit reich reliefiertem und farblich hervorgehobenem Rankenwerk verziert. Der Schlussstein der Apsis zeigt einen gekrönten Wappenschild der Familie Galhau: Auf blauem Grund wird der Schild durch ein goldenes Band geteilt. Darüber befinden sich drei goldene Sterne, darunter eine liegende goldene Mondsichel. Die hohen Chorfenster brechen im gotischen Sinne die Wandfläche großformatig, himmelstürmend auf und tragen zur erhöhten Helligkeit der Altarraumes bei. Die Chorfenster sind zweibahnig angelegt. Die Bahnen enden in gotischen Spitzbögen mit eingestellten Nasen. Der darüber liegende Spitzbogen ist mit einem Kreis, in dessen Innerem sich ein stehendes Vierpassmaßwerk befindet, geschmückt. Die Ausbuchtungen des Vierpasses sind nochmals mit einem angehängten Zirkelschlag ausgeweitet, sodass ein Gebilde aus 12 Zirkelschlägen entsteht. Acht annähernde Dreiecke füllen die dadurch gebildeten Lücken aus.
Im Inneren der Kirche zeichnete Kirchenmaler Johann Georg Fröhlich (Merzig) für die erste Ausmalung in den Jahren 1878–1882 verantwortlich. Im Jahr 1907 erfolgte eine Ausmalung mit neuer Ornamentik die später übermalt wurde, aber 1976 erneut freigelegt und in Kombination mit den Ornamenten der ersten Fassung wiederhergestellt wurde. In den Jahren 2009–2010 wurde die Ausmalung durch die Firma Mrziglod (Tholey) restauriert und ergänzt.

#### Äußeres

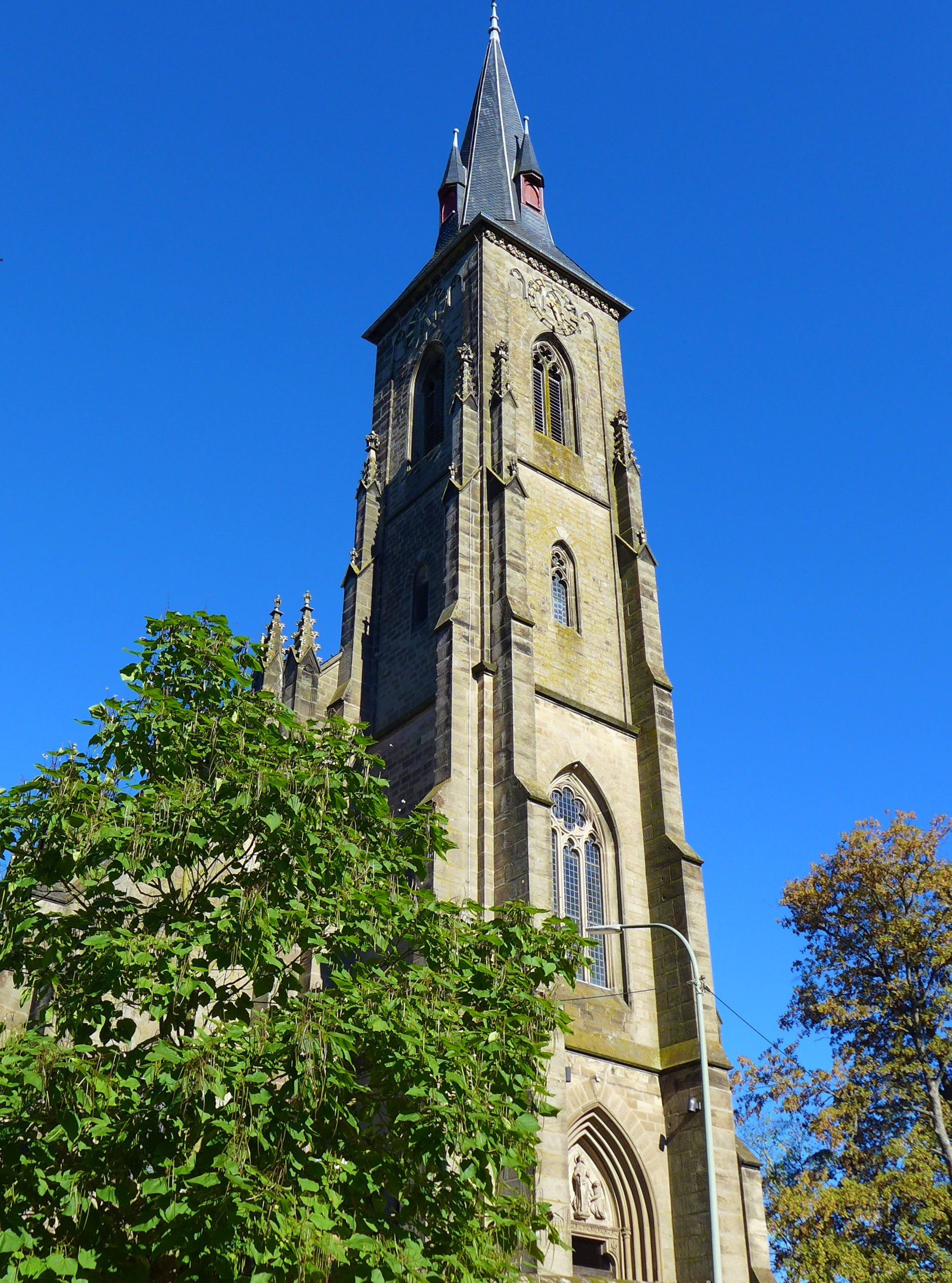
St. Katharina (Wallerfangen), Turm

Vor dem Mittelschiff erhebt sich auf quadratischem Grundriss ein viergeschossiger Turm mit unterschiedlich großen Spitzbogenfenstern. Die Turmkanten werden von mehrfach abgetreppten Stützpfeilern, die bis zum Freigeschoss der Glockenstube hinaufreichen, betont, wo sie in krabbengeschmückten Fialen enden. Das verschieferte Kirchturmdach ist als achteckiger Knickhelm gestaltet, an dem sich vier, wie eingehängt wirkende Gauben mit spitzen Verdachungen öffnen. Die Ausformung des Turmdaches zitiert dabei in überstreckter Form diejenige des Südwestturmes des Trierer Domes. Das vierte Turmgeschoss zeichnet sich durch eine vorgeblendete Rahmung aus, die an der oberen Seite eine Arkade von fünf gotischen Bögen mit eingestellten Nasen aufweist. Darüber vermittelt ein laubwerkgeschmücktes Abschlussgesims zum Schieferdach des Turmhelmes. Im Turmuntergeschoss nimmt das Portal nahezu die gesamte Wandfläche ein. Es schneidet in vierfacher, ungleich starker Abtreppung in die Wandfläche ein. Nur der innere Bogenverlauf bildet eine Kapitellzone aus.
Der neogotische Sakralbau ist mit hellockerfarbenen Sandsteinplatten verkleidet. Die Bauzier besteht teilweise aus Terrakotta. Die Jocheinteilung des Inneren wird am Außenbau durch schlanke Stützpfeiler sichtbar gemacht. Die Stützpfeiler des südlichen Seitenschiffes weisen phantasievoll gestaltete Wasserspeier auf. Die Stützpfeiler des Hauptschiffes sind durch krabbenbesetzte Fialen akzentuiert. Der ganze Bau ist von zweibahnigen Spitzbogenöffnungen mit unterschiedlichen Maßwerk-Passformen durchfenstert. Das trichterförmig eingetiefte Turmportal zeigt im Tympanon die heilige Katharina in der Mandorla, die von zwei Engeln gehalten wird. Die Pfarrpatronin trägt in ihrer Linken die Bibel und hält mit ihrer Rechten das Richtschwert ihres Martyriums, während seitlich dahinter das Marterrad mit scharfen Klingen sichtbar wird. Krone und Nimbus weisen Katharina als in den Himmel Aufgenommene aus. Die Darstellung nimmt Bezug zur Katharinenlegende, die besagt, dass der geschundene Leichnam der Heiligen nach ihrem Martyrium von schwebenden Engeln zum Berg Sinai überführt worden sei. Das Bogenfeld ist von Ornamentbändern mit vegetabilen Mustern in romanisierender Formensprache gesäumt. Ebenso weisen die Konsolsteine und der Türsturz feingliedriges Blattwerk, hier in gotisierender Formensprache, auf.
Die Südseite der Pfarrkirche ist vom Architekten gestalterisch als Hauptschauseite konzipiert. Das Portal der Südseite ist am Aufwändigsten gestaltet. Das Trichterportal ist flankiert von Säulen, auf deren Kapitellen die Statuen der alten Wallerfanger Pfarrpatrone Petrus und Paulus unter reich gegliederten Baldachinen stehen. Beide Apostelfürsten tragen in ihrer Linken die Bibel und halten mit der rechten Hand das jeweilige Heiligenattribut: Petrus die Himmelsschlüssel und Paulus das Schwert seiner Hinrichtung. Im Bogenfeld erscheint, auf einer Wolkenbank und dem Regenbogen sitzend, Christus als Pantokrator und apokalyptischer Weltenrichter. Seine Rechte ist mahnend erhoben, während er mit seiner Linken das aufgeschlagene Buch des Lebens zeigt. Ebenfalls auf Wolkenbänken sitzend, allerdings etwas niedriger als Christus positioniert, hat der Bildhauer zur Rechten Christi die Jungfrau und Gottesmutter Maria dargestellt, zu seiner Linken befindet sich Christi Nährvater, der heilige Josef. Maria trägt als Königin des Himmels einen Kronreif und hat die Hände in Anbetung des Gottessohnes gefaltet. Josefs rechte Hand umfasst einen Lilienstab als Zeichen seiner ehelichen Jungfräulichkeit. Über dem Spitzbogen ist die Inschrift „A.D. 1861“ in den Stein geschlagen.

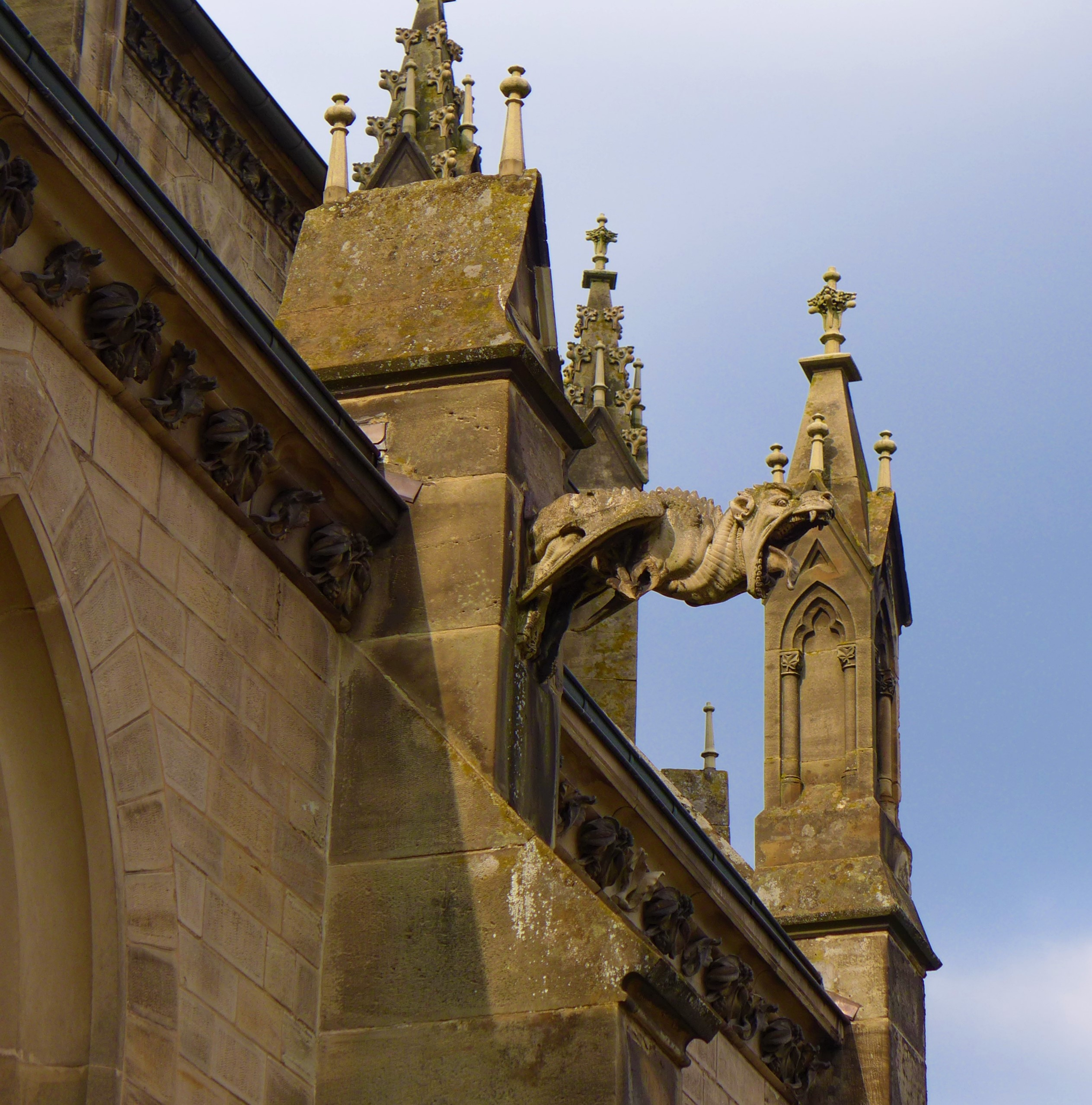
St. Katharina, Wasserspeier
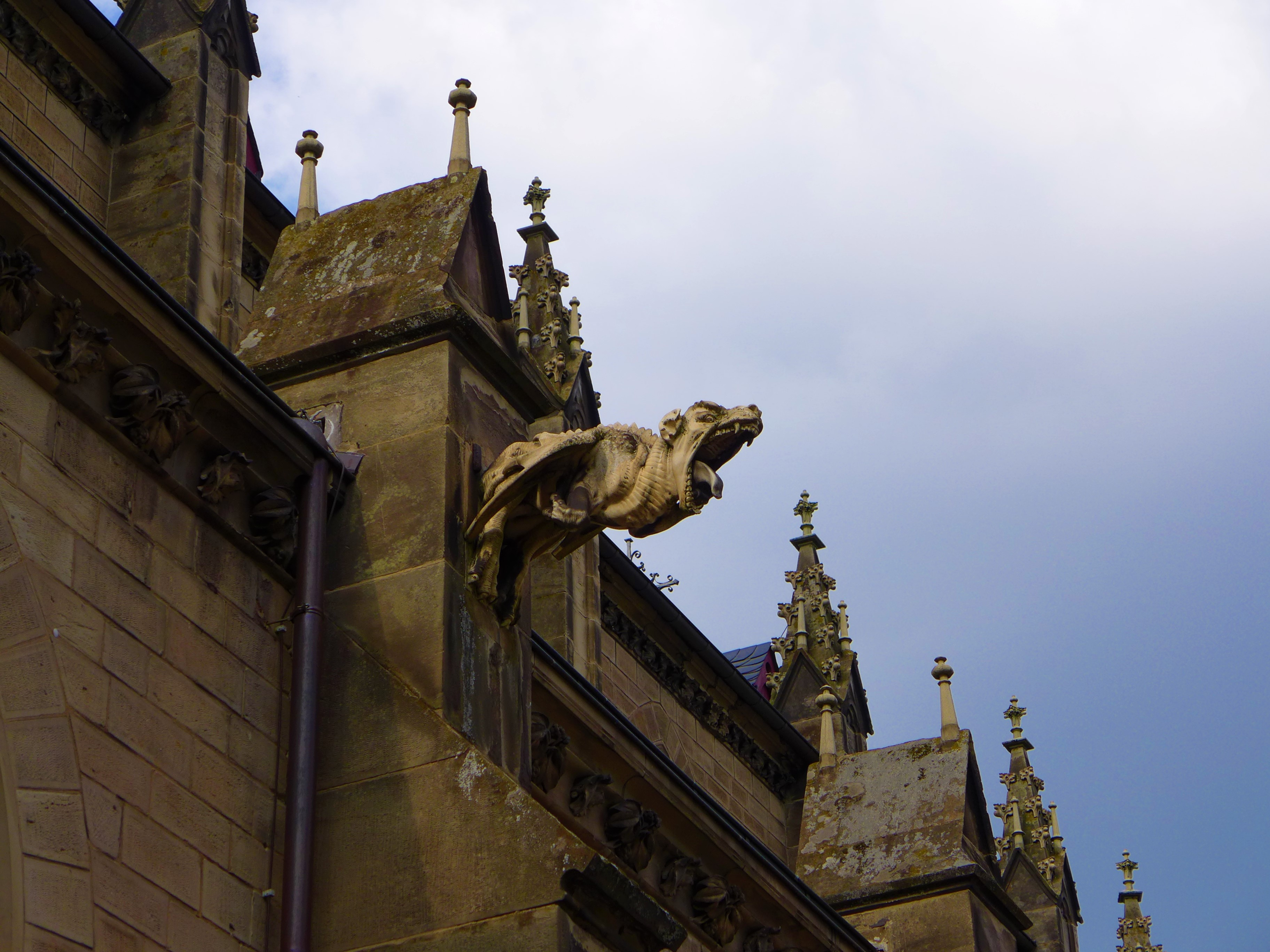
St. Katharina, Wasserspeier
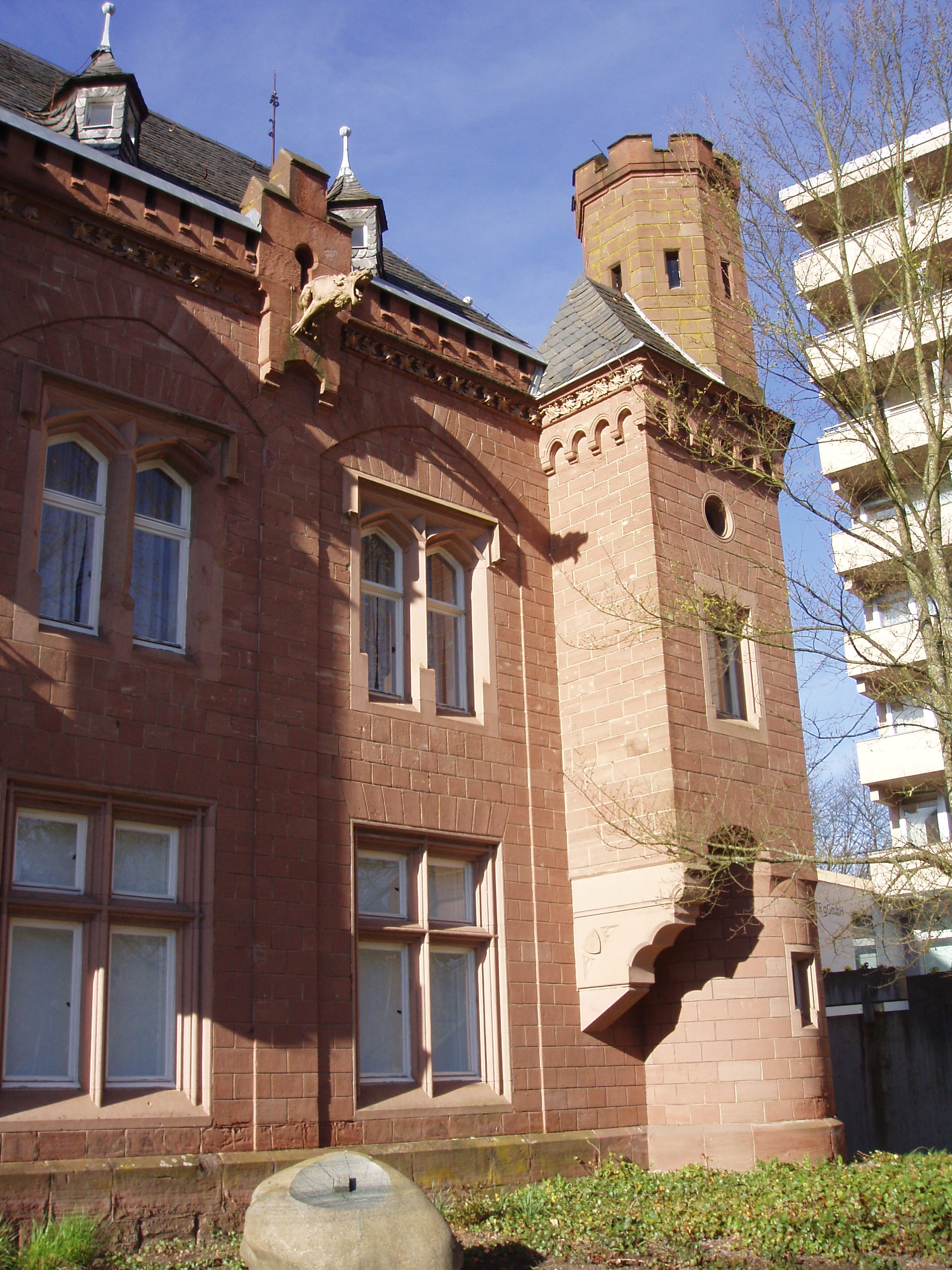
Fellenbergschlösschen, Wasserspeier

Aufwändig gestaltete, hundeartige Wasserspeier mit weitaufgerissenem Rachen aus Mettlacher Steinzeug-Terrakotta bereichern an der Südseite der Kirche die Strebepfeiler. Darüber hinaus ist die Traufe durch einen umlaufenden Blätterfries aus Keramik geschmückt. Das Motiv hatte Architekt Himpler zeitgleich beim neogotischen Erweiterungsbau des Fellenbergschlösschens in Merzig im Auftrag des Schweizer Fabrikanten Wilhelm Tell von Fellenberg zur Anwendung gebracht. Es darf vermutet werden, dass die Statuen der Erzapostel Petrus und Paulus sowie das Bogenfeldrelief des Seitenportals ebenfalls aus der Mettlacher Terrakotta-Produktion stammen. Das Katharinenrelief des Turmportals ist aus Sandstein gehauen.
Insgesamt atmet die Architektur des neogotischen Kirchenbaues einen klassizistischen Geist, ähnlich dem der Friedrichswerderschen Kirche des Architekten Karl Friedrich Schinkel.

### Maße und Materialien
Die Kirche misst 150 Fuß in der äußeren Länge. Das Langhaus ist 110 Fuß lang, der Chorbereich 40 Fuß. Die Breite des Mittelschiffes beträgt 27 Fuß. Die Mittelschiffgewölbe steigen bis zu einer Höhe von 50 Fuß auf. Die Seitenschiffe weisen eine Breite von 13 Fuß und eine Gewölbehöhe von 25 Fuß auf.
Der Glockenturm hat bis zur Traufe eine Höhe von 100 Fuß (ca. 33 m). Der Dachhelm misst 50 Fuß (ca. 16,5 m). Die insgesamte Höhe des Kirchturmes beträgt ohne Kreuz 150 Fuß (ca. 49,5 m).
Das Mauerwerk aus regelmäßigen längsrechteckigen Platten in durchlaufender waagerechter Fugung besteht aus hellem Sandstein. Strebepfeiler und Skulpturen wurden aus Udelfanger Sandstein gehauen. Krabben, Kreuzblumen und Laubfriese fertigte man aus Mettlacher Terrakotta in Sandsteinfarbe.

## Ausstattung

### Portale
Im Jahr 1988 wurden, initiiert von Pfarrer Anton Franziskus, das zweiflügelige Seitenportal und im Jahr 1989 das ebenfalls zweiflügelige Hauptportal im Turm durch den aus Saarbrücken stammenden und in Trier ansässigen Künstler Willi Hahn entworfen. Die Ausführung in Bronze besorgte die Kunstgießerei Plein in Speicher (Eifel). Die Verbindung zu Willi Hahn stellte der Trierer Diözesanbaumeister Alois Peitz her, der den Künstler nach Wallerfangen empfahl.

#### Seitenportal

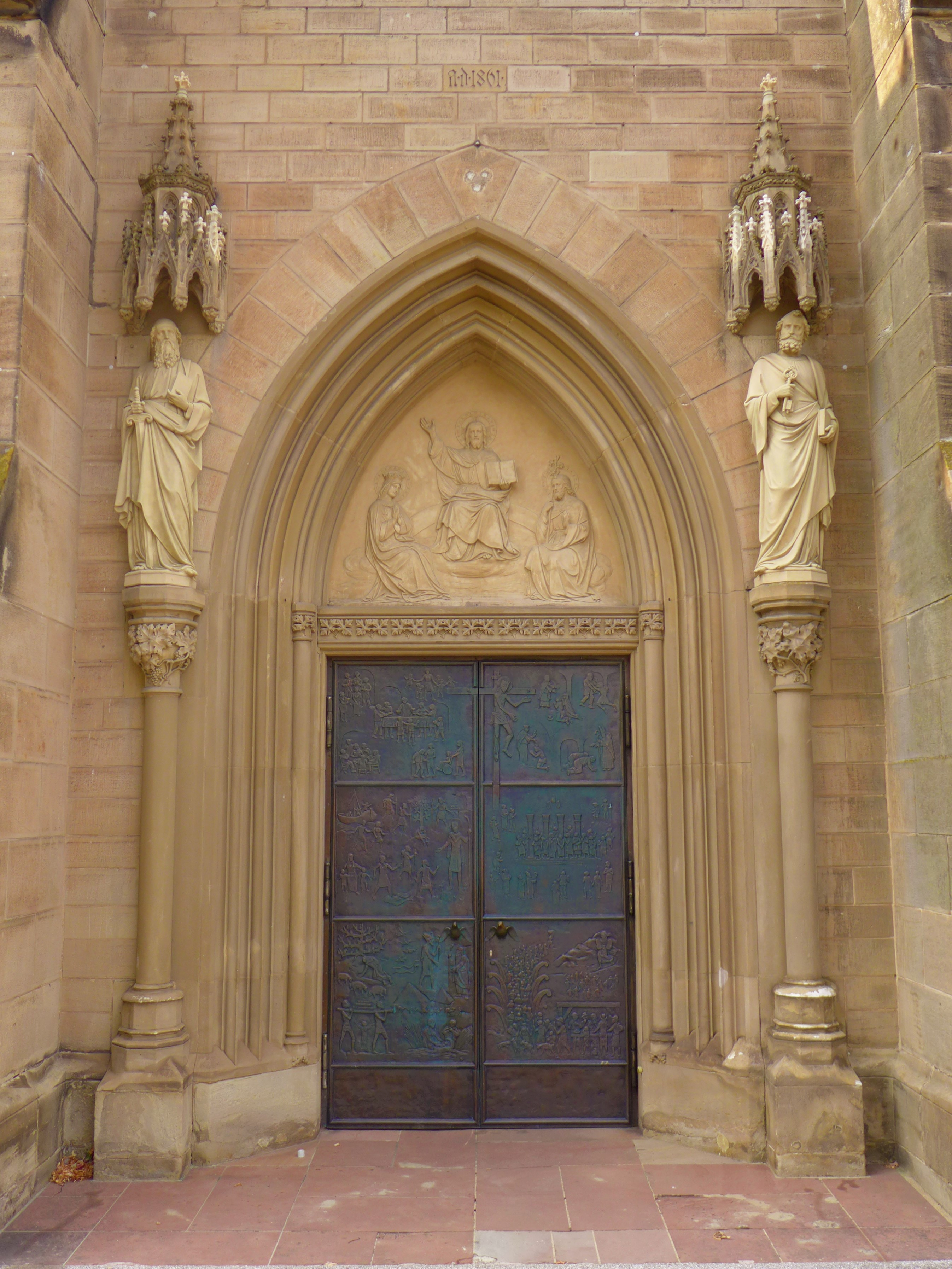
Seitenportal
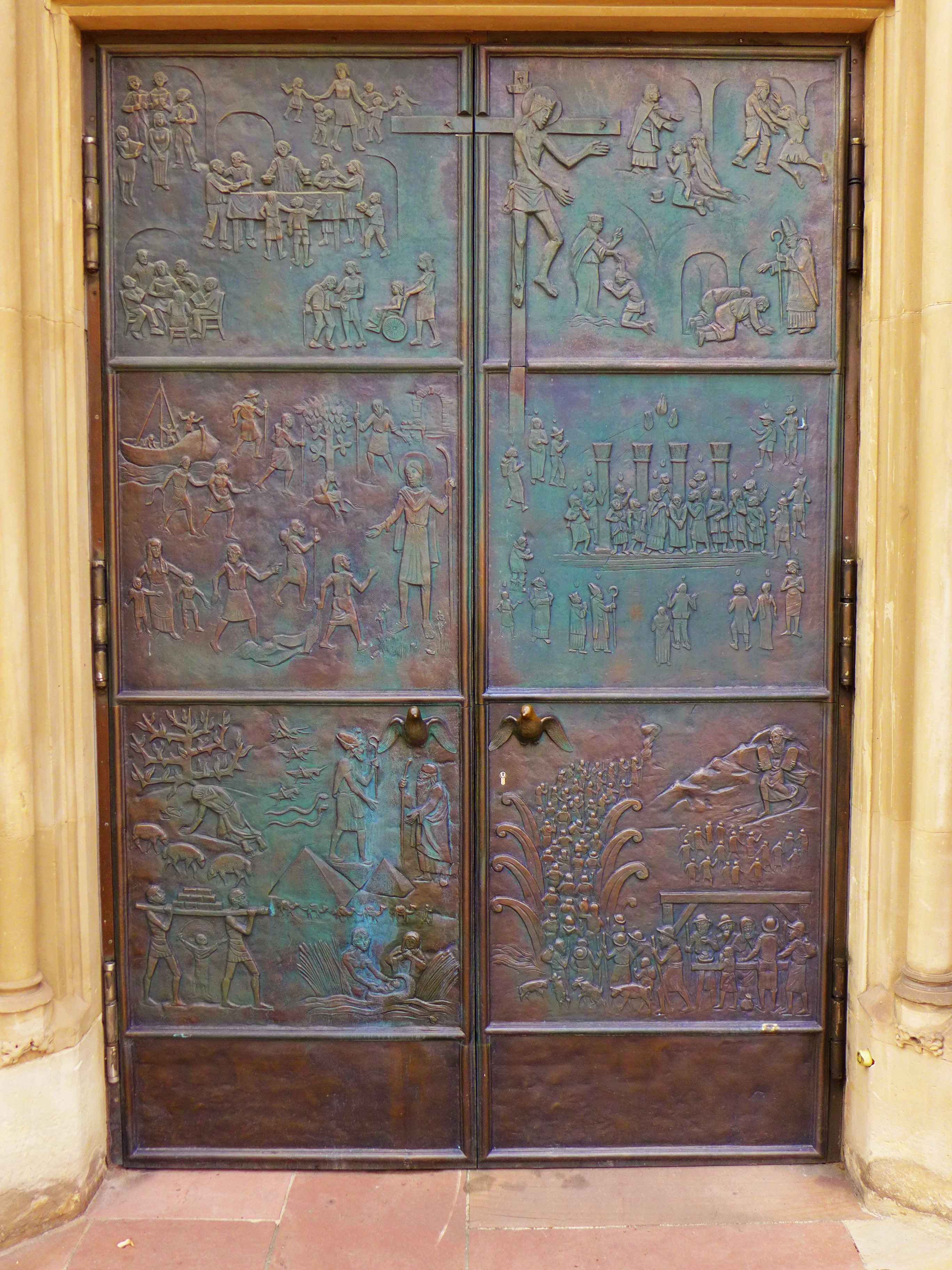
Portalflügel des Seitenportals
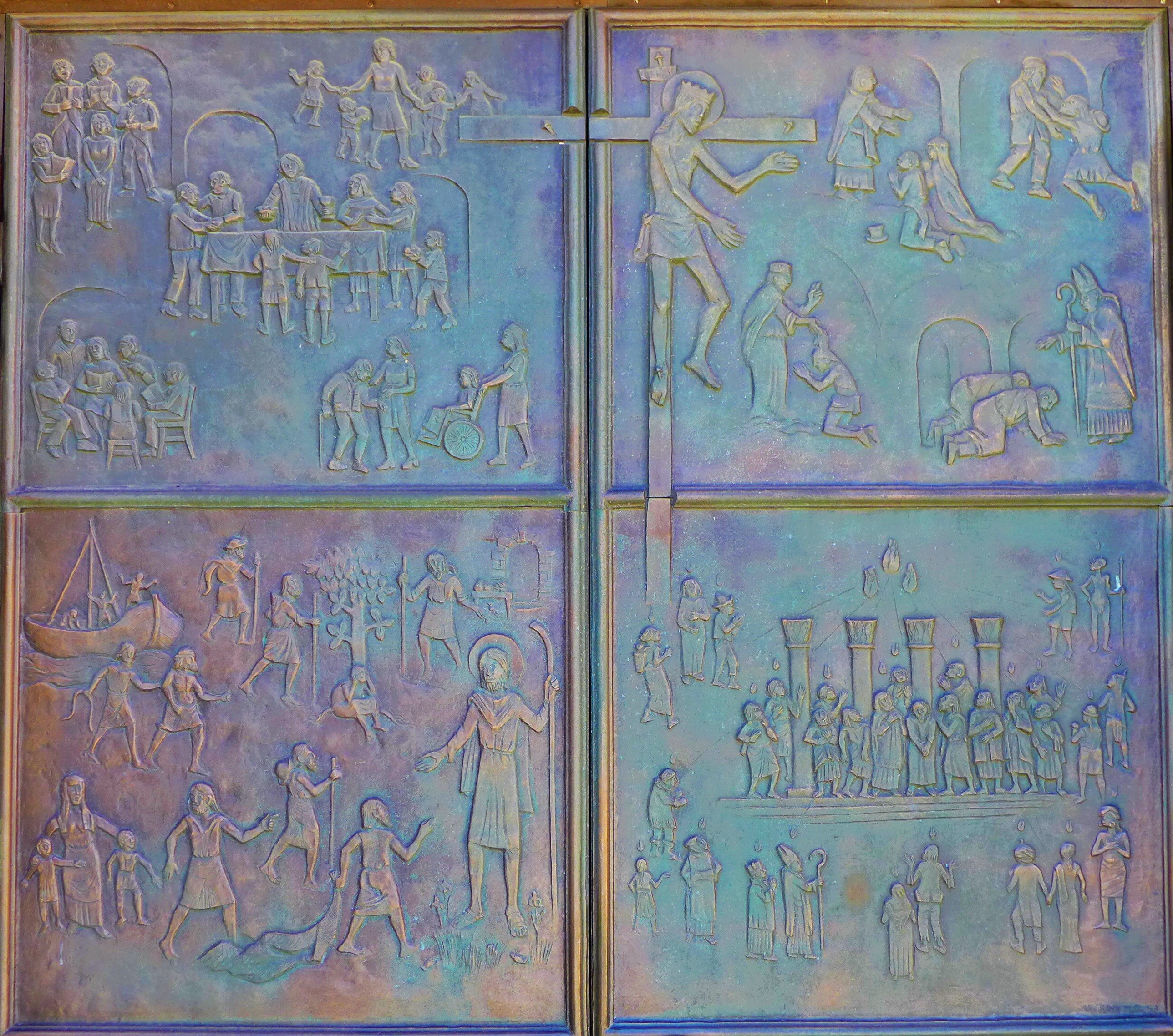
Seitenportal von Willi Hahn, Detail
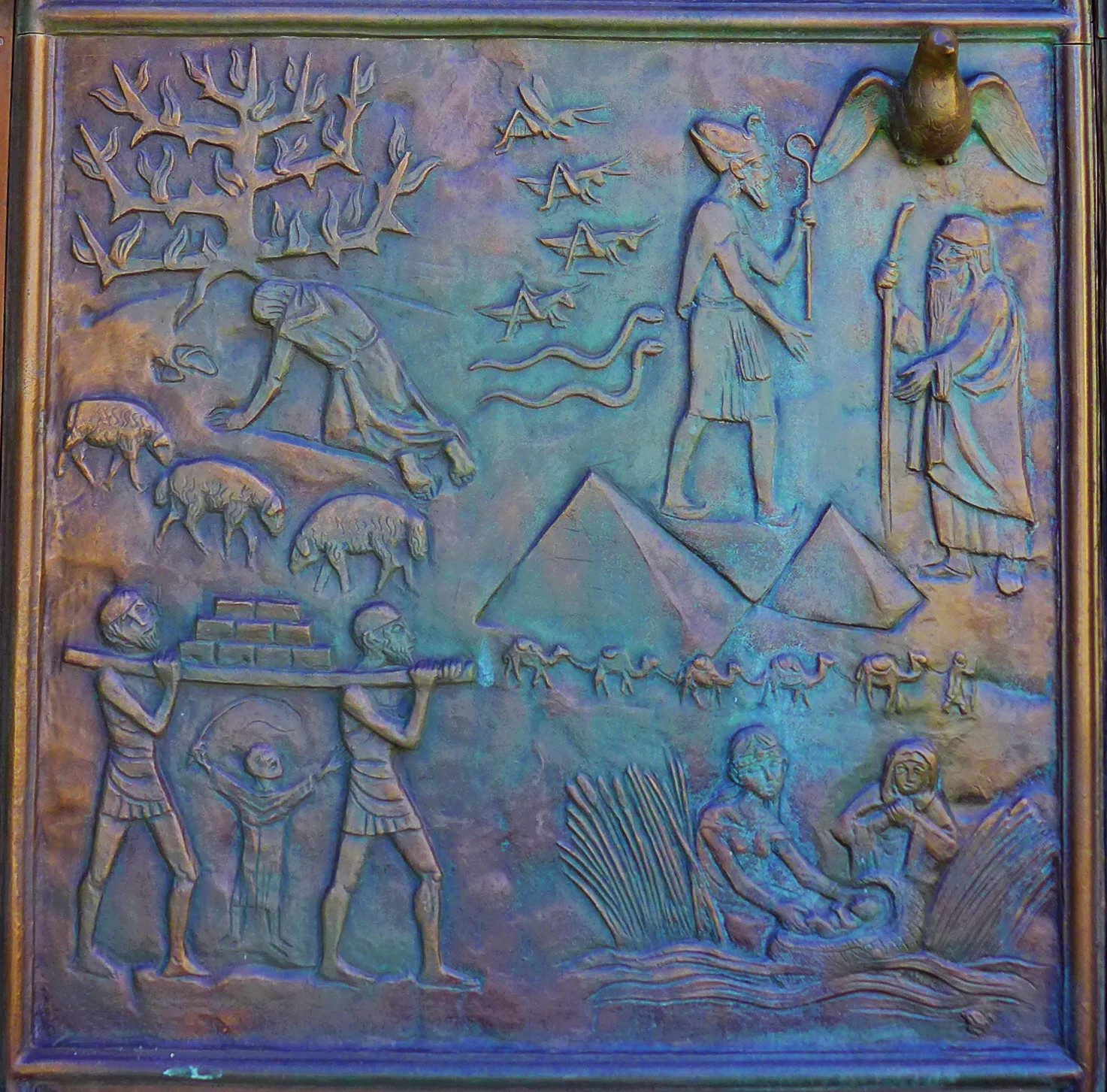
Seitenportal von Willi Hahn, Detail
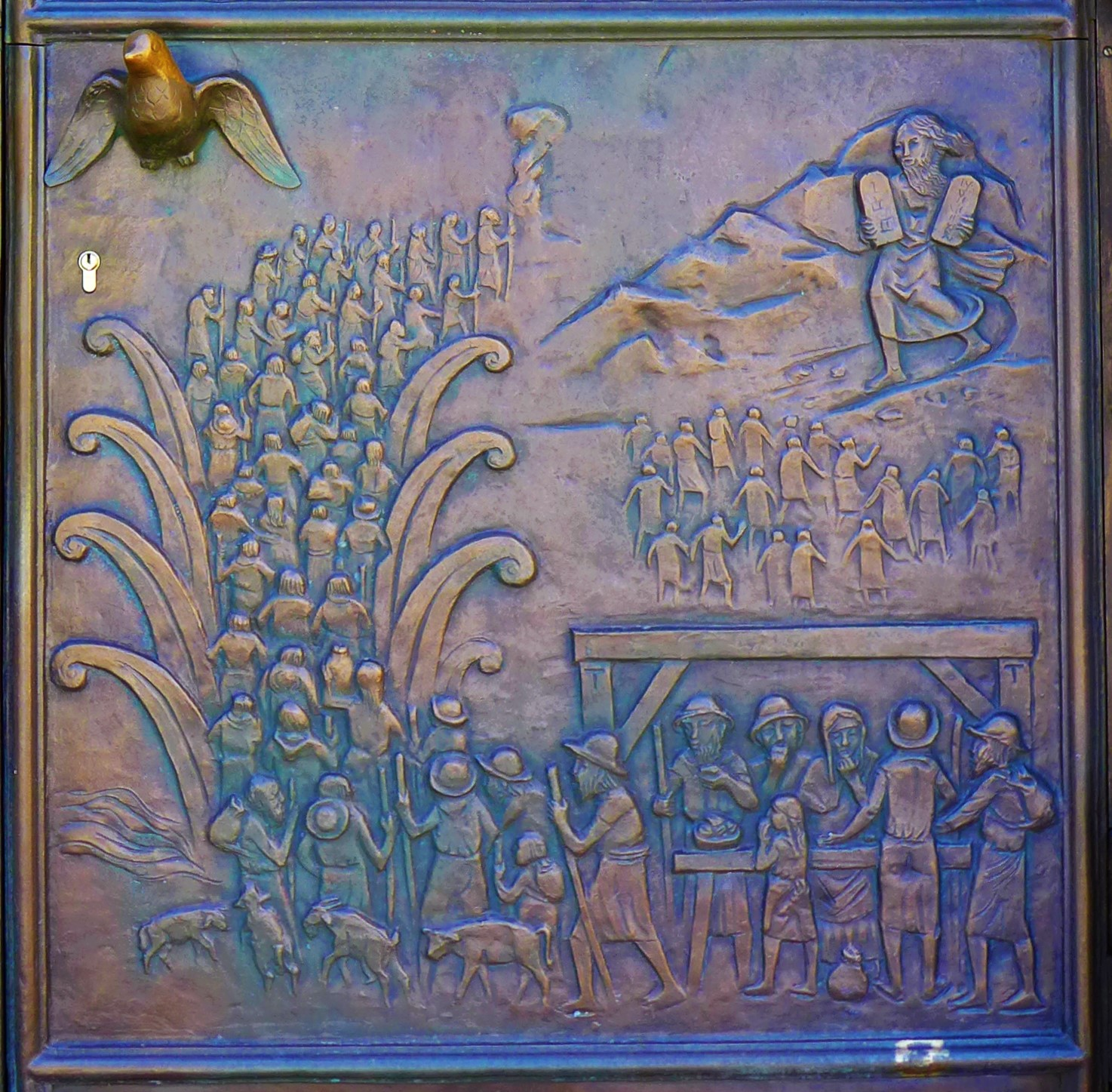
Seitenportal von Willi Hahn, Detail

##### Mose-Erzählung
Das Seitenportal zeigt in sechs Feldern alt- und neutestamentliche Szenen sowie die Gestaltwerdung Jesu im Wirken der Kirche. Im unteren linken Feld stellt der Künstler die Geschichte des jungen Mose bis zu dessen Gang zum Pharao dar: Das Feld weist eine Vierteilung auf. Rechts unten gestaltet der Künstler die Auffindung des Mose. Der Erzählung in Ex 2,1–10  zufolge war Mose nach seiner Geburt am Ufer des Nils ausgesetzt worden, die Tochter des Pharao fand ihn und bestellte, eine hebräische Frau – die leibliche Mutter des Kindes – als Amme. Nach der Stillzeit nahm die Tochter des Pharao das Kind als Sohn an und gab ihm den Namen Mose. Die Aussetzung des Mose ist in den Rahmen der vom Pharao angeordneten Tötung der männlichen Kinder der Israeliten (Ex 1,15f. ) eingefügt und stellte einen Versuch seiner verzweifelten Mutter dar, das Kind zu retten.
Im linken Nachbarfeld sieht der Betrachter die Sklaverei der Hebräer in Ägypten. Unter den zur Arbeit antreibenden Peitschenhieben eines ägyptischen Aufsehers müssen hebräische Arbeiter auf einer Trage Bausteine schleppen. Zwei Pyramiden, vor denen eine Karawane vorbeizieht, deuten die Prestigebauten der Pharaonenherrschaft an. Im linken oberen Bildteil wird die Offenbarung Gottes im brennenden Dornbusch (Ex 3,2 ) gezeigt. Gott erscheint nach der biblischen Erzählung dem Mose auf dem Berge Horeb und teilte ihm dort seinen Namen JHWH mit. In der Darstellung Willi Hahns ist Mose, dessen Viehherde nach Nahrung sucht, vor der Flammenerscheinung ehrfürchtig auf die Knie gesunken. Seine Sandalen, die Mose aus Rücksicht vor der Heiligkeit des Ortes abgestreift hat, liegen vor dem flammendurchzüngelten Busch. Hier erhält Mose von Gott den Auftrag, die Hebräer aus dem „Sklavenhaus Ägypten“ zu befreien (Ex 3,1-20 ):

„Mose weidete die Schafe und Ziegen seines Schwiegervaters Jitro, des Priesters von Midian. Eines Tages trieb er das Vieh über die Steppe hinaus und kam zum Gottesberg Horeb. Dort erschien ihm der Engel des Herrn in einer Flamme, die aus einem Dornbusch emporschlug. Er schaute hin: Da brannte der Dornbusch und verbrannte doch nicht. Mose sagte: Ich will dorthin gehen und mir die außergewöhnliche Erscheinung ansehen. Warum verbrennt denn der Dornbusch nicht? Als der Herr sah, dass Mose näher kam, um sich das anzusehen, rief Gott ihm aus dem Dornbusch zu: Mose, Mose! Er antwortete: Hier bin ich. Der Herr sagte: Komm nicht näher heran! Leg deine Schuhe ab; denn der Ort, wo du stehst, ist heiliger Boden. Dann fuhr er fort: Ich bin der Gott deines Vaters, der Gott Abrahams, der Gott Isaaks und der Gott Jakobs. Da verhüllte Mose sein Gesicht; denn er fürchtete sich, Gott anzuschauen. Der Herr sprach: Ich habe das Elend meines Volkes in Ägypten gesehen und ihre laute Klage über ihre Antreiber habe ich gehört. Ich kenne ihr Leid. Ich bin herabgestiegen, um sie der Hand der Ägypter zu entreißen und aus jenem Land hinaufzuführen in ein schönes, weites Land, in ein Land, in dem Milch und Honig fließen, in das Gebiet der Kanaaniter, Hethiter, Amoriter, Perisiter, Hiwiter und Jebusiter. Jetzt ist die laute Klage der Israeliten zu mir gedrungen und ich habe auch gesehen, wie die Ägypter sie unterdrücken. Und jetzt geh! Ich sende dich zum Pharao. Führe mein Volk, die Israeliten, aus Ägypten heraus! Mose antwortete Gott: Wer bin ich, dass ich zum Pharao gehen und die Israeliten aus Ägypten herausführen könnte?
12 Gott aber sagte: Ich bin mit dir; ich habe dich gesandt und als Zeichen dafür soll dir dienen: Wenn du das Volk aus Ägypten herausgeführt hast, werdet ihr Gott an diesem Berg verehren. Da sagte Mose zu Gott: Gut, ich werde also zu den Israeliten kommen und ihnen sagen: Der Gott eurer Väter hat mich zu euch gesandt. Da werden sie mich fragen: Wie heißt er? Was soll ich ihnen darauf sagen? Da antwortete Gott dem Mose: Ich bin der «Ich-bin-da». Und er fuhr fort: So sollst du zu den Israeliten sagen: Der «Ich-bin-da» hat mich zu euch gesandt. Weiter sprach Gott zu Mose: So sag zu den Israeliten: Jahwe, der Gott eurer Väter, der Gott Abrahams, der Gott Isaaks und der Gott Jakobs, hat mich zu euch gesandt. Das ist mein Name für immer und so wird man mich nennen in allen Generationen. Geh, versammle die Ältesten Israels und sag ihnen: Jahwe, der Gott eurer Väter, der Gott Abrahams, Isaaks und Jakobs, ist mir erschienen und hat mir gesagt: Ich habe sorgsam auf euch geachtet und habe gesehen, was man euch in Ägypten antut. Darum habe ich beschlossen, euch aus dem Elend Ägyptens hinaufzuführen in das Land der Kanaaniter, Hethiter, Amoriter, Perisiter, Hiwiter und Jebusiter, in ein Land, in dem Milch und Honig fließen. Wenn sie auf dich hören, so geh mit den Ältesten Israels zum König von Ägypten; sagt ihm: Jahwe, der Gott der Hebräer, ist uns begegnet. Und jetzt wollen wir drei Tagesmärsche weit in die Wüste ziehen und Jahwe, unserem Gott, Schlachtopfer darbringen. Ich weiß, dass euch der König von Ägypten nicht ziehen lässt, es sei denn, er würde von starker Hand dazu gezwungen. Erst wenn ich meine Hand ausstrecke und Ägypten niederschlage mit allen meinen Wundern, die ich in seiner Mitte vollbringe, wird er euch ziehen lassen.“

Im rechten oberen Teil des Bildfeldes steht Mose nun vor dem ägyptischen Pharao. Der Künstler positioniert Mose niedriger als den mit den ägyptischen Herrschaftsinsignien ausgestatteten Pharao. Doch deuten die über dem Haupt des Mose schwebende Taube (linker Türknauf), die man als Symbol des heiligen Geistes deuten kann, und die sich hinter dem Rücken des Pharao zusammenbrauenden Zehn Plagen, dargestellt durch Heuschrecken und Schlangen, an, dass sich das Machtverhältnis bald zu Gunsten des Anführers der Israeliten verschieben wird. Der Pharao wollte nach der biblischen Überlieferung die Israeliten nach der Unterredung mit Mose nicht ziehen lassen. Nach jeder erneuten Weigerung des uneinsichtigen Herrschers schickte Gott daraufhin eine weitere Plage über das Land der Ägypter. Nach der letzten Plage, der Erschlagung aller ägyptischen Erstgeborenen von Mensch und Vieh (Ex 11,4 ), zogen die Israeliten schließlich durch das Schilfmeer ihrer von Gott verheißenen Freiheit entgegen.
Folgerichtig zeigt das rechte untere Feld der Tür dann auch das Geschehen der Paschanacht (Ex 12,1-20 ). Nachdem sich die Ägypter weigerten, die Hebräer ziehen zu lassen, kündigte Gott ihnen nach neun schrecklichen, jedoch für die Israeliten nicht zielführenden Plagen, die Tötung der Erstgeborenen durch den Würgengel an. Um verschont zu bleiben, sollte jede israelitische Familie abends ein männliches, einjähriges fehlerloses Jungtier von Schaf oder Ziege schlachten, mit dessen Opferblut die Türpfosten ihrer Wohnstätten bestreichen und es dann braten und gemeinsam vollständig verzehren. An den so markierten Häusern ging der Todesengel in derselben Nacht vorüber (hebr. pāsaḥ), während er Gottes grausame Strafaktion an Ägypten vollstrecke. Danach drängte der Pharao die Israeliten zum Verlassen des Landes, worauf sie gemäß Gottes Anweisungen vorbereitet waren.
Im linken Teil des Bildfeldes zeigt Willi Hahn nun den Durchzug der Israeliten durchs Meer beim Auszug aus Ägypten. Während eine Gruppe von Israeliten im Stehen noch hastig das Mahl zu sich nimmt, ziehen andere schon durch das Wasser, dessen stilisierte Wellen sich links und rechts hoch auftürmen. Darüber schwebt wiederum eine Taube (rechter Türknauf) als Symbol des Geistes Gottes.
Neben der Durchzugsszene stellt Willi Hahn rechts oben im gleichen Bildfeld die Offenbarung der Zehn Gebote am Berg Sinai dar. Mit wehenden Bart- und Kopfhaaren sowie flatterndem Gewand läuft Mose mit den beiden Gesetzestafeln in den Armen vom Offenbarungsberg hinunter zum Volk Israel, das ihn am Fuß des felsigen Gebirges erwartet. Die Juden gedenken dieser Gesetzesoffenbarung am Fest Schawuot, das 50 Tage, also sieben Wochen plus einen Tag, nach dem Paschafest gefeiert wird. Die Christen feiern an diesem Fest zusätzlich Pfingsten als Erinnerung an die Herabkunft des Heiligen Geistes auf nach der Kreuzigung Jesu verängstigten Jünger in Jerusalem. Insofern ist die Heilig-Geist-Taube des Türgriffes hier wieder von Willi Hahn symbolträchtig positioniert worden.

##### Die Erwählung und Aussendung der Apostel
Willi Hahn lässt die beiden Darstellungen der alttestamentlichen Erwählung des Mose durch Gott am Dornbusch im linken Bild in der mittleren Portalzone mit der Darstellung der Erwählung der zwölf Apostel durch Jesus korrespondieren. Der im Verhältnis zu den übrigen Personen übergroß dargestellte Jesus hält getreu der Ikonographie des Guten Hirten in seiner Linken einen Hirtenstab und lädt mit seiner die Linken die Jünger in seine Nachfolge ein. Um seine Füße entsprossen Lilien und Gras dem Erdboden. Hahn bezieht sich hier auf das Jesuswort im Matthäusevangelium Mt 6,28-34 :

„Und warum sorgt ihr euch um die Kleidung? Schaut die Lilien auf dem Feld an, wie sie wachsen: sie arbeiten nicht, auch spinnen sie nicht.
Ich sage euch, dass auch Salomo in aller seiner Herrlichkeit nicht gekleidet gewesen ist wie eine von ihnen.
Wenn nun Gott das Gras auf dem Feld so kleidet, das doch heute steht und morgen in den Ofen geworfen wird: sollte er das nicht viel mehr für euch tun, ihr Kleingläubigen? Darum sollt ihr nicht sorgen und sagen: Was werden wir essen? Was werden wir trinken? Womit werden wir uns kleiden?
Nach dem allen trachten die Heiden. Denn euer himmlischer Vater weiß, dass ihr all dessen bedürft. Trachtet zuerst nach dem Reich Gottes und nach seiner Gerechtigkeit, so wird euch das alles zufallen. Darum sorgt nicht für morgen, denn der morgige Tag wird für das Seine sorgen. Es ist genug, dass jeder Tag seine eigene Plage hat.“

Im oberen Bildfeld bewegen sich drei Jünger mit Wanderstäben auf Jesus zu, während einer noch zögernd mit aufgestütztem Kopf unter einem Baum sitzt. Ganz links nähern sich drei Jünger mit ihrem Fischerboot dem Ufer. Ein Jüngerpaar bewegt sich ebenfalls auf Jesus zu. Einer der beiden hält in der Rechten ein Tau, während er im Begriff ist, den anderen Jünger am Oberarm einzuhaken. Im unteren Bildbereich verlässt ein Jünger seine Frau und die gemeinsamen zwei Kinder, während er mit seiner Linken auf Jesus verweist. Die Darstellung bezieht sich auf das Jesuswort aus dem Matthäusevangelium Mt 10,37-39 :

„Wer Vater oder Mutter mehr liebt als mich, der ist meiner nicht wert; und wer Sohn oder Tochter mehr liebt als mich, der ist meiner nicht wert. Und wer nicht sein Kreuz auf sich nimmt und mir nachfolgt, der ist meiner nicht wert. Wer sein Leben retten will, der wird es verlieren; und wer sein Leben verliert um meinetwillen, der wird es finden.“

Ein weiterer Jünger zieht mit Hut und Wanderstab auf Jesus zu, während ein anderer Jünger ein Fischernetz zurücklässt. Willi Hahn bezieht sich hier auf die Berufungsgeschichte des Andreas und des Petrus im Markusevangelium Mk 1,16-18 :

„Als er aber am Galiläischen Meer entlangging, sah er Simon und Andreas, Simons Bruder, wie sie ihre Netze ins Meer warfen; denn sie waren Fischer. Und Jesus sprach zu ihnen: Folgt mir nach; ich will euch zu Menschenfischern machen! Sogleich verließen sie ihre Netze und folgten ihm nach. Und als er ein wenig weiterging, sah er Jakobus, den Sohn des Zebedäus, und Johannes, seinen Bruder, wie sie im Boot die Netze flickten. Und alsbald rief er sie und sie ließen ihren Vater Zebedäus im Boot mit den Tagelöhnern und folgten ihm nach.“

Ebenso nimmt der Künstler auf das Jesuswort bei der Aussendung der Zwölf im Markusevangelium Mk 6,7-9  Bezug:

„Und er rief die Zwölf zu sich und fing an, sie auszusenden je zwei und zwei, und gab ihnen Macht über die unreinen Geister und gebot ihnen, nichts mitzunehmen auf den Weg als allein einen Stab, kein Brot, keine Tasche, kein Geld im Gürtel, wohl aber Schuhe, und nicht zwei Hemden anzuziehen.“

##### Das Pfingstereignis
Die rechte Bildtafel in der mittleren Portalzone thematisiert die Herabkunft des Heiligen Geistes auf die Jünger an Pfingsten Apg 2,1-41  als inhaltliche Entsprechung der Offenbarung der Zehn Gebote im Alten Testament. Das Pfingstereignis wird in der christlichen Tradition auch als Gründung der Kirche verstanden. Folgerichtig hat Willi Hahn die dargestellte Jerusalemer Jüngerschaft – hier 13 (!) Jünger und Maria – um eine zeitlich spätere Menschengruppe erweitert. Der Künstler integriert auch Vertreter verschiedener Völker- und Gesellschaftsgruppen in das Pfingstgeschehen: Im Uhrzeigersinn kann man folgende Personen erkennen: einen Chinesen mit asiatischem Kegelhut, einen Schwarzafrikaner mit Lanze, einen nordafrikanischen Indianer, eine lateinamerikanische Indiofrau mit Hut, eine Frau mit Lendenschurz und Kreolenohrschmuck, ein indisches Paar mit Turban und Sari, ein Mann in bittender Haltung und zerfetzten Hosensäumen, eine Frau mit Kopftuch, einen Bischof mit Mitra und Krummstab, einen Priester mit Birett, einen Mönch im Habit, ein kleines Mädchen, einen Eskimo in pelzverbrämter Kleidung und Fäustlingen, eine Mutter mit ihrem Kind in einer Trage auf dem Rücken, eine schwangere Frau, sowie einen Mann mit einem Sombrero. Über jeder Figur hat sich eine Feuerzunge niedergelassen. Strahlender Ausgangspunkt der sich verteilenden Feuerzungen ist eine dreizüngige Flamme oberhalb der vier Säulen als Symbol der Trinität. Im rechten unteren Eck dieses Bildfeldes befindet sich die Signatur des Künstlers.
Die vier Säulen, die aus der Apostelgruppe der Relieftafel herausragen, symbolisieren die vier Grundvollzüge der Kirche:
- Zeugnis (martyria): Zeugnis, Verkündung und Verbreitung des Evangeliums
- Liturgie (griechisch leiturgia): Gottesdienst, gemeinsames Gebet, insbesondere Feier der Eucharistie
- Diakonie (diakonia): Dienst an den Menschen, zum Beispiel die Linderung von Not und Armut in der Welt

Seit dem Zweiten Vatikanischen Konzil wird eine vierte Grunddimension der Kirche beschrieben, die Gemeinschaft (communio/koinonia), in der die christliche Gemeinde ebenfalls ihren Ausdruck findet.
Das teilweise Fehlen einer Säulenbasis wurde vom Künstler absichtlich so gestaltet. Anstelle der Basen positionierte Willi Hahn einfache Menschen, die er als Basis der Kirche dargestellt wissen wollte.

##### Die kirchlichen Grundvollzüge
In der obersten Zone des Portals sieht man demzufolge links Grundvollzüge der Kirche in der Liturgie (Feier der Eucharistie und Kirchengesang), der Diakonie (Kindergarten, Behinderten- und Altenfürsorge) sowie in der Verkündigung (Bibelkreis). Die kirchlichen Sakramente der Priesterweihe, der Ehe, der Taufe und der Versöhnung zeigt das rechte obere Portalbild. Das Sakrament der Firmung ist durch die Darstellung des Pfingstereignisses vertreten. Die Krankensalbung wurde vom Künstler nicht dargestellt. Im linken Bereich dieses Reliefs lässt der Künstler den gekreuzigten Jesus auftreten. Sein linkes Bein und beide Armen haben sich vom Kreuzesbalken losgemacht. Segnend scheint er in das sakramentale Geschehen eingreifen zu wollen.

#### Turmportal

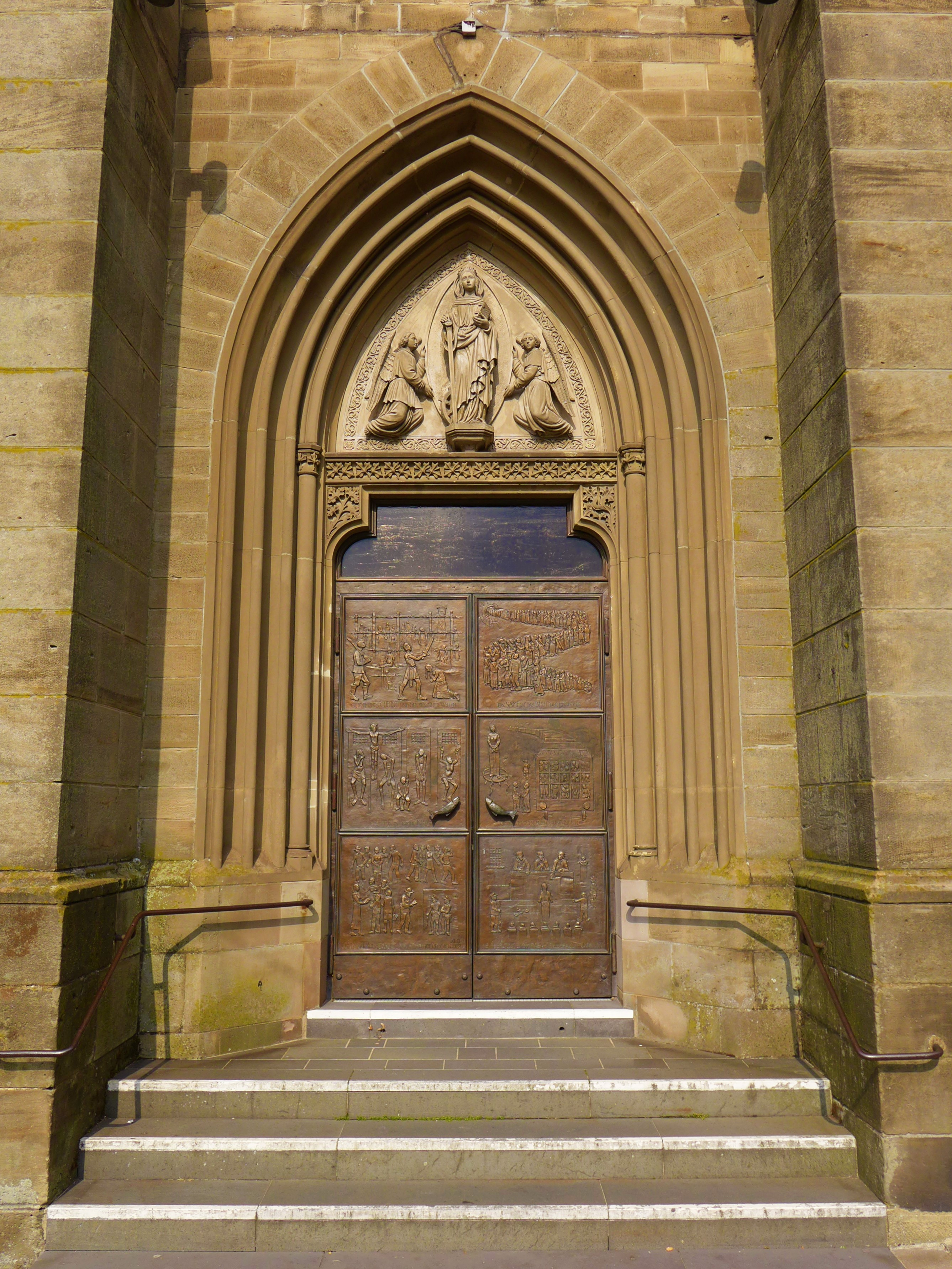
Katharinenportal im Turm
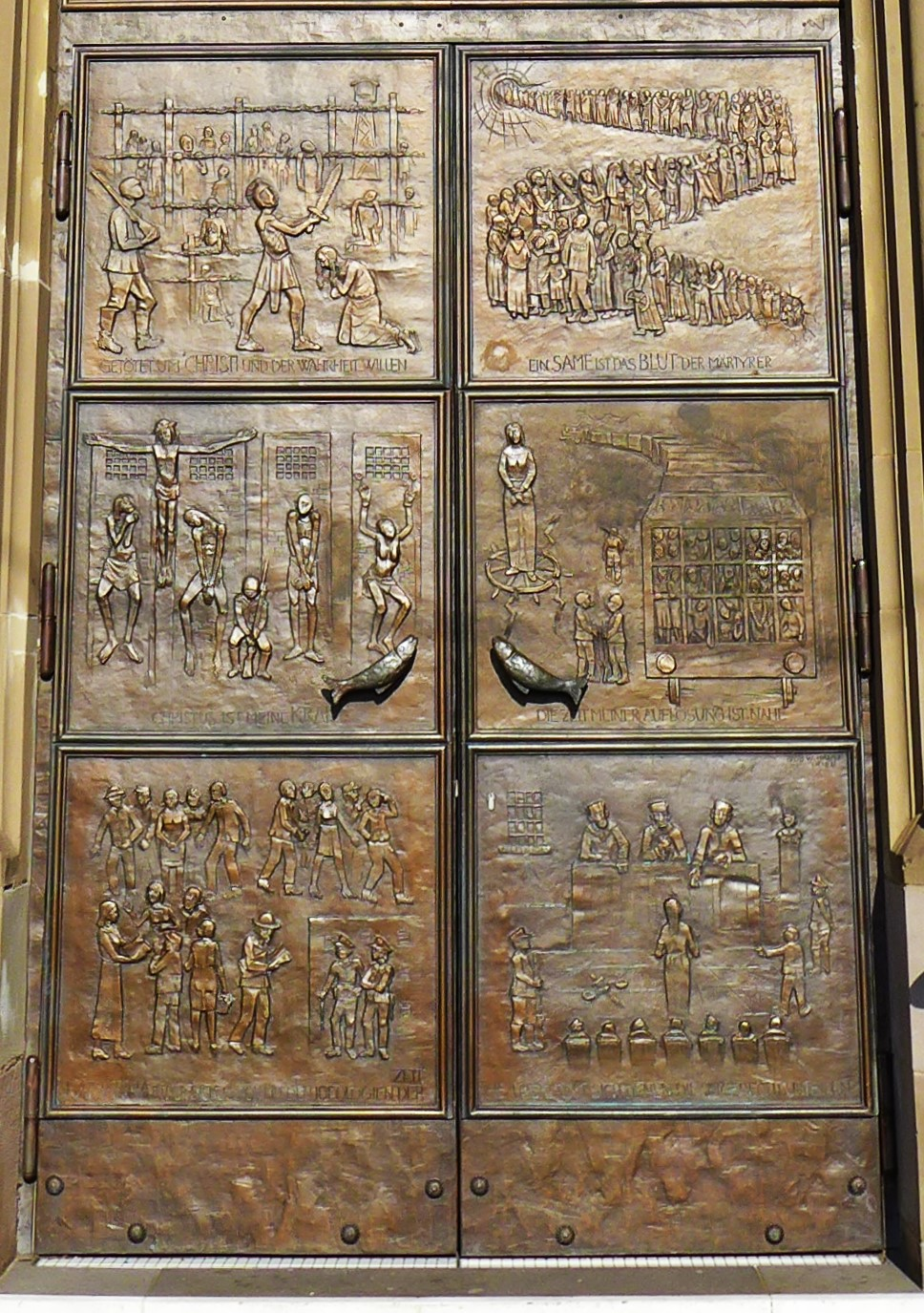
Portalflügel des Katharinenportals
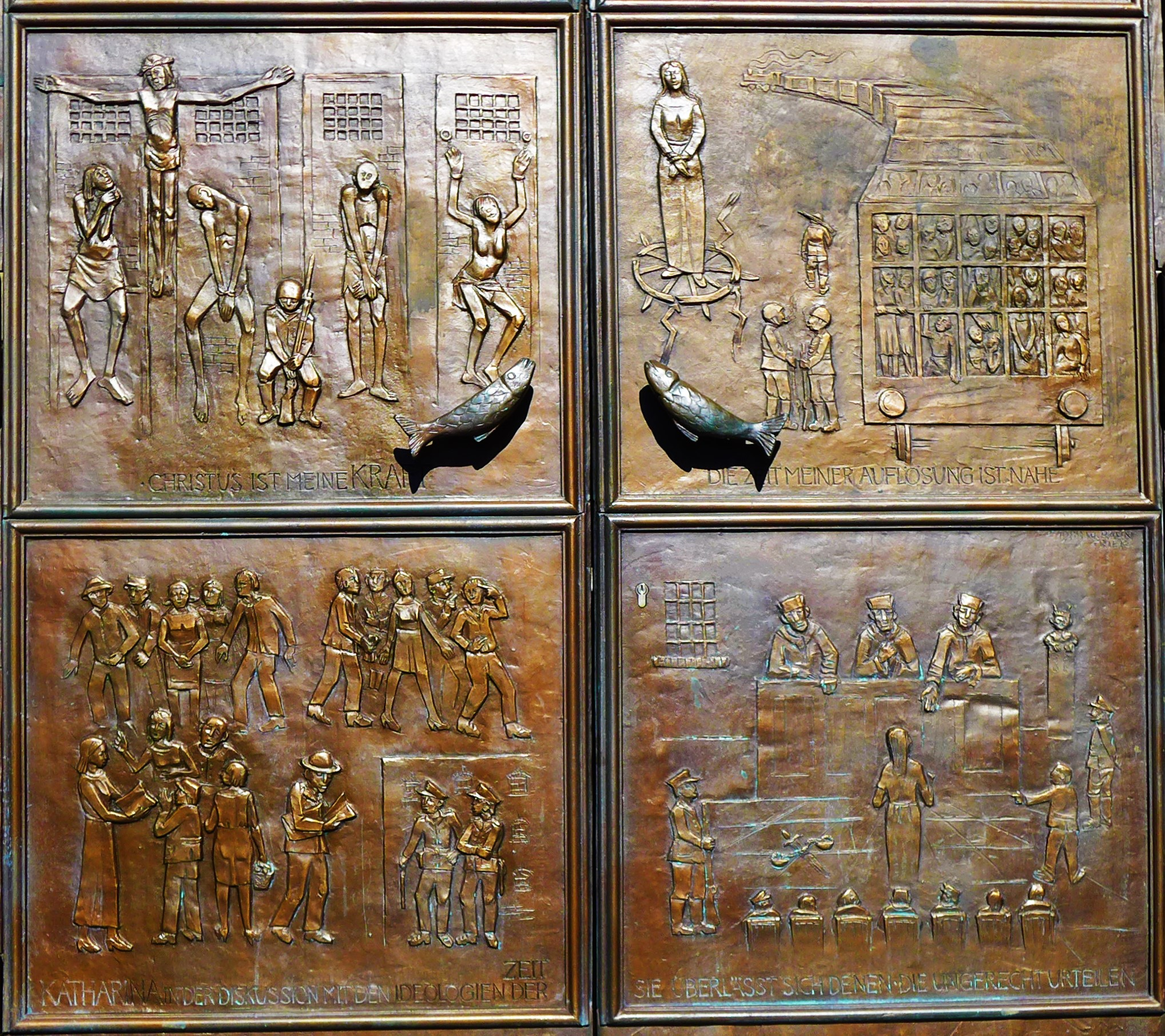
Portal von Willi Hahn im Kirchturm, Detail
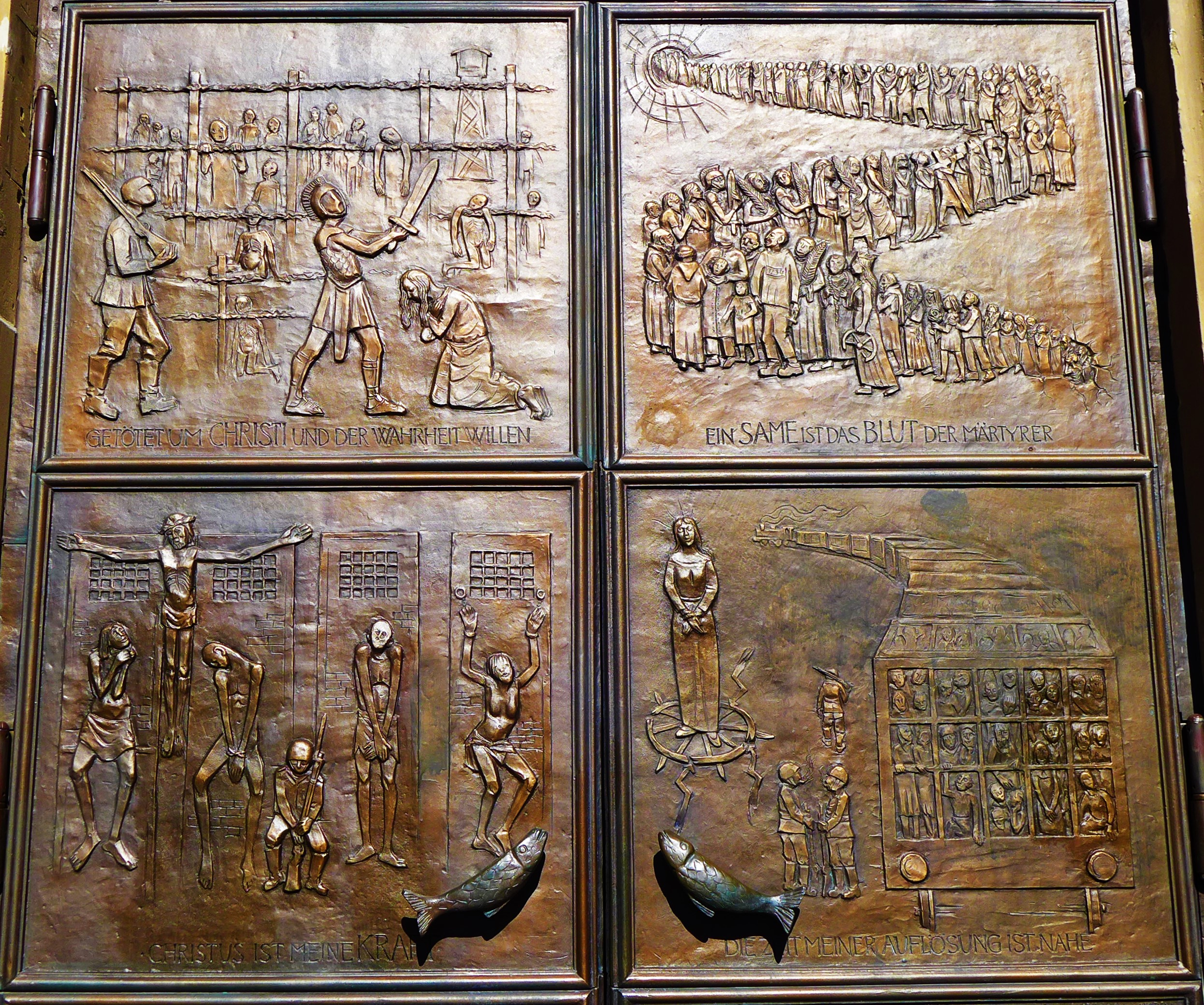
Portal von Willi Hahn im Kirchturm, Detail

Das Katharinenportal ist wie das Seitenportal in sechs Felder aufgeteilt. Die Bildreliefs verknüpfen gestalterisch die Legende der Kirchenpatronin Katharina mit der deutschen Geschichte in der Zeit des Nationalsozialismus.

##### Katharina verkündigt das Christentum
Das untere linke Relieffeld trägt am unteren Rand die Inschrift „Katharina in der Diskussion mit den Ideologien ihrer Zeit“. Katharina, die vom Künstler als junge Frau mit schulterlangem Haar dargestellt ist, spricht mit zahlreichen Menschen. In einladender Geste hält die Heilige, die ganz am linken unteren Rand des Reliefs positioniert ist, den Menschen Schriften entgegen. Während vier Menschen sich um sie herum scharen, hat ein Mann mit Aktentasche unter dem Arm bereits eine Schrift von Katharina angenommen und liest diese im Weggehen. Alle Figuren des Reliefs tragen Kleidung, die der zweiten Hälfte des 20. Jahrhunderts zuzuordnen ist. Einkaufskorb, Straßenbekleidung und Hüte deuten auf ein Geschehen im öffentlichen Raum hin. Oberhalb der Gruppe, die sich Katharina unmittelbar zugewandt hat, befinden sich fünf Menschen, die sich die Diskussion der jungen Missionarin in einiger Distanz ansehen. Im rechten oberen Relieffeld hat der Künstler Willi Hahn Personen angeordnet, die sich vom Geschehen bewusst abwenden. Sie lassen die von Katharina ausgeteilten Schriften achtlos auf den Boden fallen. Ein Mann beginnt sogar die Broschüre zu zerknüllen. Zwei Männer verhöhnen Katharina, indem sie abfällig über sie lachen. Einer der beiden tippt sich schmähend an die Stirne und vollzieht mit der anderen Hand eine wegwerfende Geste. Im unteren rechten Teil des Reliefs zeigt Willi Hahn zwei Gefängniswärter mit Pistolen und Schlagstöcken vor einem angedeuteten Zellentrakt mit vergitterten Zellenfenstern, die die drohende Verhaftung Katharinas ankündigen.
Legendarischer Hintergrund der Darstellung Hahns ist, dass, als der römische Kaiser Christen zum Märtyrertod verurteilte, Katharina ihm entgegengetreten sei und ihn gefragt habe, weshalb er nicht zum Christentum übertrete, statt von den Christen Götzenopfer zu verlangen. In einer öffentlichen Diskussion, zu der der Kaiser seine besten fünfzig Philosophen und Gelehrten aufgeboten hatte, habe Katharina so einleuchtende und gelehrte Argumente für das Christentum vorgebracht, dass sich alle fünfzig zum Christentum bekehrt hätten. Weil sie nicht vermocht hatten, Katharina vom christlichen Glauben abzubringen, habe sie der Kaiser alle zum Tod auf dem Scheiterhaufen verurteilt.

##### Katharina vor Gericht
Die rechte untere Bildtafel zeigt die Inschrift „Sie überlässt sich denen, die ungerecht urteilen“. Die Heilige steht im Zentrum der Bildtafel mit dem Rücken zum Betrachter vor einem Tribunal, das als NS-Volksgerichtshof gestaltet ist. Sitzende Zuschauer wohnen der Gerichtssitzung bei. Während zwei Bewaffnete die Szene flankieren, zeigt ein Zeuge anklagend auf Katharina. Drei Richter in ihren Roben leiten die Sitzung. Ihre Gesten deuten die Anklagen gegen die Heilige an. Ein vergittertes Fenster im linken oberen Bereich vermittelt dem Betrachter, dass es für Katharina keinen Ausweg in die Freiheit geben wird. Rechts neben dem Gerichtspodium ist eine Stele aufgestellt. Der Sockel trägt die Abkürzung S.P.Q.R., die Abkürzung für das lateinische Senatus Populusque Romanus („Senat und Volk von Rom“ oder „der (römische) Senat und das römische Volk“). Der Sockel trägt die Büste einer gehörten Teufelsfigur. Der römische Staat wird von Hahn als Unrechtsstaat gezeigt. Der Betrachter kann die Satansstele gedanklich in Verbindung mit den Hitlerbüsten des Volksgerichtshofes setzen. Am oberen rechten Rand des Reliefs hat der Künstler sein Werk signiert.

##### Katharina im Kerker
Im mittleren Portalbereich hat Willi Hahn im linken Relief die heilige Katharina inmitten von Gefangenen im Kerker dargestellt. Kerkermauern mit abgeblättertem Putz und vergitterten Fenstern bilden den Hintergrund der Szene. Die nur mit einem Lendenschurz bekleidete Heilige im linken Bereich des Reliefs schaut auf und erkennt im Kerker den gekreuzigten Christus als Mitgefangenen neben sich. Jesus wendet Katharina sein dornengekröntes Antlitz zu. Ein niedergeschlagen schauender, gefesselter Häftling befindet sich auf der anderen Seite des Gekreuzigten. Insgesamt hat Willi Hahn die Dreiergruppe so gestaltet, dass sie als Kreuzigungsgruppe deutbar wird. Rechts neben der „Kreuzigungsgruppe“ sitzt dösend ein Wachsoldat in Uniform und Gewehr mit aufgepflanztem Bajonett. Im rechten Teil des Reliefs steht ein Gefangener mit überkreuzten Händen. Neben ihm wurden einer Gefangenen, die nur ein Tuch um ihre Hüften gebunden hat und deren Brüste schlaff herunterhängen, die Hände über ihrem Kopf an Eisenringen angebunden. Die angekettete Frau kann der Katharinenlegende zufolge als Ehefrau des römischen Kaisers gedeutet werden. Die Legende erzählt, dass die römische Kaiserin, von der Intelligenz und Schlagfertigkeit Katharinas derart beeindruckt, dass sie selbst zu ihr ins Verlies gegangen sei, um sie in einem gemeinsamen Gespräch von der Wahrhaftigkeit der altrömischen Religion zu überzeugen. Doch selbst die Kaiserin sei von Katharina zum Christentum bekehrt worden, worauf sie der Kaiser in den Kerker habe werfen lassen und sie zum Tode verurteilt habe. Katharina sei daraufhin zwölf Tage lang gegeißelt und ohne Nahrung gehalten worden. Jedoch habe sie göttlichen Beistand durch Engel erhalten, welche die der Heiligen zugefügten Wunden gesalbt hätten. Darüber hinaus habe eine weiße Taube ihr Nahrung gebrachte. Schließlich sei Christus selbst zu Katharina in das Verlies gekommen, um ihren Glauben zu stärken und sie auf das Martyrium vorzubereiten.
Im rechten unteren Teil des Reliefs hat Willi Hahn folgerichtig einen Türknauf in Form eines Fisches, der als Christussymbol interpretierbar ist, angebracht.
Die Inschrift der Tafel, die sich auf den 2. Brief des Paulus an die Korinther bezieht, lautet „Christus ist meine Kraft“. Der Gesamtzusammenhang des Satzes steht im Zusammenhang mit einer Offenbarung Jesu an Paulus ((2 Kor 12,9-10 )):

„Er (Jesus) aber antwortete mir: Meine Gnade genügt dir; denn sie erweist ihre Kraft in der Schwachheit. Viel lieber also will ich mich meiner Schwachheit rühmen, damit die Kraft Christi auf mich herabkommt. Deswegen bejahe ich meine Ohnmacht, alle Misshandlungen und Nöte, Verfolgungen und Ängste, die ich für Christus ertrage; denn wenn ich schwach bin, dann bin ich stark.“

##### Katharina wird gemartert
Die rechte Tafel des mittleren Portalbereichs trägt die Inschrift „Die Zeit meiner Auflösung ist nahe“ ((2 Tim 4,6 )), ein Zitat aus dem 2. Brief des Paulus an Timotheus. Der Gesamtzusammenhang des paulinischen Textes (Vers 2–8) lautet:

„Verkünde das Wort, tritt dafür ein, ob man es hören will oder nicht; weise zurecht, tadle, ermahne, in unermüdlicher und geduldiger Belehrung. Denn es wird eine Zeit kommen, in der man die gesunde Lehre nicht erträgt, sondern sich nach eigenen Wünschen immer neue Lehrer sucht, die den Ohren schmeicheln; und man wird der Wahrheit nicht mehr Gehör schenken, sondern sich Fabeleien zuwenden. Du aber sei in allem nüchtern, ertrage das Leiden, verkünde das Evangelium, erfülle treu deinen Dienst! Denn ich werde nunmehr geopfert, und die Zeit meiner Auflösung ist nahe. Ich habe den guten Kampf gekämpft, den Lauf vollendet, die Treue gehalten. Schon jetzt liegt für mich der Kranz der Gerechtigkeit bereit, den mir der Herr, der gerechte Richter, an jenem Tag geben wird, aber nicht nur mir, sondern allen, die sehnsüchtig auf sein Erscheinen warten.“

Die an den Händen gefesselte Katharina wird in der Darstellung des Reliefs mit dem Rad gemartert. Der Katharinenlegende innerhalb der Legenda aurea zufolge sollen es vier mit eisernen Sägen und spitzen Nägeln gesäumte Räder gewesen sein, mit denen die Heilige zu Tode gefoltert werden sollte. Zwei davon sollten nach unten bewegt werden und die anderen entgegengesetzt nach oben und somit die Heilige zerreißen. Auf Katharinas Gebet hin sei jedoch ein Engel vom Himmel gekommen und habe das grausame Folterinstrument zerschlagen. Willi Hahn lässt das Rad, auf dem die gefesselte Katharina steht, durch zuckende Blitze der Zerstörung anheimfallen.
Der Künstler bringt Katharinas Martyrium mit dem Massenmord in den Konzentrationslagern während des Zweiten Weltkrieges in Zusammenhang. Die sinn- und gefühllose Grausamkeit, die Menschen ihren Mitmenschen antun, hat, so die Bildaussage des Künstlers, überzeitlichen Charakter. Neben der gemarterten Heiligen fährt ein langer, mit Gefangenen vollbeladener, vergitterter Eisenbahnzug unter der Bewachung von rauchenden und bewaffneten Soldaten ihrem schrecklichen Zielort entgegen. Die Gitter des Güterwaggons scheinen den Stockbettengerüsten der Konzentrationslager nachgebildet zu sein.
Der unterhalb des Folterrades angebrachte Türknauf, der vom Künstler als Fisch gestaltet wurde, steht symbolisch für die geheimnisvolle Anwesenheit Jesu bei allen Gemarterten und Entrechteten der Erde.

##### Katharina wird hingerichtet
Im oberen Portalbereich zeigt Willi Hahn die Enthauptung der heiligen Katharina durch einen römischen Legionär. Die niedergesunkene Heilige kreuzt demütig ihre Unterarme über ihrer Brust und senkt ihr Haupt, um den tödlichen Streich ihres Henkers zu empfangen. Der Künstler ergänzt die antike Hinrichtungsszene um die Darstellung eines NS-Todeslagers mit Stacheldrahtzäunen und KZ-Wachturm. Lagerinsassen mit ausgemergelten Körpern und hohlwangigen Gesichtern blicken mit tiefliegenden Augen auf das grausige Hinrichtungsgeschehen. Einige haben in den Hochspannungsdraht gegriffen und hängen sterbend im Stacheldraht, während ein Soldat mit Gewehr teilnahmslos Wache schiebt. Die Tafel trägt die Inschrift: „Getötet um Christi und der Wahrheit Willen.“

##### Katharina in der Gemeinschaft der Heiligen
Die rechte obere Relieftafel mit der Inschrift „Ein Same ist das Blut der Märtyrer“ stellt den Triumphzug Katharinas und der christlichen Märtyrer dar: Bischöfe, Könige, Mönche, Nonnen, Kinder, Priester, einfache Frauen und Männer. Ein schier endloser Menschenstrom bricht gleich einem Samenkorn als tote Skelette aus dem Boden, nimmt wieder Menschengestalt an und zieht in einer S-förmigen Windung einem strahlenden, sonnenhaften Rundtor, dem Himmelstor, entgegen. Die Inschrift des Reliefs, die dem vergossenen Märtyrerblut einen qualitativen und quantitativen Zugewinn für das Christentum zuschreibt, ist ein Zitat des frühchristlichen Schriftstellers Tertullian (Apologeticum 50,13). Die Erlösten tragen Attribute ihrer Hinrichtung oder Palmwedel als Zeichen ihres Sieges über Unrecht und Tod in den Händen. So hält ein enthaupteter Märtyrer seinen abgeschlagenen Kopf oder ein gehängter trägt seinen Galgenstrick um den Hals. Im Vordergrund des Zuges der Heiligen geht Katharina mit einer Krone auf dem Kopf und dem Marterrad in ihrer linken Hand dem Himmelslicht entgegen. Mit ihrer Rechten deutet sie auf ihren Hals als Hinweis auf ihre Enthauptung. Oberhalb des Hauptes der Katharina schreitet im Zug der Gemeinschaft der Heiligen die heilige Barbara, die zweite Pfarrpatronin Wallerfangens, mit einem Turmmodell in der Hand, ihrem Heiligenattribut.

#### Türknäufe
Die beiden Türknäufe hat Willi Hahn als Fische ausgebildet. Die eucharistischen Fische sind ein verbreitetes Bildmotiv der frühchristlichen Kunst und als Wandmalereien anzutreffen; eines der ersten Werke dieser Art findet sich in den Lucinakrypten der römischen Calixtus-Katakombe. Das Fisch-Symbol und die Buchstabenfolge ΙΧΘΥΣ (ICHTHYS) spielte als Akrostichon und Akronym bereits im Urchristentum eine herausragende Rolle. Daran anknüpfend wurde die Eucharistie in den Wandmalereien der frühchristlichen Grabstätten meist als die wundersame Vermehrung der fünf Gerstenbrote und der zwei Fische zur Speisung der Fünftausend verdeutlicht (Joh 6,1–15 ). Aus Gründen der Haptik hat der Künstler die Rückenflosse der Fische an deren Bauch angesetzt.

### Altar

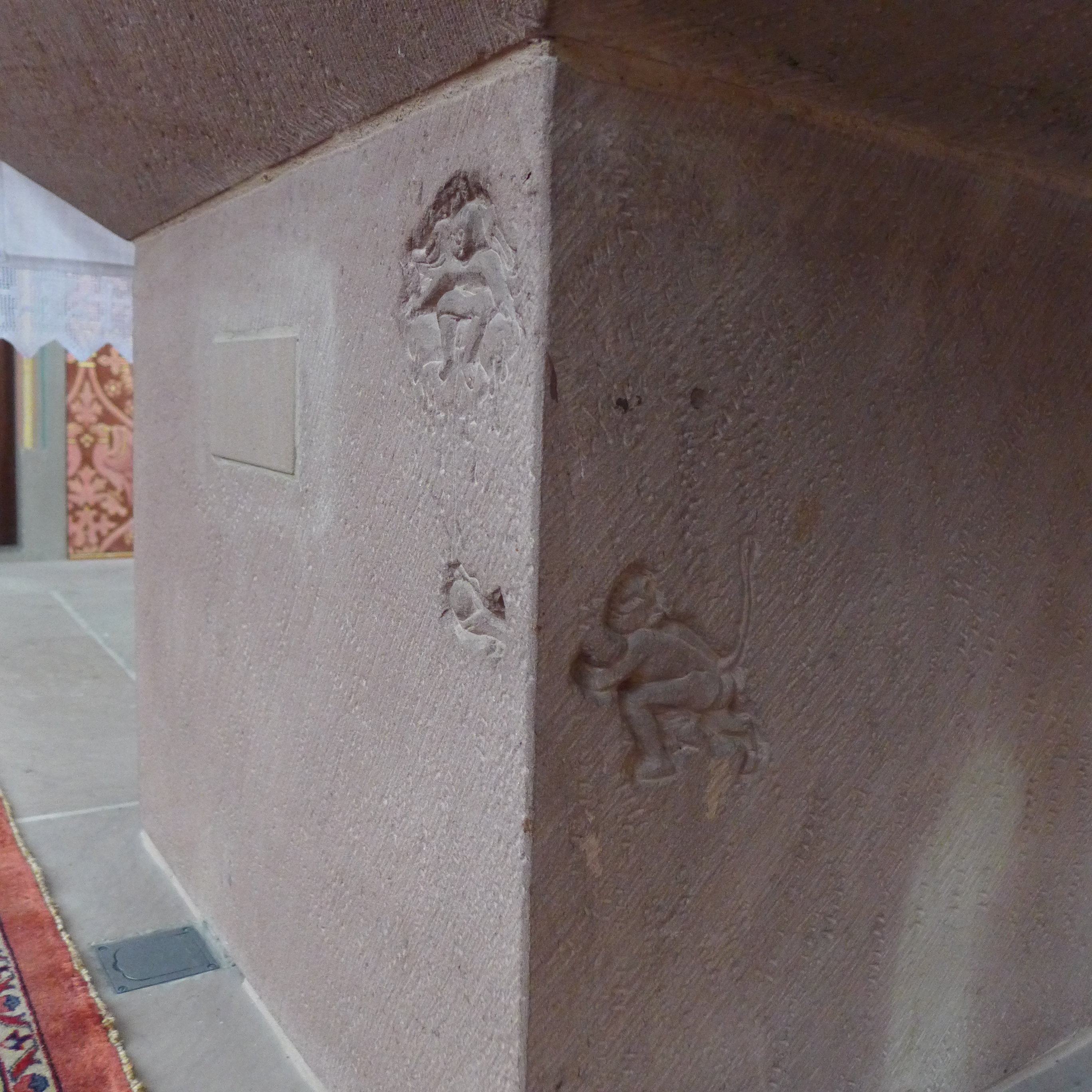
Altardetail „Engelchen und Teufelchen im Kampf“
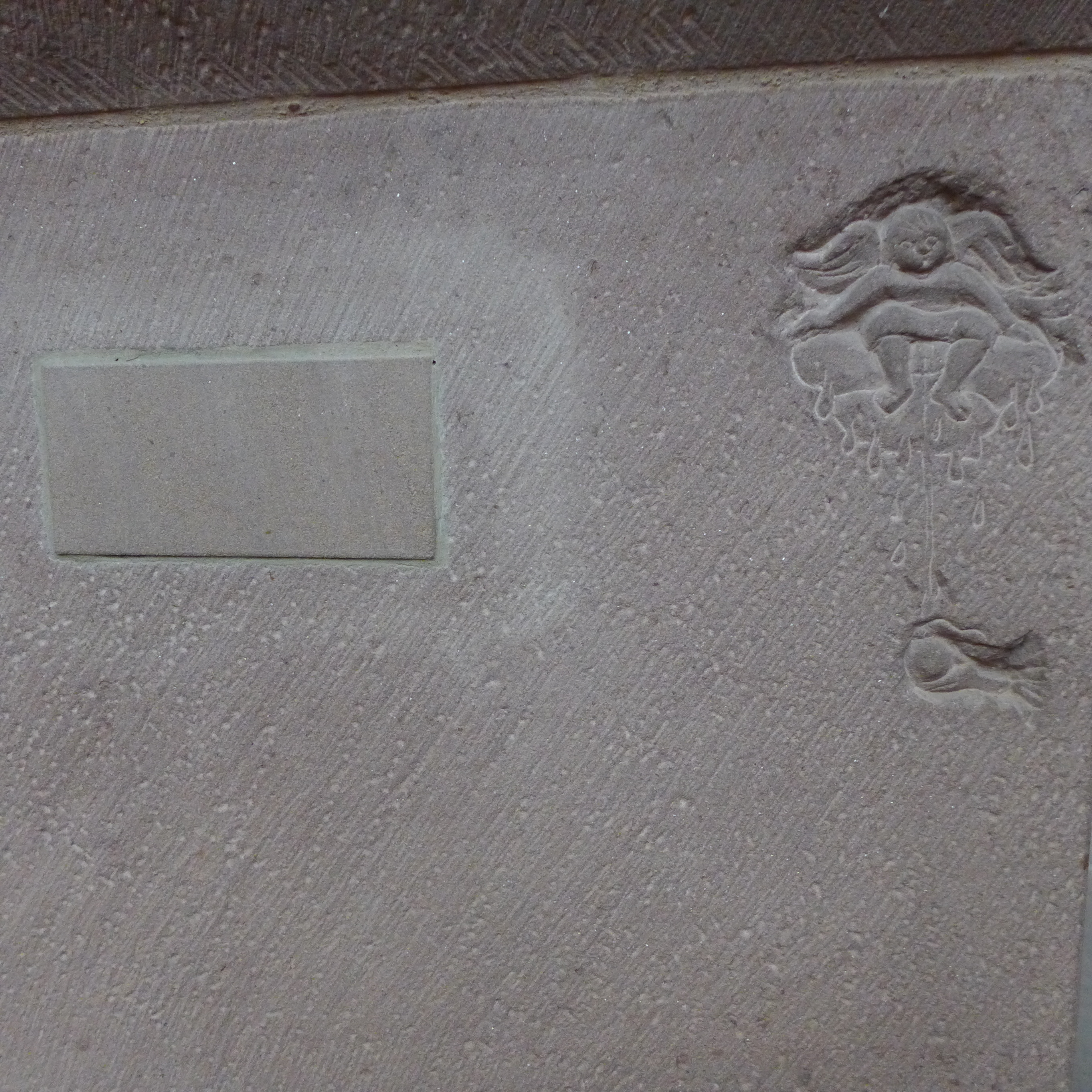
Märtyrergrab und Altardetail „Engelchen löscht die Bombenzündschnur“

Zu den steinernen Ausstattungsgegenständen der Apsis, die im Jahr 1980 durch den in Trier tätigen Künstler Willi Hahn (* 7. Februar 1920 in Saarbrücken, † 18. September 1995 in Trier) gefertigt wurden, gehören der Altar, der Ambo und die Tabernakelstele. Alle drei Bildhauerwerke bestehen aus Eifeler Sandstein.
Der Altar ist in durch seine überkragende Mensa der Tischform nachempfunden und betont so den Mahlcharakter der Eucharistie, während der blockhafte Stipes Bezug nimmt zum Opfercharakter des Abendmahles Jesu. Die der Gemeinde abgewandte Seite des Stipes beinhaltet ein flachrechteckiges, schmuckloses Reliquiengrab. An der Schmalseite des Stipes hat der Bildhauer Willi Hahn ein kleines Teufelchen dargestellt. Mit hocherhobenem Schwanz über seinem prallen Hinterteil und diabolischem Grinsen scheint es in zerstörerischer Absicht eine Kugelbombe mit bereits brennender Lunte durch den Altarstipes zu schieben. Allerdings weiß sich ein auf einer Wolkenbank sitzendes Engelchen auf der Stipesrückseite zu helfen: Regentropfen, die aus der Wolke hervorquellen, und ein Strahl, der zwischen den gespreizten Beinen des Himmelswesens herniederplätschert, setzen dem arglistigen Treiben des gehörnten Satans ein Ende.

### Tabernakelstele

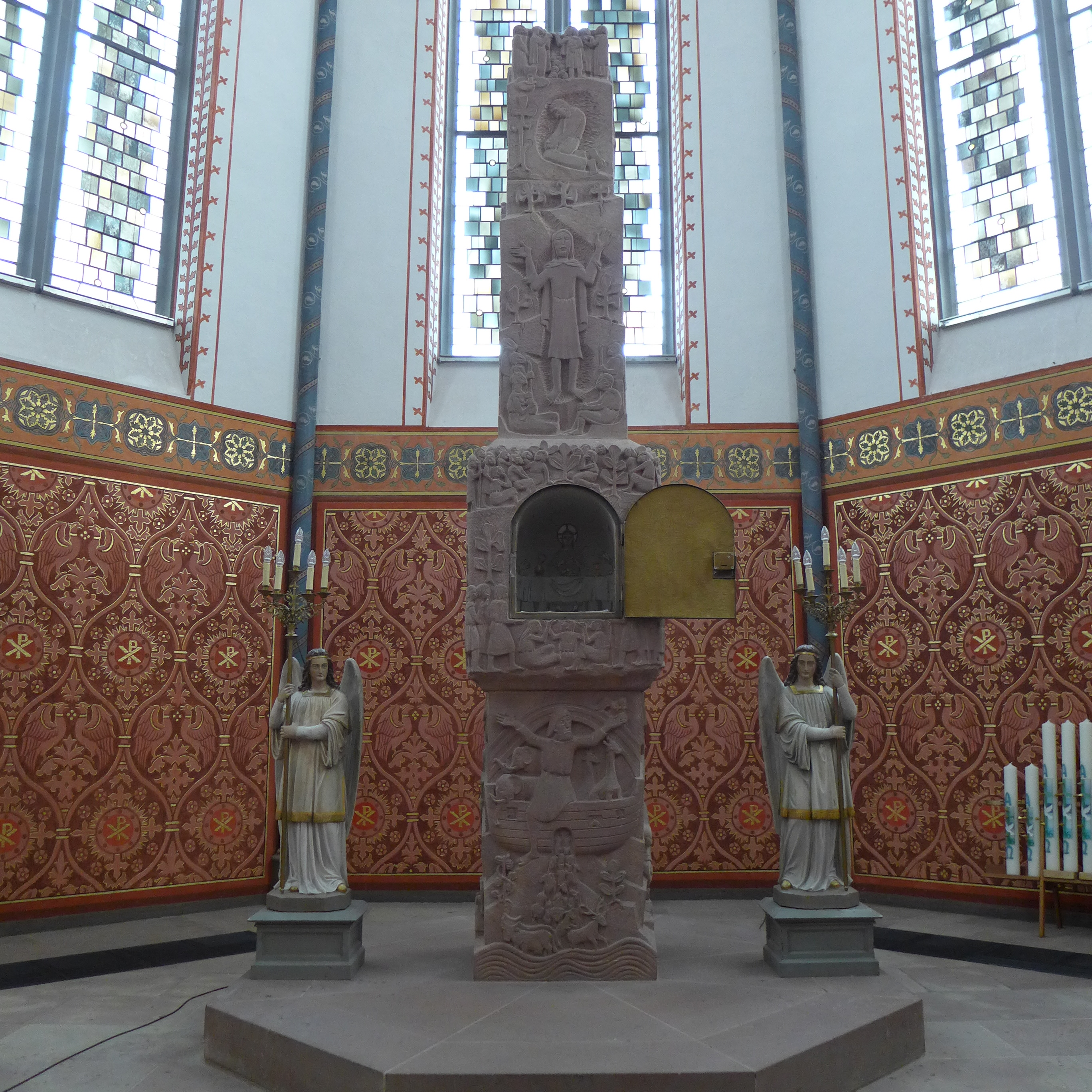
Tabernakelstele mit geöffneter Tabernakeltür und flankierenden Leuchterengeln

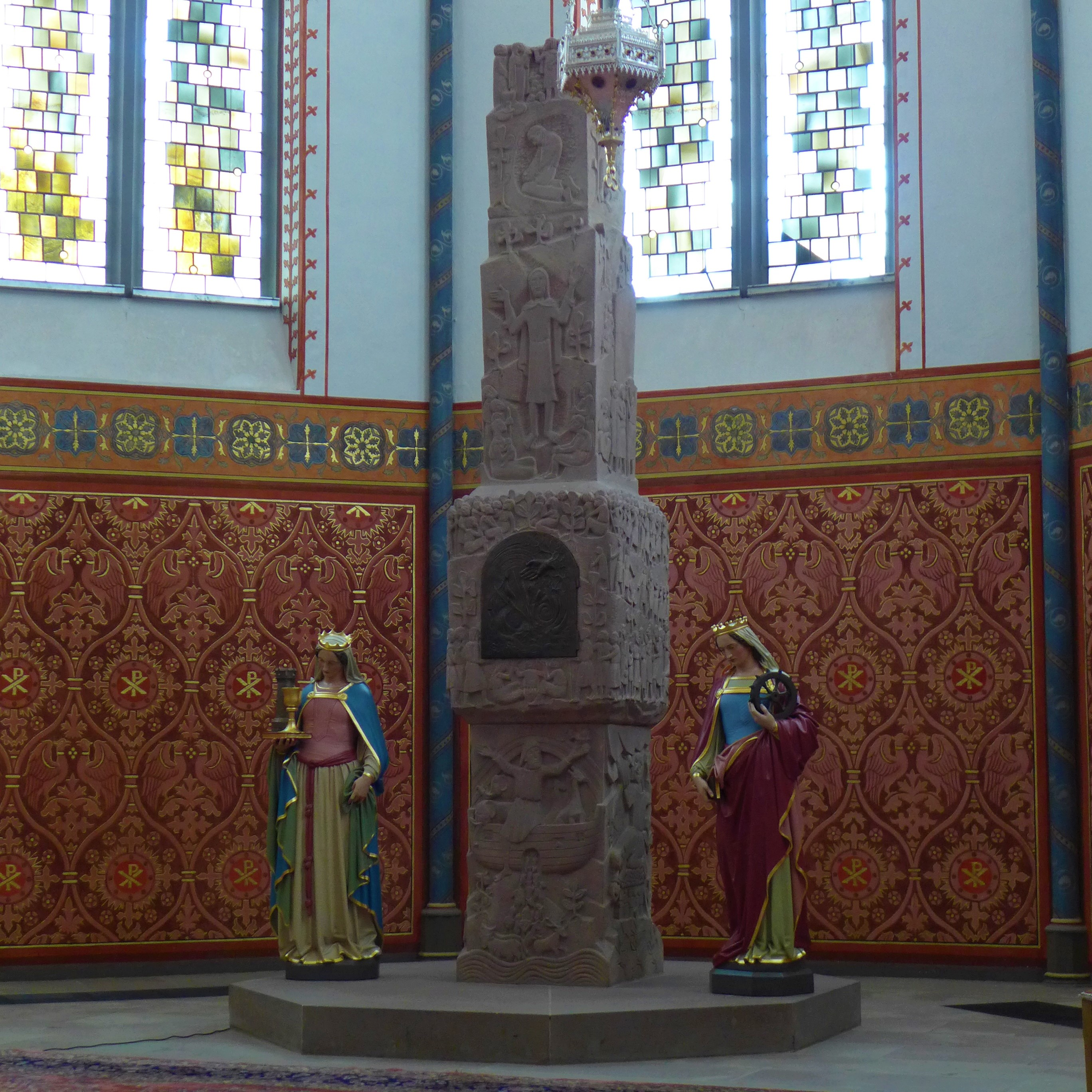
Tabernakelstele mit den Statuen der beiden Kirchenpatroninnen Katharina (Attribut: Rad) und Barbara (Attribute: Turm und Kelch)

Die Tabernakelstele gestaltet in urtümlicher Formensprache Motive zum Thema „Berge der Bibel“.

#### Gottes Bund mit Noah
Im unteren vorderen Bereich stellt der Künstler Willi Hahn das Ende der Sintflut mit der Landung der Arche Noah auf dem Berg Ararat und Noahs Ausstieg aus dem Schiff mitsamt den Tierpaaren dar (Gen 8,13 –Gen 9,17 ). Das Wasser der Flut hat sich verzogen, Pflanzen beginnen zu sprießen und über den zum Gebet erhobenen Armen Noahs wölbt sich der Regenbogen des Bundes mit Gott (Gen 9, 8–17):

„Dann sprach Gott zu Noach und seinen Söhnen, die bei ihm waren:
Hiermit schließe ich meinen Bund mit euch und mit euren Nachkommen
und mit allen Lebewesen bei euch, mit den Vögeln, dem Vieh und allen Tieren des Feldes, mit allen Tieren der Erde, die mit euch aus der Arche gekommen sind.
Ich habe meinen Bund mit euch geschlossen: Nie wieder sollen alle Wesen aus Fleisch vom Wasser der Flut ausgerottet werden; nie wieder soll eine Flut kommen und die Erde verderben. Und Gott sprach: Das ist das Zeichen des Bundes, den ich stifte zwischen mir und euch und den lebendigen Wesen bei euch für alle kommenden Generationen: Meinen Bogen setze ich in die Wolken; er soll das Bundeszeichen sein zwischen mir und der Erde. Balle ich Wolken über der Erde zusammen und erscheint der Bogen in den Wolken, dann gedenke ich des Bundes, der besteht zwischen mir und euch und allen Lebewesen, allen Wesen aus Fleisch, und das Wasser wird nie wieder zur Flut werden, die alle Wesen aus Fleisch vernichtet. Steht der Bogen in den Wolken, so werde ich auf ihn sehen und des ewigen Bundes gedenken zwischen Gott und allen lebenden Wesen, allen Wesen aus Fleisch auf der Erde. Und Gott sprach zu Noach: Das ist das Zeichen des Bundes, den ich zwischen mir und allen Wesen aus Fleisch auf der Erde geschlossen habe.“

#### Gottes Bund mit Isaak
Die rechte Seite des unteren Bereichs der Tabernakelstele thematisiert die Opferung Isaaks (Gen 22,1–19 ). Abraham hat nach der Forderung Gottes seinen Sohn gefesselt und auf einen aus Steinen aufgeschichteten Altar mit darauf ausgebreiteten Holzknüppeln gelegt. Im Moment, da Abraham mit einem übergroßen Messer seinen Sohn abschlachten und anschließend verbrennen will, ergreift die Hand Gottes, die aus dem Gewölk hervorschaut, das Messer sowie das rechte Handgelenk Abrahams und verhindert so die Kindstötung. Abrahams Blick ist zum Himmel gerichtet. Als Zeichen seiner Erregung ist seine Linke erhoben. Über Abrahams Haupt erscheinen in den Wolken sieben Sterne, die die Verheißung Gottes an seine Nachkommenschaft symbolisieren (Gen 22, 15–18):

„Der Engel des Herrn rief Abraham zum zweiten Mal vom Himmel her zu
und sprach: Ich habe bei mir geschworen - Spruch des Herrn: Weil du das getan hast und deinen einzigen Sohn mir nicht vorenthalten hast,
will ich dir Segen schenken in Fülle und deine Nachkommen zahlreich machen wie die Sterne am Himmel und den Sand am Meeresstrand. Deine Nachkommen sollen das Tor ihrer Feinde einnehmen. Segnen sollen sich mit deinen Nachkommen alle Völker der Erde, weil du auf meine Stimme gehört hast.“

Oberhalb des Kopfes des gefesselten Isaak wird im Hintergrund ein Widder sichtbar, der anstatt des Kindes geopfert wird. Die versuchte Opferung Isaaks wird in der christlichen Kunst stets als Symbol der Kreuzigung Jesu verstanden, da die frühe Kirche Isaak als den Prototyp Jesu sah und den versuchten Akt der Opferung Isaaks als Vorwegnahme der von der Kirche als Opfertod interpretierten Hinrichtung Jesu am Kreuz deutete.

#### Gottes Bund am Berg Sinai
Die linke Seite des unteren Bereichs der Tabernakelstele führt dem Betrachter den Abstieg des Mose vom Berg der Offenbarung vor Augen (Ex 20,1–21 ). Den Gipfel des Berges Sinai stellt der Künstler von Wolken umgeben und von Blitzen wild umzuckt dar. Mose präsentiert in seinen beiden Händen die Gesetzestafeln, auf denen in lateinischen Zahlen von 1 bis 10 die göttlichen Anweisungen angedeutet sind. Die Dynamik des Abstieges des Propheten wird vom Bildhauer durch die weite Spreizung seiner Beine und das Wehen seines langen Haupthaares sichtbar gemacht. Am Fuße des Berges erscheint, im Vergleich zur Größe des Mose, das wild gestikulierende Volk Israel in winziger Bedeutungsperspektive. Drei Hütten deuten auf die Situation der Wüstenwanderung hin.

#### Das Gottesurteil am Karmel
Auf der Rückseite des unteren Bereiches der Stele hat Willi Hahn das Gottesurteil des Propheten Elija auf dem Berg Karmel dargestellt (1 Kön 18,1-45 ). Anlass der Begebenheit ist eine von Elija im Auftrag Gottes angekündigte langanhaltende Dürre, (1 Kön 17 ), da das Nordreich Israel damals dem Fruchtbarkeitsgott Baal von Tyrus dient. Als sich die Dürre schon über drei Jahre hingezogen hat, lässt König Ahab überall nach dem Propheten Elija suchen, um ihn zu töten. Schließlich wird Elija von Gott angewiesen, sich Ahab zu zeigen. Beide geben sich bei ihrer Begegnung gegenseitig die Schuld an der Dürre (1 Kön 18,16-18 ):

„Ahab ging Elija entgegen. Sobald er ihn sah, rief er aus: Bist du es, Verderber Israels? Elija entgegnete: Nicht ich habe Israel ins Verderben gestürzt, sondern du und das Haus deines Vaters, weil ihr die Gebote des Herrn übertreten habt und den Baalen nachgelaufen seid.“

Auf dem Berg Karmel soll es nun zur Machtprobe zwischen den Göttern Baal und Jahwe kommen. Elija lässt durch Ahab das Volk, 450 Baalspropheten und 400 Propheten des Heiligen Pfahls der Göttin Aschera versammeln. Jeweils ein Stier soll von den Vertretern der verschiedenen Glaubensrichtungen zerteilt, auf Holz gelegt und das Feuer vom Gott der jeweiligen Propheten entfacht werden. Während die Propheten des Baal unter dem Spott Elijas in schauerlichen Ritualen unaufhörlich, aber erfolglos beten, lässt Elija selber sein Opfer mit sehr viel Wasser übergießen und füllt einen selbstgezogenen Graben, der den von ihm errichteten Jahwe-Altars umgibt, mit zwölf Krügen Wasser. Nachdem Elija zu seinem Gott gebetet hat, fährt Feuer vom Himmel, verzehrt das Brandopfer, Holz, Steine, Erde und Wasser. Das Volk erkennt nun, dass die Baalspropheten nichts als Scharlatane sind und bekehrt sich. Auf Anweisung von Elija tötet das Volk in einem Massaker alle 450 Baalspropheten am Bach Kischon. Daraufhin setzt der Regen wieder ein, und die Dürre ist beendet.
Willi Hahn zeigt die Situation der auf den Opferstier herabfahrenden göttlichen Feuerzungen, während Elija mit zum Himmel erhobenen Händen vor dem Altar im Gebet niedergesunken ist. Während der von Elija aufgerichtete Altar vom Künstler sauber gefugt dargestellt ist, erscheint der Baalsaltar aus wild zusammengewürfelten, ungeschlachten Brocken aufgeschichtet. In wildem Tanz und mit aufgerissenen Mündern und emporgeschleuderten Armen schreien die Baalspriester, die nach dem Schema der Bedeutungsperspektive viel kleiner als Elija dargestellt sind, zu ihrem Gott, der sie jedoch nicht erhört.

#### Tabernakelzone
Die über die Sockelzone mit ihren alttestamentlichen Themen räumlich auskragende Tabernakelzone leitet zu neutestamentlichen Szenen im oberen Bereich der Stele über. Rings um das Tabernakel hat der Bildhauer Willi Hahn die endzeitliche Wallfahrt der Völker zum Berg Zion dargestellt (Jes 2,2-5 , auch Mi 4,1-5 ):

„Am Ende der Tage wird es geschehen: Der Berg mit dem Haus des Herrn steht fest gegründet als höchster der Berge; er überragt alle Hügel. Zu ihm strömen alle Völker. Viele Nationen machen sich auf den Weg. Sie sagen: Kommt, wir ziehen hinauf zum Berg des Herrn und zum Haus des Gottes Jakobs. Er zeige uns seine Wege, auf seinen Pfaden wollen wir gehen. Denn von Zion kommt die Weisung des Herrn, aus Jerusalem sein Wort. Er spricht Recht im Streit der Völker, er weist viele Nationen zurecht. Dann schmieden sie Pflugscharen aus ihren Schwertern und Winzermesser aus ihren Lanzen. Man zieht nicht mehr das Schwert, Volk gegen Volk, und übt nicht mehr für den Krieg. Ihr vom Haus Jakob, kommt, wir wollen unsere Wege gehen im Licht des Herrn.“

Die bronzene Tabernakeltür selber zeigt Gottes Schöpferhand, aus der Getreidekörner herabfallen, im Boden zu keimen beginnen, Wurzeln schlagen, zu Halmen emporsprossen, in vollen Ähren reiche Frucht bringen, um wiederum als Getreidekörner den Kreislauf des Werdens und Vergehens zu beginnen. Thematisiert wird hier die Bildrede Jesu vom Weizenkorn 

„Wahrlich, wahrlich, ich sage euch: Wenn das Weizenkorn nicht in die Erde fällt und stirbt, bleibt es allein; wenn es aber stirbt, bringt es reiche Frucht.“

Die Textpassage steht im Zusammenhang mit der Ankündigung der Passion Jesu durch ihn selbst. Das Johannesevangelium stellt Jesus als sich selbst bewusst hingebendes Opfer dar, dessen grausamer Tod am Kreuz allerdings heilbringende Folgen hervorbringen wird.
Die vom Künstler angedeuteten Wasserwirbel weisen auf die lebenspendende Kraft des Heiligen Geistes zu Beginn der Schöpfung hin (Gen 1,1-2 ). Durch lebensfeindliche Trockenheit aufgesprungene Erdschollen werden durch die Wasserwirbel des Heiligen Geistes in fruchtbringende Erde verwandelt, aus der Keimlinge emporsprossen. Eine Bezugnahme des Künstlers auf die Stephen Langton zugeschriebene Pfingstsequenz ist zu vermuten. Hier heißt es in Bezug zum göttlichen Geist:

„Lava quod est sordidum,
Riga quod est aridum,
Sana quod est saucium.
Flecte quod est rigidum,
Fove quod est frigidum,
Rege quod est devium.“

 (dt. Übersetzung: Wasche, was schmutzig ist, bewässere, was trocken ist, heile, was verwundet ist. Beuge, was starr ist, wärme, was kalt ist, lenke, was vom Weg abgekommen ist.)
Dargestellte Zwiebeln, als Symbol der Auferstehung, brechen im rechten Türbereich des Tabernakels harten Boden auf. Ihre Röhrenblätter verschmelzen mit den dargestellten Wasserwirbeln. Die verwendete Kreissymbolik weist auf die Unendlichkeit Gottes und des zu erwartenden ewigen Lebens hin. Gottes Verbundenheit mit der Schöpfung versinnbildlicht der Künstler, indem aus dem Handgelenk der dargestellten Schöpferhand netzwerkartige Wurzeln schlagen und alles Lebendige miteinander zu verflechten scheinen. Die Pflanzenmotivik der bronzenen Tabernakeltür wird vom Künstler im umgebenden Sandstein durch Pflanzentriebe wieder aufgegriffen und weitergeführt.
Der geöffnete Tabernakel zeigt in der Konche seines Inneren eine gemalte Emmaus-Szene (Lk 24,13–35 ). Das Lukasevangelium berichtet, Kleopas und ein weiterer Jünger Jesu seien am Tag nach Pessach in niedergeschlagener Stimmung von Jerusalem nach Emmaus gegangen und dabei dem auferstandenen Jesus begegnet, ohne ihn jedoch zu erkennen. Der unbekannte Begleiter habe ihnen im Gespräch die Schrift ausgelegt und erklärt, das Leiden und die Hinrichtung Jesu sei gemäß den Verheißungen der Propheten notwendig gewesen. In Emmaus angekommen, laden sie den Reisebegleiter ein, die Nacht über bei ihnen zu bleiben. Beim Abendmahl erkennen sie in ihm den auferstandenen Jesus, als er ihnen das Brot bricht, woraufhin er allerdings vor ihren Augen entschwindet. Daraufhin seien die beiden Jünger noch am selben Abend nach Jerusalem zurückgelaufen, um den Aposteln und den anderen Jüngern von der Begegnung mit dem Auferstandenen zu berichten.
Willi Hahn zeigt in seinem Gemälde Jesus mit einem Kreuznimbus um das Haupt an einem zum Abendmahl gedeckten Tisch mit Krug, Kelch und Brotschale sitzend. Jesu Hände und Füße weisen die Verwundungen der Kreuzesnägel auf. Links und rechts von ihm haben die beiden Jünger Platz genommen und wenden sich dem brotbrechenden Auferstandenen zu.

#### Tabernakelaufbau

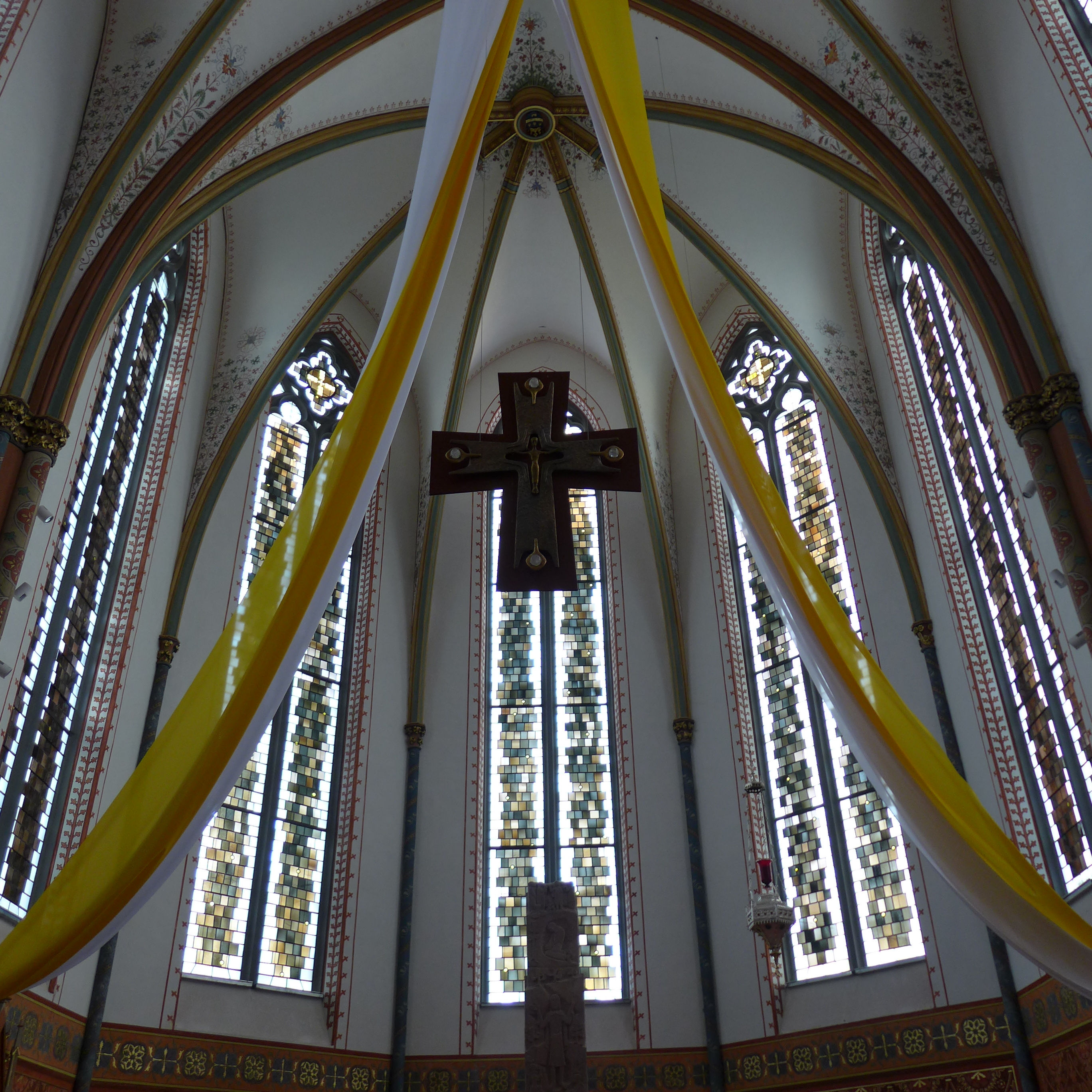
Altarkreuz im Chorbereich

Gegenüber der Dimension des Tabernakels verjüngt sich der Aufbau darüber stetig. Oberhalb des Tabernakels hat der Bildhauer Willi Hahn die Bergpredigt Jesu dargestellt (Mt 5–7 ). Jesus, der in übergroßer Bedeutungsperspektive die Szene beherrscht, hat die Hände erklärend erhoben, während ihm die um ihn herum sitzende Volksmenge zuhört. Die lauschende Schar greift auch auf die Seitenteile des Tabernakelaufbaues über.
Im rückseitigen Relief gestaltete Willi Hahn die neutestamentliche Szene der Verklärung Jesu auf einem Berg, den man allgemein mit dem Berg Tabor identifiziert. Jesus nimmt dabei die Jünger Petrus, Jakobus und Johannes beiseite und führt sie auf einen hohen, nicht näher bezeichneten Berg. Es wird ein Bezug zu der alttestamentlichen Bibelstelle Exodus Ex 24  erkennbar, in der Mose in seinem Aufstieg seinen Bruder Aaron, seine Neffen, die Priester Nadab und Abihu sowie 70 Älteste Israels mitnimmt.
Beim Evangelisten Lukas heißt es: „Er stieg mit ihnen hinauf, um zu beten. Und während er betete, veränderte sich das Aussehen seines Gesichtes und sein Gewand wurde leuchtend weiß.“ (Lk 9,28–36 ). Auf dem Gipfel eines Berges wird Jesus vor den drei Jüngern von überirdischem Licht („Taborlicht“) überstrahlt („verklärt“). Im Markusevangelium steht darüber: „Seine Kleider wurden strahlend weiß, wie sie auf Erden kein Bleicher machen kann.“ (Mk 9,2–9 ). Der Evangelist Matthäus schreibt: „Sein Antlitz strahlte wie die Sonne und seine Kleider wurden weiß wie das Licht.“ (Mt 17,1–8 ).
Nun erscheinen nach den neutestamentlichen Erzählern den staunenden Jesusjüngern Mose und Elija, die Gesetzesordnung und Prophetie des Alten Bundes verkörpernd, und sprechen mit Jesus. Die drei Apostel fallen vor Schrecken zu Boden. Petrus schlägt vor, drei Hütten zu bauen, somit ergibt sich ein Bezug zum jüdischen Laubhüttenfest. Doch eine Wolke erscheint, aus der eine Stimme ruft: „Dies ist mein geliebter Sohn.“ Dies ist als Proklamation Jesu als Sohn Gottes zu verstehen. Die Taufszene Jesu (Mt 3,13 ; Mk 1,9 ; Lk 3,21 ), wo die Stimme aus der Wolke dieselben Worte gesprochen hat, wird hierbei wieder aufgegriffen, wobei die Himmelsstimme noch einen Imperativ an Jünger und die Leser hinzufügt: „Auf ihn sollt ihr hören.“
Willi Hahn hat die Szene in zwei Bildzonen geteilt: Während die drei Jünger in ehrfürchtiger und verwunderter Körperhaltung auf dem Boden dahingesunken sind, scheinen sich darüber die Körper der beiden alttestamentlichen Propheten Mose und Elija sowie die Gestalt Jesu geradezu zu entmaterialisieren, indem ihre Unterkörper konturlos werden. Ihre Häupter sind von kristallin aufgebrochenen Nimben umgeben, von denen Strahlen ausgehen.
In der nächsthöheren Zone der Tabernakelstele gestaltet der Künstler im Motiv der Ölberggruppe die Todesangst Jesu im Garten Getsemani vor dessen Gefangennahme. Die Ölbergszene (Mt 26,36-56 ; Mk 14,32-52  Lk 22,39-46 ) zeigt im vorderen Bereich den verzweifelt im Gebet hingesunkenen Jesus, während die übrigen drei Reliefs der Stele die drei schlafenden Jünger Petrus, Johannes und Jakobus darstellen. Über Jesu Haupt erscheint ein Kelch, der die Annahme des Leidens durch Jesus symbolisiert.
In der höchsten Zone des Tabernakelaufbaues stellt Willi Hahn die Kreuzigungsszene auf dem Berg Golgota dar. Auf der Vorderseite der Stele sieht man die Mutter Jesu und den Jünger, der allgemein mit Johannes gleichgesetzt wird. Zwischen den beiden liegt eine Ansammlung von Totenschädeln, die auf den Namen des Berges Golgota, Schädelstätte, bezugnehmen. Hohepriester, die spottend dabei stehen, Soldaten, die Jesu Kleider verteilen, sowie der Jesus als Sohn Gottes bekennende römische Hauptmann auf einem Pferd ergänzen die Szene an den übrigen Seiten. Darüber hinaus hat der Bildhauer noch den Jünger Judas, der Jesus im Garten Getsemani verraten hatte, über einem Abgrund mit dem Geldlohn seines Verrates dargestellt.
Das Kreuz selbst fehlt als Teil der Kreuzigungsszene auf der Tabernakelstele. Der Künstler hat es als verschiedenfarbige Metallarbeit mit Bergkristallen über der Stele, vom Gewölbe herabhängend, positioniert. Ursprünglich hing es direkt über der Tabernakelstele und sollte somit einen theologischen Zusammenhang visuell darstellen.

### Ambo

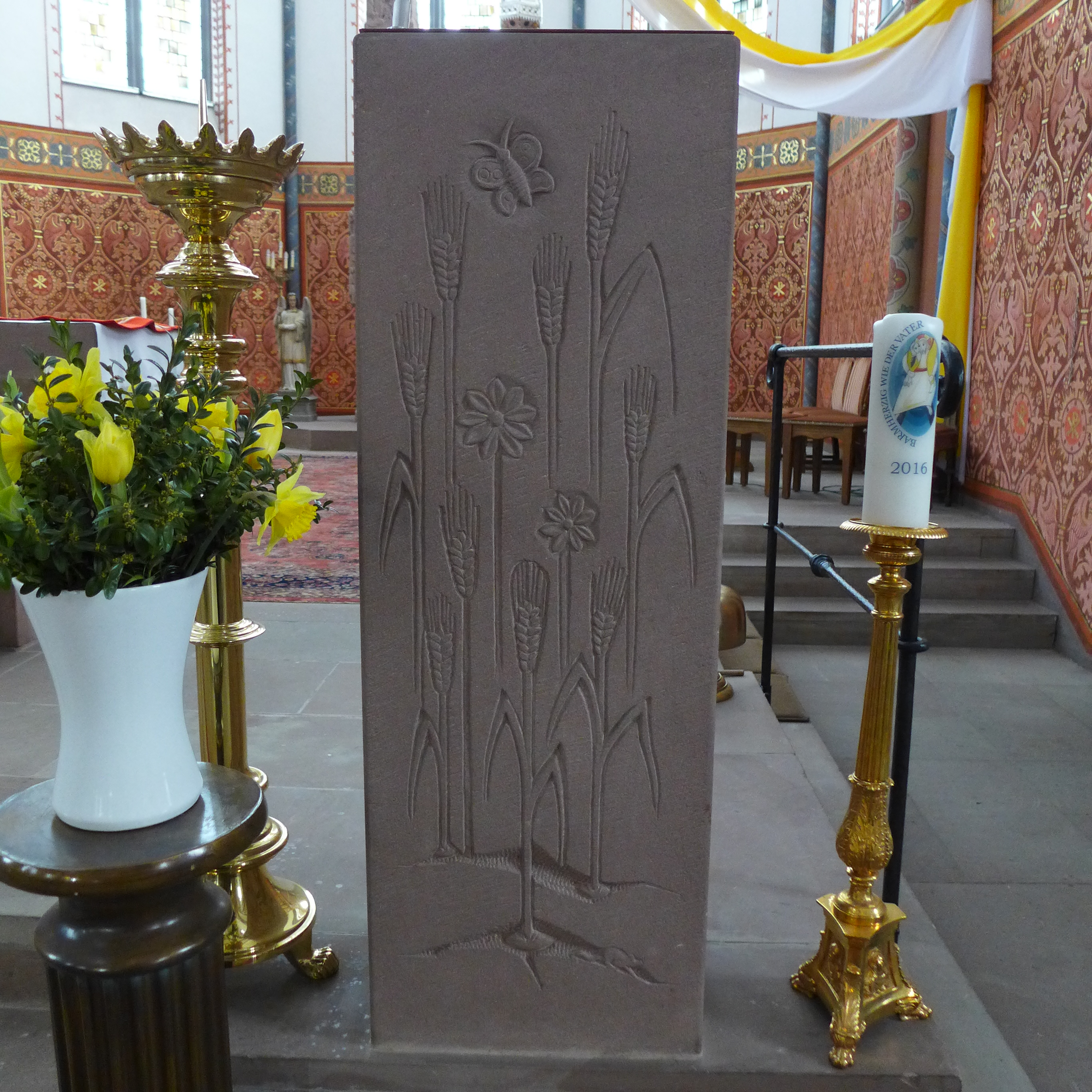
St. Katharina (Wallerfangen), Ambo

Der buntsandsteinerne Ambo von Willi Hahn thematisiert das Gleichnis von der vierfachen Saat.
Das jesuanische Gleichnis wird von allen drei Synoptikern, Markus, Matthäus, und Lukas, überliefert. Die Version aus dem Markusevangelium lautet:

„Hört! Ein Sämann ging aufs Feld, um zu säen. Als er säte, fiel ein Teil der Körner auf den Weg und die Vögel kamen und fraßen sie. Ein anderer Teil fiel auf felsigen Boden, wo es nur wenig Erde gab, und ging sofort auf, weil das Erdreich nicht tief war; als aber die Sonne hochstieg, wurde die Saat versengt und verdorrte, weil sie keine Wurzeln hatte. Wieder ein anderer Teil fiel in die Dornen und die Dornen wuchsen und erstickten die Saat und sie brachte keine Frucht. Ein anderer Teil schließlich fiel auf guten Boden und brachte Frucht; die Saat ging auf und wuchs empor und trug dreißigfach, ja sechzigfach und hundertfach. Und Jesus sprach: Wer Ohren hat zum Hören, der höre! Als er mit seinen Begleitern und den Zwölf allein war, fragten sie ihn nach dem Sinn seiner Gleichnisse. Da sagte er zu ihnen: Euch ist das Geheimnis des Reiches Gottes anvertraut; denen aber, die draußen sind, wird alles in Gleichnissen gesagt; denn sehen sollen sie, sehen, aber nicht erkennen; hören sollen sie, hören, aber nicht verstehen, damit sie sich nicht bekehren und ihnen nicht vergeben wird.
Und er sagte zu ihnen: Wenn ihr schon dieses Gleichnis nicht versteht, wie wollt ihr dann all die anderen Gleichnisse verstehen? Der Sämann sät das Wort. Auf den Weg fällt das Wort bei denen, die es zwar hören, aber sofort kommt der Satan und nimmt das Wort weg, das in sie gesät wurde. Ähnlich ist es bei den Menschen, bei denen das Wort auf felsigen Boden fällt: Sobald sie es hören, nehmen sie es freudig auf; aber sie haben keine Wurzeln, sondern sind unbeständig, und wenn sie dann um des Wortes willen bedrängt oder verfolgt werden, kommen sie sofort zu Fall. Bei anderen fällt das Wort in die Dornen: sie hören es zwar, aber die Sorgen der Welt, der trügerische Reichtum und die Gier nach all den anderen Dingen machen sich breit und ersticken es und es bringt keine Frucht. Auf guten Boden ist das Wort bei denen gesät, die es hören und aufnehmen und Frucht bringen, dreißigfach, ja sechzigfach und hundertfach.“

Willi Hahn stellt auf der Vorderseite des Ambos als Basrelief neun Getreidehalme mit vollen Ähren sowie zwei Margeriten dar, die den Ackerboden aufgebrochen haben. In einer Bodenspalte lässt der Künstler eine kleine Maus davonhuschen. Über den Pflanzenhalmen erhebt sich ein Schmetterling, der häufig in der christlichen Ikonographie als Symbol der Verwandlung des menschlichen Seins und als Zeichen der Auferstehung abgebildet wird. Auf den beiden seitlichen Teilen des Ambos visualisiert der Trierer Bildhauer negative Wachstumsentwicklungen: Die rechte Seitenfläche zeigt im unteren Bereich eine sich kräftig entwickelnde Pflanze, die allerdings ihr Wurzelwerk in lebensfeindlichem Geröll hat. Im oberen Bereich der Seitenfläche sieht der Betrachter ihre weitere Entwicklung. Das ehemals kraftstrotzende Blattwerk ist verdorrt und fällt welk auf das scharfkantige Gestein herab. Zurück bleibt das trockene Gestrüpp. Auf der anderen Seitenfläche sieht man Dornengestrüpp, das das Wachstum der gesäten Körner verunmöglicht. Ein liegendes Tiergerippe führt dem Betrachter verstärkend Tod und Verderben vor Augen. Über dem toten Geäst fliegt ein Vogel, der letzte Körner aufgepickt hat, und so deren weiteren hoffnungsvollen Entwicklung ein vorzeitiges Ende setzt.

### Taufbecken

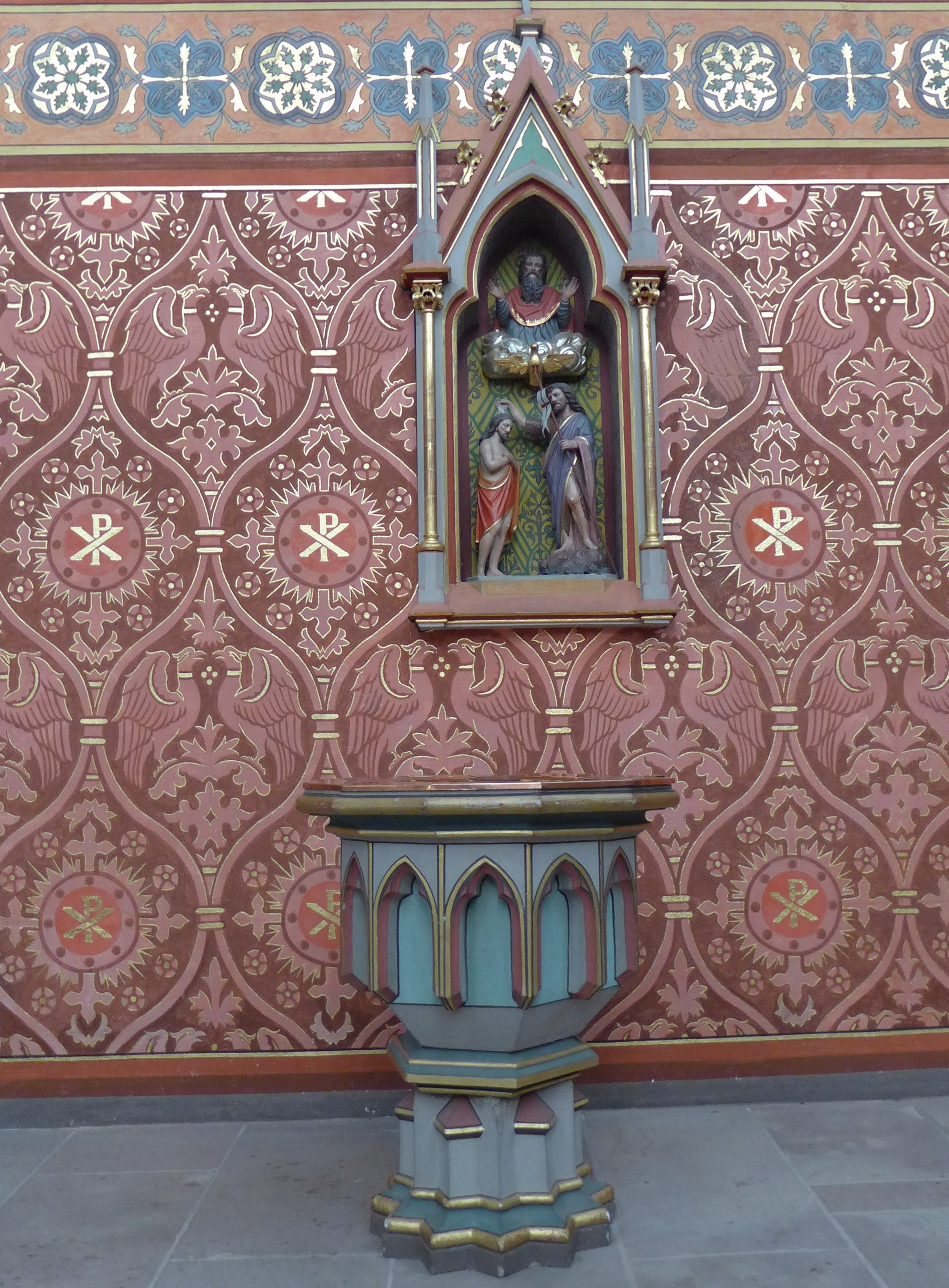
Taufbecken mit Taufe Jesu in einer neogotischen Nische

Das Taufbecken wurde im neogotischen Stil im Jahr 1849 gefertigt. Den kupfernen Beckeneinsatz, der Symbole zeigt, die auf das Sakrament der Taufe hindeuten, ergänzte man im Jahr 1979. Die fialen- und wimperggeschmückte, neogotische Nische hinter dem Taufbecken stellt die Taufe Jesu im Jordan durch Johannes den Täufer dar. Der auf einem erhöhten, wellenumspülten Felspodest stehende und mit einem zottigen Kamelhaarmantel bekleidete Johannes trägt ein Kreuzbanner als Hinweis auf Jesu Tod und übergießt das Haupt seines neuen Jüngers mit Jordanwasser. Die nur mit einem roten Tuch bekleidete Gestalt Jesu hat als Zeichen der Demut die Hände über seiner nackten Brust gekreuzt. Über beiden Männern schwebt mit goldenem Gefieder die Taube des Heiligen Geistes. Über einer silbernen Wolkenbank erscheint die Darstellung Gottvaters, der mit erhobenen Händen die Szene segnet. Ein ornamentales Teppichmuster bildet den Hintergrund. Die Nische mit der Täuferszene befand sich ursprünglich in der linken Gehrungsseite der Apsis neben dem früheren neogotischen Hochaltar. Ihr entsprach innerhalb der rechten Gehrungsfläche der Apsis eine spitzbogige Nische. Als man nach dem Abbruch des Hochaltares an den beiden Gehrungsflächen hölzerne Skulpturen der beiden weiblichen Kirchenpatroninnen anbrachte, mussten die beiden Nischen weichen. Während die Täuferszene im Nachbarfeld des Apsispolygons angebracht wurde, mauerte man die spitzbogige Nische zu.

### Ewiges Licht
Die silberne, neogotische Ewig-Licht-Ampel stiftete Leonie von Galhau im Jahr 1885.

### Osterleuchter
Der Osterleuchter aus dem Jahr 1974 ist als stilisierter Lebensbaum gestaltet, der an 7 Ästen die Sakramente trägt.

### Radleuchter
Im Rahmen der Restaurierungsarbeiten der Jahre 1977 bis 1980 entwarf der Saarbrücker Architekt Thomas Kluftinger die polygonalen Radleuchter im Kirchenschiff.

### Kreuzweg

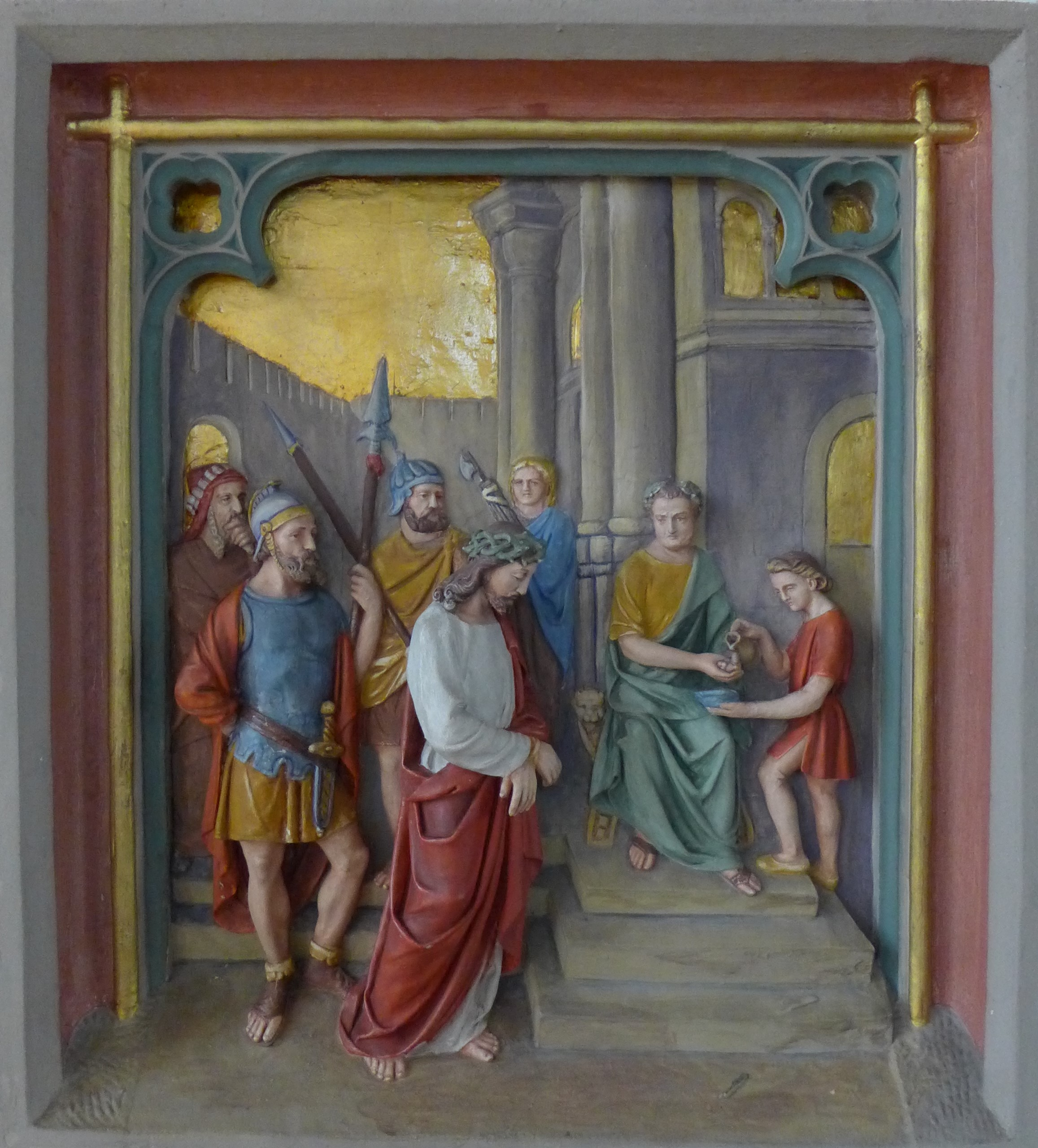
Kreuzwegstation von 1866 aus Terrakotta

Die vierzehn Stationen des Kreuzweges wurden im Halbrelief aus Terrakotta von der Werkstätte Carl Walter im Jahr 1866 geformt. Walter war von 1862 bis 1870 in Metz tätig, ab 1871 betrieb er eine Werkstatt in Trier. Die Plastiken sind eine Stiftung der Witwe Barbara C. Thiery (geb. de Lasalle), die auch die übrige neogotische Ausstattung der Kirche mit zahlreichen Spenden unterstützt hatte. Im Rahmen der Restaurierung der Jahre 1977/1978 wurden die einzelnen Stationen des Kreuzweges wieder befundgetreu kolorierend gefasst.

### Kirchenfenster
Durch US-Artilleriebeschuss im Zweiten Weltkrieg gingen die Fensterverglasungen der Wallerfanger Kirche im Winter 1944/1945 vollständig verloren.
Im Jahr 1964 entwarf das Konventsmitglied der Benediktinerabtei St. Mauritius in Tholey, Robert „Bonifatius“ Köck, der sich seit den 1950er Jahren im Saarland Renommée in der Sparte Kunstverglasung erworben hatte, neue Fenster für die Katharinenkirche. Besonders die moderne Verglasung der frühgotischen Abteikirchenfenster in Tholey zählt zu den Meisterwerken Köcks. Entscheidende Impulse zur Klärung der eigenen Bildvorstellungen gingen von den Fenstern Georg Meistermanns in der Sepultur am Würzburger Dom vom Jahre 1956 aus. Darüber hinaus entwarf Köck auch die großflächigen Fenster der Kirche St. Andreas im Wallerfanger Teilort Gisingen. Die Ausführung von Köcks Entwürfen für Wallerfangen wurden von der Werkstätte der Gebrüder Paul und Peter Josef Kaschenbach in Trier durchgeführt. Die dunkle Färbung der Gläser in Erdtönen sollte in der damals grellweiß gestrichenen Wallerfanger Katharinenkirche ein meditativ stimmendes mystisches Dunkel erzeugen.
Thema der Wallerfanger Fenster von Robert „Bonifatius“ Köck ist die letzte öffentliche Rede Jesu vor seiner Hinrichtung, die die Bildrede „vom Weizenkorn“, einem Gleichnis Jesu im Evangelium nach Johannes im 12. Kapitel, enthält:

„Jesus aber antwortete ihnen: Die Stunde ist gekommen, dass der Menschensohn verherrlicht wird. Amen, amen, ich sage euch: Amen, amen, ich sage euch: Wenn das Weizenkorn nicht in die Erde fällt und stirbt, bleibt es allein; wenn es aber stirbt, bringt es reiche Frucht. Wer an seinem Leben hängt, verliert es; wer aber sein Leben in dieser Welt gering achtet, wird es bewahren bis ins ewige Leben. Wenn einer mir dienen will, folge er mir nach; und wo ich bin, dort wird auch mein Diener sein. Wenn einer mir dient, wird der Vater ihn ehren. Jetzt ist meine Seele erschüttert. Was soll ich sagen: Vater, rette mich aus dieser Stunde? Aber deshalb bin ich in diese Stunde gekommen. Vater, verherrliche deinen Namen! Da kam eine Stimme vom Himmel: Ich habe ihn schon verherrlicht und werde ihn wieder verherrlichen. Die Menge, die dabeistand und das hörte, sagte: Es hat gedonnert. Andere sagten: Ein Engel hat zu ihm geredet. Jesus antwortete und sagte: Nicht mir galt diese Stimme, sondern euch. Jetzt wird Gericht gehalten über diese Welt; jetzt wird der Herrscher dieser Welt hinausgeworfen werden. Und ich, wenn ich über die Erde erhöht bin, werde alle zu mir ziehen. Das sagte er, um anzudeuten, auf welche Weise er sterben werde. Die Menge jedoch hielt ihm entgegen: Wir haben aus dem Gesetz gehört, dass der Messias bis in Ewigkeit bleiben wird. Wie kannst du sagen, der Menschensohn müsse erhöht werden? Wer ist dieser Menschensohn? Da sagte Jesus zu ihnen: Nur noch kurze Zeit ist das Licht bei euch. Geht euren Weg, solange ihr das Licht habt, damit euch nicht die Finsternis überrascht. Wer in der Finsternis geht, weiß nicht, wohin er gerät. Solange ihr das Licht bei euch habt, glaubt an das Licht, damit ihr Söhne des Lichts werdet.“

Das Martyrium der Kirchenpatroninnen Katharina und Barbara wird durch die Fenster von Robert Köck in eine direkte Beziehung zum Tod Jesu gesetzt. Das Vorbild ihres Lebens und Sterbens soll nachkommenden Generationen Beispiel geben und zu christlichem Engagement in dieser Welt aufrufen. Leiden und Tod sind nicht das verzweifelte Ende, sondern die Voraussetzung zu neuanfangendem Leben. Robert Köck stellt in den Fenstern der Seitenschiffe braunen Ackerboden dar, der in Folge von Trockenheit beginnt, schollenartig aufzubrechen. „Lichtschollen“ aus Verbänden von hellerem, milchigen Glas, deuten die Veränderung an. Verkrustete, überkommene, abgestorbene Strukturen sollen auch im menschlichen Leben aufgebrochen, aufgehellt werden, um neues Leben zu ermöglichen. Im Apsisbereich fallen runde, goldene Scheiben, die Saatkörner, in die dunklen Ackerschollen, die auch als sich nach außen abschottende, einschränkende, lebensfeindliche Mauerverbände gedeutet werden können. Eine Deutung der goldenen Scheiben als Mannaregen (2 Mos 16 ) oder Symbole der Eucharistie ist ebenfalls möglich.
Köck hatte die Flächen der Ackerschollen zunächst dunkler gestaltet, da er dem weißgetünchten Raum der 1960er Jahre die Härte nehmen wollte. Als allerdings die historistischen Wandmalereien der Wallerfanger Kirche wieder rekonstruiert waren, wirkte der Kirchenraum mit den dunkelbraunen Fenstern nach Meinung vieler Besucher zu stark verschattet. Robert Köck gestaltete deshalb im Jahr 2010 die Schollen in Zusammenarbeit mit dem Trierer Atelier Kaschenbach in helleren Brauntönen neu, um den Veränderungen des Innenraumes Rechnung zu tragen. Eine eingestreute violette Tönung der Schollenverbände, kann in der traditionellen Farbikonographie als Hinweis für transitorische Prozesse gedeutet werden. Darüber hinaus hat Köck im Maßwerkpass des Chorachsfensters eine Hostienform eingefügt, die vor goldgelbem Hintergrund aufleuchtet, als Hinweis auf Jesu Abendmahl, seinen Tod sowie die Eucharistie. Der goldgelbe Hintergrund hat die Form eines auf die Spitze gestellten Quadrates. Es soll sowohl die „reiche Frucht“, die Fülle der Samenkörner, als auch die durch Christi Erlösungstat wieder aufgerichtete, ins Lot gebrachte Schöpfung symbolisieren. Die in gleicher goldgelber Farbe dargestellten Samenkörner in den brauen Bahnen, die als das menschliche Leben mit seinen Möglichkeiten gedeutete werden können, stehen in direktem farblichem Bezug zum „Licht Christi“, sie entstammen der „Fülle Christi“, wobei sich Köck auf den Prolog des Johannesevangeliums bezieht (Joh 1,1-5  und 1,12-16 ):

„Im Anfang war das Wort, und das Wort war bei Gott, und das Wort war Gott. Im Anfang war es bei Gott. Alles ist durch das Wort geworden und ohne das Wort wurde nichts, was geworden ist. In ihm war das Leben und das Leben war das Licht der Menschen. Und das Licht leuchtet in der Finsternis und die Finsternis hat es nicht erfasst. (...) Allen aber, die ihn aufnahmen, gab er Macht, Kinder Gottes zu werden, allen, die an seinen Namen glauben, die nicht aus dem Blut, nicht aus dem Willen des Fleisches, nicht aus dem Willen des Mannes, sondern aus Gott geboren sind. Und das Wort ist Fleisch geworden und hat unter uns gewohnt und wir haben seine Herrlichkeit gesehen, die Herrlichkeit des einzigen Sohnes vom Vater, voll Gnade und Wahrheit. (...) Aus seiner Fülle haben wir alle empfangen, Gnade über Gnade.“

Die Samenkörner sieht Köck auch als „unsere durch den Geist Jesu gewirkte Fruchtbarkeit“. Wer nicht stets um sich selbst kreist und um das eigene Wohl besorgt ist, sondern loslassen kann, seine engen Grenzen verlässt und sich in selbstlosem Dienst dem notleidenden Nächsten zuwendet, gibt Altes auf, „stirbt“, um Neues zu gewinnen und neu zu leben.
Die runde weiße Scheibe des Fenstermaßwerks birgt in ihrem Zentrum eine rot leuchtende Wunde. Sie steht für die durch den Lanzenstich verursachte Seitenwunde Jesu am Kreuz, die als Symbol der Liebe Gottes gedeutet werden kann.
Die beiden Maßwerkpässe der flankierenden Apsisfenster zeigen golden leuchtende Kreuze, die jeweils aus vier Getreideähren geformt werden. Zentrum der vier Ähren bzw. Kreuzbalken ist jeweils ein Samenkorn. Köck deutete diese Ährenkreuze, die tödliche und lebensbejahende Symbolik miteinander verbinden, als „Zeichen der Liebe, aus deren uns geschenkter Kraft wir Frucht bringen können.“
Im Jahr 1977 fertigte man für die Obergadenfenster Kopien der früheren Verglasung des Jahres 1905 an, die damals das Glasatelier Oidtmann in Linnich entworfen hatte.

### Statuen
Die Kirche weist zahlreiche Statuen von Heiligen aus dem 18. bis 20. Jahrhundert auf.

### Seitenaltäre

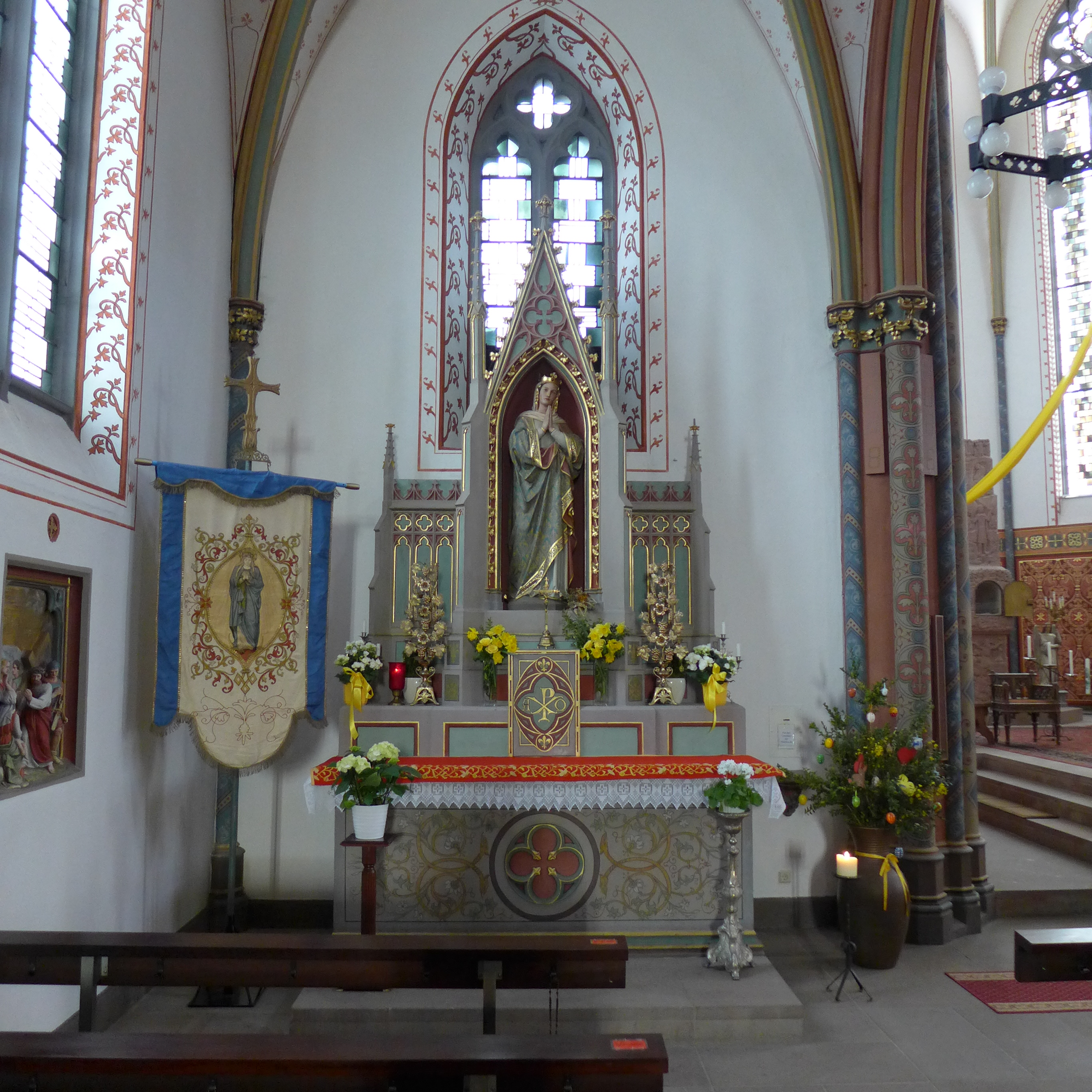
Marienaltar

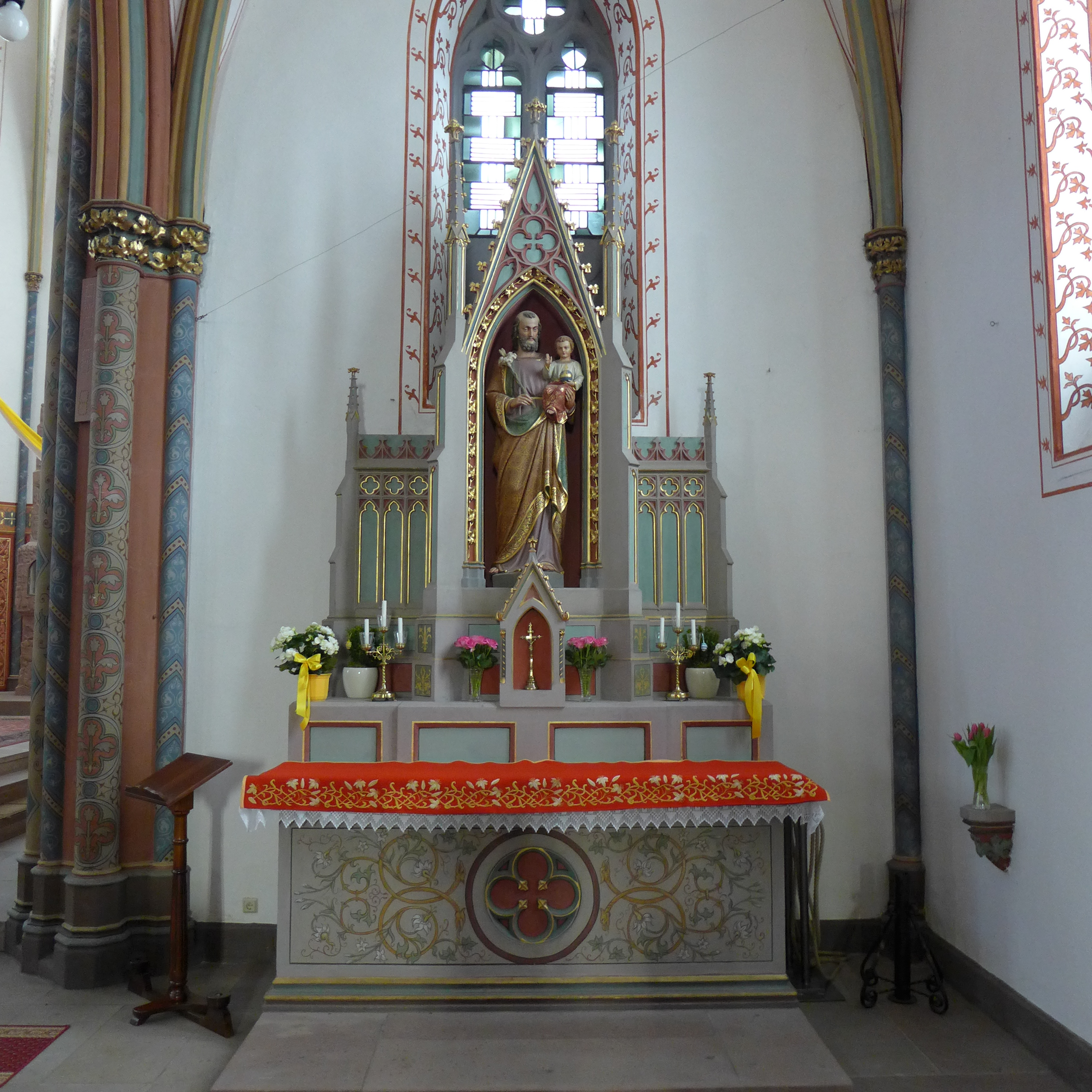
Josefsaltar

Beide steinerne Seitenaltäre in St. Katharina sind etwa baugleich und atmen noch in starkem Maße klassizistischen Geist. Die Altarblöcke sind mit Passionsblumen-Ranken bemalt und weisen im Zentrum einen stehenden Vierpass mit Dreiviertelkreisbögen auf. Die Predellazone ist durch vier einfache querrechteckige Rahmen gegliedert. Darüber befindet sich eine Ablage für Altarschmuck, Altarleuchter oder die bis zum Zweiten Vaticanum üblichen Kanontafeln. In der Mitte der Predellazone ist beim Marienaltar ein hochrechteckiger Tabernakel, beim Josefsaltar eine hochrechteckige, wimpergbekrönte Spitzbogennische zur Aufnahme eines Altarkreuzes positioniert. Der Altaraufbau ist dreiteilig. Die hochaufragende, spitzbogige Figurennische weist eine Blattwerkrahmung auf. Die beiden rahmenden Strebepfeiler sind fialbekrönt. Der krabbengeschmückte Wimperg über der Figurennische ist durch ein Vierpassblendmaßwerk mit Dreiviertelkreisbögen, umgeben von drei Spitzbögen, geschmückt. Die Mittelnische ist flankiert von gerade abschließenden Seitenteilen, die nach außen von fialbekrönten Strebepfeilern begrenzt werden. Die Flächen der Seitenteile sind durch Blendmaßwerk dreibahnig gegliedert. Im unteren Teil der Bahnen befinden sich in hochrechteckigen Rahmen gotische Bögen mit Nasen, darüber sind stehende Vierpässe mit Halbkreisbögen in Quadratrahmen angeordnet. Die Trauflinie der stark geneigten Verdachung zeigt ein umgekehrtes Spitzbogenmuster mit Nasen und Kleeblattbekrönungen.

#### Marienaltar
Im linken Seitenschiff steht ein steinerner Marienaltar. In der Mittelnische befindet sich eine Statue der betenden Madonna. Die Jungfrau und Gottesmutter ist mit einem weißen Gewand angetan. Der rotgefütterte Mantel zeigt als Oberstoff ein gotisierendes Goldornament auf blauem Grund. Die Gewandborten sind überreich ornamentiert. Über einem weißen Kopfschleier ist das Haupt Mariens mit einer goldenen Lilienkrone geschmückt. Der hochrechteckige Tabernakel des Altars ist mit einer Mandorla verziert, die zwei Lilien (Symbole der jungfräulichen Reinheit Mariens) und einen spitzbogigen Vierpass umfasst. Der Vierpass zeigt im Zentrum das Christogramm und die griechischen Buchstaben Alpha und Omega. In der Offenbarung des Johannes (Offb 22,13 ) bezeichnet sich der erhöhte Christus als „das Alpha und das Omega, der Erste und der Letzte, der Anfang und das Ende.“

#### Josefsaltar
Im rechten Seitenschiff steht ein neogotischer Josefsaltar. In der wimpergbekrönten Mittelnische befindet sich eine Statue des heiligen Josef mit dem Jesuskind auf dem Arm. Der Nährvater Jesu trägt ein gegürtetes violettes Gewand mit schlichten Goldborten. Der grüngefütterte Mantel weist eine bräunliche Oberstofffarbe mit goldfarbener Ornamentierung und breiten Goldornamentborten auf. In seiner Rechten umfasst der Heilige als Symbol seiner enthaltsamen Ehe mit Maria einen Lilienstab. Josef ist als bärtiger Mann mit gelichtetem Haupthaar dargestellt. Mit seiner Rechten hebt er auf seiner Herzseite das kleine Jesuskind empor. Der Jesusknabe ist mit einem weißen Gewand mit Goldborten und einen roten Mantel mit Goldornamenten bekleidet. Während das göttliche Kind den Betrachter mit seiner Rechten segnet, hält es mit seiner Linken die kreuzbekrönte kosmische Kugel in der Art eines Reichsapfels.

### Marienikone

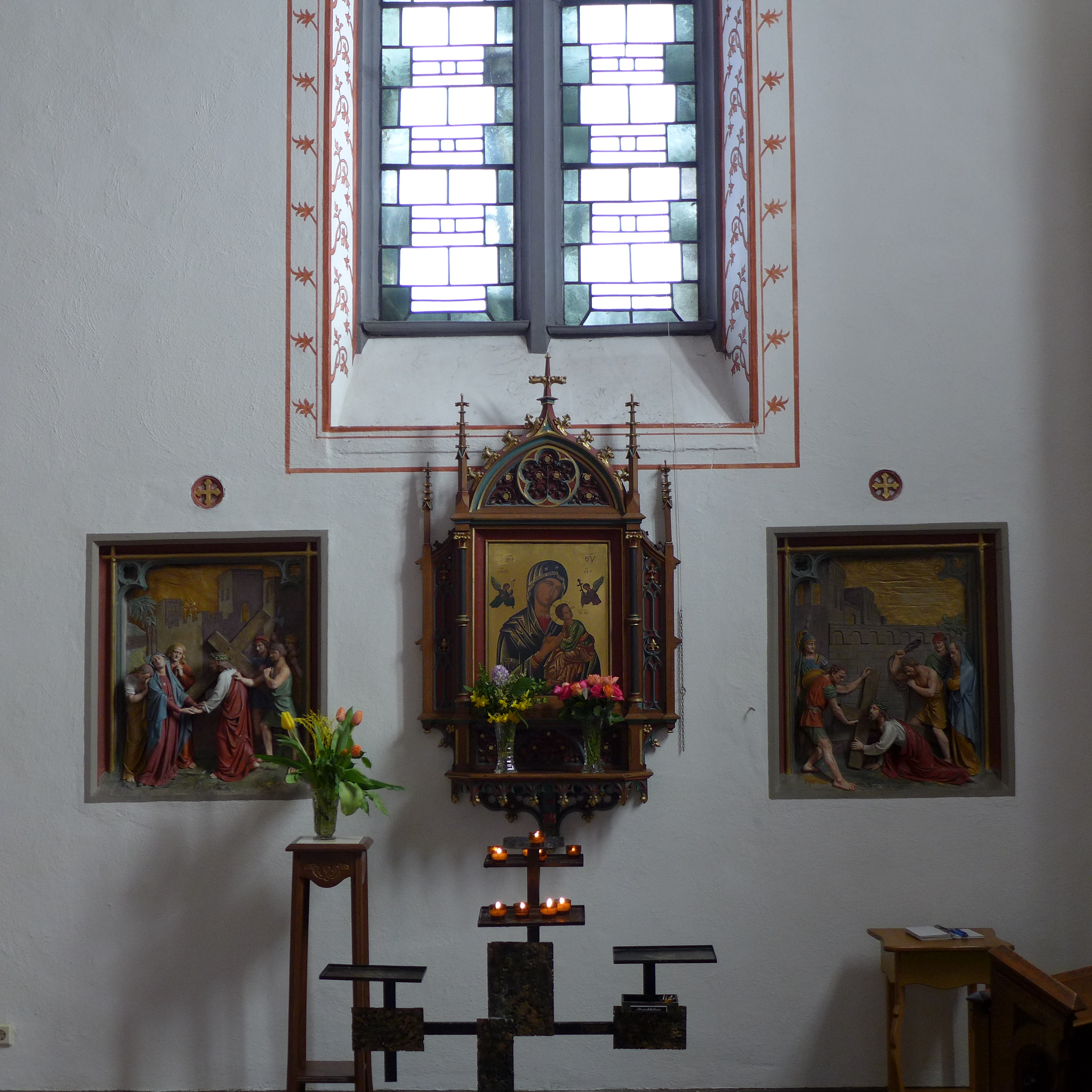
St. Katharina (Wallerfangen) Marienikone

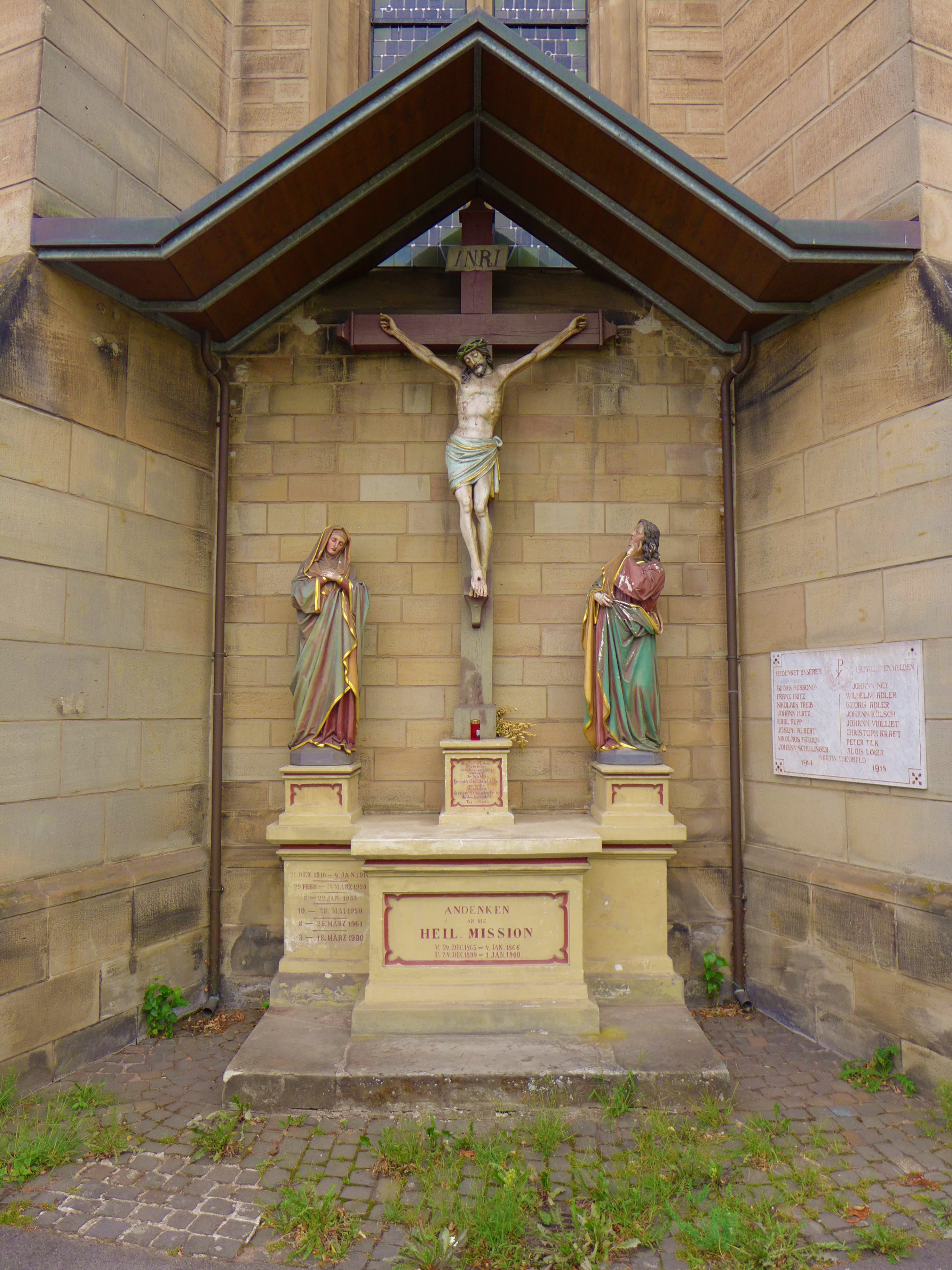
Missionskreuz

Im hinteren Teil des rechten Seitenschiffes befindet sich eine Marienikone. Kerzenständer bieten Platz für das Aufstellen von Votivkerzen. Das Marienbild in einem schreinartigen, neospätgotischen Rahmen war ursprünglich an einem Pfeiler des Mittelschiffes gegenüber der Kanzel angebracht. Die Ikone ist eine Kopie des Gnadenbildes Unserer Lieben Frau von der immerwährenden Hilfe. Das Original aus dem 14. Jahrhundert stammt vermutlich von der Insel Kreta (Kretische Schule). Nach wechselnden Standorten wurde das Original im Jahr 1867 von Papst Pius IX. dem Redemptoristenorden für seine römische Kirche Sant’ Alfonso anvertraut, wo es seither den Hochaltar schmückt. Die Redemptoristen trugen durch ihre Volksmissionen entscheidend zur Verbreitung des Bildes bei. In Wallerfangen wurden in den Jahren 1865/66, 1899/1900, 1910/11, 1920, 1933, 1950, 1961 und 1990 Volksmissionen abgehalten. Ein Missionskreuz mit den Statuen Mariens und des Jüngers Johannes an der Außenseite der Apsis der Wallerfanger Katharinenkirche erinnert daran. Hier ist auch eine Gedenktafel für getötete Wallerfanger Soldaten des Ersten Weltkrieges zu finden.
Die Gottesmutter ist auf der Ikone im Kircheninneren vor einem Goldgrund dargestellt, der die himmlische Sphäre symbolisieren soll. Sie trägt ein rotes Unter- und ein dunkelblaues, glänzendes Obergewand mit aufgemalter Goldschraffur. Der Schleier der Madonna ist in Stirnhöhe mit einem goldenen Stern geschmückt, der sich auf die Anrufung Mariens als „Stella maris“ (dt. Meerstern) des lateinischen Hymnus Ave maris stella oder als Morgenstern in der Lauretanischen Litanei bezieht. Das andeutungsweise nimbusgeschmückte Haupt Mariens ist von griechischen Abkürzungen flankiert, die sie als „Mutter Gottes“ kennzeichnen. Auf dem linken Arm trägt Maria das in Grün und Rot-Gold gekleidete Jesuskind. Das Haupt des Kindes ist von einem Kreuznimbus umgeben, rechts daneben steht in griechischen Buchstaben abgekürzt der Name „Jesus Christus“.
Das Gesäß des Jesuskindes wird von der linken Hand der Mutter gehalten und greift mit beiden Händen nach ihrer Rechten. Sein in die Halsbeuge Mariens geschmiegter Kopf ist jedoch von seiner Mutter abgewandt. Der Blick des kleinen Jesus wendet sich einem Kreuz zu, das der schwebende Erzengel Gabriel zum Zeichen der Ehrfurcht mit verhüllten Händen trägt. Wie durch eine Geste vorausahnenden Erschreckens hat sich von einem Fuß des Kindes die kleine Sandale gelöst und ist im Begriff, zu Boden zu fallen.
Auf der anderen Seite des Marienhauptes schwebt der Erzengel Michael, der ebenfalls mit verhüllten Händen Leidenswerkzeuge Christi emporhält. Griechische Buchstaben kennzeichnen die Namen der beiden dargestellten Erzengel, die nach den Regeln der Bedeutungsperspektive vom Ikonenmaler wesentlich kleiner als die Jungfrau mit dem Kind dargestellt sind.
Der fialengeschmückte Rahmen zeigt in zahlreichen geschnitzten Details Lilien- und Rosenblüten als Zeichen der jungfräulichen Reinheit Mariens. Ein geschnitzter gotischer Fünfpass im Bogenfeld deutet auf die Fünfblättrigkeit der ursprünglichen Rosenblüte hin und bezieht sich auf die Anrufung Mariens als „Rosa mystica“ (dt. Geheimnisvolle Rose) in der Lauretanischen Litanei. Sieben Rosenblüten im Bogenfeld können als Hinweis auf die sieben Schmerzen Mariens gedeutet werden.

### Lourdesgrotte

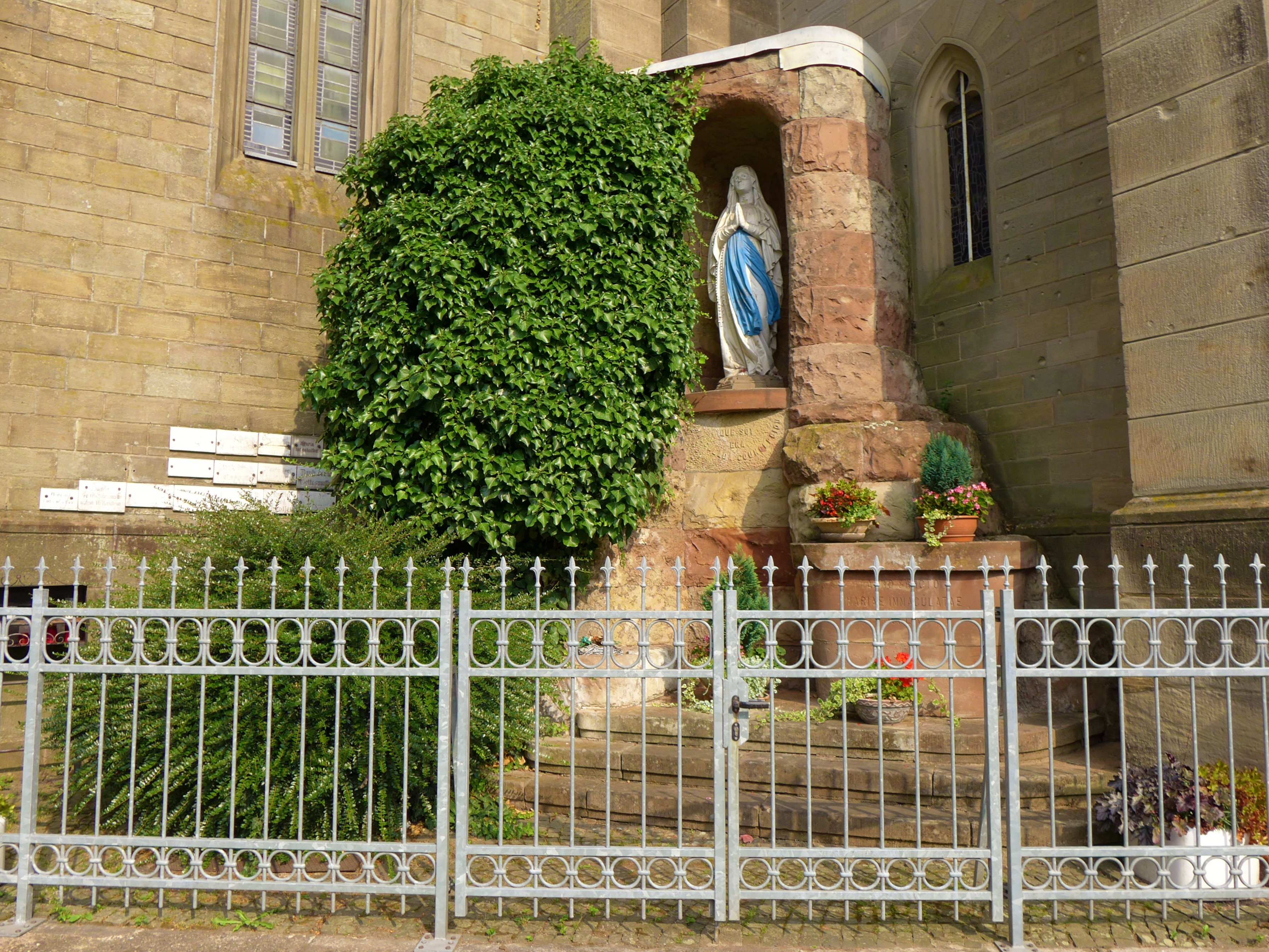
Wallerfangen (St. Katharina), Lourdesgrotte mit Votivtafeln

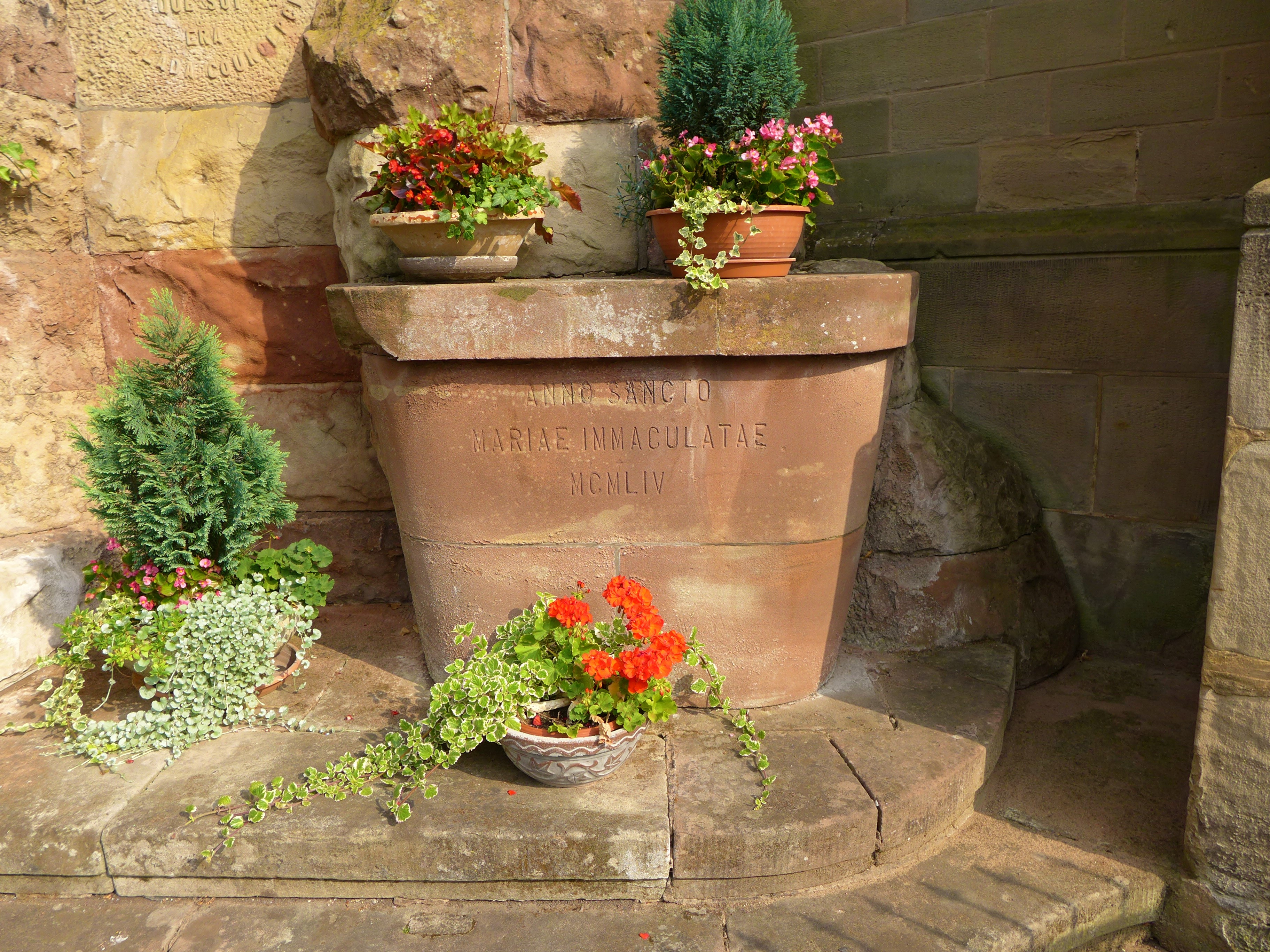
Lourdesgrotte, Weiheinschrift

Aus Anlass des von Papst Pius XII. am 8. September 1953 durch die Enzyklika Fulgens corona verkündeten Marianischen Jahres beschloss man in Wallerfangen die Errichtung einer Lourdesgrotte an der Außenseite der Katharinenkirche im Winkel zwischen Turm und linkem Seitenschiff. Sie erinnert sowohl an die Marienerscheinungen in Lourdes von 1858 als auch an das Jahrhundert-Jubiläum der feierlichen Verkündigung des Dogmas der Unbefleckten Empfängnis (Immaculata) im Jahr 1854 durch Papst Pius IX. sowie an das von Pius XII. im Jahr 1950 verkündete Dogma von der leiblichen Aufnahme Mariens in den Himmel.
Die Wallerfanger Lourdesgrotte gehört zu einer ganzen Reihe von ähnlichen Anlagen im Saarland, die sowohl von Pfarrgemeinde, Zivilgemeinden oder Privatleuten errichtet wurden. Im Saarland sind etwa 110 große Lourdes-Grotten bekannt. Die älteste Lourdes-Kultstätte dürfte im heutigen Wallerfanger Ortsteil Düren stehen. Hier hatte der Saarlouiser Kreisbaumeister Carl Friedrich Müller in den Jahren 1884 bis 1886 eine kleine Dorfkirche zum Gedächtnis der Marienerscheinungen in Lourdes errichtet. Wenige Jahre später errichtete im Jahr 1890 der Pfarrer des benachbarten Niedaltdorf eine erste Nachbildung der Grotte von Massabielle, wo im Jahr 1858 der damals vierzehnjährigen Bernadette Soubirous beim Fluss Gave du Pau wiederholt die Mutter Gottes erschienen sein soll, in der örtlichen Pfarrkirche St. Rufus. Die Einweihung der dortigen marianischen Gedenkstätte hatte der Trierer Weihbischof und ehemalige Pfarrer des nahe gelegenen Fraulautern, Heinrich Feiten, eingeweiht. Die Errichtung von Lourdesgrotten im Saarland zog sich durch die ganze erste Hälfte des 20. Jahrhunderts weiter und erreichte mit dem marianischen Jahr ihren Höhepunkt. Darüber hinaus entstanden im Saarland anlässlich des Gedenkjahres der Marienbrunnen auf dem Großen Markt in Saarlouis, die Mariensäulen in Bous, Wadern, Bildstock, Neunkirchen und St. Ingbert oder die marianische Anlage des Ensdorfer Hasenberges, der Bau des „Marienturmes“ der Pfarrkirche Hl. Dreifaltigkeit in Fraulautern, der marianische Stationsaltar im Ortszentrum von Beckingen sowie der marianische Fensterzyklus in der Klosterkirche des Klosters Heiligenborn in Bous. Auch die saarländische Post gab aus Anlass des marianischen Jahres eine Briefmarkenserie mit Muttergottesdarstellungen heraus. Zudem war mit dem tiefgläubigen Katholiken Johannes Hoffmann ein Ministerpräsident im Amt, der die Förderung des christlichen Glaubens zur Überwindung der Folgen der antihumanistischen NS-Diktatur und als Schutzschild gegen kommunistische Strömungen als dringliche politische Aufgabe empfand. Somit war die Proklamation des Mariendogmas und des marianischen Jahres im Saarland auf äußerst fruchtbaren Boden gefallen. Über die Marienverehrung sollte das religiöse Bekenntnis im historisch stark katholisch geprägten Land an der Saar gestärkt sowie eine gewisse „nationalsaarländische Identität“ in der saarländischen Bevölkerung entwickelt werden.
Beim Bau der Grotte in Wallerfangen verwendete man anders als beim Bau vieler anderer Grotten im Saarland kein vulkanisches Gestein, sondern Buntsandstein. Unterhalb der Grottennische mit der Statue der Lourdes-Madonna ist die okzitanische Inschrift „Que soy era Immaculada Conceptiou“ (dt. Übersetzung: „Ich bin die unbefleckte Empfängnis“) in den Stein gemeißelt. Diese angebliche Selbstaussage der Erscheinung von Lourdes hatte Bernadette Soubirous ihrem zunächst skeptischen Ortspfarrer Dominique Peyramale nach der 16. Erscheinung am 25. März 1858 übermittelt. Da Peyramale annahm, dass Bernadette wegen ihrer mangelhaften Bildung vom erst vier Jahre zuvor verkündeten Dogma der unbefleckten Empfängnis Mariä nichts wissen konnte, schloss der Priester Betrugsversuche des Mädchens aus und begann, die Erscheinungen zu verteidigen.
Eine altarartige Ablage der Wallerfanger Lourdesgrotte enthält auf ihrem Unterbau die lateinische Weiheinschrift der Anlage: „ANNO SANCTO MARIAE IMMACULATAE MCMLIV“ (dt. Übersetzung: Im Heiligen Jahr 1954 der unbefleckten Maria). Zahlreiche Votivtafeln und Blumenschmuck belegen den kultischen Gebrauch der marianischen Verehrungsstätte.

## Amerikanische Folgebauten Himplers

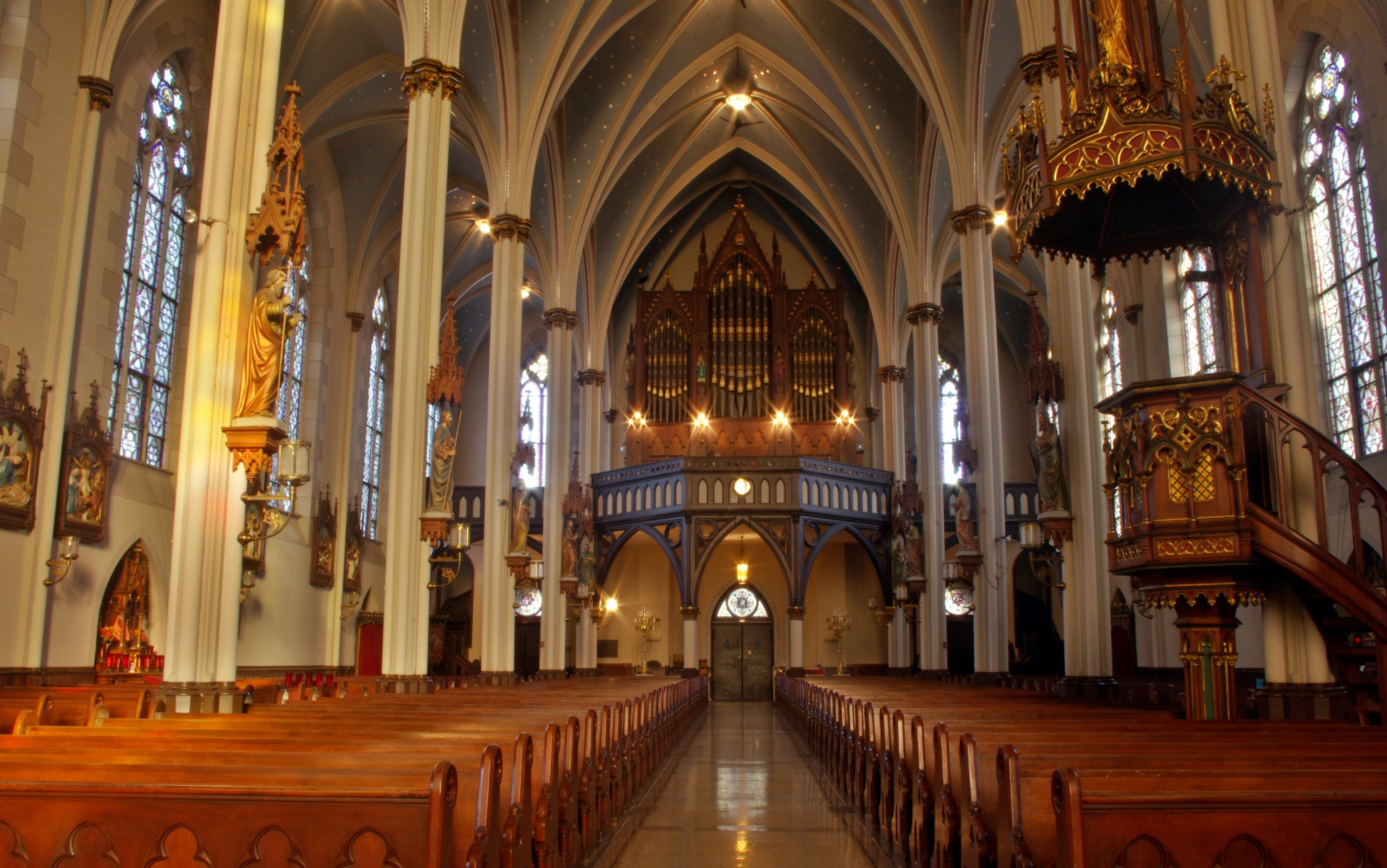
St. Joseph Oratory, Detroit, Blick zur Orgelempore

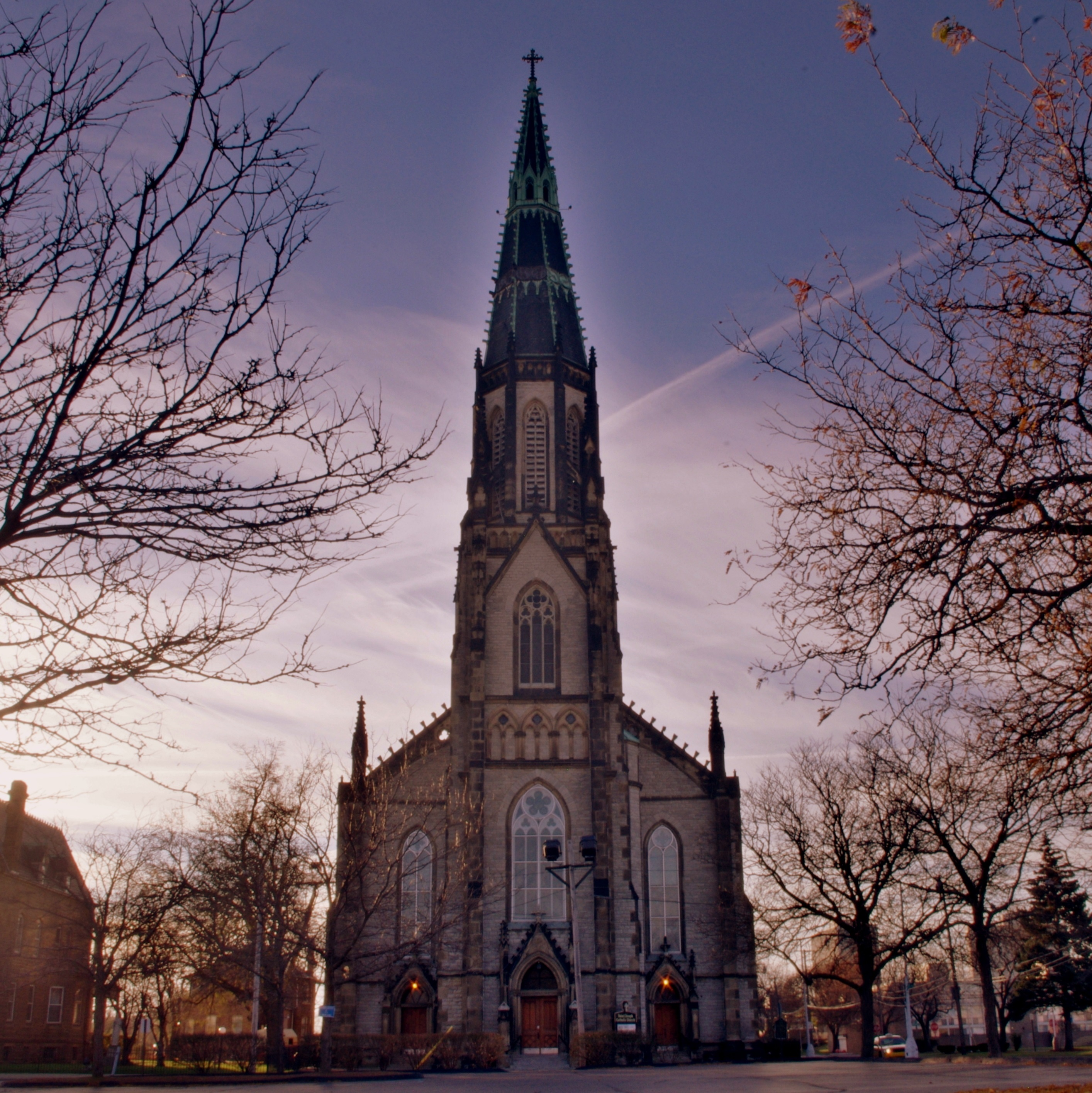
Saint Joseph, Detroit, Turmfassade mit oktogonalem Glockengeschoss und Helm

Himpler hatte in den Jahren 1859/1860 Architektur an der Berliner Bauakademie bei dem Kunsthistoriker Wilhelm Lübke, der ihn stark beeinflusste, studiert. Am 13. Juni 1863 heiratete er in der von ihm entworfenen Wallerfanger Kirche die aus dem Ort stammende, 1839 geborene Maria Magdalena Bier, die ihm in den Jahren 1864 und 1866 jeweils eine Tochter gebar. Im Jahr 1867 tötete Himplers Halbbruder Franz Josef Karl, der von Beruf Schlosser war, bei einem Einbruch ins Pfarrhaus in Trierweiler die Pfarrhaushälterin Anna Maria Fisch. Franz Josef Karl Himpler wurde verhaftet und zum Tode verurteilt. Vermutlich aus Scham über diese Geschehnisse brach Franz Georg Himpler in seiner Heimat alle Brücken ab und wanderte mit seiner Ehefrau und den beiden Töchtern in die USA aus, wo er im Juli 1867 ankam. Hier arbeitete er weiter als Kirchenarchitekt.
In den USA verwendete Himpler selbst eigene Pläne von Kirchen, die er im Saarland gebaut hatte, in leicht veränderter Form wieder: Während die Kirche St. Joseph in Detroit (1870–1873) eine vergrößerte Variante der neogotischen Wallerfanger Katharinenkirche ist, stellt die Marienkirche (St. Mary of the Assumption) in Rome bei New York eine verkleinerte Version des Wallerfanger Sakralbaues dar. Peter Joseph Schmitt, der Pfarrer in Rome, kannte Himpler schon aus seiner Kaplanszeit in Deutschland und beauftragte ihn mit dem Bau.
Das basilikale Schema der Wallerfanger Kirche gab Himpler in Detroit zugunsten einer Stufenhalle mit sehr schlanken Bündelpfeilern auf. Darüber hinaus wurde der noch klassizistischen Geist atmende Wallerfanger Turm in Detroit in neohochgotischer Manier mit oktogonalem Glockengeschoss und ebensolchem Turmhelm uminterpretiert. Die Gewölbeausmalung in Detroit ist mit goldenen Sternen auf nachtblauem Grund dekoriert. In ebensolcher Weise war auch die ursprüngliche Gewölbeausmalung in Wallerfangen von Himpler konzipiert worden.
Himplers Kirche St. Mary of the Assumption (Mariae Himmelfahrt) weist ebenfalls ein oktogonales Glockengeschoss mit spitzem Turmhelm auf. Anders als in Wallerfangen hat Himpler in Rome walmbedachte Querschiffe ergänzt.

## Himplers ehemalige Wallerfanger St. Josephskapelle

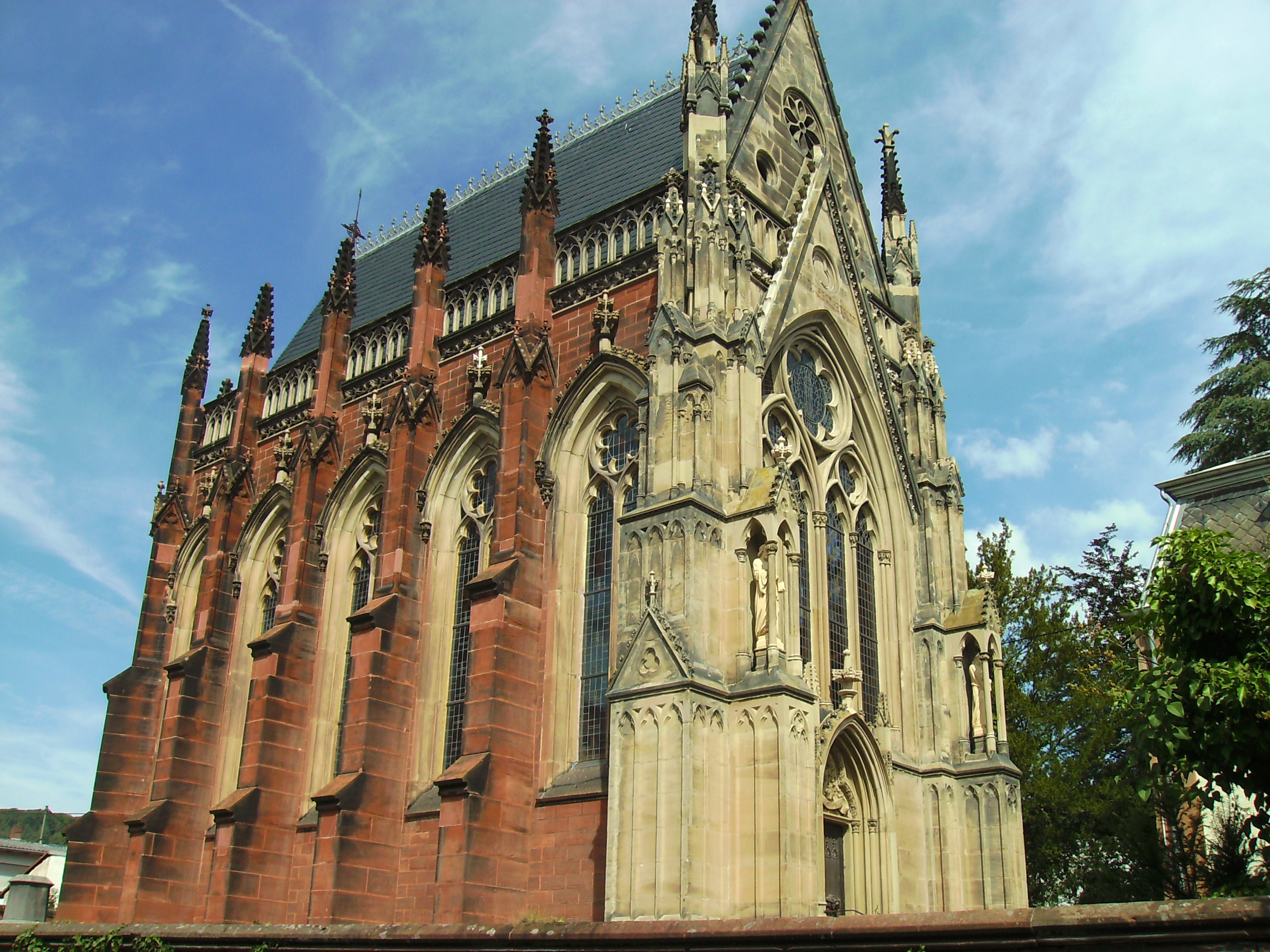
Kapelle St. Joseph, Mettlach

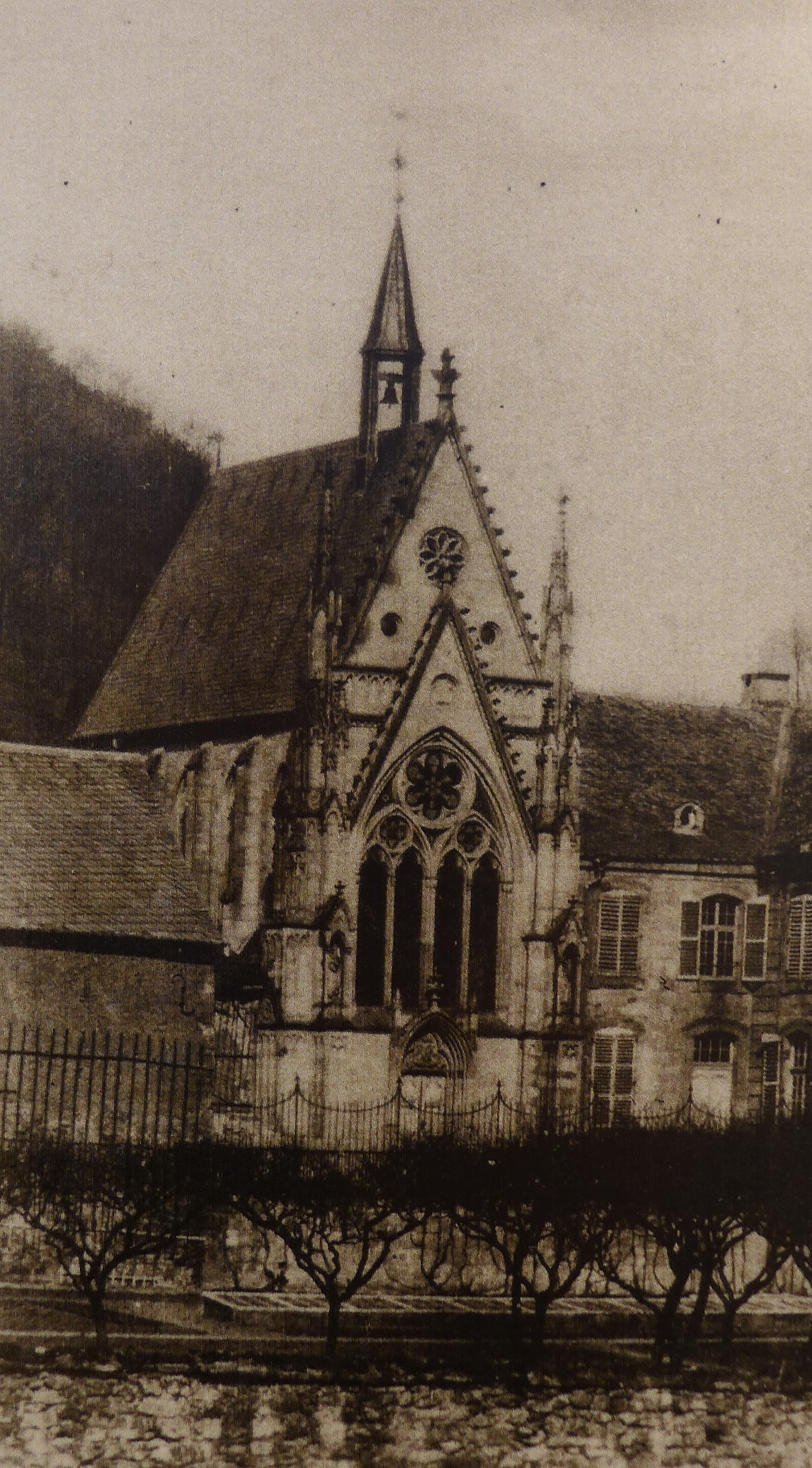
Neogotische Kapelle am Schloss Villeroy vor der Abtragung in den Jahren 1878/1879 (Archiv des Museums Wallerfangen)

Die sich heute in Mettlach befindende neogotische Kapelle St. Joseph hatte Himpler im Jahr 1864 in Wallerfangen errichtet. Bauherrin war Céphalie Thierry, geborene de Lasalle, die die Kapelle am Familiensitz in Wallerfangen – heute bekannt als „Schloss Villeroy“ – erbauen ließ. Als Vorbild des kleinen Sakralbaues diente die hochgotische Sainte-Chapelle in Paris. Die Kapelle wurde allerdings in den Jahren 1878/1879 in Wallerfangen abgetragen und per Schiff auf der Saar nach Mettlach transloziert, wo sie im Jahr 1882 mit Veränderungen wieder aufgebaut wurde. Seit dem Frühjahr 2013 ist sie nach zehnjähriger Renovierung wieder zugänglich.

## Orgel

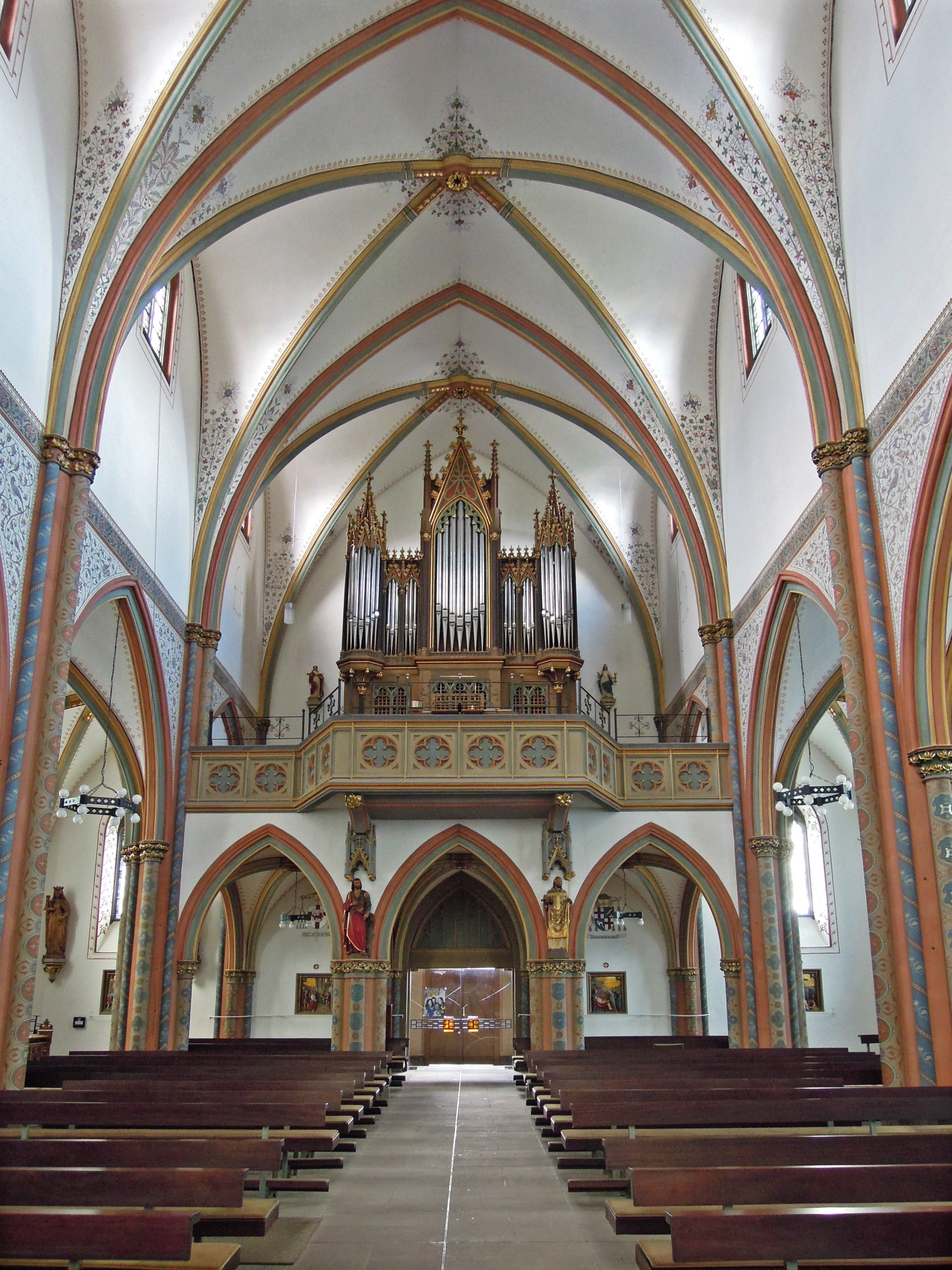
Blick zur Orgelempore

Die als Pfarrkirche genutzte Wallerfanger Augustinerklosterkirche wurde im Jahr 1843 durch Carl Philipp Stumm (* 17. August 1783; † 23. November 1845) und Franz Heinrich Stumm (* 8. August 1788; † 26. Januar 1859), Vertreter der vierten Generation der renommierten Hunsrücker Orgelbauerfamilie Stumm, zum Preis von 760 Talern mit einer Orgel ausgestattet. Der Auftrag war bereits am 13. Dezember 1840 erteilt worden. Vor dem Abriss der gotischen Klosterkirche wurde die Orgel im Jahr 1861 für 450 Taler zur Ausstattung der Lisdorfer Kirche St. Crispinus und Crispinianus verkauft. Der Orgelbauer Johann Schlaad (* 11. November 1822 in Kestert, † 16. November 1892 in Waldlaubersheim) aus Waldlaubersheim besorgte die Übertragung in das nahegelegene Dorf. In Lisdorf wurde die Wallerfanger Stumm-Orgel durch die Orgelbaumanufaktur Dalstein & Haepfer auf 15/II vergrößert. Im Jahr 1943 verkaufte man das Instrument nach Piesbach zur Ausstattung der Kirche St. Johannes der Täufer.
Die Orgel der neogotischen Himplerschen Kirche wurde, finanziert durch eine Stiftung von Leonie von Galhau (geb. Villeroy), im Jahr 1871 mit erstem Manual und Pedal (19/I) von der Trierer Orgelbauwerkstätte Breidenfeld und Söhne erbaut. Das neogotische Orgelgehäuse lieferte dabei die Trierer Werkstätte Koch. Im Jahr 1884 ergänzte die lothringische Orgelbaufirma Dahlstein-Haerpfer (Bolchen) ein zweites Manual mit acht Stimmen. Im Jahr 1891 lieferte die Bolchener Firma für die Wallerfanger Orgel ein neues Gebläse mit zwei Magazinbälgen. Während des Ersten Weltkrieges hatte man die 33 Prospektpfeifen aus Zinn zu Kriegszwecken requiriert. Der Wallerfanger Orgelbauer Julius Reimsbach (* 30. August 1895 in Niederlimberg; † 12. Juli 1970 in Wallerfangen, Orgelbaumanufaktur in Wallerfangen von 1934 bis Ende der 1960er Jahre) fügte ersatzweise Zinkpfeifen ein. Julius Reimsbach hatte sich nach seiner Lehrzeit bei den Orgelbaufirmen Franzen in Trier, Stahlhut in Aachen, Klais in Bonn und Hock in Saarlouis in Wallerfangen als Orgelbaumeister selbständig gemacht. In der Zeit vor dem Zweiten Weltkrieg baute er Orgeln im Saargebiet um oder erweiterte sie. Nach Kriegsdienst und Gefangenschaft im Zweiten Weltkrieg stellte er in der Nachkriegszeit etliche saarländische Orgeln wieder her oder erstellte Neubauten. Ende der 1960er Jahre gab er aus gesundheitlichen Gründen seine Wallerfanger Firma auf.
Haerpfer & Erman führten in den 1950er Jahren und im Jahr 1976 bis 1978 Renovierungen an der Wallerfanger Orgel durch. Bei der Restaurierung der 1950er Jahre war der ursprüngliche Zustand stark verändert und dem damaligen Zeitgeschmack angepasst worden. Betroffen waren Spieltraktur, Windversorgung und einzelne Register. Im Zuge der Restaurierung in den 1970er Jahren erneuerte man die Lade im zweiten Manual und erweiterte die Pedallade von 20 auf 30 Töne. Zwei Register wurden ausgetauscht, zahlreiche Pfeifenfüße erneuert und die Pfeifen im Prospekt wieder in Zinn rekonstruiert. Das Obermanual erhielt einen Schwellkasten und das Gehäuse wurde restauriert. Somit verfügte die Orgel über 27 Register mit mechanischer Traktur und romantischer Disposition. Das Orgelgehäuse wurde bei der Restaurierung des Jahres 1978 ebenfalls restauriert. Alte Lackschichten wurden entfernt und das Gehäuse wieder farbig gefasst. Bei der jüngsten Restaurierung in den Jahren 1994/1995 stellte die Firma Hugo Mayer Orgelbau (Heusweiler) die ursprüngliche historische Substanz des Instrumentes wieder her. Die Windanlage und das Pfeifenwerk wurden überholt. Die Stimmtonhöhe wurde von 448 auf 443 Hz herabgesetzt. Die Orgel verfügt jetzt über 28 Register, verteilt auf 2 Manuale und Pedal.
Ein Klangdokument der Orgel liegt mit der CD-Einspielung Andreas Cavelius spielt an der Dalstein-Haerpfer-Orgel in der Pfarrkirche St. Katharina, Wallerfangen, Bietigheim-Bissingen 2003 von Andreas Cavelius vor.
Die Disposition lautet wie folgt:
| I Hauptwerk |                 |        |
| 1.          | Principal       | 16′    |
| 2.          | Bourdon         | 16′    |
| 3.          | Principal       | 8′     |
| 4.          | Viola di Gamba  | 8′     |
| 5.          | Hohlflöte       | 8′     |
| 6.          | Octav           | 4′     |
| 7.          | Quint           | 2 ⁄3′  |
| 8.          | Rohrflöte       | 4′     |
| 9.          | Terz            | 1 3⁄5′ |
| 10.         | Superoctav      | 2′     |
| 11.         | Mixtur IV       | 2′     |
| 12.         | Trompet Discant | 8′     |
| 13.         | Trompet Bass    | 8′     |

| II Schwellwerk |                  |       |
| 14.            | Schwebung        | 8′    |
| 15.            | Geigen Principal | 8′    |
| 16.            | Salicional       | 8′    |
| 17.            | Liebl. Gedackt   | 8′    |
| 18.            | Flauto Douce     | 4′    |
| 19.            | Sesquialtera II  | 2 ⁄3′ |
| 20.            | Flageolet        | 2′    |
| 21.            | Fagott Oboe      | 8′    |
|                | Tremulant        |       |

| Pedal |             |     |
| 22.   | Subbass     | 16′ |
| 23.   | Octavbass   | 8′  |
| 24.   | Violoncello | 8′  |
| 25.   | Octav       | 4′  |
| 26.   | Clarino     | 4′  |
| 27.   | Posaune     | 16′ |
| 28.   | Trompete    | 8′  |

## Glocken
Im Jahr 1808 wurde vom Saarlouiser Glockengießer Jacques Schmitz eine Glocke gegossen. Im Jahr 1811 kamen zwei Glocken des Metzer Glockengießers Jacques Theyssier dazu. Die Inschrift lautete: „Fondue a Metz l'an 1811 par Jacques Theyssier.“ Die Glocken sind nicht erhalten. Im Jahr 1880 goss die Metzer Glockengießerwerkstatt Goussel-François vier Glocken (e1, 923 kg; fis1, 645 kg; gis1, 451 kg; h1, 372 kg). Keine dieser Glocken ist erhalten. Die Briloner Glockengießerei  Junker & Edelbrock fertigte im Jahr 1923 drei Glocken (e1, 1200 kg, ⌀ 124 cm; g1, 750 kg, ⌀ 104 cm; a1, 490 kg, ⌀ 93,5 cm). Ergänzt wurde dieses Geläut im Jahr 1928 durch einen Neuguss (c1, 2400 kg, ⌀ 157 cm) der Glockengießerei Mabilon aus Saarburg. Bei der sogenannten Spende des deutschen Volkes zum Geburtstag des Führers musste die Pfarrei drei Glocken abgeben, sodass nur noch eine der Glocken von 1923 den Zweiten Weltkrieg überdauerte.
Im Jahr 1954 goss die Saarlouiser Glockengießerei in Saarlouis-Fraulautern, die von Karl (III) Otto von der Glockengießerei Otto in Bremen-Hemelingen und dem Saarländer Alois Riewer 1953 gegründet worden war, für die Katharinen-Kirche vier Bronzeglocken mit den Schlagtönen: cis' – e' – fis' – gis'. Die vier Glocken wurden in der Amtszeit von Pastor Josef Hoff im Jahr 1954 angeschafft und am letzten Adventssonntag (19. Dezember 1954) durch Dechant Heinrich Unkel feierlich geweiht. Die technischen Daten des Geläutes (Disposition, Gewicht, Durchmesser) lauten wie folgt:
| Nr. | Name          | Schlagton | Gussjahr | Gießer, Gussort | Gewicht (kg) | Durchmesser (cm) |
| 1   | Christus      | cis1      | 1954     | Otto, Saarlouis | 1900         | 145              |
| 2   | St. Maria     | e1        | 1954     | Otto, Saarlouis | 1200         | 122              |
| 3   | St. Josef     | fis1      | 1954     | Otto, Saarlouis | 800          | 110              |
| 4   | St. Katharina | gis1      | 1954     | Otto, Saarlouis | 600          | 97               |

## Pfarrer

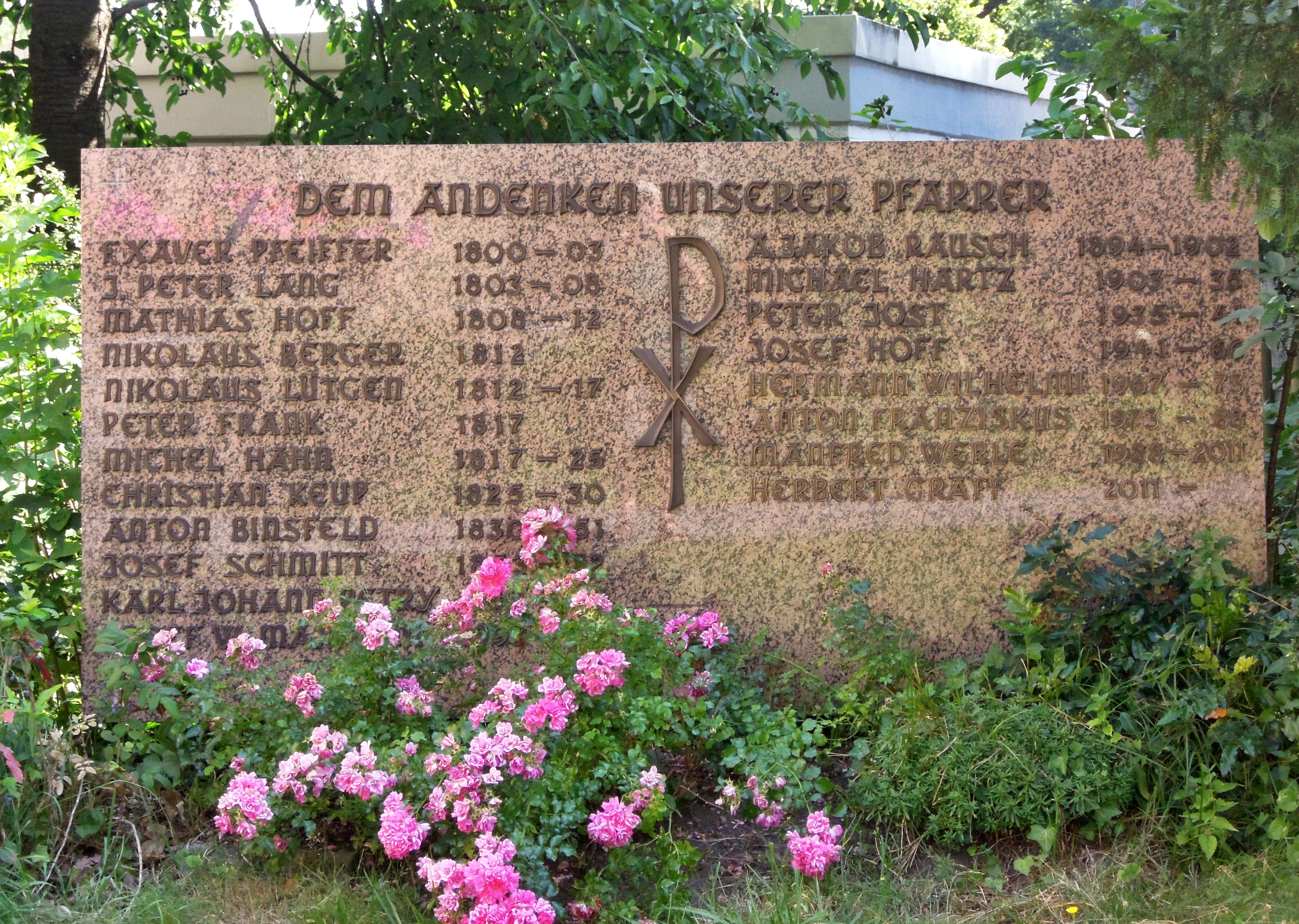
Gedenkstein der Wallerfangen Pfarrer im Pfarrgarten hinter der Kirche, Der Gedenkstein wurde aus einem früheren Zelebrationsaltar hergestellt.

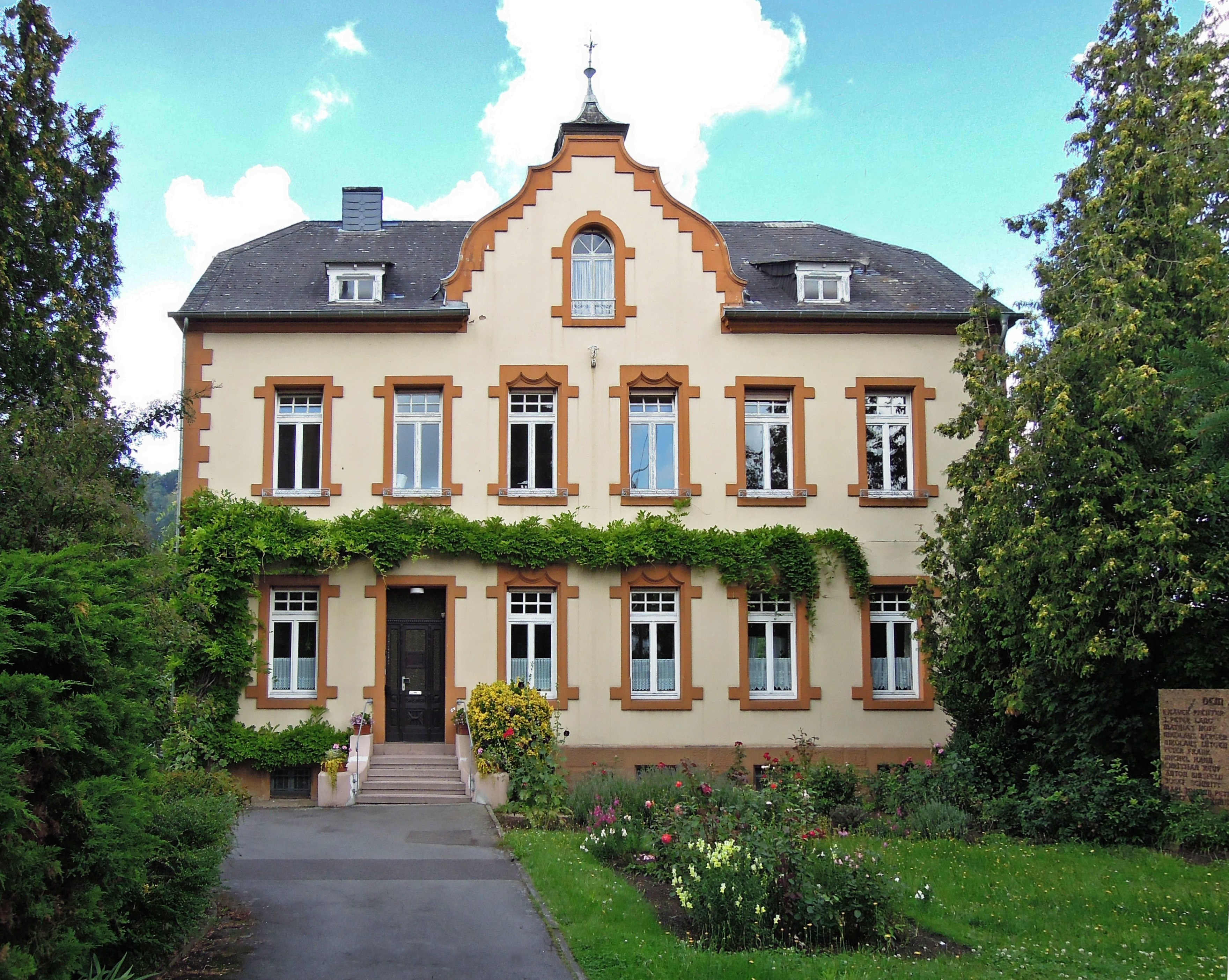
Wallerfangen, Pfarrhaus, erbaut 1905 unter Pfarrer Michel Hartz im Stil der Neorenaissance

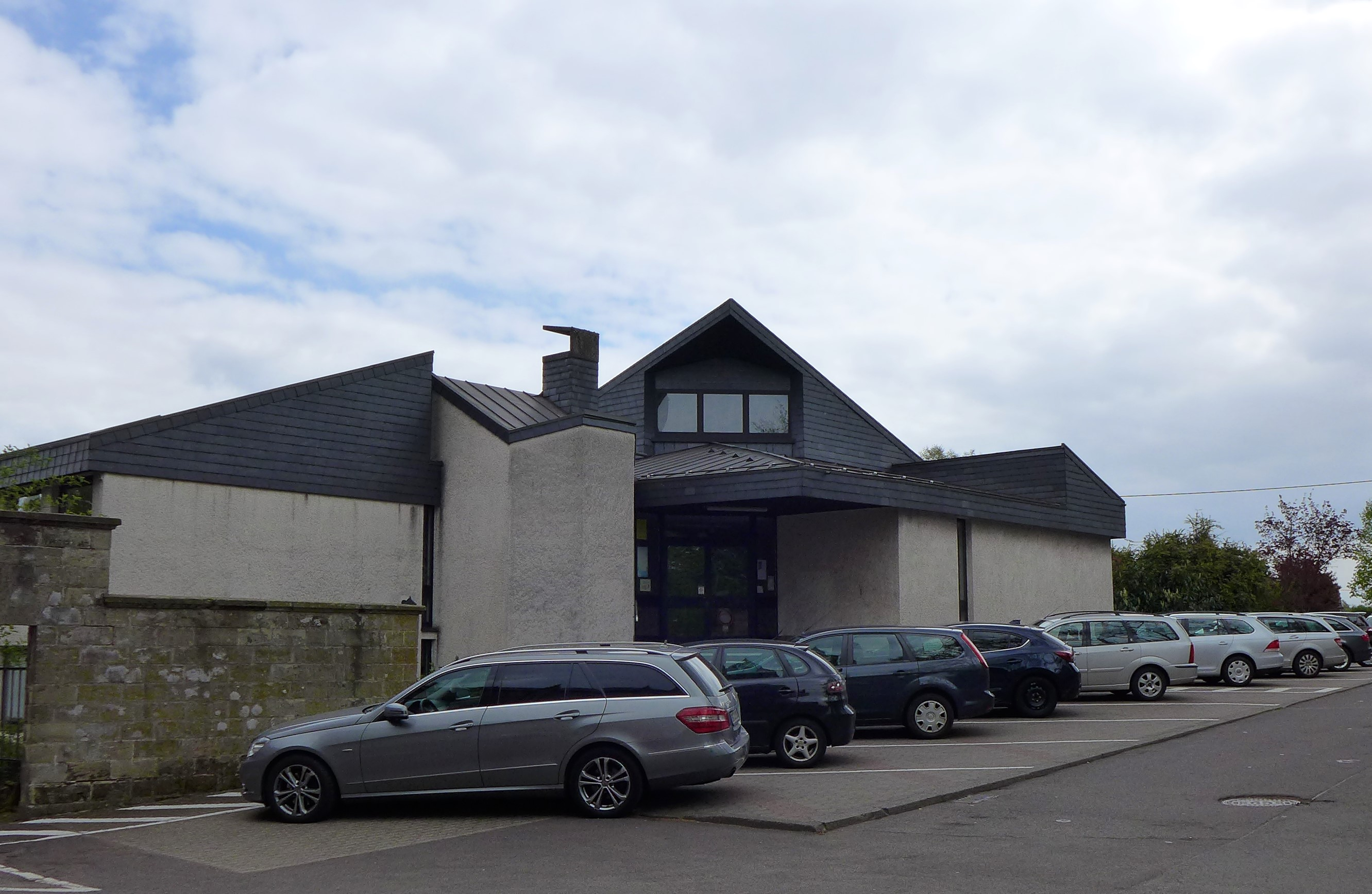
Wallerfangen, Pfarrheim St. Katharina

In Wallerfangen übten folgende Pfarrer die Seelsorge aus:
Liste der Wallerfanger Pfarrer bis zur Zerstörung des Ortes:
- Friderich: 1380
- Peter Fonck von Bolchen: 1520/22/23
- Veirich: 1529
- Johann von Schwartzenholz: 1573
- Johann Holrich: 1597
- Philipp Templeto: 1606
- Nicola Rodenmacher: 1607
- Peter Ravio oder Ranius: 1609/11
- Johann Kerriger oder Küricher: 1613–1632
- Johann Aachen: 1636/37
- Bernhard Barradius (Augustinerpater): 1643
- Sebastian Didelot: 1644–1657
- Bernhard Saurbron: 1660
- Wilhelm Lutzenwald (Augustinerpater): 1661/63
- Peter Simon: 1663
- Peter Narcolius: 1663–1668
- Pierre Voisel: 1670–1676
- Johann Manderfeld: 1682–1695

Liste der Pfarrer in Beaumarais nach der Zerstörung Wallerfangens:
- Michel François: 1690
- Laurentius Plitz (Hilfspfarrer): 1691
- Jaques Jaquemin (Hilfspfarrer): 1693
- Johann Hansiren (Hilfspfarrer): 1697
- Michel François (Hilfspfarrer): 1698
- Aegidius Collet (Hilfspfarrer): 1780
- Augustin Wiltz (Hilfspfarrer): 1722
- Jöe François (Hilfspfarrer): 1726
- Johann Baptist de Saurbron: 1729
- Gerhard Bickendorf (Hilfspfarrer): 1731
- Josef Wilhelm Thomé (Hilfspfarrer): 1745
- Johann Baptist Schreiber (Hilfspfarrer): 1748
- Weissgerber (Hilfspfarrer): 1750
- A. Meily (Hilfspfarrer): 1753
- Lefèbre: 1755
- Stein (Hilfspfarrer): 1771
- Fissabre (Hilfspfarrer): 1777
- P.A. Heinz (Hilfspfarrer): 1783
- Halstroff (Hilfspfarrer): 1785
- Adam (Hilfspfarrer): 1793
- Pierre Lorraine (Hilfspfarrer): 1796

Liste der Wallerfanger Pfarrer seit der Wiedererhebung als Pfarrei:
- Franz Xaver Pfeifer: 1800–1803
- J. P. Lang: 1803–1808
- Mathias Hoff: 1808–1812
- J. N. Berger: 1812
- N. Lütgen: 1812–1817
- P. Frank: 1817
- Michel Hahn: 1817–1825
- J. Christian Kemp: 1825–1830
- Anton Binsfeld: 1830–1851
- Jos. Schmitt: 1853–1872
- Karl Jos. Petry, Dechant: 1872–1893
- Maximini: 1893–1894
- Jakob Rausch: 1894–1903
- Michel Hartz, Dechant: 1903–1935
- Peter Jost: 1935–1940, (* 15. November 1891 in Diefflen; † 24. Juli 1948 in Kobern-Gondorf)[115]
- Josef Hoff: 1941–1966
- Hermann Wilhelmi: 1967–1974
- Anton Franziskus: 1974–1988
- Manfred Werle: 1988–2011
- Herbert Gräff: 2011- ad multos annos

## Friedhöfe

### Mittelalterlicher Kirchhof

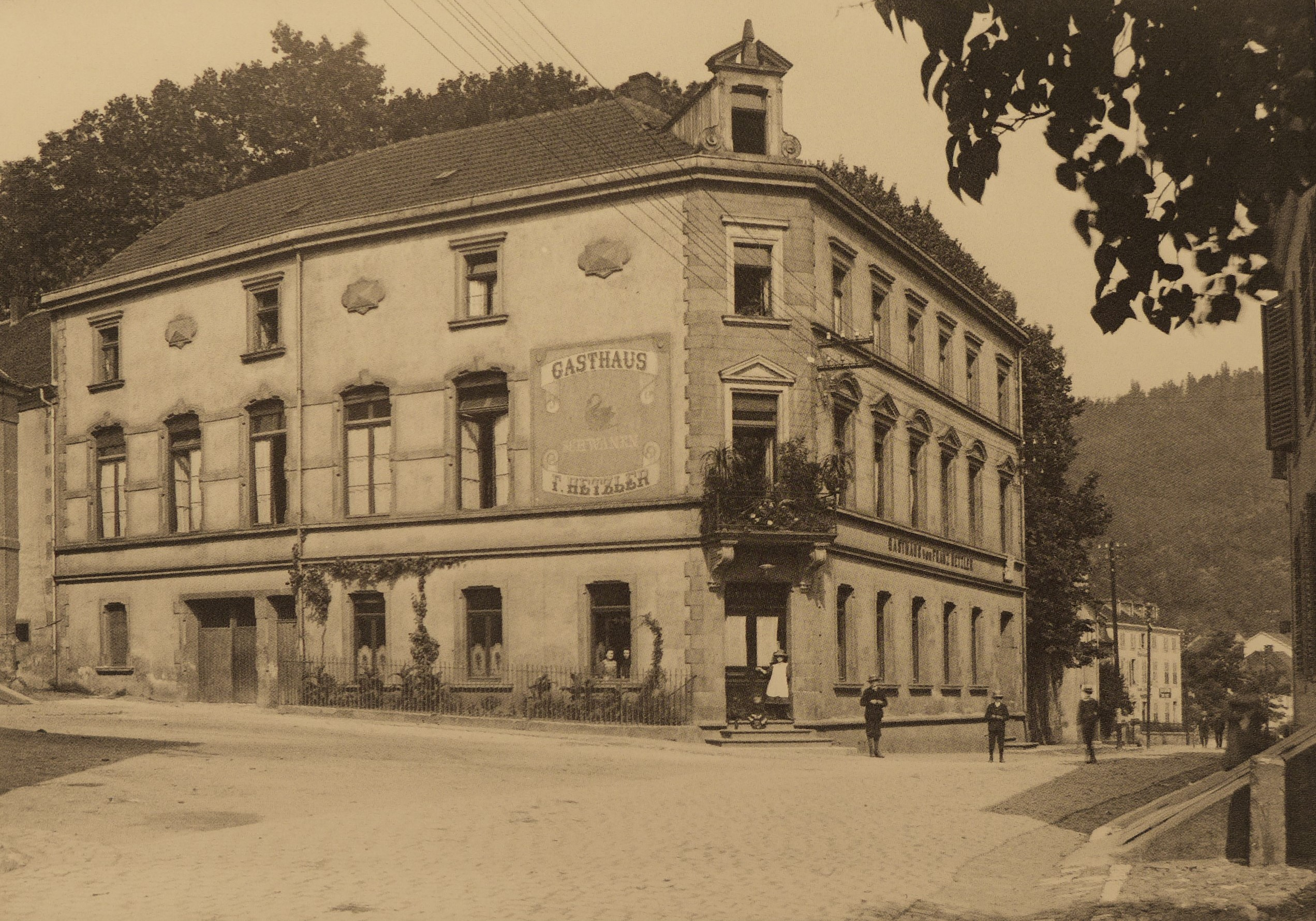
Wallerfangen, Gasthaus zum goldenen Schwanen (Hauptstraße 26), Historistischer Neorenaissance-Bau des Jahres 1897 anstelle eines barocken Gasthofes, abgerissen 2011 zu Gunsten eines Sparkassengebäudes, Standort des mittelalterlichen Wallerfanger Stadtpfarrfriedhofes

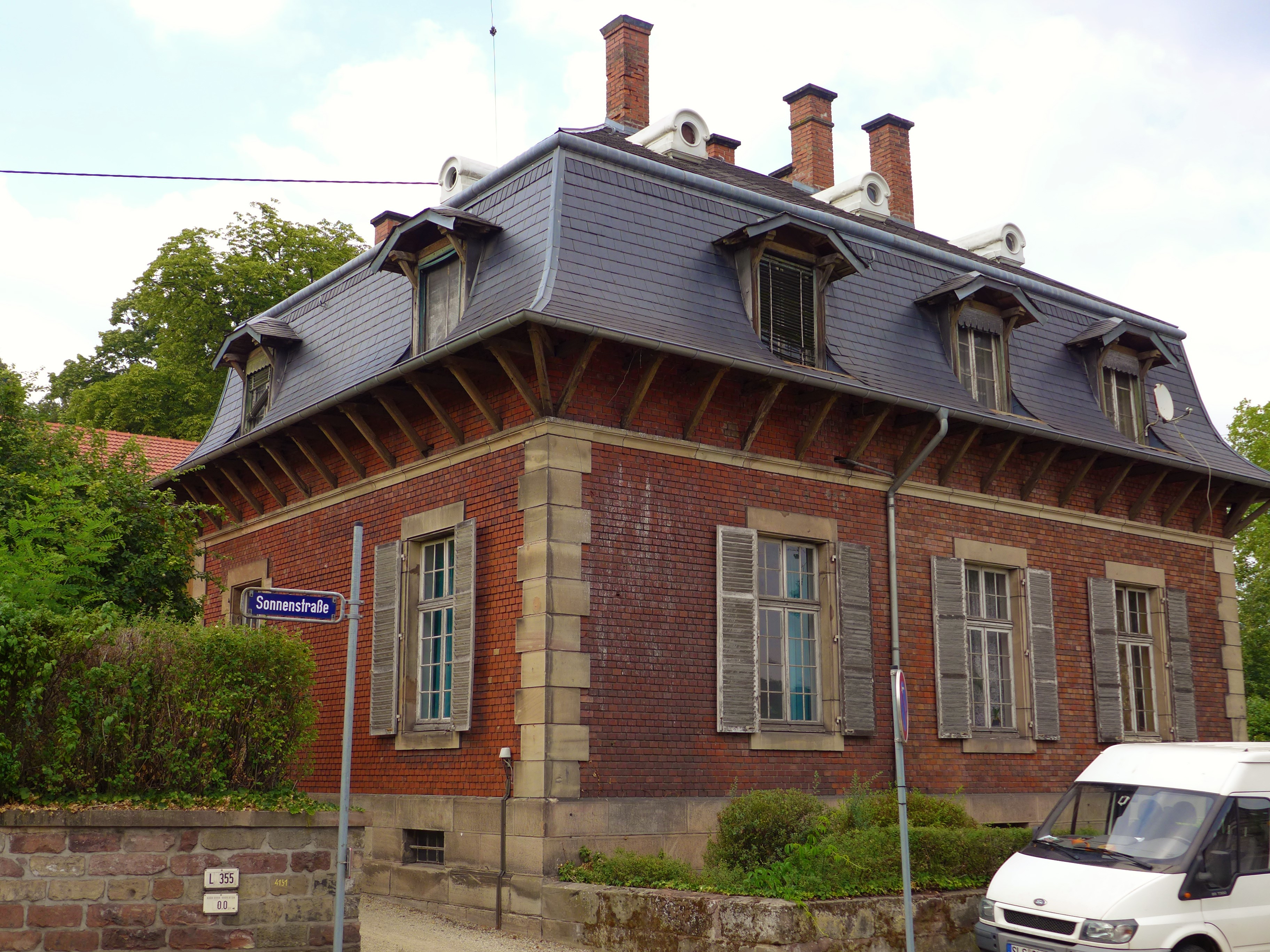
Wallerfangen, Villeroysches Rentamt, Ort des ehemaligen Kapuzingerklosterfriedhofes

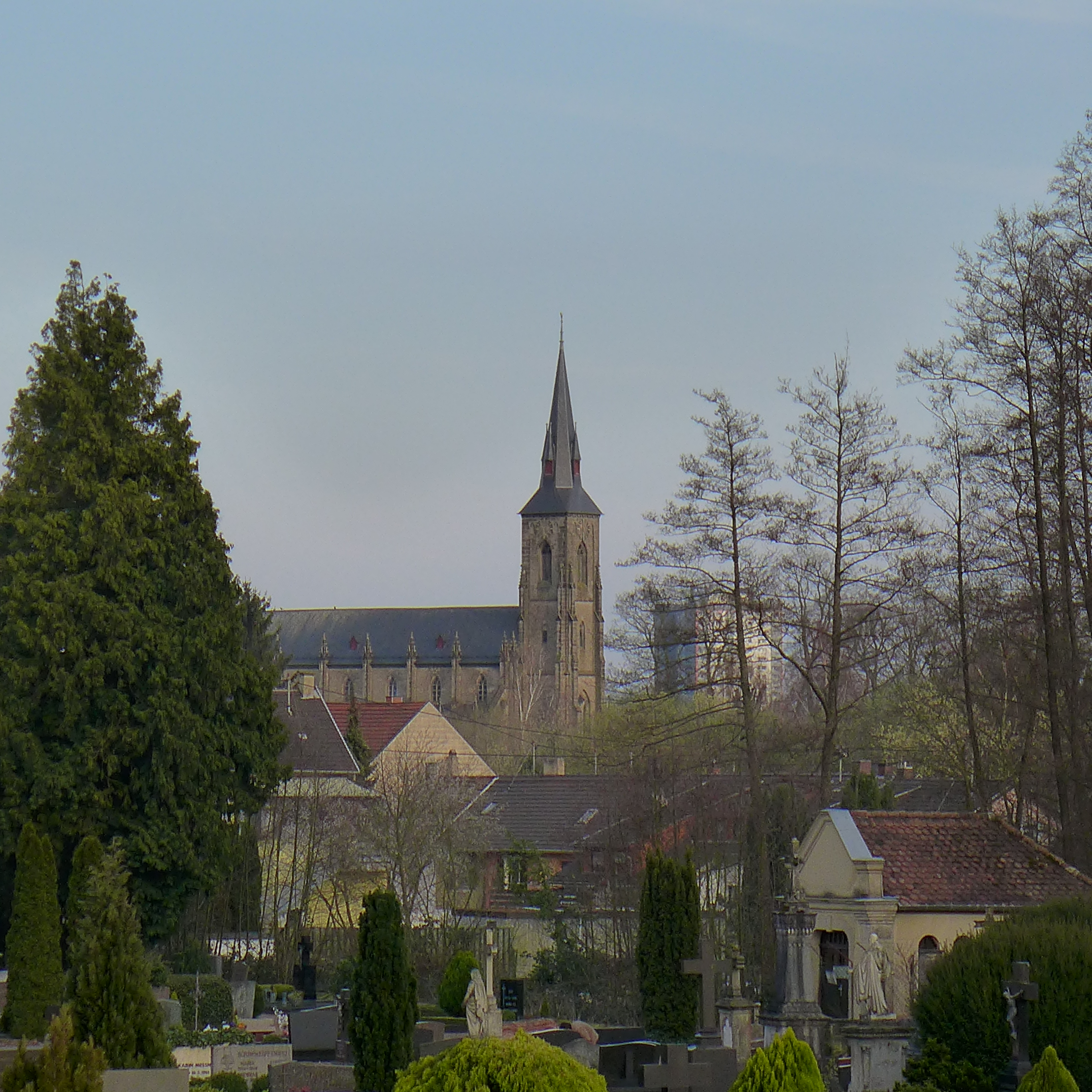
St. Katharina (Wallerfangen), Blick zur Kirche vom heutigen Friedhof aus

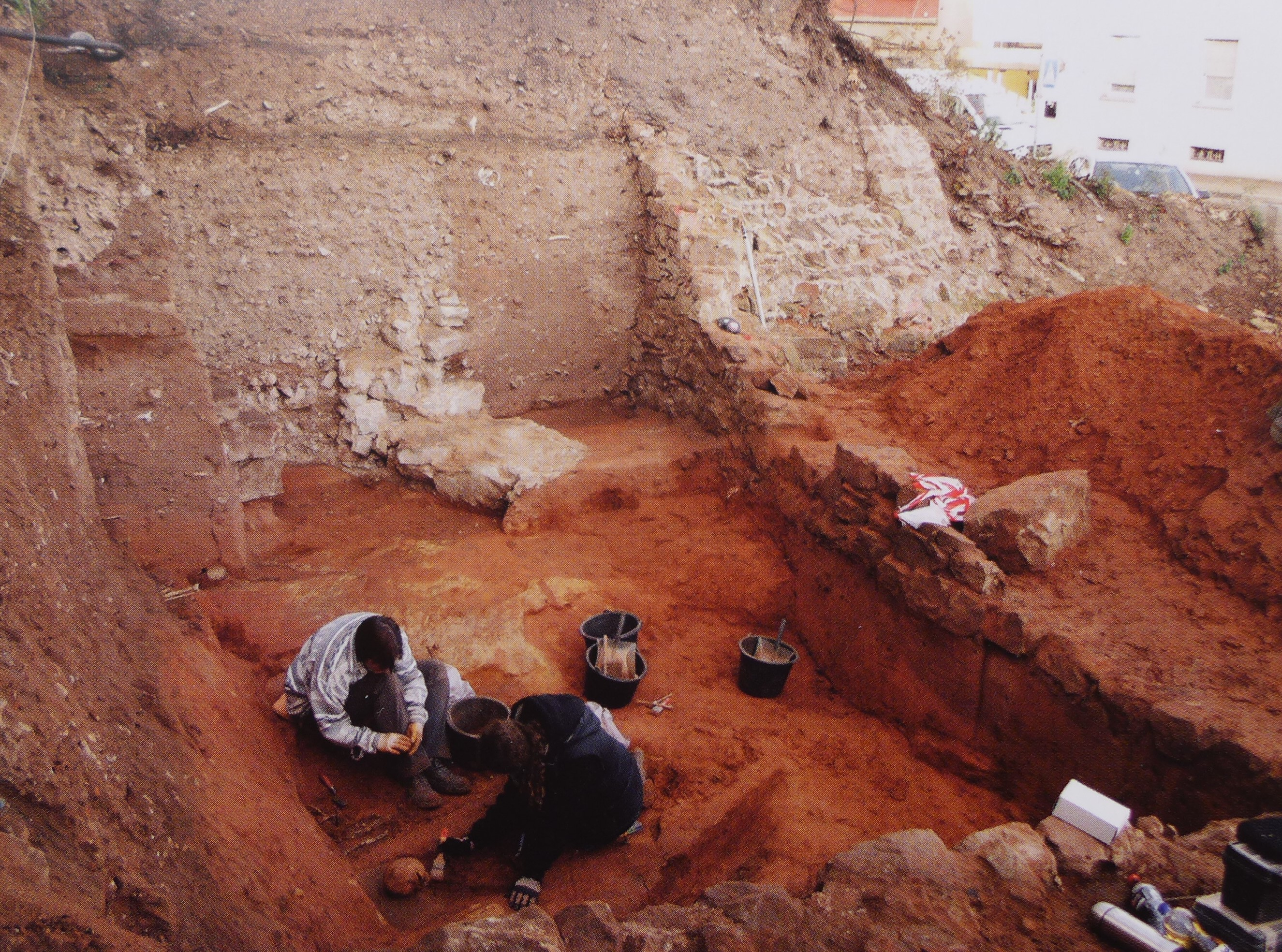
Wallerfangen, Archäologische Ausgrabungen am ehemaligen Friedhof der alten Wallerfanger Stadtpfarrkirche St. Peter und Paul im Jahr 2011

Als im Jahr 1987 das Haus Hauptstraße 28 (neben dem im Jahr 2011 ebenfalls abgerissenen Gasthaus zum Goldenen Schwan gelegen) abgebrochen und sein Hofraum zur Anlage eines Parkplatzes erweitert wurde, kamen beim Anschnitt des dort ansteigenden Geländes große Mengen menschlicher Gebeine zum Vorschein. Als die ursprüngliche Wallerfanger Pfarrkirche ab dem Jahr 1687 mit den übrigen Gebäuden der Festung Walderfingen geschleift wurde, wurde der Friedhof aufgelassen. Weitere mittelalterliche Grablegen kamen beim Abriss des Gasthauses zum Goldenen Schwan im Jahr 2011 zutage.
Im Zuge der Wiederbesiedelung Wallerfangens ab dem Jahr 1705, gehörte der Ort zur Pfarrei St. Peter und Paul des mit der Festungsstadt Saarlouis entstandenen Dorfes Beaumarais. Die Verstorbenen der Orte Wallerfangen, Niederlimberg und St. Barbara mussten seit der Auflassung des Wallerfanger Friedhofes in Beaumarais beigesetzt werden. Da der Transport der Toten nach Beaumarais beschwerlich war, legten die Wallerfanger um das Jahr 1786 vor dem Westeingang der von der Schleifung des Jahres 1687 verschont gebliebenen Augustinerklosterkirche, dem Ort der heutigen Pfarrkirche St. Katharina, einen neuen Friedhof an.

### Pestfriedhof
Für die Seuchentoten des 17. Jahrhunderts hatte man ab dem Jahr 1635 außerhalb der Stadtmauern einen provisorischen Friedhof angelegt. Er befand sich auf dem Eckgrundstück zwischen der Haupt- und der Estherstraße. Ein Pestkreuz erinnert noch heute an die von den Seuchen dahingerafften und hier bestatteten Wallerfanger. Das heute Kreuz wurde von Nicolas Adolphe de Galhau errichtet. Er ließ das ursprünglich schmale Hochkreuz um eine Nische und einen Sockel ergänzen. In die Nische stellte er eine Pietà-Darstellung. Bei der Errichtung des Kriegerdenkmals im Jahr 1932 wurde das Kreuz in die Anlage miteinbezogen. Damals meißelte man auch die Jahreszahlen 1635–1638 ein. Nachdem das Pietá-Bild durch Vandalismus in der Nachkriegszeit zerstört worden war, stellte man zunächst ein Schöntatt-Bild (Mater Ter Admirabilis) in die Nische. Aktuell ist wieder eine Pietà-Darstellung in der vergitterten Nische zu sehen.
In der Nähe des Kriegerdenkmals für die toten Soldaten des Ersten Weltkrieges wurde im Jahr 1956 mit finanzieller Unterstützung der Regierung des Saarlandes unter Ministerpräsident Hubert Ney das Ehrenmal der Gemeinde Wallerfangen für die Gefallenen beider Weltkriege des 20. Jahrhunderts errichtet. Sieben Stufen führen auf eine Plattform, auf der das Denkmal steht. Ein hoher Pfeiler aus rotem Granit (Mittelstele: 5,20 × 1,10 × 0,50 m) nennt an seiner Vorderseite auf einem hervortretenden und erhöhten Vorsprung die Jahreszahlen und die Inschrift „DEN GEFALLENEN / ZUR EHR / DEN LEBENDEN / ZUR MAHNUNG“. Zur Ehrenbezeugung sind ein bronzener Palmwedel und ein „Eisernes Kreuz“ appliziert. Zwei kleinere Stelen (seitliche Stele je: 1,00 × 0,32 × 0,32 m) mit eingravierten lateinischen Kreuzen flankieren neben dem Stufensockel die hohe Stele. Die Ausführung übernahm ein Steinmetzbetrieb aus Fürstenhausen. Der Urheber des Denkmals ist unbekannt.

### Kapuzinerklosterfriedhof
Beim Bau des Villeroysche Rentamtes, auf dem Eckgrundstück zwischen Haupt- und Sonnenstraße (Zillkens Eck), wurde ein weiterer historischer Begräbnisplatz entdeckt. Am Aufstieg zum Limberg, nahe der Saarengt am heutigen Schloss Villeroy, mussten um 1900 mehrere ältere Bauernhäuser abgebrochen werden. Beim Aushub fand man größere Mengen menschlicher Gebeine. Vermutlich handelte es sich dabei um den Friedhof des Kapuzinerklosters, das von 1628 bis 1692 an Stelle des heutigen Schlosses Villeroy stand. Bei Ausschachtungsarbeiten im Jahr 2008 an einem Neubau hinter dem Villeroyschen Rentamt stießen Bauarbeiter wiederum auf menschliche Gebeine. Im Rahmen einer Sicherungsgrabung ergruben Archäologen zahlreiche Skelette. Eine Datierung der Funde konnte nicht erfolgen.

### Gemeindefriedhof
Der heutige Friedhof Wallerfangens entstand im Jahr 1853 zwischen dem Lumpenbach und der Kirchhofstraße am Fuß des Limbergs auf der Gemarkung des heute mit Wallerfangen zusammengewachsenen Ortes Niederlimberg. Da das Gelände zum Lumpenbach abschüssig verläuft, musste der Höhenunterschied in Terrassen aufgefangen werden. Nach zwei Erweiterungen in Richtung des Sonnentales im Jahr 1958 (ca. 47 × 53 m) und 1986 besteht der Friedhof heute aus drei Teilen und weist insgesamt den Grundriss eines lang gedehnten Rechteckes auf. Die kleine ehemalige Friedhofskapelle aus den 1920er Jahren befindet sich am südlichen Rand des ältesten Teiles der Begräbnisanlage. Sie wird seit dem Jahr 1961 als Wirtschaftsraum genutzt.
Eine neue Leichenhalle wurde mit der Friedhofserweiterung des Jahres 1958 erbaut und im Jahr 1996 erweitert, unterkellert sowie auf ein neues Betonpfahlfundament gestellt.
Im Jahr 2013 errichtete die Gemeinde Wallerfangen auf dem Friedhof an der Stelle einer verwitterten früheren „Heldengedenkstätte“ mit 27 Grablegen eine neue Gedenkstätte für die in den Weltkriegen des 20. Jahrhunderts getöteten Wallerfanger Soldaten und Zivilpersonen. Die Kosten betrugen 31.000 €.

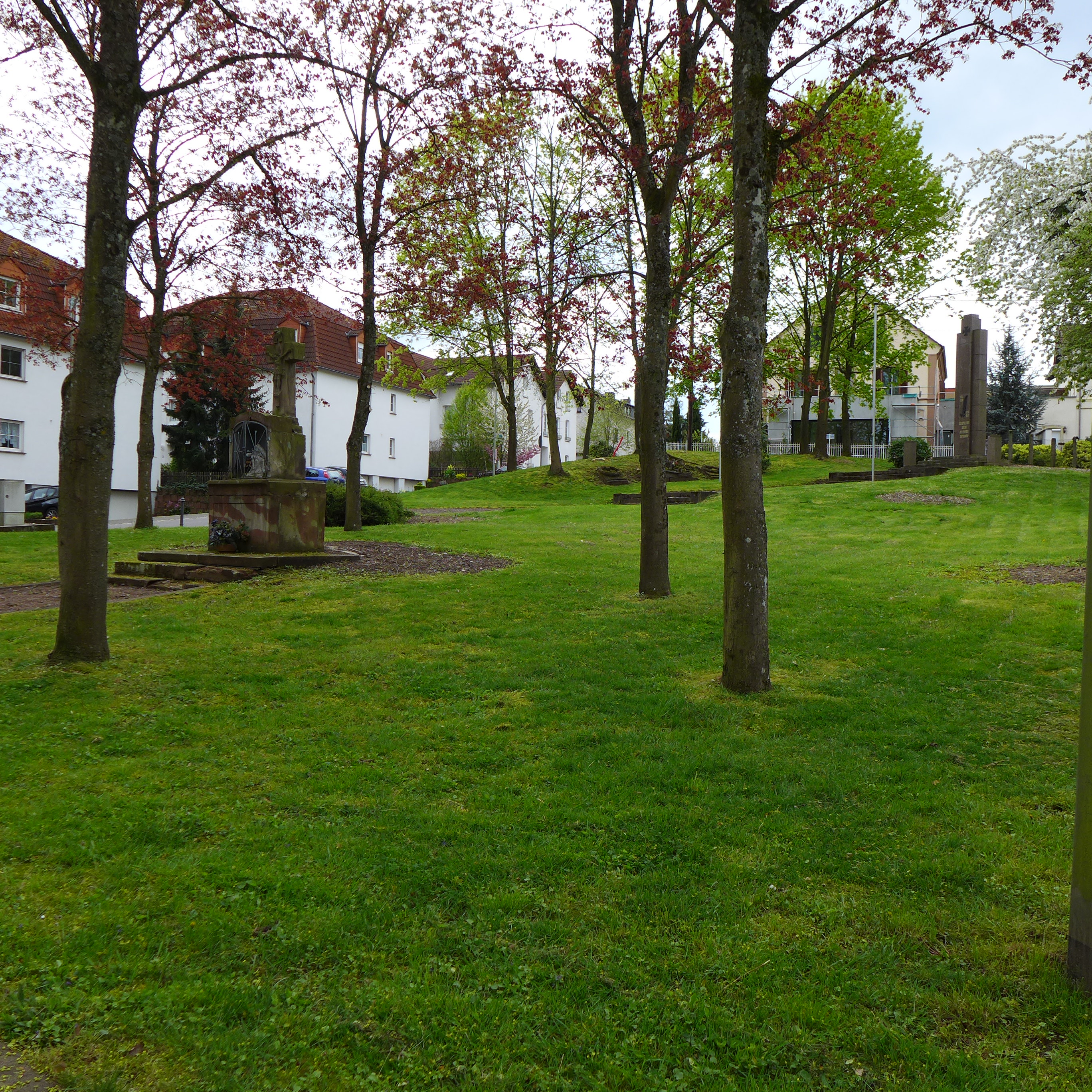
Wallerfangen, Pestfriedhof
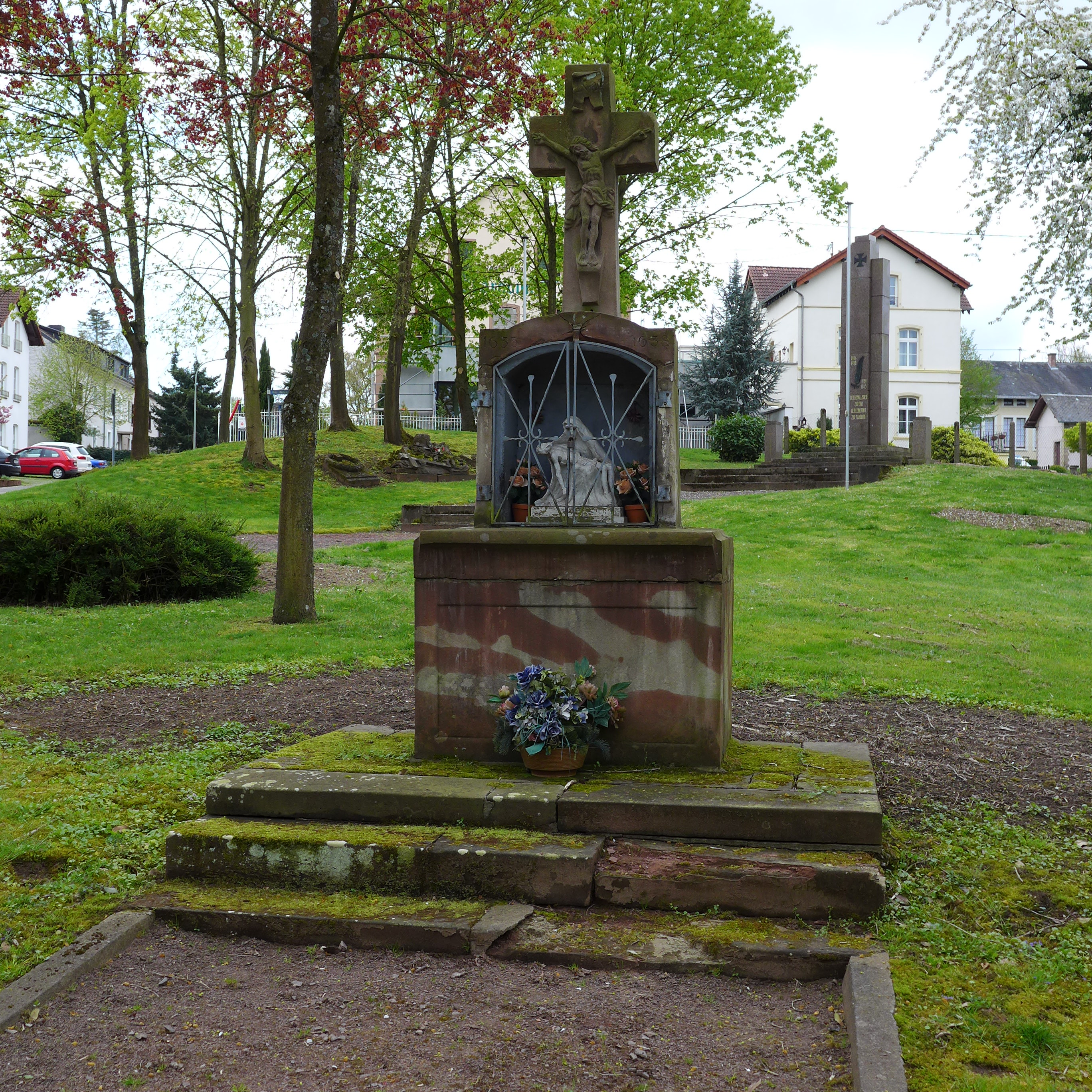
Wallerfangen, Pestfriedhof, Bildstock im Vordergrund, Kriegerdenkmale im Hintergrund
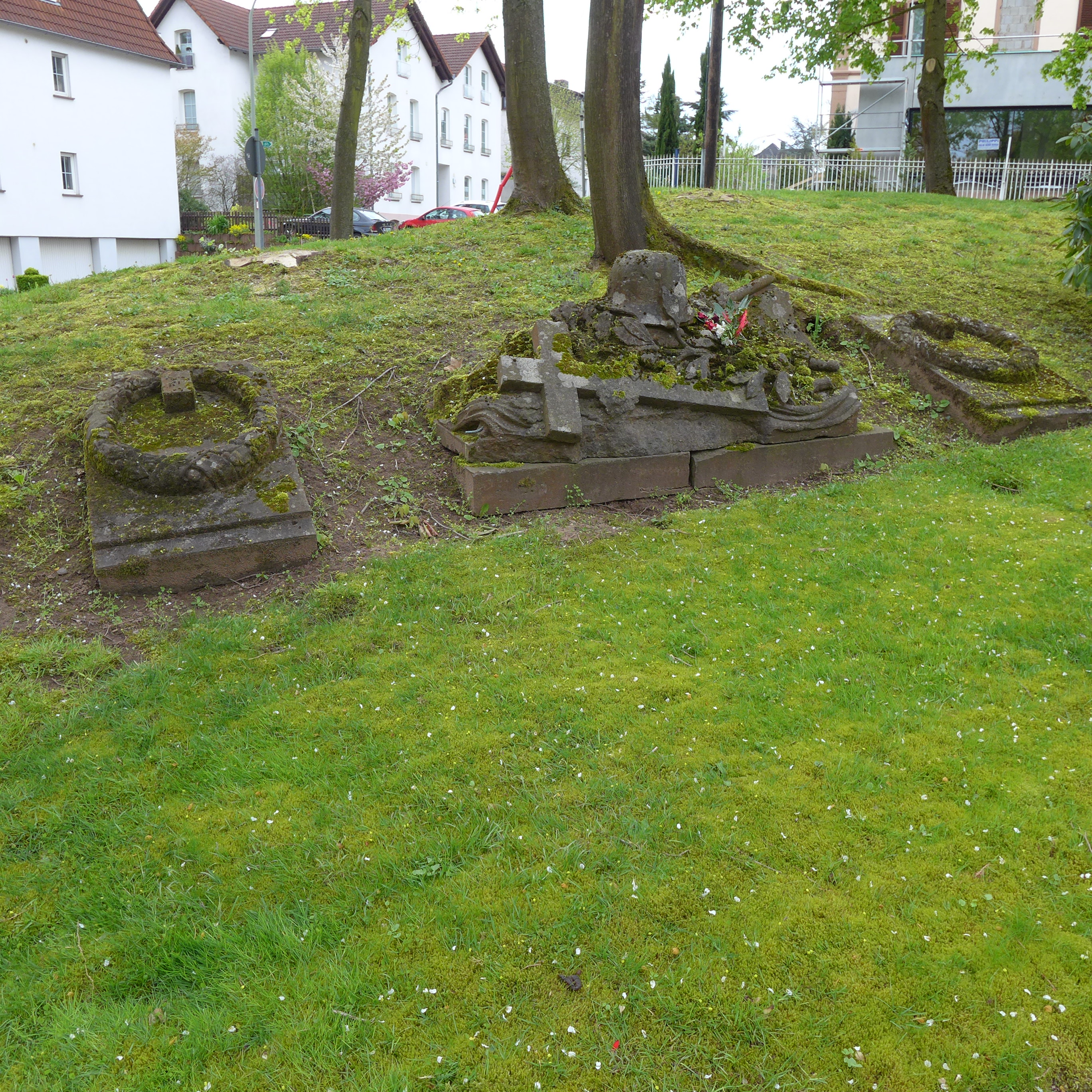
Wallerfangen, Pestfriedhof, Reste des Wallerfanger Kriederdenkmales zum Andenken an die Toten des Ersten Weltkrieges
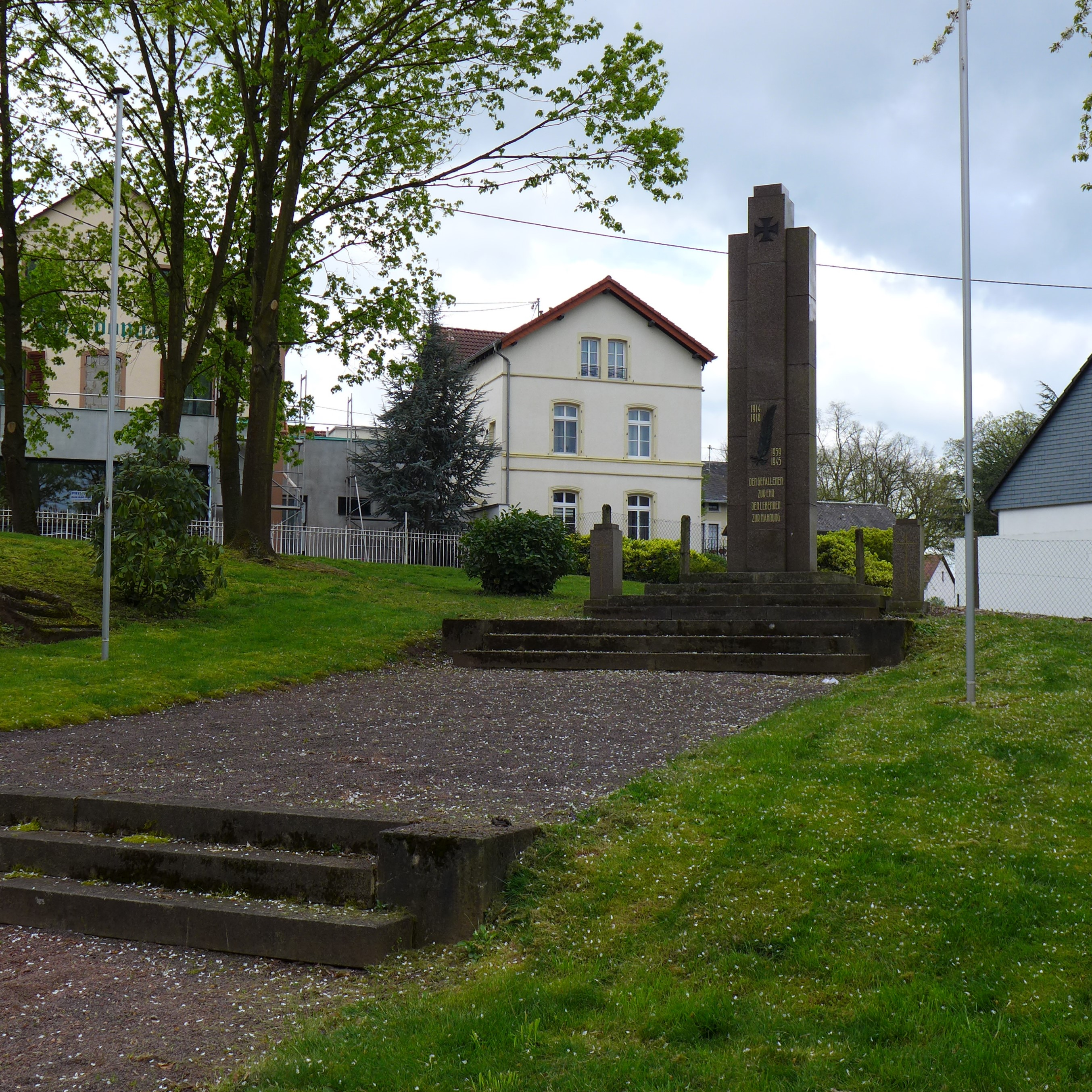
Wallerfangen, Gefallenenmahnmal von 1956 für die Gefallenen der beiden Weltkriege des 20. Jahrhunderts auf dem Pestfriedhof
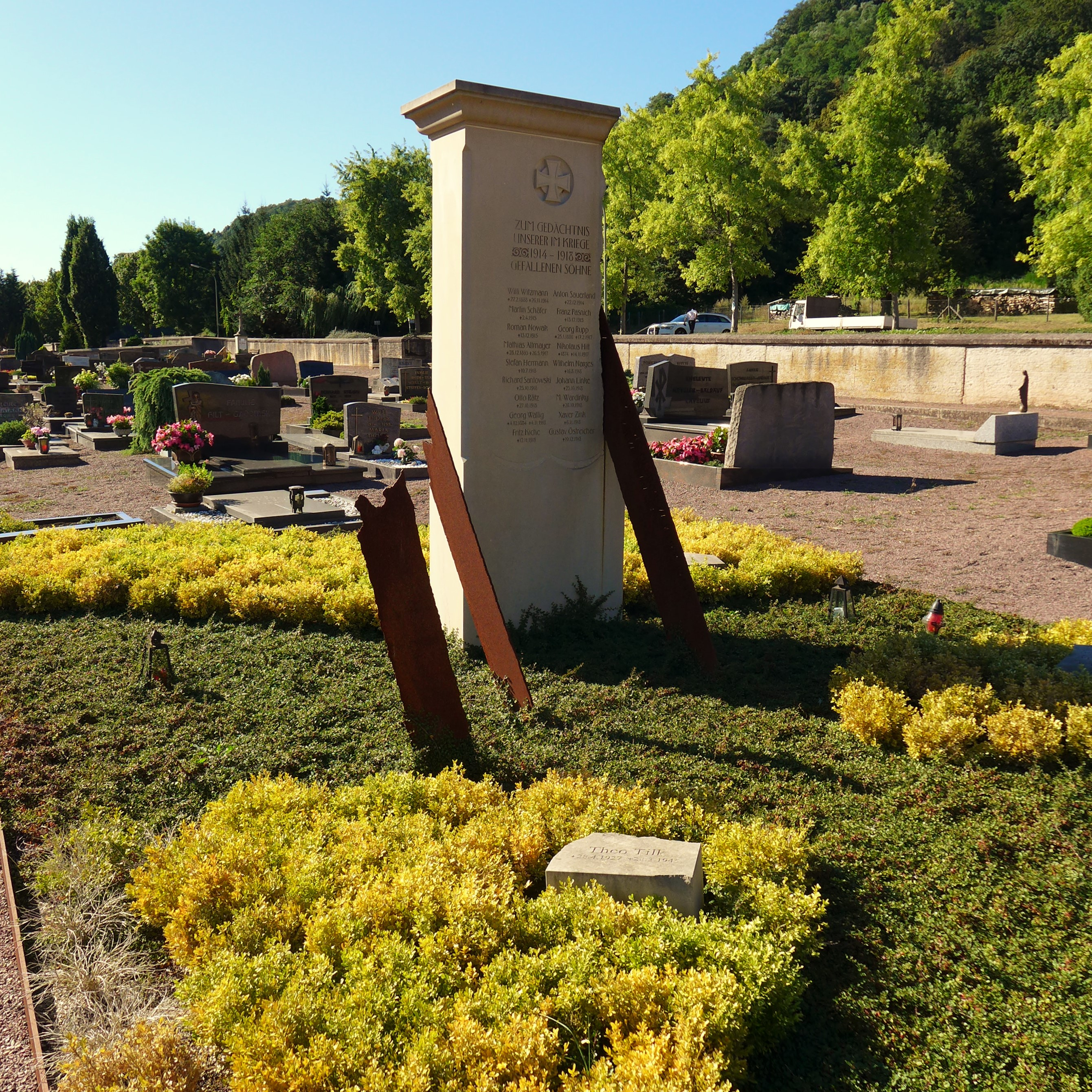
Kriegsopfergedenkstätte auf dem Gemeindefriedhof
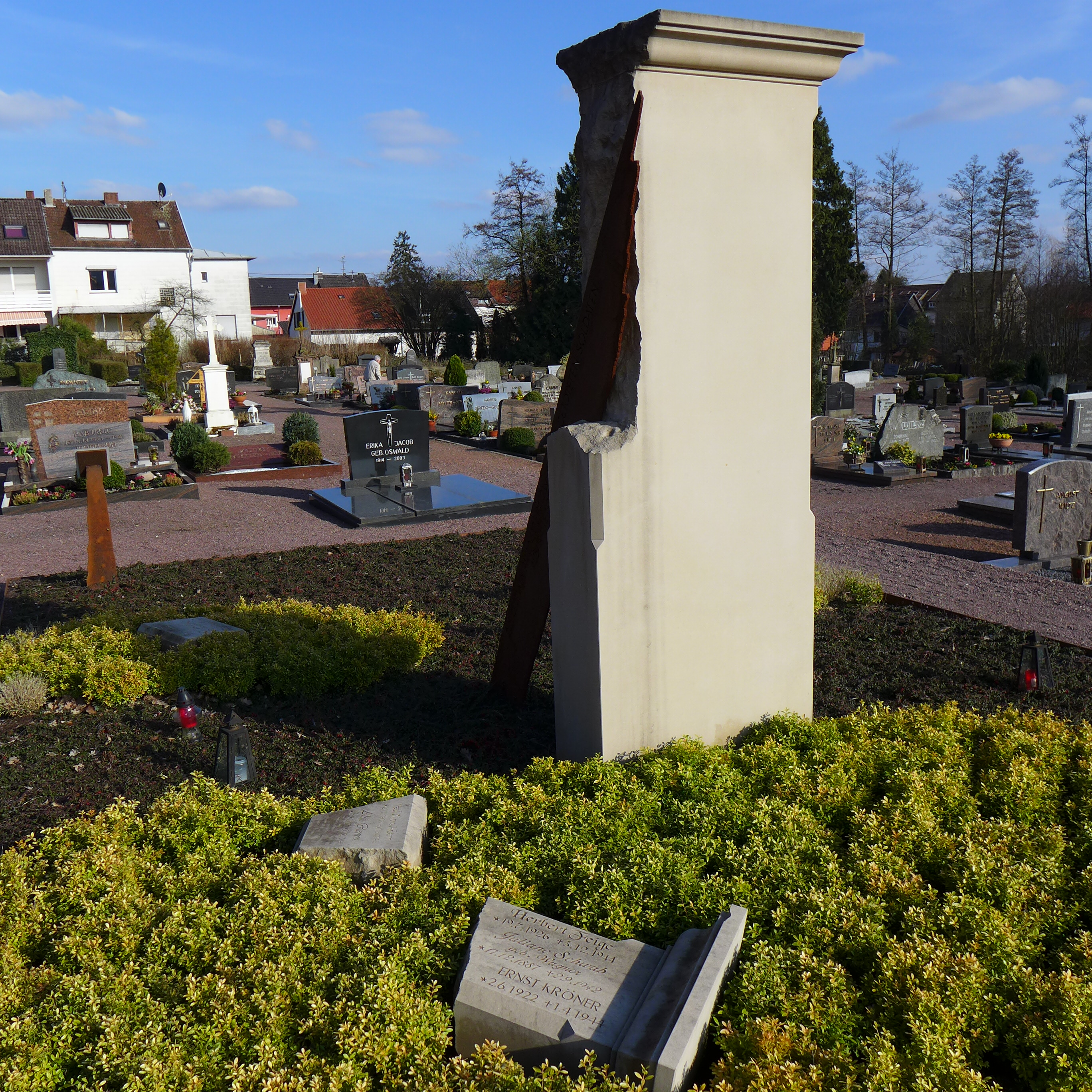
Kriegsopfergedenkstätte auf dem Wallerfanger Gemeindefriedhof, Bildhauer Uwe Hassdenteufel & Willi Kasakow, 2013
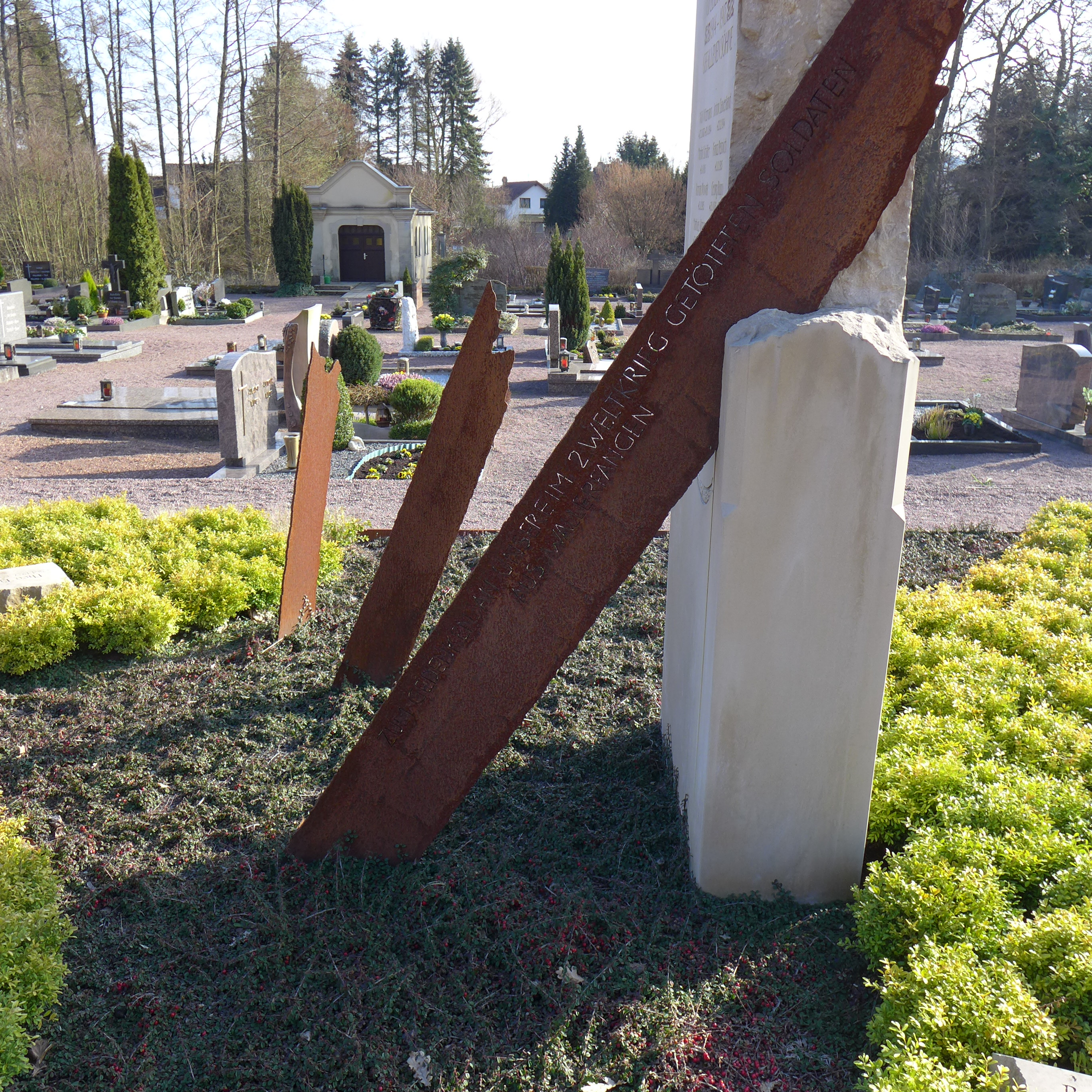
Kriegsopfergedenkstätte auf dem Wallerfanger Gemeindefriedhof
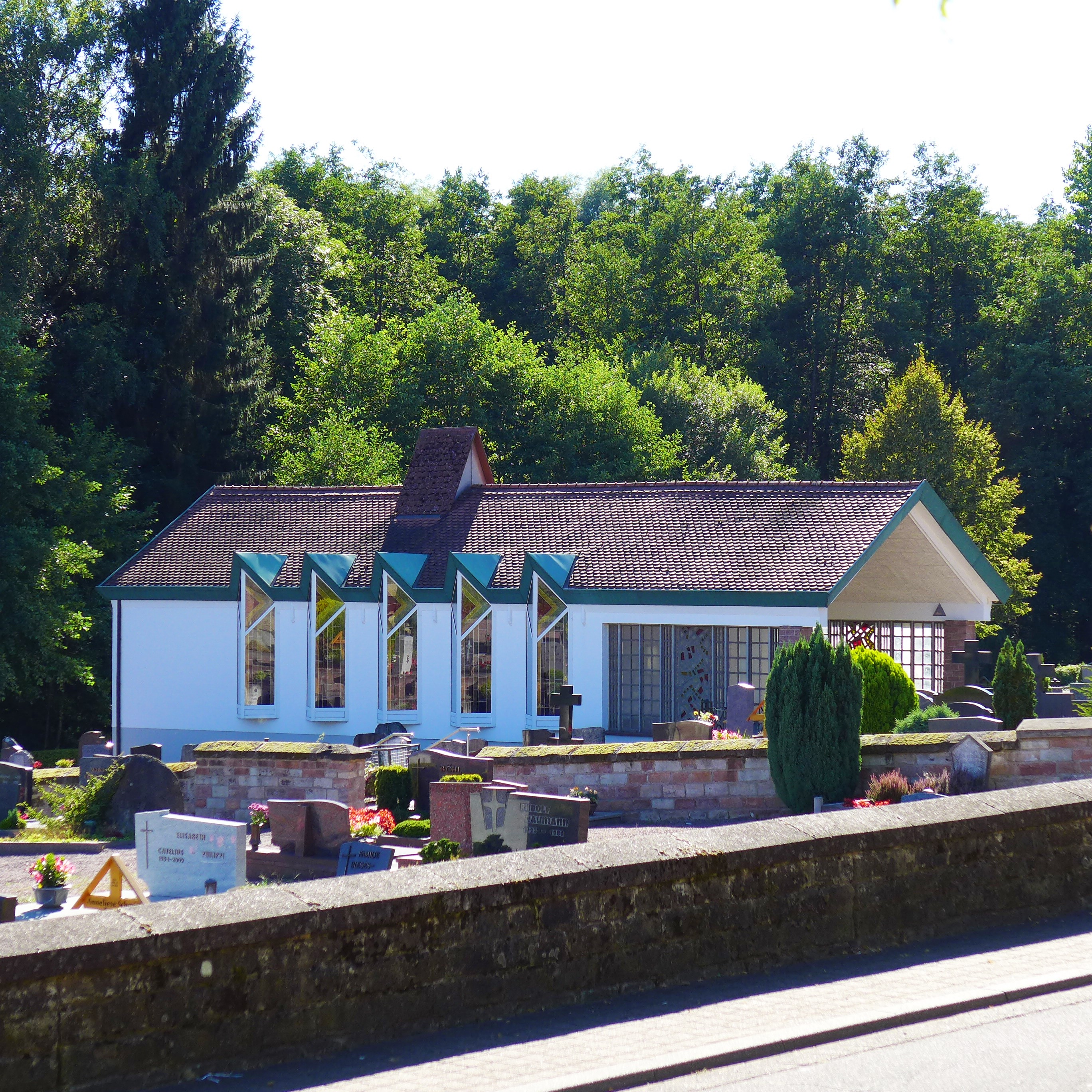
Wallerfangen, Gemeindefriedhofskapelle

Die moderne Gedenkstätte wurde von der Saarlouiser Bildhauerwerkstatt Uwe Hassdenteufel & Willi Kasakow ausgeführt. Die Aufschrift des Steines lautet: „Zum Gedächtnis unserer im Kriege 1914 – 1918 gefallenen Söhne.“ Darunter befinden sich die Namen von 18 Wallerfangern, die als Soldaten im Ersten Weltkrieg gefallen sind. Die Liste beginnt mit Willi Witzmann (gestorben am 26. November 1914) und endet mit Gustav Östreicher (gestorben am 10. Dezember 1918). Die historisierende Heldengedenkstele (heller Sandstein aus Luxemburg; Gewicht: 2,6 Tonnen) scheint von einem Säge- oder Schwertblatt aus rostrot oxydiertem Cortenstahl demoliert zu werden. Abgeschlagene Stücke der „Heldengedenkstätte“ haben die Bildhauer am Boden der Grünanlage positioniert. Jedes der Trümmerstücke trägt Namen von Wallerfanger Soldaten aus dem Zweiten Weltkrieg. Um die Individualität jedes Getöteten auszudrücken, haben die Bildhauer jeden der neun Namen in einer anderen Schrift eingemeißelt. Die mit einem Stahlrahmen abgegrenzte Fläche der Anlage ist 8,2 mal 4,9 Meter groß und bepflanzt. Der Wallerfanger Pfarrer Herbert Gräff segnete die neue Gedenkstätte für die Wallerfanger Opfer der beiden Weltkriege im Rahmen einer Feier im April 2014 ein. Die moderne Gedenkstätte soll den Pathos der Kriegergedenkstätten der 1920er Jahre in Frage stellen und zum Nachdenken über Tod, Zerstörung und Elend aufrufen.

## Pfarrkindergarten
Das Gebäude des Kindergartens wurde gegenüber dem Turmportal von St. Katharina unter der Ägide von Pfarrer Anton Franziskus im Jahr 1974 errichtet.

## Pfarrheim
Im Jahr 1981 baute die Pfarrgemeinde in der Amtszeit von Pfarrer Anton Franziskus schräg gegenüber dem Seitenportal der Kirche ein Pfarrheim anstelle eines früheren Schulgebäudes. Dem Neubau musste ebenso eine alte Kaiserlinde weichen.

## Brauchtum

### Limbergprozession

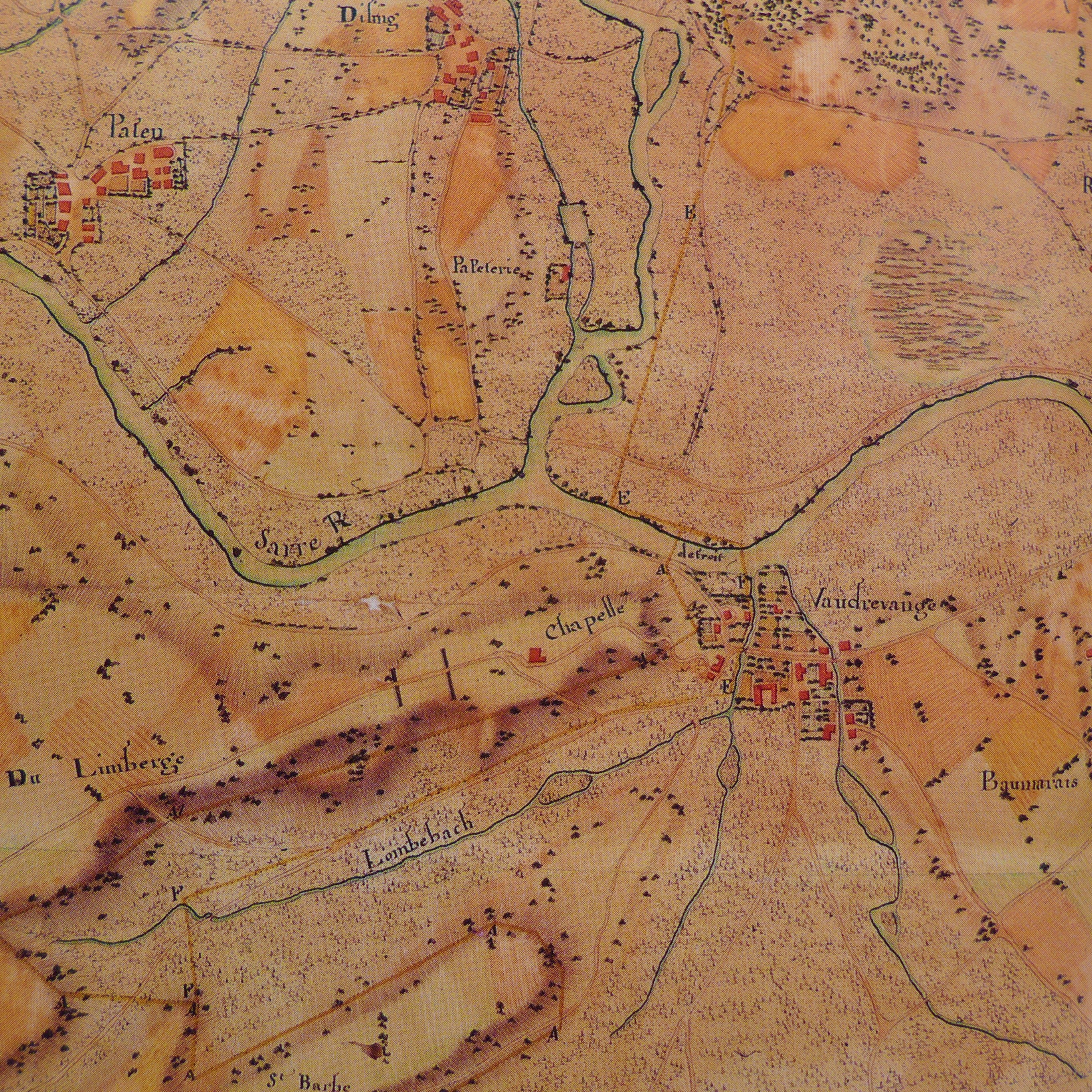
Kloster auf dem Limberg, Carte des environs de Sarrelouis, 1765 (Städtisches Museum und Stadtarchiv Saarlouis)

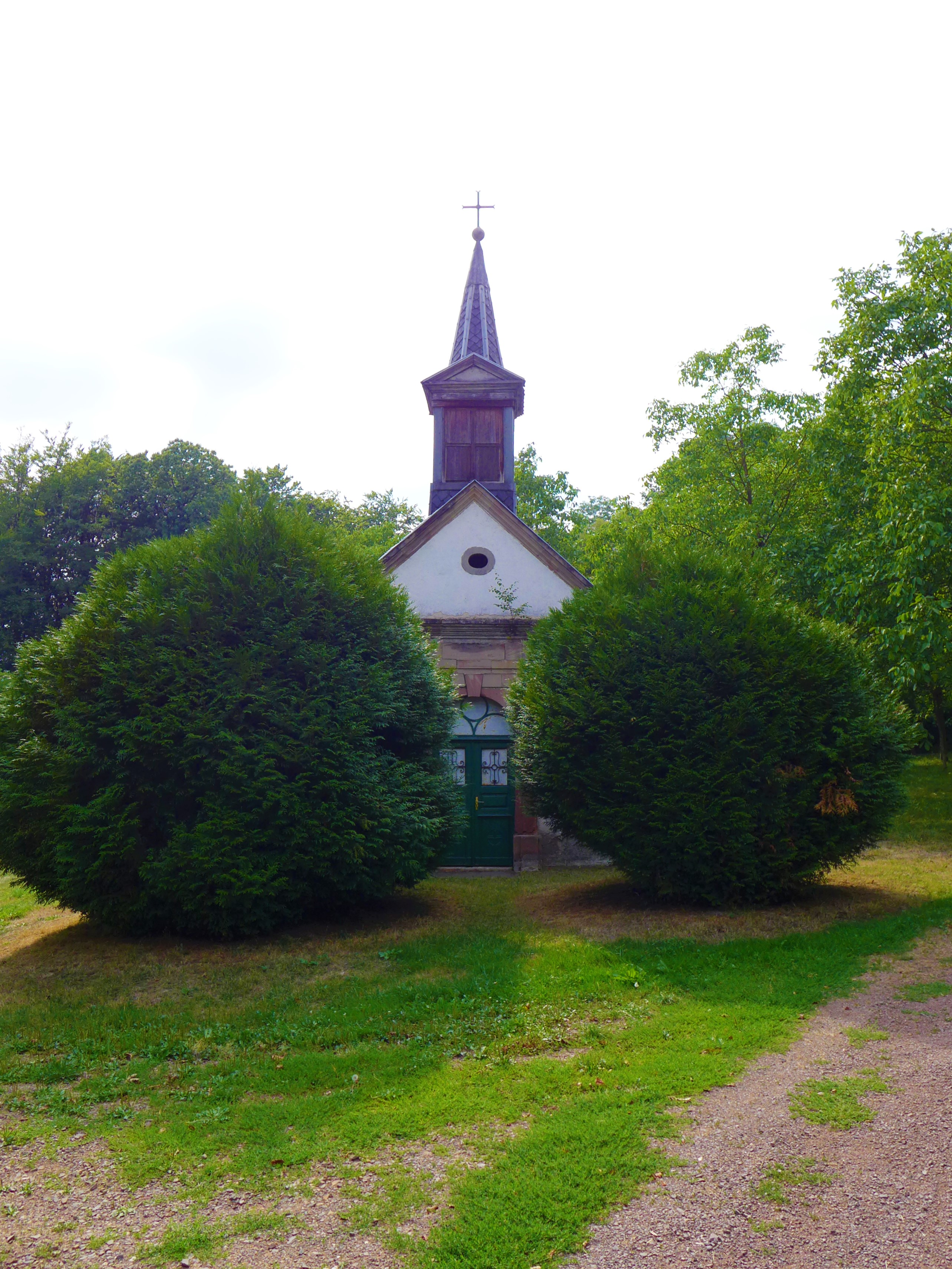
Kapelle auf dem Limberg, erbaut 1827 durch Louis Villeroy

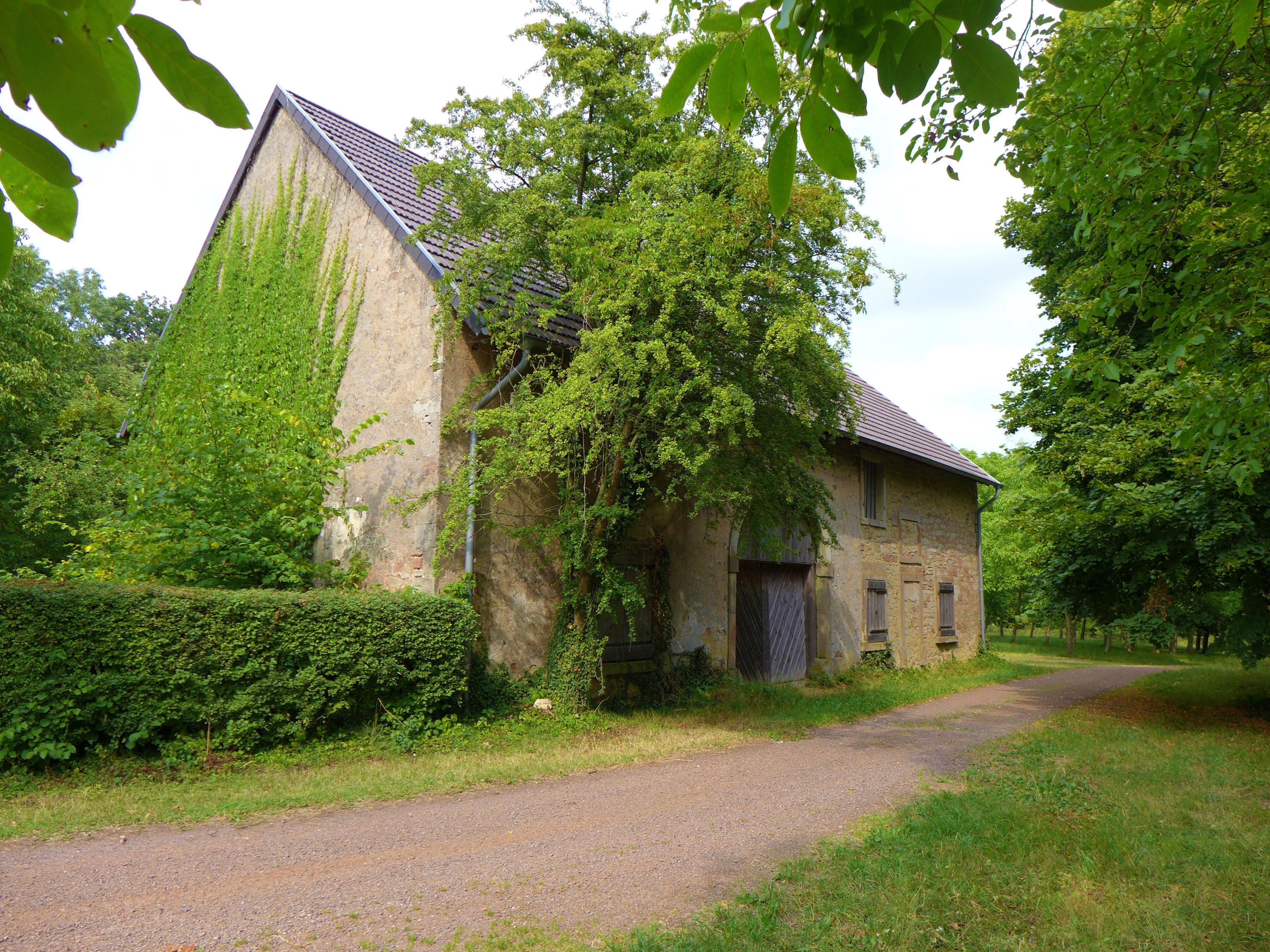
Scheune des Hofgutes auf dem Limberg, Reste der ehemaligen barocken Kalvarienberg-Wallfahrtskapelle

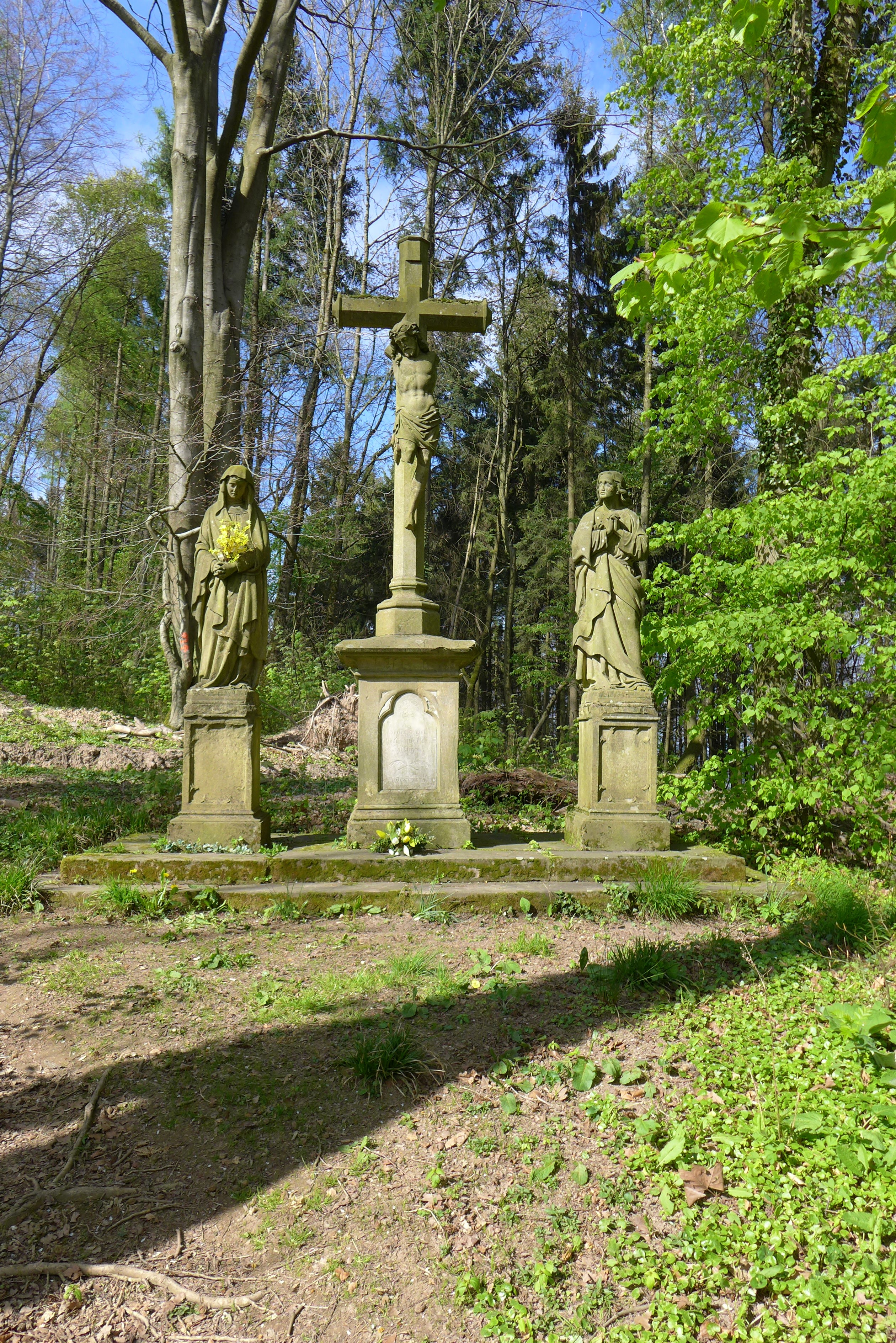
Wallerfangen, Limberg, Kreuzweg mit neogotischer Kreuzigungsgruppe von 1840

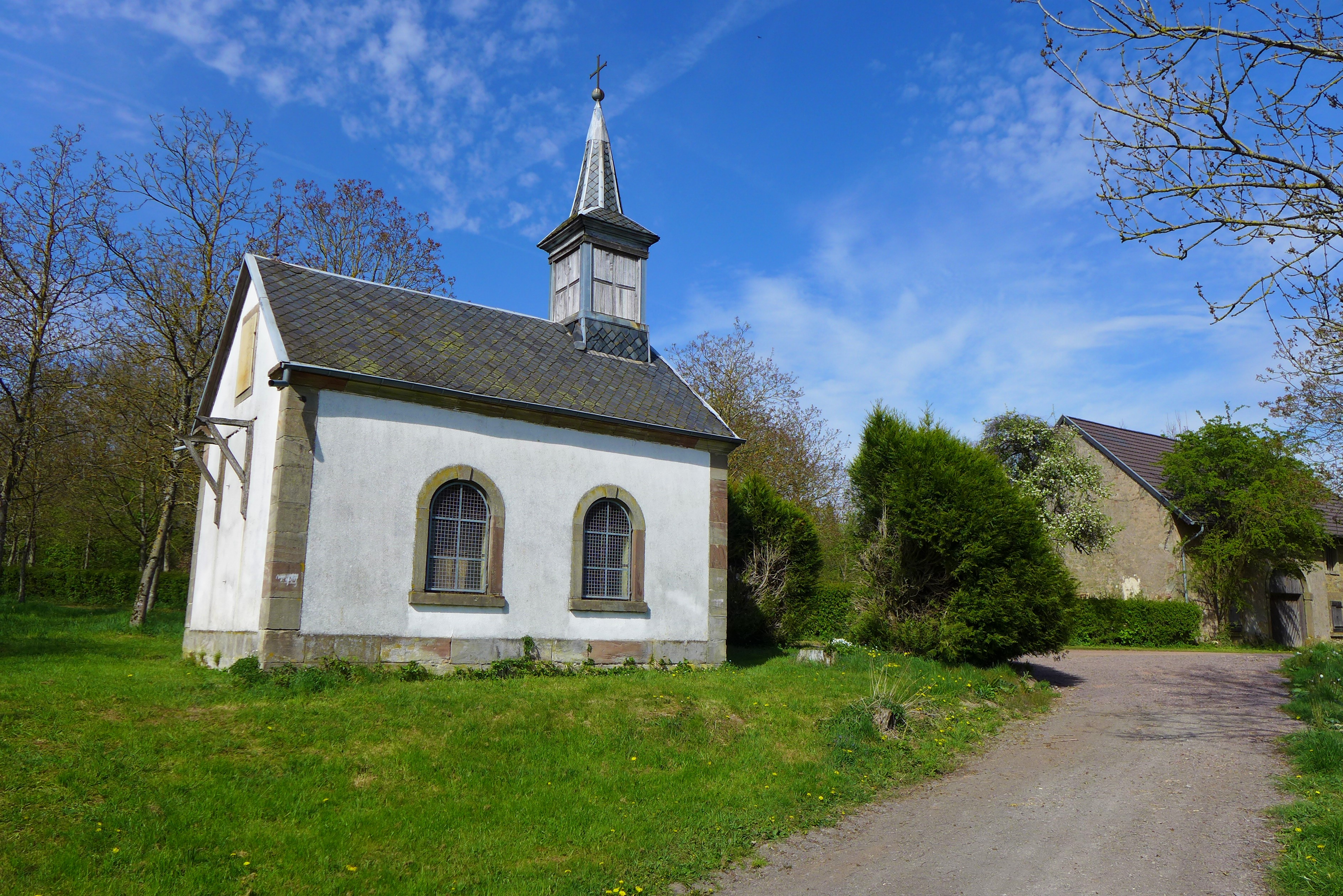
Wallerfangen, Limberg, Wallfahrtskapelle

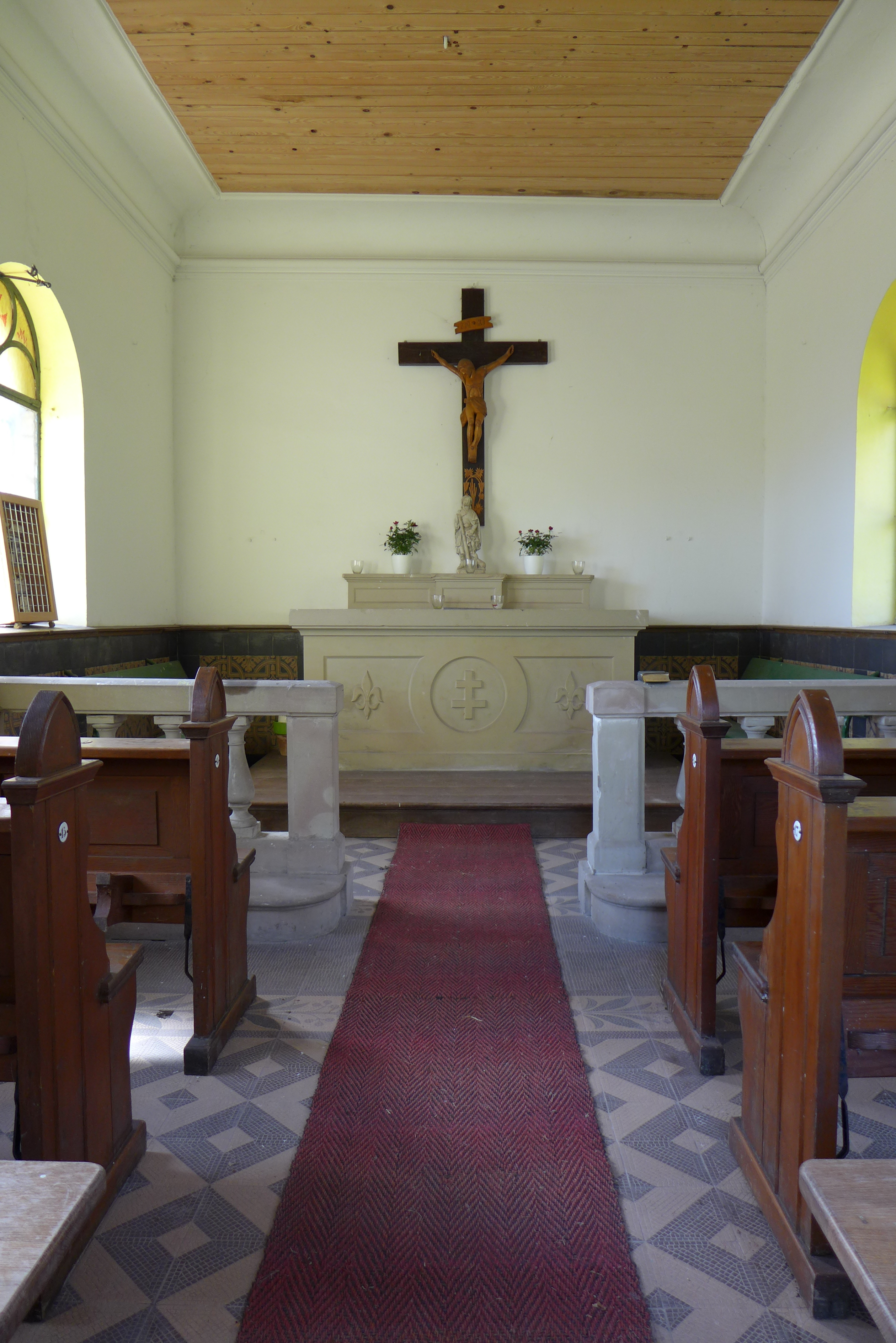
Wallerfangen, Limberg, Blick ins Innere der Wallfahrtskapelle, Altarstipes mit Lothringerkreuz und flankierenden französischen Lilien

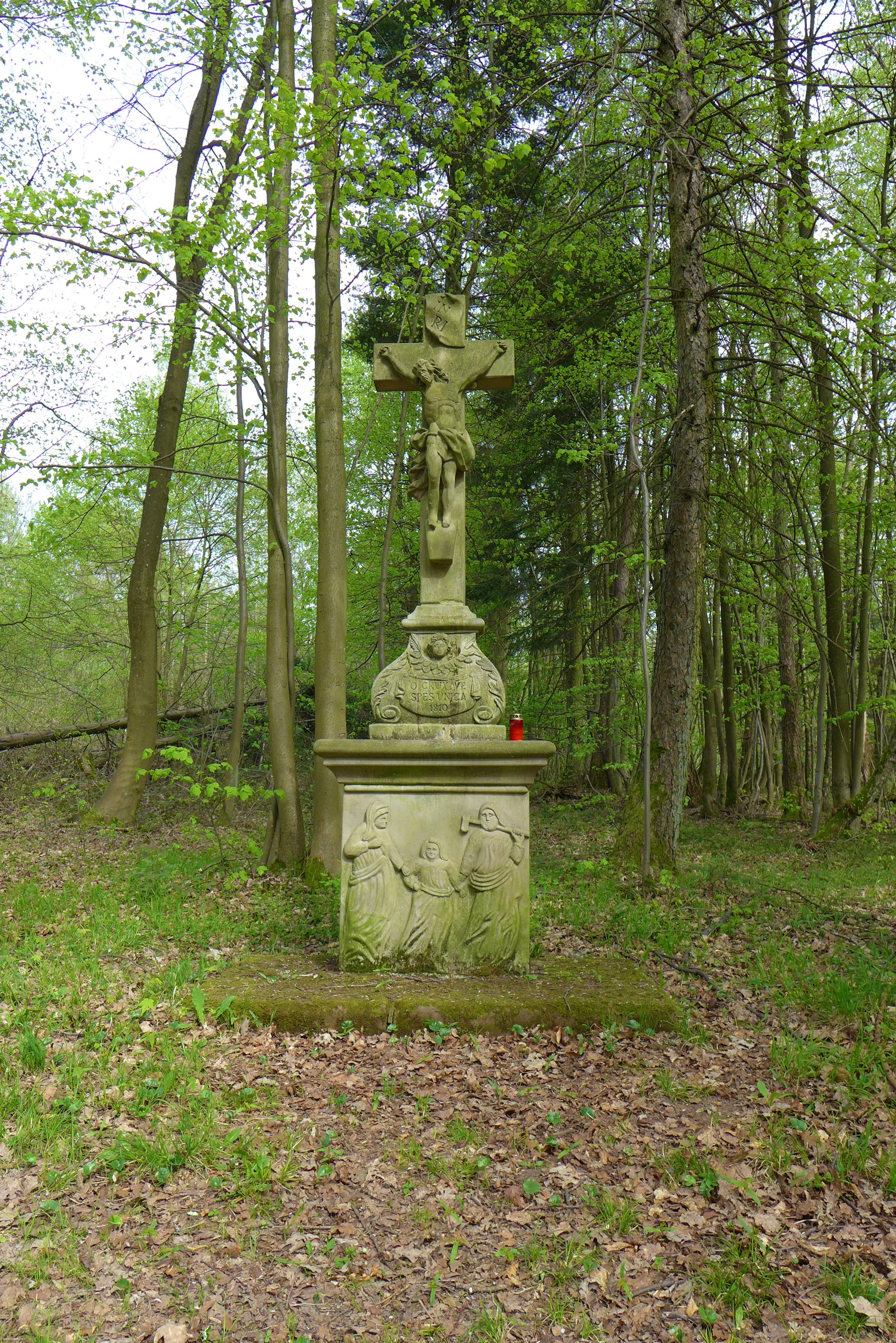
Wallerfangen, Limberg, Wegekreuz von 1810 mit Relief der Heiligen Familie im Sockelbereich zur Erinnerung an ein Unglück von einem Forstbeamten gestiftet; sogenannter „Großer Herrgott“

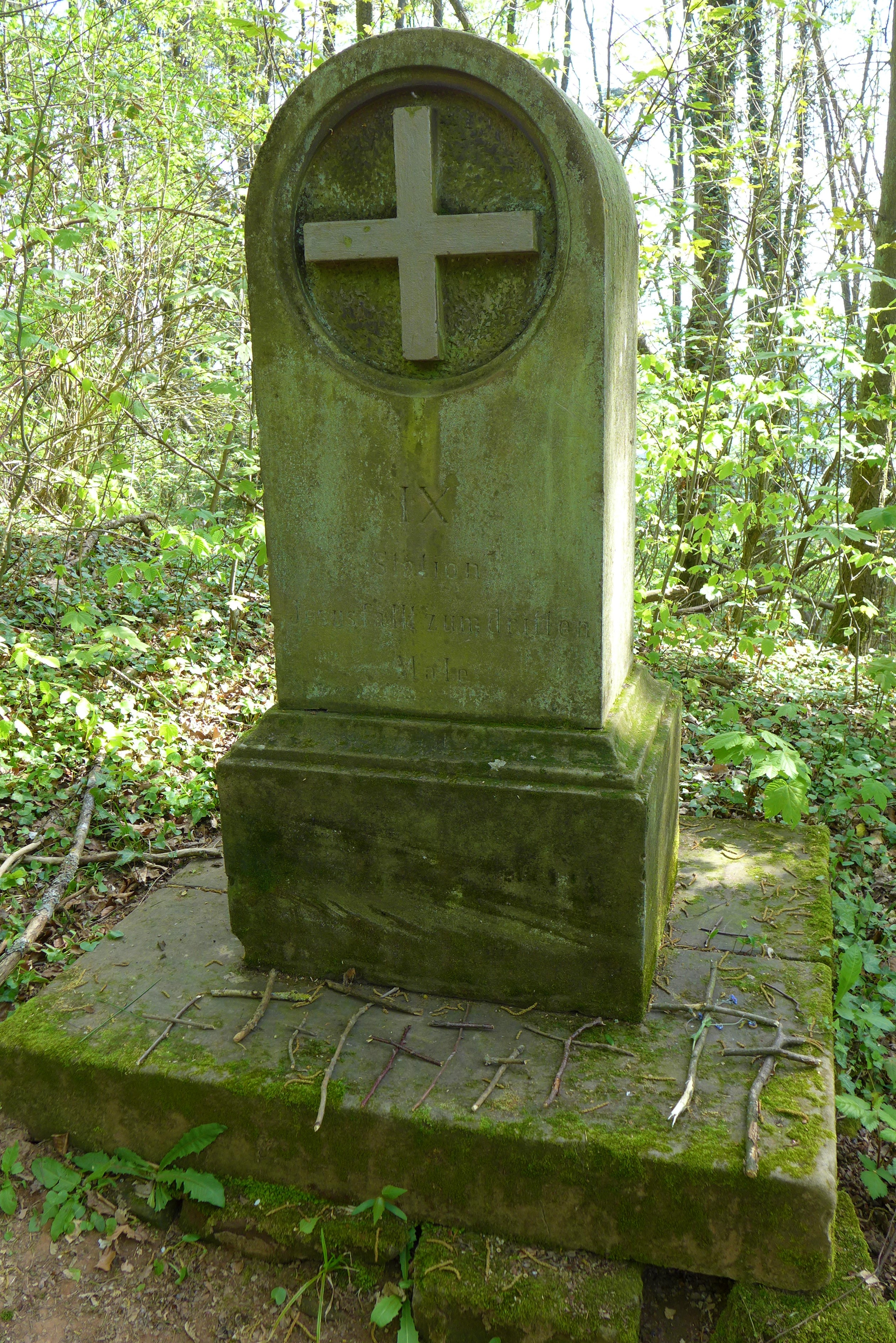
Wallerfangen, Kreuzwegstation am Limberg; Die Limbergpilger legen nach Verrichtung eines Gebetes aus kleinen Ästen gebildete Kreuze nieder.

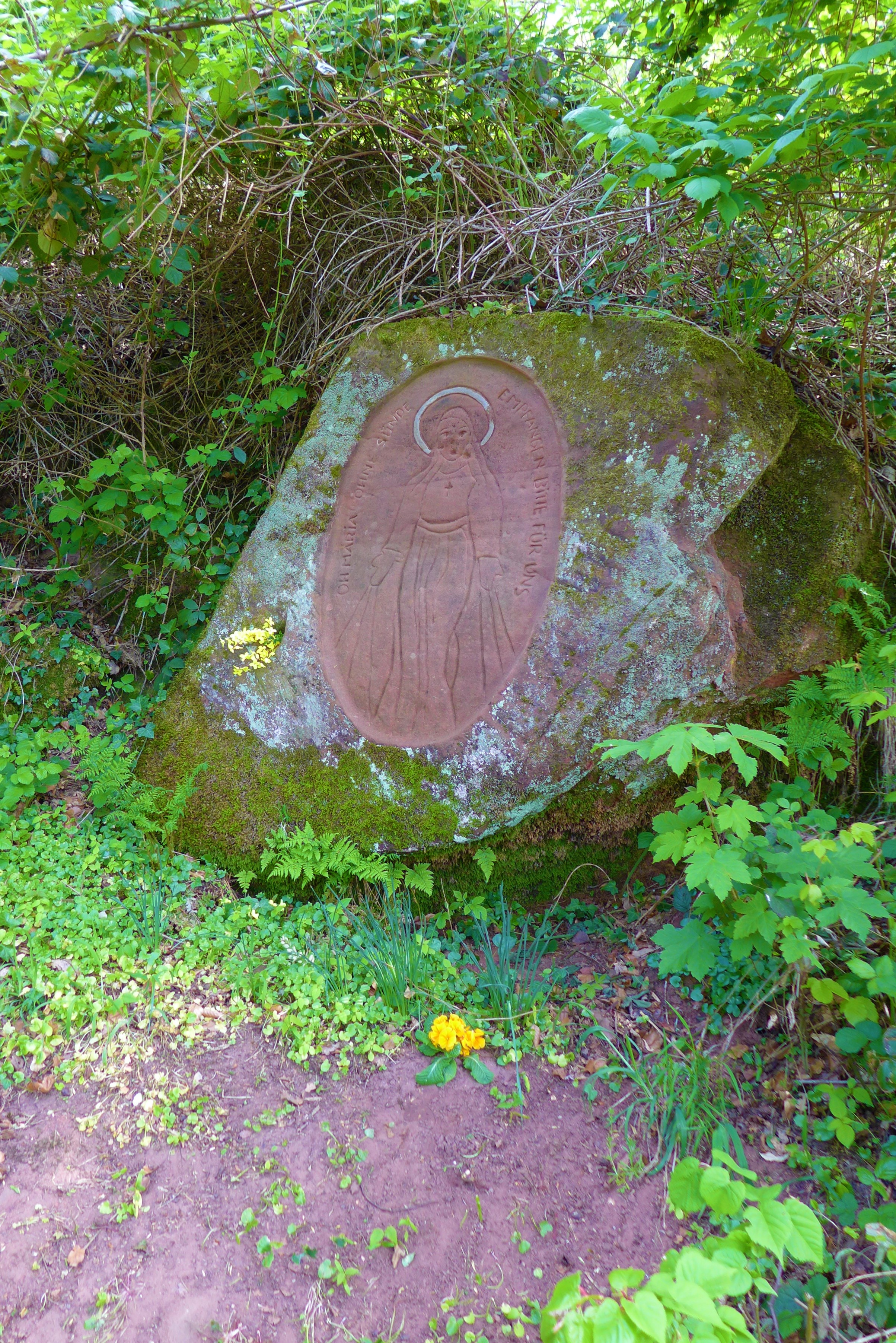
Wallerfangen, Kreuzweg am Limberg, Marianischer Gedenkstein mit der Darstellung der Muttergottes von der „Wundertätigen Medaille“

Die erstmals für das Jahr 1687 dokumentierte Limbergprozession der neuvermählten Paare der Pfarreien St. Ludwig und St. Peter und Paul in Beaumarais fand jedes Jahr am ersten Fastensonntag statt. Der Zug wurde vom Saarlouiser Maire, den Schöffen, sowie den ehemaligen Maires angeführt. Es folgten die Neuvermählten und eine große Menge von Zuschauern. Die jungen Paare, die unter Androhung einer Strafzahlung von zwei Franken an der Teilnahme der Prozession verpflichtet waren, trugen Strohbündel, die sie am Gipfel des 343 m hohen Limberges in Form des Lothringer Kreuzes aufstellten. Das Paar, das als letztes die Ehe geschlossen hatte, durfte abends das Strohkreuz anzünden. Die erste Station der Wallfahrt war der Platz des früheren Wallerfanger Kapuzinerklosters in der Wallerfanger Engt, heute der Standort des Villeroyschen Schlosses. Anschließend zog die Prozession weiter auf den Berg. Die Neuvermählten entrichteten der Stadtverwaltung von Saarlouis eine Geldgebühr, dem Förster auf der Siersburg eine Kanne mit Wein, ein Weißbrot und einen Hering und zahlten dem Herzog von Lothringen eine kleine Steuer. Die Wallfahrt der Neuvermählten wurde in dieser Form im Jahr 1741 abgeschafft. Der Brauch dürfte ein älterer Wallerfanger Volksbrauch gewesen sein, den man dann nach Saarlouis übertrug.
Der Saarlouiser Festungsgouverneur Thomas de Choisy hatte bereits im Jahr 1680 eine Kapelle auf dem Limberg für Bauarbeiter und Soldaten der zu errichtenden Festungsstadt bauen lassen, in der heilige Messen durch einen Karmeliterpater abgehalten wurden, doch bereits seit dem Mittelalter hatte hier ein von Mönchen betreutes Kirchlein gestanden. Der Limberg wurde von Choisy als Steinbruch für die Festung Saarlouis benutzt. Die Bauarbeiter waren in Baracken auf dem Berg untergebracht. Am 31. August 1682 gab die erzbischöfliche Behörde in Trier die Erlaubnis zur Benediktion einer neuen Kapelle auf dem Limberg, die durch Franziskanereremiten betreut wurde. Mit dem Ende der Festungsarbeiten wurde die Bauarbeitersiedlung auf dem Limberg mitsamt der behelfsmäßigen Kapelle abgebrochen. Allerdings errichtete man auf Initiative eines Einsiedlers und verschiedener Saarlouiser Bürger auf dem Limberg eine steinerne Kapelle, die von der Pfarrei Itzbach (1937 in Siersburg umbenannt) bzw. Rehlingen betreut wurde.
In den Jahren 1722 bis 1727 fertigte der Metzer Steinbildhauer Pierrar de Corail mit seinen Gesellen im Auftrag des Eremiten Claude Virion eine Kalvarienberg-Anlage mit zunächst sieben, dann acht Fußfall-Stationen, die am Fuß des Limberges mit einer Ölbergszene begann und auf dem Gipfel des Berges mit einer Heilig-Grab-Kapelle endete. Die steinernen Figurengruppen waren in annähernder Lebensgröße ausgeführt.
Die Einsiedelei auf dem Limberg schloss sich in Regel und Lebensweise der deutschen Kongregation der Eremitenbrüder vom heiligen Johannes dem Täufer an. Alle drei Jahre führte die Trierer erzbischöfliche Behörde eine Visitation der Limberger Eremitage durch. Die Heilig-Grab-Kapelle wurde in den Jahren 1738 bis 1741 um eine Muttergotteskapelle mit Gartenanlage erweitert. Der Sakralbau verfügte über drei Altäre (Muttergottes-Hochaltar, Nebenaltäre für den hl. Josef und den hl. Antonius), Beichtstühle, eine Glocke, ausreichende Vasa sacra sowie Paramente. Unter dem Hochaltar der Kapelle befand sich in einer Krypta das Heilige Grab. Allerdings scheint die Kapelle, die sich zunehmend zu einer Wallfahrtskapelle entwickelte, nie geweiht worden zu sein. Patroziniumsfest der Kapelle war der 16. April. Zusätzlich befand sich in einiger Entfernung zur Kapelle eine Statio, die der heiligen Maria Magdalena gewidmet war. In dieser Statio war eine angeblich wundertätige Quelle gefasst, die von Mädchen und Witwen aufgesucht wurde, um einen Ehegatten zu erbitten. Als Opfergaben ließ man diesbezüglich kleine Holzkreuze an der Quelle zurück. Da sich der Weg von Itzbach bis zum Oberlimberg für den betreuenden Priester als zu weit herausgestellt hatte, versahen die Wallerfanger Augustinerchorherren zunehmend die gottesdienstlichen Handlungen.
Patronatsherr der Kapelle war laut Visitationsprotokoll des Jahres 1741 der Herzog von Lothringen und vormalige König von Polen, Stanislaus I. Leszczyński, der am 30. Juni 1751 die unbeschuhten Karmeliter der lothringischen Ordensprovinz zur Seelsorge auf den Limberg berief. In der Eremitage wurde mit Zustimmung der bischöflichen Behörde in Trier vom 29. August 1759 ein kleines Hospiz eingerichtet, das von zwei Patres und einem Laienbruder betreut wurde. Der Trierer Erzbischof Franz Georg von Schönborn gab der Anlage den Titel „Maria vom Berge Karmel“. Patroziniumstag dieser Kapelle war nun der 16. Juli, das Fest Unsere Liebe Frau auf dem Berge Karmel, das sogenannte Skapulierfest.
Der Klosterbau auf dem Limberg war an die Nordseite der Kirche angebaut. Er war unterkellert und erhob sich über zwei Stockwerke. Reste der Kapelle haben sich bis heute in der Hofscheune des ehemaligen Gutshofes bei der Kapelle des Jahres 1827 erhalten. Die Krypta unter der Scheune wurde bei einer Neueindeckung des Scheunendaches in den 1970er Jahren von den Bauarbeitern zu großen Teilen mit Ziegelschutt verfüllt, sodass man sie heute nur noch gebückt begehen kann.
Für das Jahr 1783 berichtet der Itzbacher Pfarrer Motte, dass es bei den Wallfahrten am Josefstag (19. März), an Mariae Verkündigung (25. März) sowie an Mariae Geburt (8. September) im Anschluss an die Wallfahrten vermehrt zu Ausschweifungen „zum Verderben der Jugend beiderlei Geschlechts und zum Ärger des Guten“ gekommen sei. Im Jahr 1784 gaben die Karmeliter die Niederlassung auf dem Limberg aus Mangel an geeignetem Ordensnachwuchs auf und die Anlage ging mit Wirkung vom 18. Dezember 1788 durch königlichen Erlass Ludwigs XVI. in die Obhut des Franziskanerklosters in Sierck über, das im Jahr 1627 gegründet worden war und zur Kölnischen Ordensprovinz gehörte. Doch bereits seit dem Jahr 1785 hatten die Siercker Mönche die Limberger Kapelle seelsorglich betreut.
Im Zuge der Französischen Revolution wurde die Anlage auf dem Limberg mit einer Fläche von etwa 10 Morgen im Jahr 1791 enteignet und verpachtet und die Mönche wurden vertrieben, wobei der Pächter Poligny aus Niederlimberg die Kapelle für Pilger offen ließ. Dagegen schritt die revolutionäre Distriktsverwaltung ein und verkaufte das Areal am 16. März 1792 für 3500 Livres an die Gebrüder Antonius und Matthias Capitaine aus Felsberg, die die Gebäude verkommen ließen und die Ländereien weiterveräußerten. Während des antikirchlichen Kampfes der Französischen Revolution wurden die acht Skulpturengruppen des Pierrar de Corail und seiner Schüler von Revolutionsaktivisten zerschlagen. Die Trümmer befinden sich nach einer Sicherung im Jahr 1930 noch heute auf dem Limberg. Skulpturen der schlafenden Jünger werden im Villeroyschen Gutshof auf dem Limberg aufbewahrt, die übrigen Jünger und eine Pietà-Darstellung in der Scheune auf dem Limbergplateau. Auf dem Torso der Muttergottes ist noch die Inschrift „Corail fecit 1722“ erkennbar. Die zerstörte Gruppe der schlafenden Jünger Jesu hatten Corails Schüler in den Jahren 1726/1727 gefertigt. Die Wallerfanger Gewannnamen „Beim Kloster“ sowie „Kapellenberg“ erinnern in ihrer Namensgebung bis heute an die religiöse Geschichte des Ortes.
Die Ordensprovinz gab den Anspruch auf die Anlage allerdings auch noch in der Revolution nicht auf und ernannte weiterhin Obere: bis 1794 war dies Pater Ananias Helbron aus Hilbringen und im Jahr 1797 wurde Pater Chrysostomus Jansen aus Oberleuken ernannt. Im Jahr 1802 löste man die Ordensprovinz selbst auf.
Erst im Jahr 1827 ließ Louis Villeroy die heute noch bestehende Kapelle für sein Hofgut auf dem Limberg errichten. Im Jahr 1840 wurde durch die Familie von Louis Villeroy ebenfalls ein neuer Kreuzweg errichtet. Zwischen der neunten und zehnten Kreuzwegstation steht eine neogotische Kreuzigungsgruppe. Im Kriegswinter 1944/1945 wurde die Skulpturengruppe bei den schweren Kämpfen zwischen der deutschen Wehrmacht und der US-Armee stark beschädigt. In neogotischer Rahmung ist auf dem Sockel des Kruzifixus eine weiße Marmortafel angebracht. Ihre französische Inschrift, die sich an Mt 11,28  orientiert, lautet: „Venez à moi vous qui êtes affligés MDCCCXXXX“ (dt. Übersetzung: Kommt zu mir, die ihr betrübt seid, 1840.) Die Kreuzigungsszene thematisiert eine Stelle der Passionsgeschichte nach dem Johannesevangelium (Joh 19,25-27 ):

„Bei dem Kreuz Jesu standen seine Mutter und die Schwester seiner Mutter, Maria, die Frau des Klopas, und Maria von Magdala. Als Jesus seine Mutter sah und bei ihr den Jünger, den er liebte, sagte er zu seiner Mutter: Frau, siehe, dein Sohn! Dann sagte er zu dem Jünger: Siehe, deine Mutter! Und von jener Stunde an nahm sie der Jünger zu sich.“

Während die Mutter Jesu mit ineinandergreifenden Fingern in Hüfthöhe im Schmerz versunken zu Boden blickt, wendet sich der gekreuzigte Jesus ihr zu. Der neben dem Kreuz stehende jugendliche Jünger, der in der christlichen Tradition mit dem Lieblingsjünger Johannes identifiziert wird, schaut mit leidvollem Blick zu Jesus auf und hat die Hände vor seiner Brust gefaltet.
Ein weiteres steinernes Kreuz, der sogenannte „Große Herrgott“, steht auf dem Plateau des Limberges am Waldweg von Oberlimberg zur Limbergkapelle. Das in den Stilformen des späten Barock im Jahr 1810 errichtete Wegekreuz wurde der Überlieferung nach von einem Forstbeamten errichtet. Er soll im Wald auf dem Limberg ein Wolffangeisen ausgelegt haben, das unglücklicherweise hier einem Familienmitglied zum tödlichen Vergängnis wurde. Der Sockel des Wegekreuzes zeigt ein Relief der Heiligen Familie beim sogenannten Heiligen Wandel. Die Darstellung der Heiligen Familie könnte sich auf das zerstörte Familienglück des Forstbeamten beziehen. Oberhalb der Sockelmensa hält ein Putto eine volutenflankierte Banderole mit der Inschrift „O crux ave spes unica“ (dt. Übersetzung: Sei gegrüßt, oh Kreuz, du einzige Hoffnung). Das Wegekreuz „Großer Herrgott“ wurde im Jahr 1979 restauriert.
Bis zum heutigen Tage ziehen zahlreiche Menschen traditionell am Karfreitag auf den Limberg. Der knapp zwei Kilometer lange Herrgottsweg hoch zur Kapelle wird von Kreuzwegstationen gesäumt. Die Gläubigen basteln aus Zweigen kleine Kreuzchen und legen sie am Fuße der Stationen nach der Verrichtung von stillen Gebeten nieder. Anschließend stärken sich die Pilger am Gipfel des Berges mit Quarkbroten („Kässchmieren“) oder Kartoffelpuffern („Grumbeerkeïchelcha“). Beim Verzehr der Karfreitagspeisen darf in Rücksicht auf den Todestag Jesu Christi keine Musik gespielt werden.

Reste der von Revolutionsaktivisten geschändeten Fußfälle von Pierrar de Corail
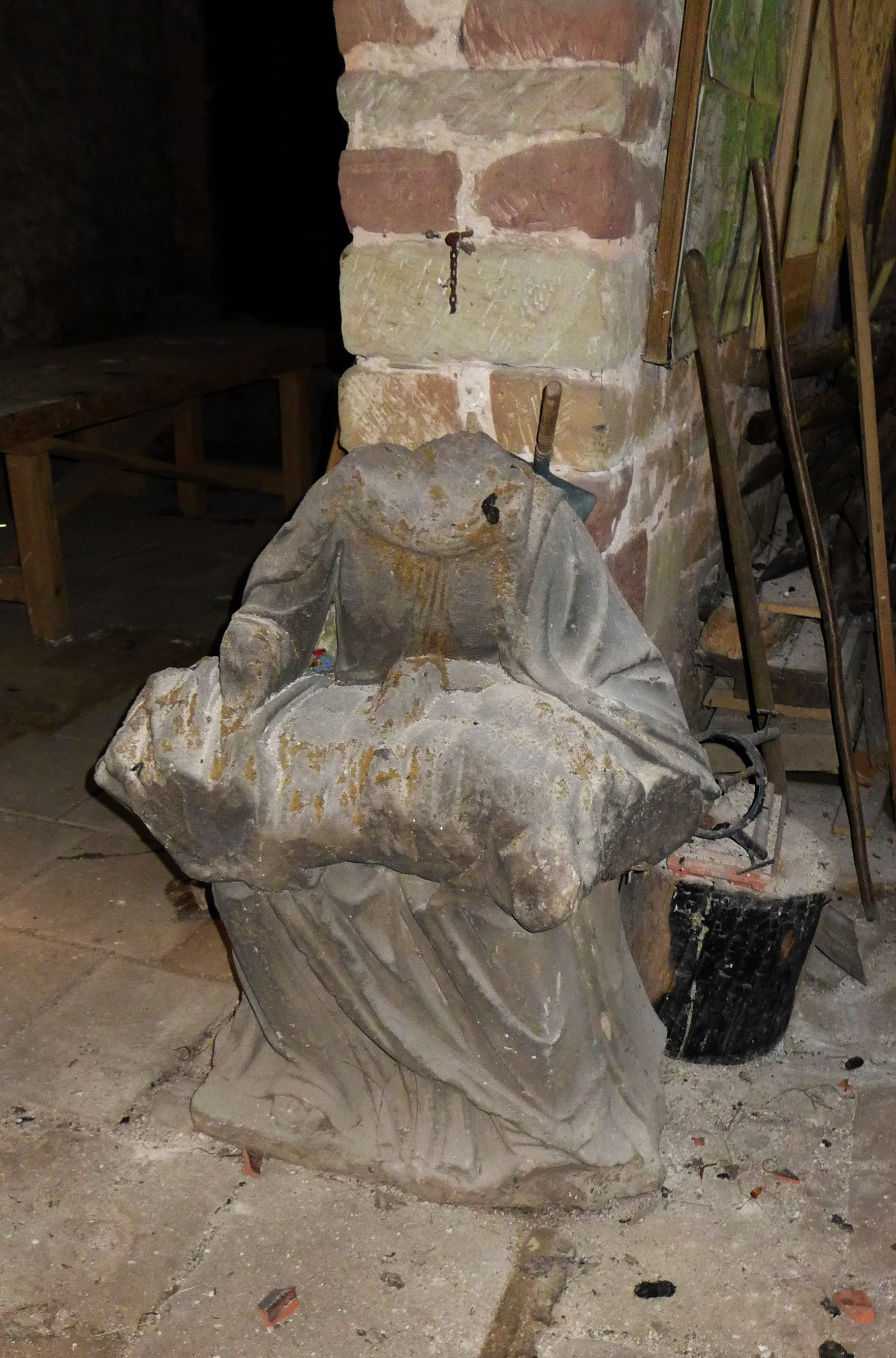
Wallerfangen, Reste der von Revolutionsaktivisten geschändeten Fußfälle von Pierrar de Corail, Pietà-Darstellung
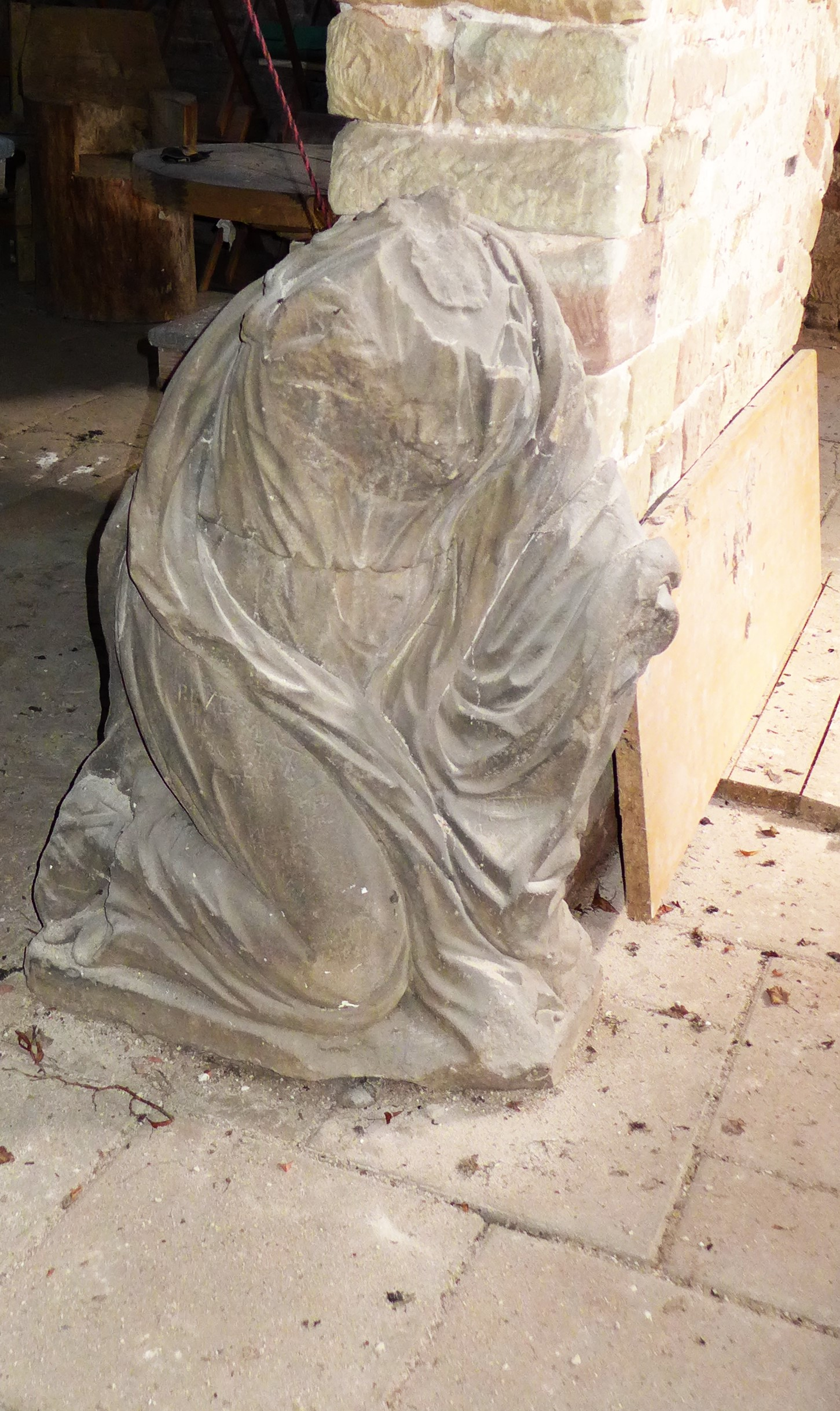
Wallerfangen, Reste der von Revolutionsaktivisten geschändeten Fußfälle von Pierrar de Corail, Kniender Jünger
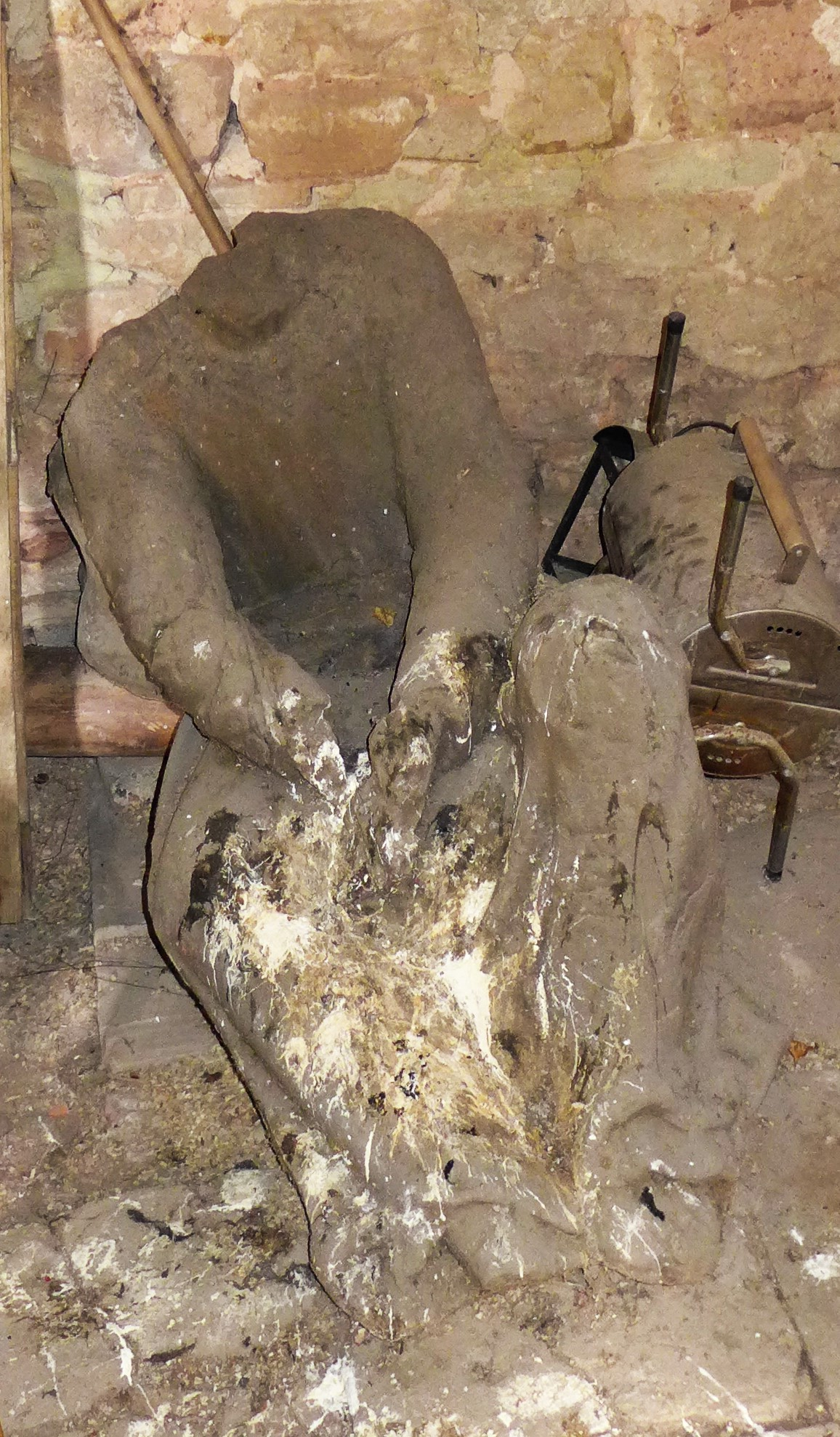
Wallerfangen, Reste der von Revolutionsaktivisten geschändeten Fußfälle von Pierrar de Corail, Sitzender Jünger
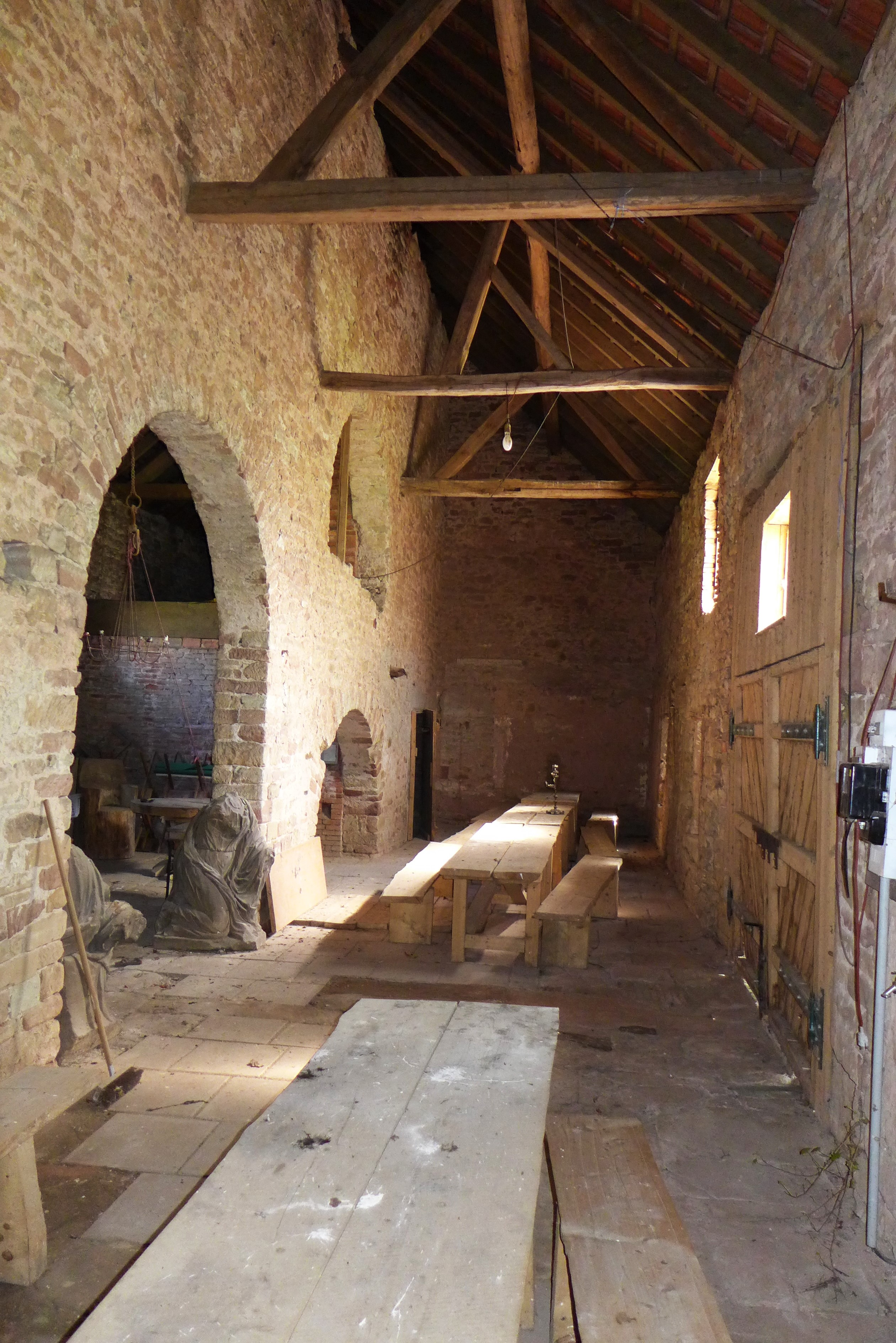
Wallerfangen, Scheune im ehemaligen Klosterareal auf dem Limberg, wo die geschändeten Fußfälle von Pierrar de Corail, teilweise aufbewahrt werden